# Duomo di Siena
Il duomo di Siena, ufficialmente cattedrale metropolitana di Santa Maria Assunta, è il principale luogo di culto cattolico di Siena, in Toscana, sede episcopale dell'arcidiocesi metropolitana di Siena-Colle di Val d'Elsa-Montalcino; l'edificio è situato nell'omonima piazza, nel Terzo di Città.
Costruita in stile romanico-gotico italiano, è una delle più significative chiese realizzate in questo stile in Italia.

## Storia

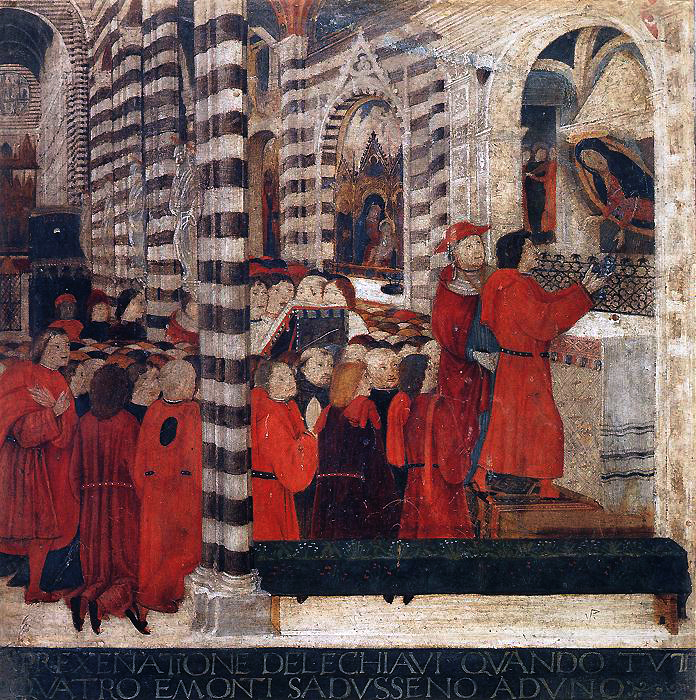
L'interno della Cattedrale in una tavoletta di Biccherna del 1482 raffigurante l'Offerta delle chiavi della città di Siena alla Madonna

Scarse e incerte sono le notizie prima del dicembre 1226, mese in cui la Repubblica di Siena comincia le registrazioni presso gli uffici della Biccherna (uffici delle uscite) dei costi e dei contratti relativi alla costruzione e decorazione della cattedrale. Il nuovo edificio sembra comunque iniziato a metà del XII secolo su un edificio preesistente, forse del IX secolo, a sua volta edificato su un ipotetico tempio di Minerva. Nell'Alto Medioevo qui si trovava infatti la costruzione che sarebbe stata, fino al 913, la residenza del vescovo e avrebbe contenuto una chiesa rivolta verso est, cioè verso l'attuale battistero. Solo nel XIII secolo il Duomo sarebbe stato trasformato in basilica, con la facciata rivolta a ovest, cioè verso l'ospedale di Santa Maria della Scala, ma i lavori vennero terminati solo alla fine del secolo successivo. Secondo la tradizione, la consacrazione della nuova cattedrale avvenne il 18 novembre 1179, alla presenza del Papa, il senese Alessandro III: a ricordo di tale evento ancora oggi il 18 novembre di ogni anno si espone lo stendardo papale nel presbiterio. I lavori comunque erano tutt'altro che compiuti e dal 1196 venne preposta una speciale deputazione di cittadini, l'Opera di Santa Maria, che dal 1238 al 1285 fu amministrata dai monaci di San Galgano.

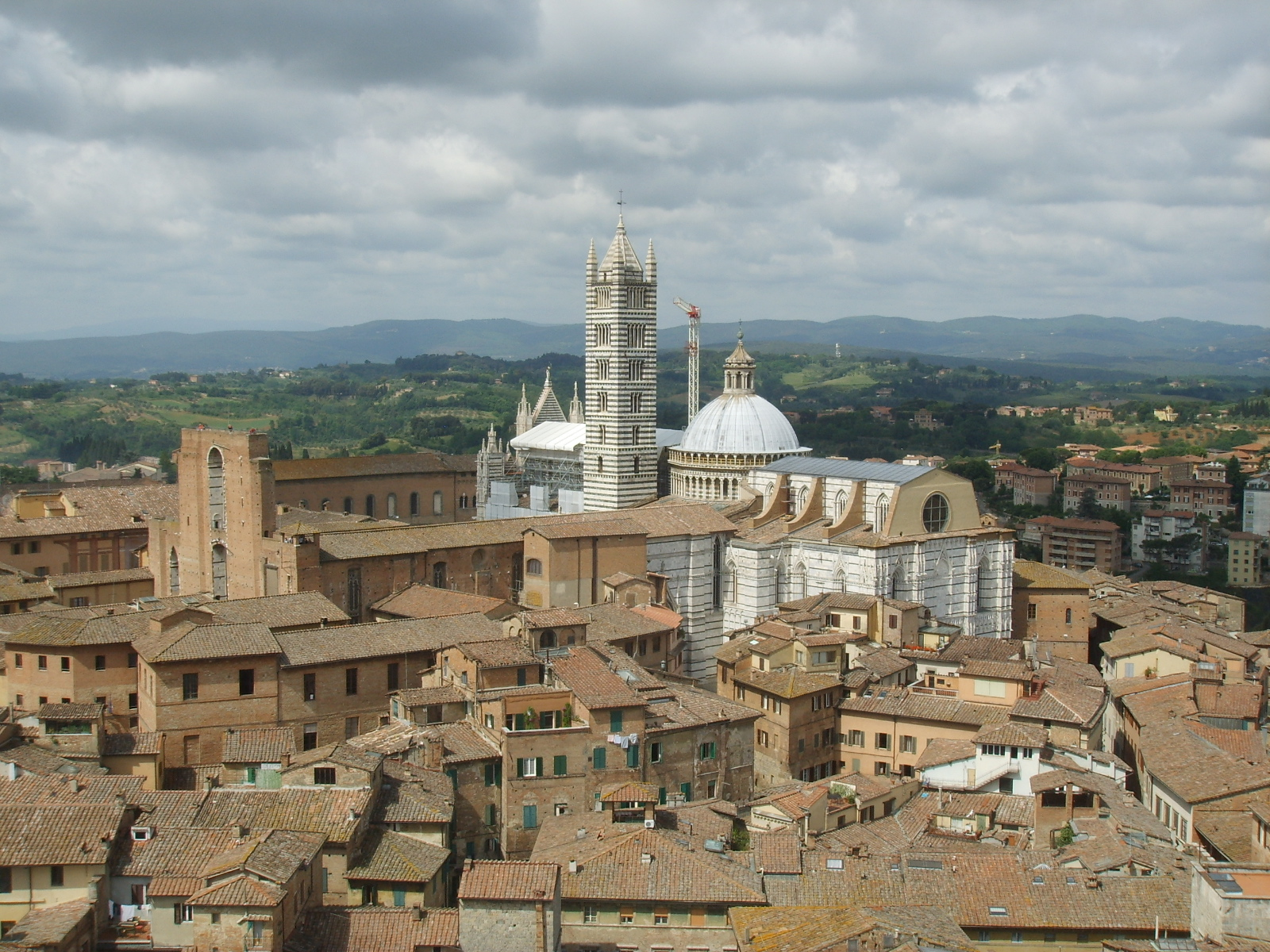
Veduta dalla Torre del Mangia della cattedrale con il Duomo Nuovo (a sinistra) rimasto incompiuto

Nel 1227 la biccherna della Repubblica registra una serie di pagamenti per marmi bianchi e neri. Nel 1259 vengono registrati pagamenti per gli arredi del coro, mentre nel 1263 vengono acquistati del piombo per la copertura della cupola e pagato il Rosso Padellaio per la mela di rame che fu collocata in cima alla cupola. La sua altezza è di 48 metri, inclusa la croce (l'attuale sistemazione dell'apice della cupola stessa è del 1667). Questi dati mostrano che entro il 1263 il coro, l'esagono centrale e la cupola della basilica attuale erano già stati edificati. Copie moderne di documenti, di fonti imprecisate, indicano date tra il 1280 e il 1284 per il completamento del corpo longitudinale (navate). Una cronaca trecentesca anonima indica il 1284 come l'anno della posa della prima pietra della facciata, mentre altri documenti del governo testimoniano che dal 1284 al 1297 circa Giovanni Pisano era al lavoro in qualità di capomastro per la costruzione della parte inferiore della facciata, poi completata da Camaino di Crescentino, padre dello scultore Tino di Camaino, tra il 1299 e il 1317 circa.
Nel 1313 venne terminato il campanile, alto circa 77 metri. Tre cronache trecentesche, di cui una esiste solo in copia, testimoniano che nel maggio del 1317 la facciata fu terminata e che iniziarono lavori di ampliamento nella parte orientale, con l'aggiunta di due campate nel coro (reso possibile dalla creazione di un battistero sottostante il cui tetto fece da supporto al nuovo coro), di una terza navata nel transetto e di una campata per ciascuno dei due bracci del transetto. Fu anche innalzata la navata centrale per adeguarla alla facciata appena terminata. Nell'edificio attuale l'esagono sotto la cupola non è più il centro di simmetria della chiesa, come era invece prima di tale ampliamento.

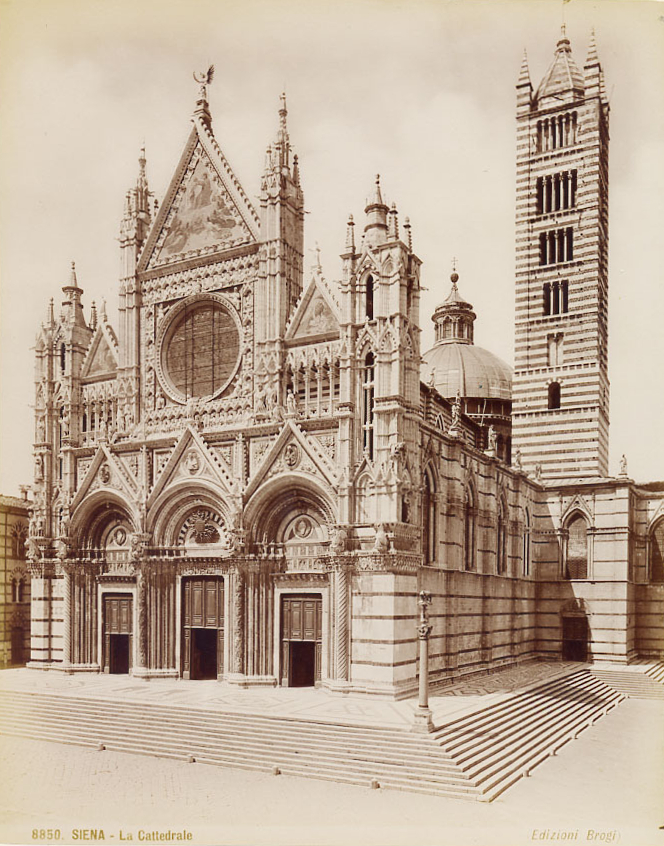
La cattedrale negli anni settanta del XIX secolo in una fotografia di Giacomo Brogi

Tali lavori di ampliamento subirono una brusca interruzione nel 1339, allorché dovette sembrare, con Siena al massimo del suo splendore, che il duomo fosse troppo piccolo per la città: la popolazione e la ricchezza erano aumentate, espandendosi la vita comunale; si pensò quindi di ampliarlo in modo tale che l'attuale corpo longitudinale diventasse solo il transetto e la facciata orientata a sud, in posizione molto più avanzata rispetto all'antico edificio. Il progetto fu affidato a Lando di Pietro (o "di Piero") dopo la delibera del Consiglio Generale della Campana del 23 agosto 1339. I lavori passarono già nel 1340 sotto la supervisione dello scultore e architetto Giovanni di Agostino. A causa della peste del 1348 e di alcuni crolli strutturali, nel giugno del 1357 si decise di interrompere i lavori, lasciando nell'attuale piazza Iacopo della Quercia i segni del fallimento: basamenti per le colonne e incastonamenti di queste nell'edificio dell'attuale Museo dell'Opera Metropolitana del Duomo, oltre alla facciata incompiuta (il cosiddetto "facciatone").
Fallito il progetto del Duomo Nuovo, i senesi si rassegnarono a terminare la vecchia costruzione e, qualche anno dopo il 1357, i lavori ripresero sotto la direzione di Domenico di Agostino, fratello di Giovanni. Entro il 1370 i lavori erano terminati.
Salito al soglio pontificio il vescovo senese Enea Silvio Piccolomini (1405-1464) col nome di Pio II, nel 1459 elevò la diocesi di Siena a sede arcivescovile. Il vescovo da allora assunse il titolo di Arcivescovo Metropolita, motivo per cui la cattedrale viene denominata anche la "Metropolitana".
Nel 1870 un incendio distrusse la cupola esterna in legno e parte della copertura lignea della navata che vennero ripristinate.

## Descrizione

### Pianta
La chiesa è sopraelevata grazie a una piattaforma di undici gradini, ed è a croce latina con tre navate e cupola esagonale (segnata però da otto costoloni all'esterno) all'incrocio dei bracci. Il transetto è diviso a sua volta in due navate. Nella terminazione longitudinale è presente un'abside.
 Facciata

 Acquasantiere di Antonio Federighi

 Navata centrale

 Cupola

 Coro

 Abside

 Altare maggiore

 Battistero di San Giovanni

 Pulpito di Nicola Pisano

 Cappella del Santissimo Sacramento

 Cripta

 Altare di San Crescenzio

 Altare di San Bernardino

 Transetto destro

 Cappella della Madonna del Voto

 Campanile

 Altare di Santa Caterina d'Alessandria

 Altare di San Francesco di Sales

 Altare di San Girolamo

 Altare di San Gaetano

 Altare dei Santi Quattro Coronati

 Altare dei Santi Giacomo e Filippo

 Altare dell'Epifania

 Altare Piccolomini

 Monumento sepolcrale di Marc'Antonio Zondadari

 Cappella di San Giovanni Battista

 Transetto sinistro

 Pio III di Pietro Balestra

 Altare del Crocifisso

 Altare dei Santi Pietro e Paolo
 Pio II di Giuseppe Mazzuoli

 Lastra tombale di Giovanni Pecci di Donatello

 Cappella di Sant'Ansano

 Sagrestia

 Libreria Piccolomini

 Duomo Nuovo

 Porta del Perdono (Porta della Riconoscenza)

### Esterno

#### Facciata

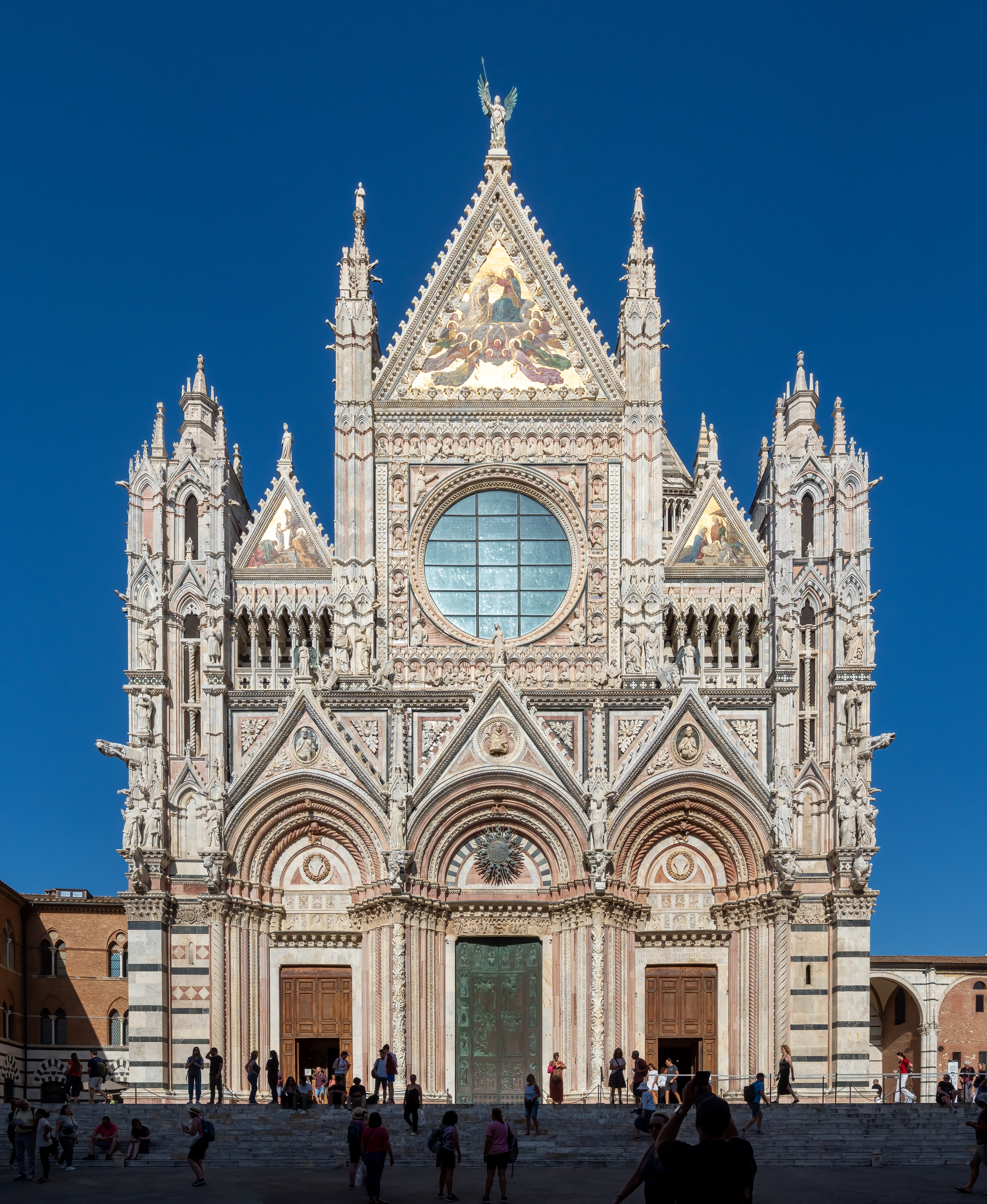
La facciata

La facciata, prevalentemente in marmo con qualche decorazione in serpentino e Rosso di Gerfalco, è divisibile in due metà, inferiore e superiore, riferibili a due distinte fasi costruttive. La ricchezza della decorazione, prevalentemente scultorea, nasconde irregolarità e asimmetrie derivate dalla lunga fase costruttiva a cui misero mano molteplici progettisti.

##### Parte inferiore
La facciata inferiore fu realizzata da Giovanni Pisano ed è riferibile a uno stile romanico-gotico di transizione. Questi vi lavorò tra il 1284 e il 1297, prima di allontanarsi improvvisamente da Siena, probabilmente per le critiche mossegli dal comune per gli sprechi e la disorganizzazione. A questa fase risalgono i tre portali (con strombo, lunette e ghimberghe) e i due torrioni laterali. Il portale centrale ha un arco a tutto sesto, quelli laterali leggermente ogivali; gli sguanci sono decorati da sottili colonne ritorte, con capitelli scolpiti a fogliame. Esse sorreggono gli archivolti, anch'essi ritorti, aventi come chiavi di volta teste di satiri. Tre ghimberghe sormontano gli archi. Esse sono decorate da foglie rampanti e al centro recano dei busti, aggiunti però solo nel XVII secolo. Sulla sommità sono presenti delle statue, rappresentanti Angeli e una statua della Vergine, alla quale il grande oculo sembra fare da aureola. I torrioni laterali esterni sono tozzi e robusti, alleggeriti solo da slanciate finestre, che si aprono negli incassi, e da edicole cuspidate con statue, doccioni e coronamenti gotici.

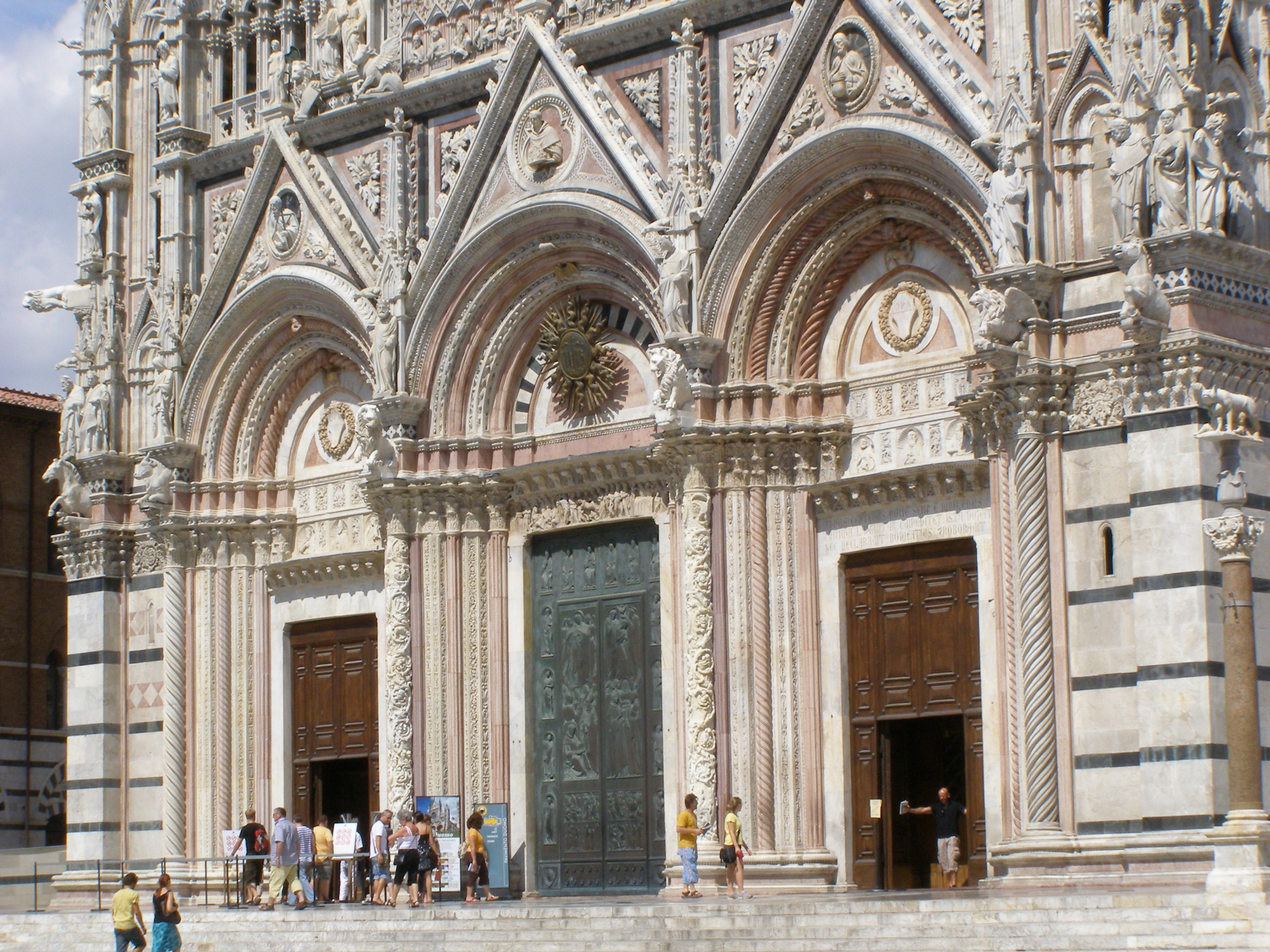
La parte inferiore della facciata con i tre portali

Giovanni Pisano curò anche la decorazione scultorea, e corredò la facciata di un sorprendente ciclo di statue gotiche. Quelle a figura umana sono in totale quattordici, di cui otto in facciata, tre sul lato sinistro della facciata e tre su quello destro. Queste hanno come soggetto Profeti, Patriarchi, Filosofi pagani e Profetesse e rappresenta un unicum nella scultura gotica italiana in quanto hanno un programma iconografico preciso dove tutte le figure, volontariamente o involontariamente, annunciano la Venuta di Cristo. In facciata troviamo, da sinistra a destra, il Filosofo Platone, il Profeta Abacuc, una Sibilla, Re David, Re Salomone, Mosè, Gesù di Sirach ed una figura non identificata. Sul lato sinistro troviamo ancora una figura non ben identificabile, il Profeta Isaia, e l'Indovino (e profeta involontario) Balaam. Sul lato destro troviamo infine Simeone, la Profetessa Maria di Mosè (oppure sibilla) e il Filosofo Aristotele. Al di sotto di queste statue troviamo figure di animali, mentre più in alto, tra la Madonna e gli Angeli e appoggiate sull'architrave, troviamo le rappresentazioni antropomorfe dei Quattro Evangelisti. Tutte le statue sono copie di originali conservati al Museo dell'Opera del Duomo. Di Giovanni Pisano o della sua bottega sono anche le statue dei torrioni laterali, fino alla sommità.
Eccezione a questa statuaria annunciatrice della venuta di Cristo, è l'architrave con Storie della Madonna che si colloca sopra il portale centrale e sotto la lunetta, ritenuto opera originale di Tino di Camaino del primo o secondo decennio del XIV secolo, e i busti dei beati senesi Giovanni Colombini, Ambrogio Sansedoni e Andrea Gallerani, scolpiti entro i timpani delle ghimberghe da Tommaso Redi (anni trenta del XVII secolo).
Allo stesso secolo risale anche il trigramma bronzeo del nome di Cristo che si trova sulla lunetta del portale centrale. La porta bronzea del portale centrale è infine di Enrico Manfrini (1958) e raffigura la Glorificazione di Maria.
Sul sagrato vi sono tarsie marmoree analoghe a quelle del pavimento all'interno. Oggi si tratta di copie degli originali del 1450 di Nastagio di Gaspare, raffiguranti le Cerimonie dell'Ordinazione. Sul sagrato si eleva una colonna con alla sommità una scultura raffigurante la Lupa senese.

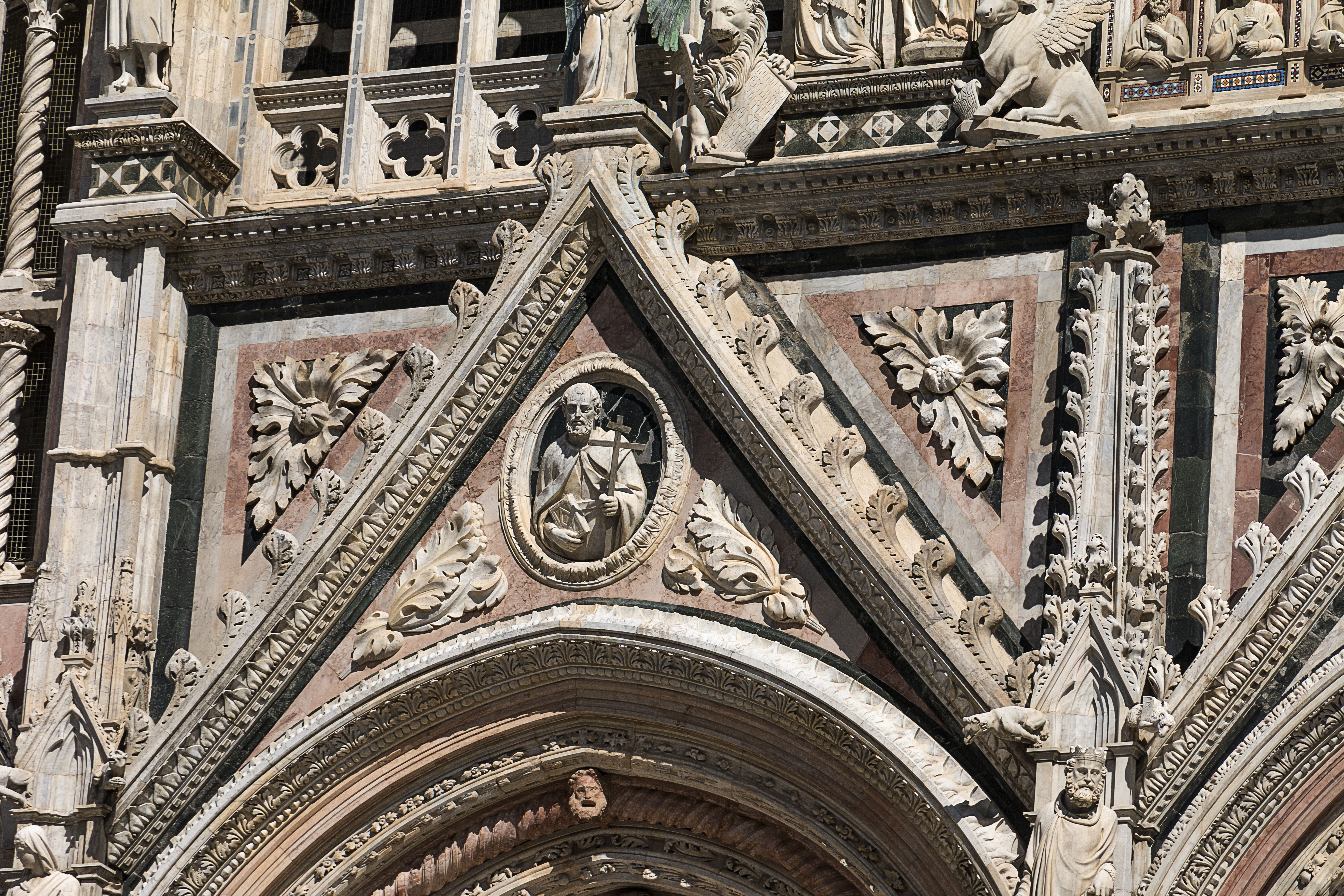
Ghimberga del portale di sinistra
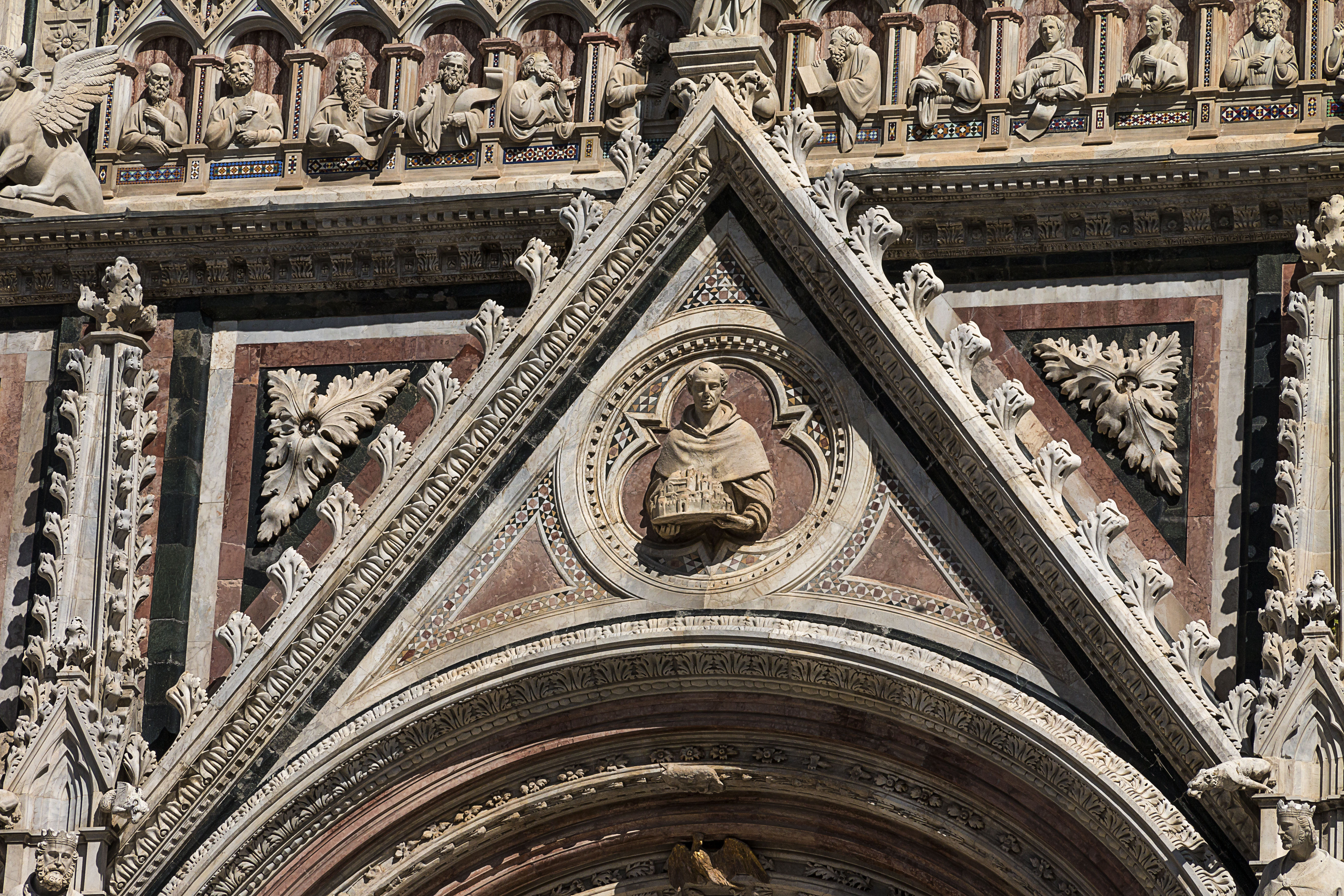
Ghimberga del portale centrale
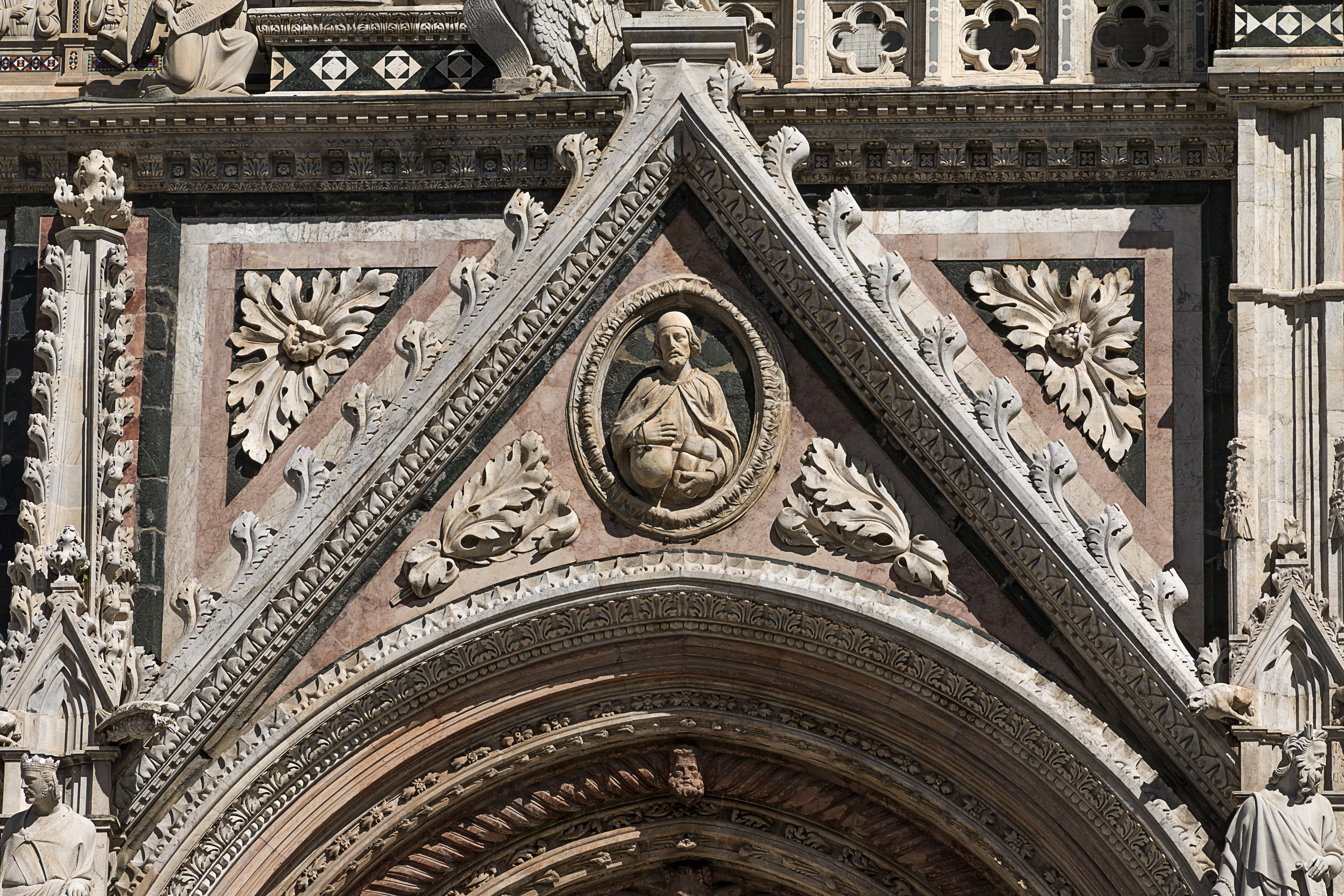
Ghimberga del portale di destra
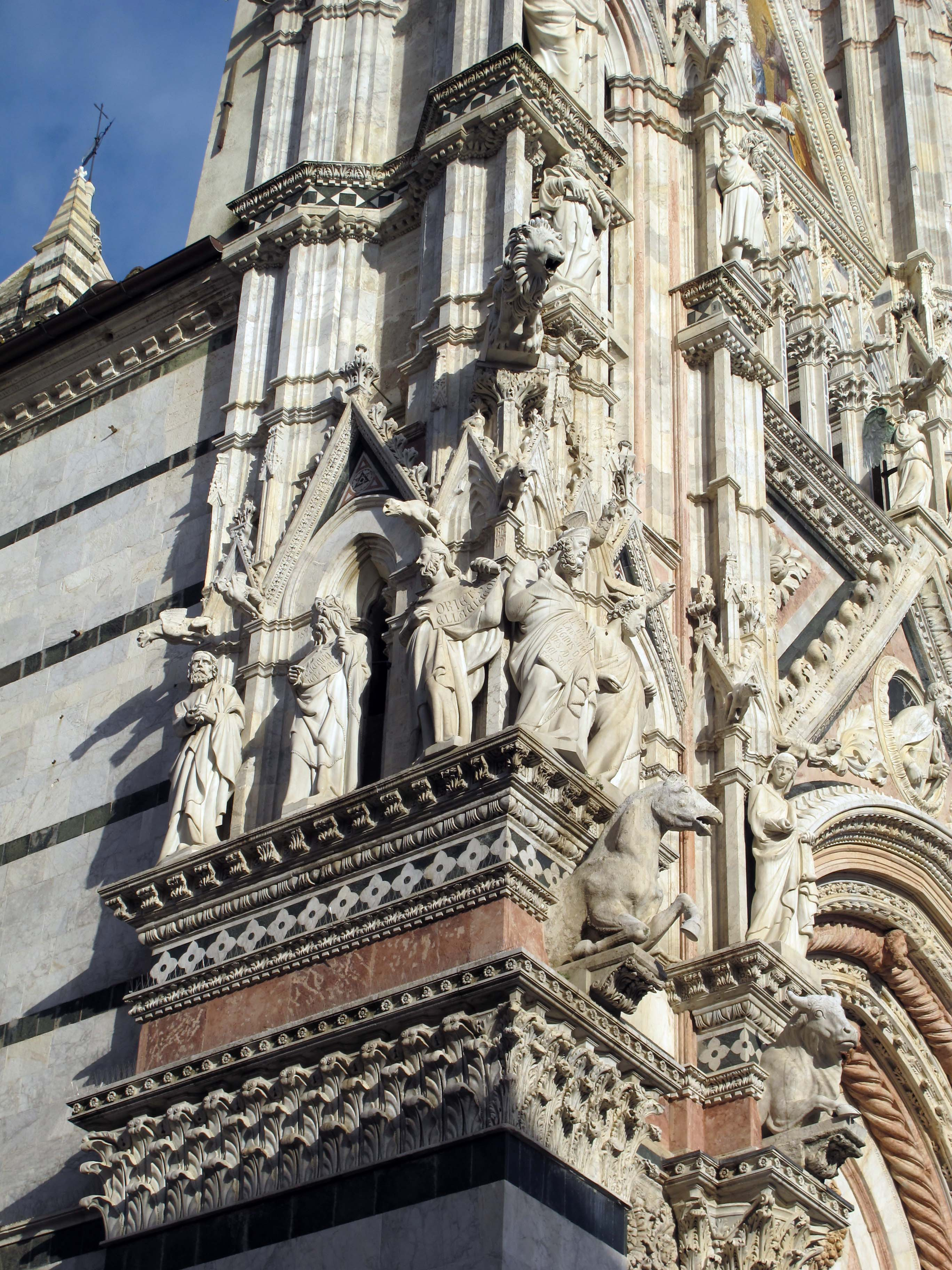
Particolare delle statue
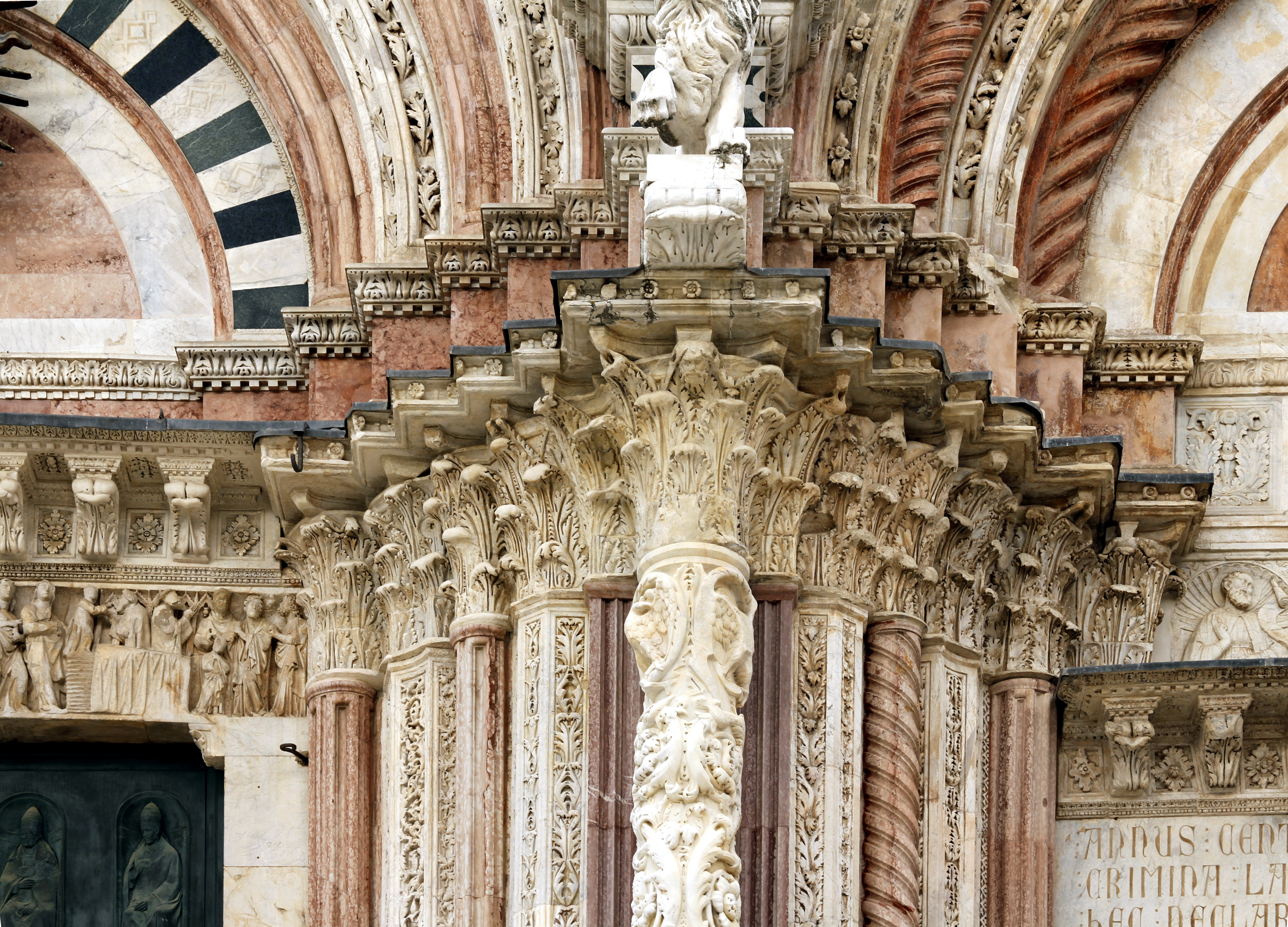
Particolare dei capitelli
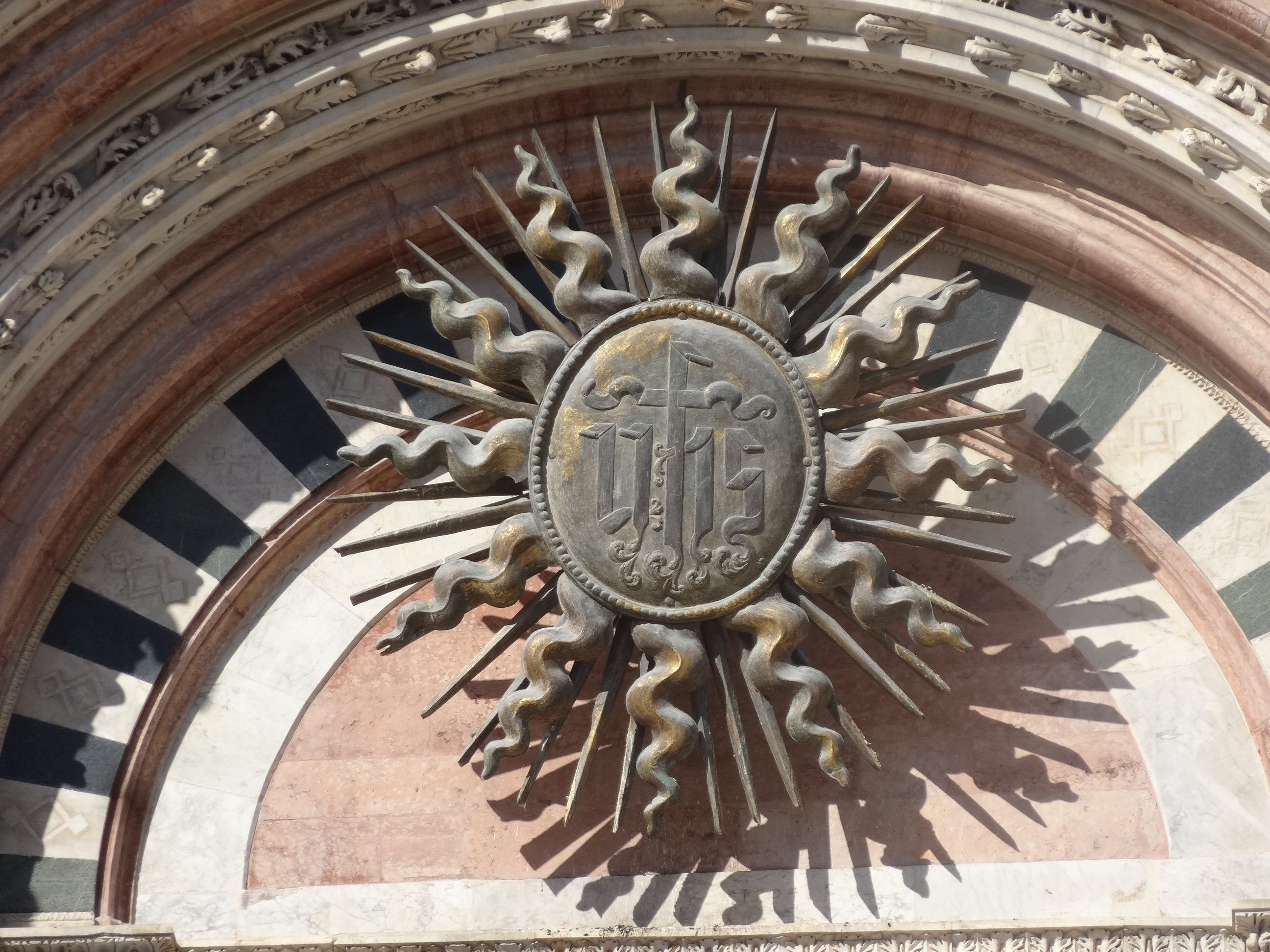
Il trigramma di Cristo
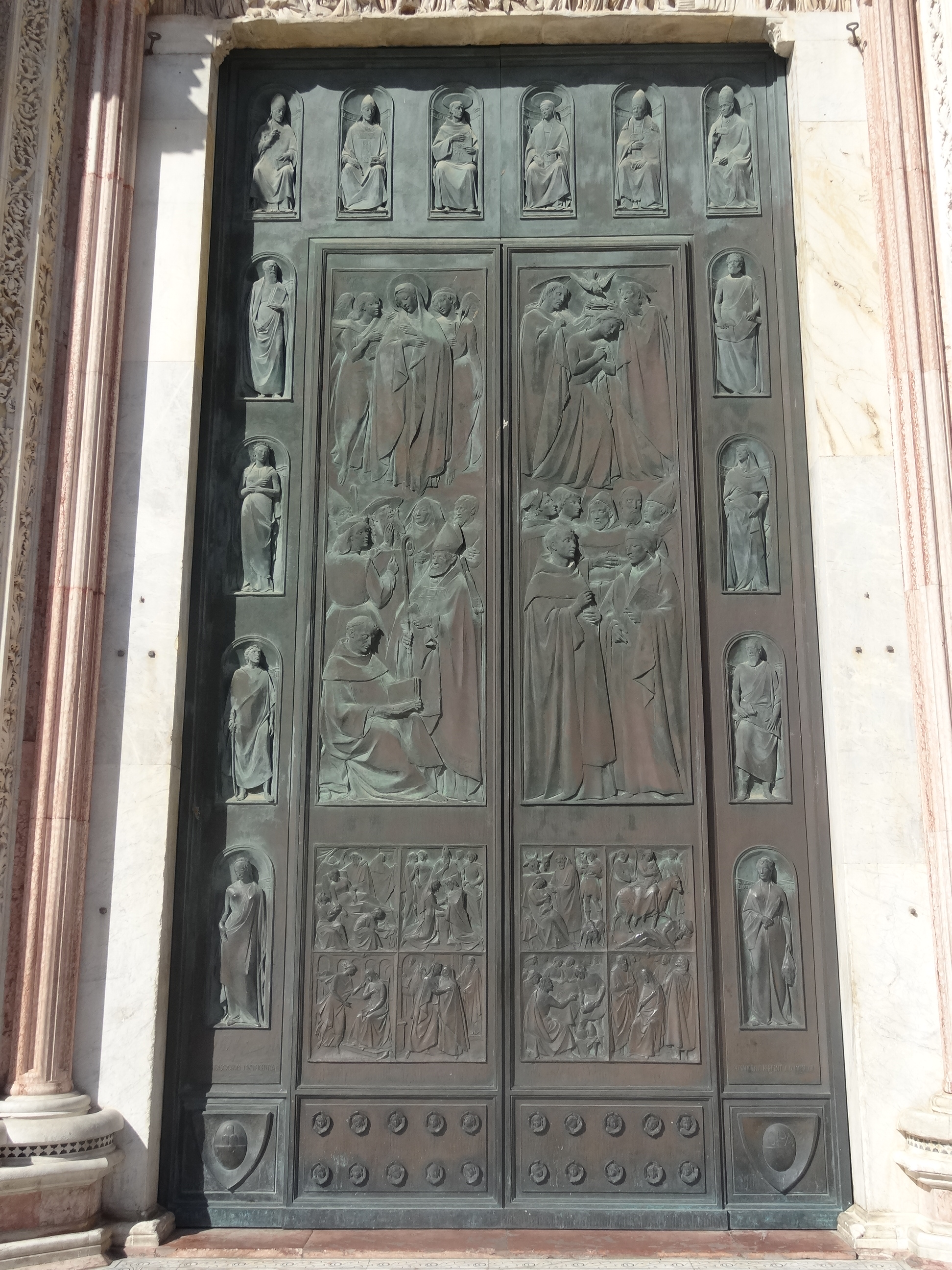
Il portale bronzeo

##### Parte superiore

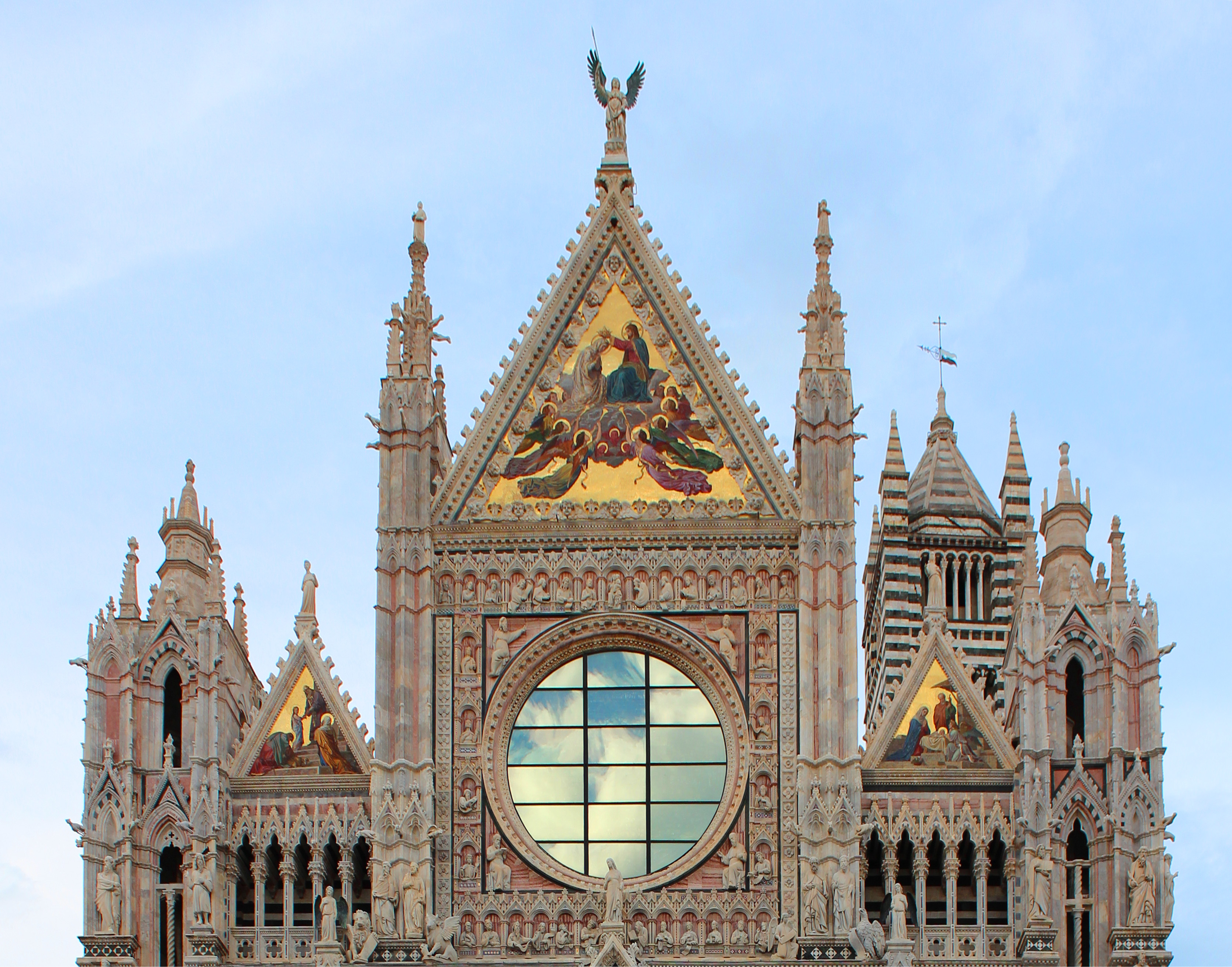
La parte superiore della facciata

La parte superiore della facciata è opera di Camaino di Crescentino (padre del più famoso Tino di Camaino), che vi lavorò tra il 1299 circa e il 1317. Un tempo la paternità del progetto era attribuita a Giovanni di Cecco, che vi avrebbe lavorato dopo il 1376, sulla base di un documento che parlava di lavori "alla Facciata in piazza del Duomo, logia del vescovo", che si pensava si riferissero alla facciata del duomo e invece riferiti alla facciata del Palazzo Vescovile, anch'essa sulla stessa piazza e anch'essa dimora del vescovo. Il ritrovamento di un documento del 1310 che incita alla realizzazione di un mosaico per la cuspide centrale e tre cronache trecentesche precedentemente ignorate, che datano al 1317 il completamento della facciata, hanno chiarito questo aspetto.
Camaino di Crescentino dette alla facciata l'odierno aspetto tricuspidale. Un bellissimo oculo si apre al centro, incorniciato da nicchie gotiche contenenti 34 mezzi busti degli antenati di Gesù (erano in origine 42 perché sfruttavano lo spazio delle cornici laterali verticali) che rendono omaggio alla Madonna col Bambino, identificabile nella nicchia centrale superiore (gli originali sono nel Museo dell'Opera del Duomo). Ai lati due pilastri incorniciano questa struttura e terminano in pinnacoli e quindi in sottilissime guglie, accentuando lo slancio verso l'alto dell'edificio. Lateralmente sono presenti due ordini di loggette, mentre il tutto è sormontato da tre cuspidi dorate. I tre mosaici dorati, che raffigurano da sinistra a destra la Presentazione di Maria al Tempio, l'Incoronazione della Vergine e La Natività di Gesù, furono eseguiti a Venezia nel 1878, su disegno di Alessandro Franchi. L'oculo reca invece una vetrata di Pastorino dei Pastorini (metà del XVI secolo), raffigurante l'Ultima Cena e visibile dall'interno.
Nel complesso la facciata superiore è in stile gotico fiorito. Intorno ai primi anni del Trecento, l'architetto senese Lorenzo Maitani iniziò i lavori per la facciata del Duomo di Orvieto, visibilmente influenzata dalla facciata superiore senese. Essendo però tale stile applicato a tutta la facciata, anziché alla sola parte superiore, la facciata della cattedrale orvietana risulta una versione perfezionata della facciata senese. Non è del tutto chiaro chi delle due fece da modello all'altra, ma avendo i lavori di Camaino di Crescentino anticipato di qualche anno quelli di Lorenzo Maitani e avendo la città di Siena influenza maggiore rispetto a quella di Orvieto, è probabile che sia stata Siena a fare da modello a Orvieto, piuttosto che viceversa. In ogni caso è evidente a Siena un difetto architettonico, con i pilastri ai lati del rosone che non coincidono con quelli ai lati del portale mediano, nella metà inferiore.

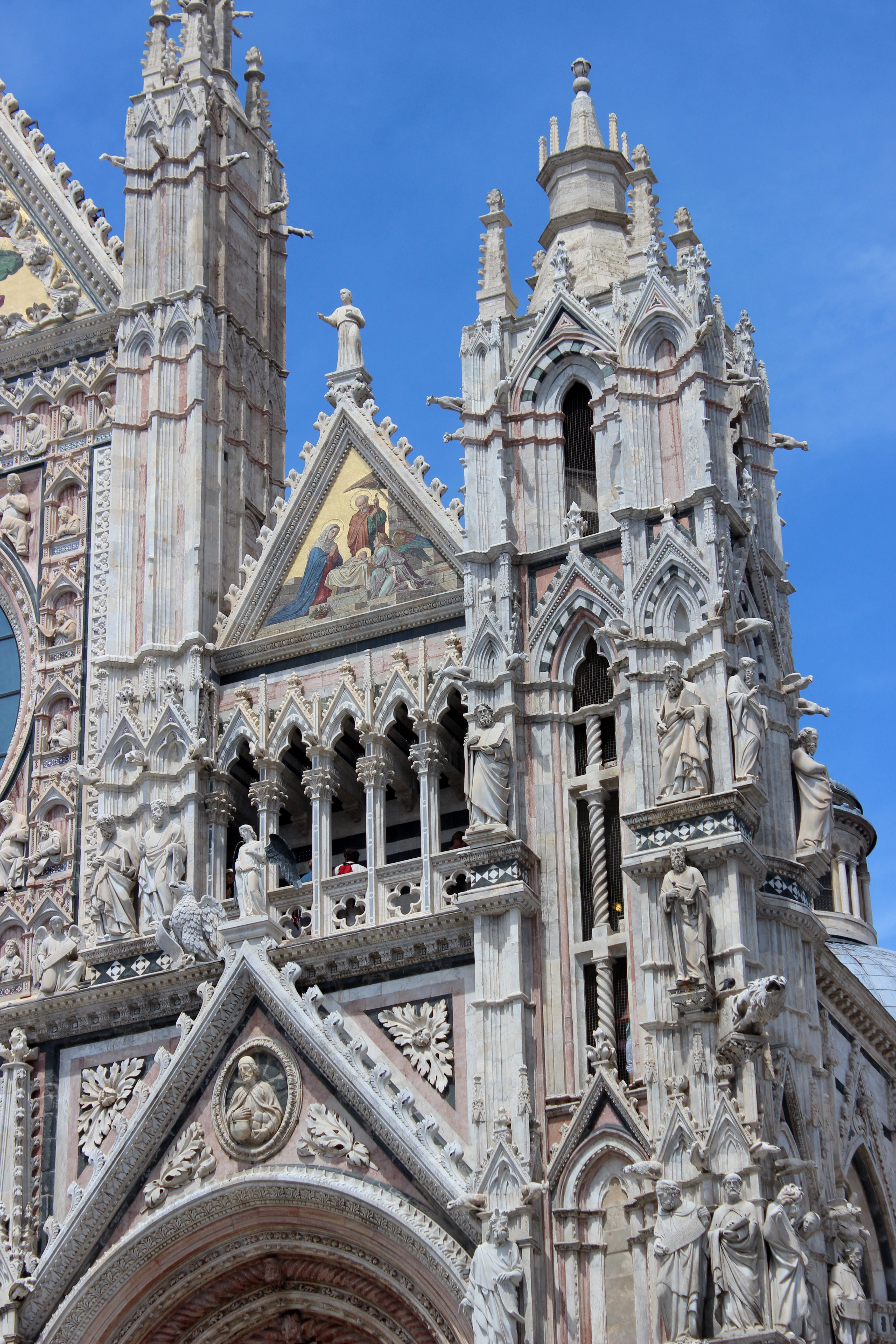
Pinnacolo e loggia di destra
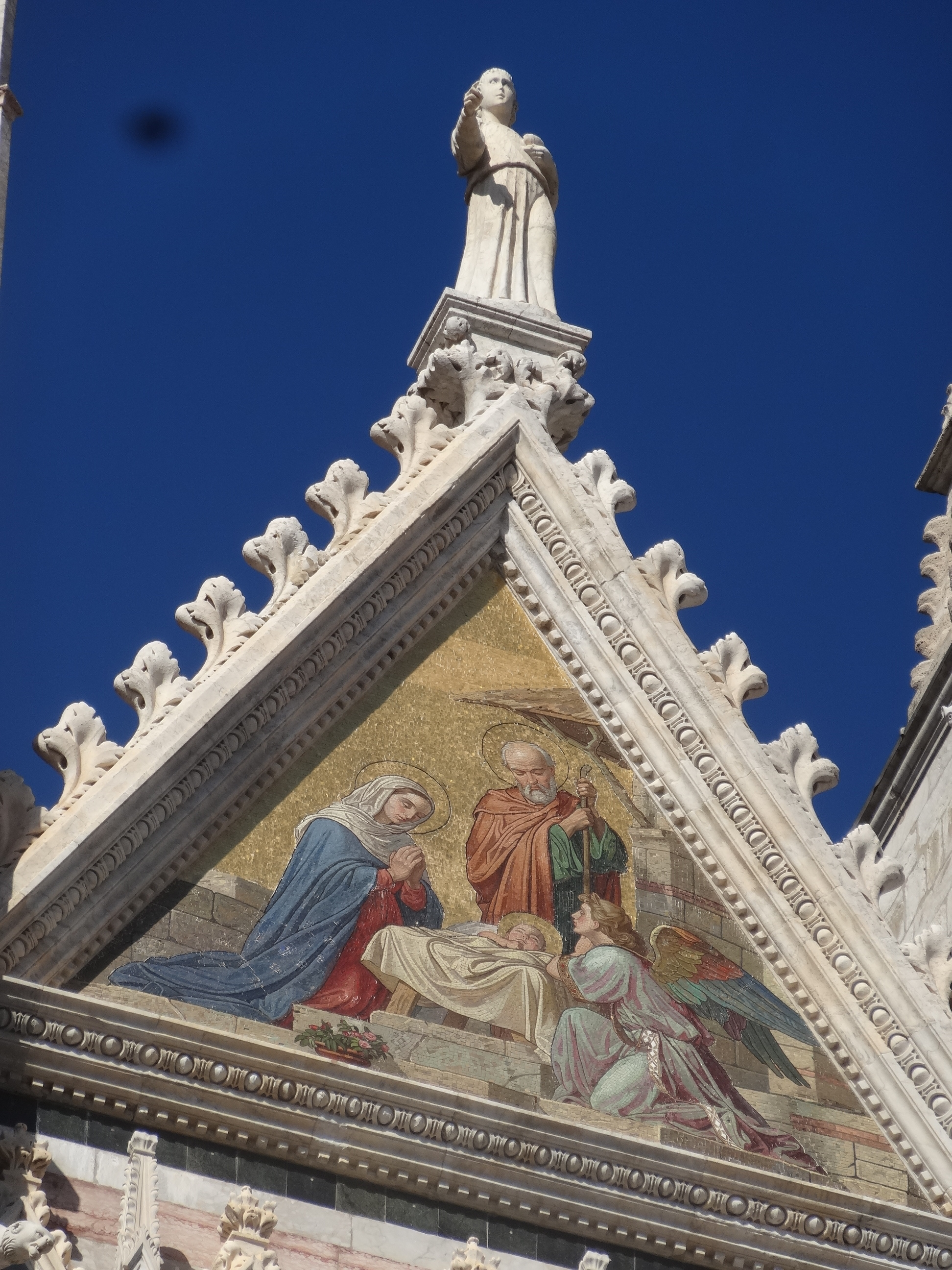
Natività di Gesù
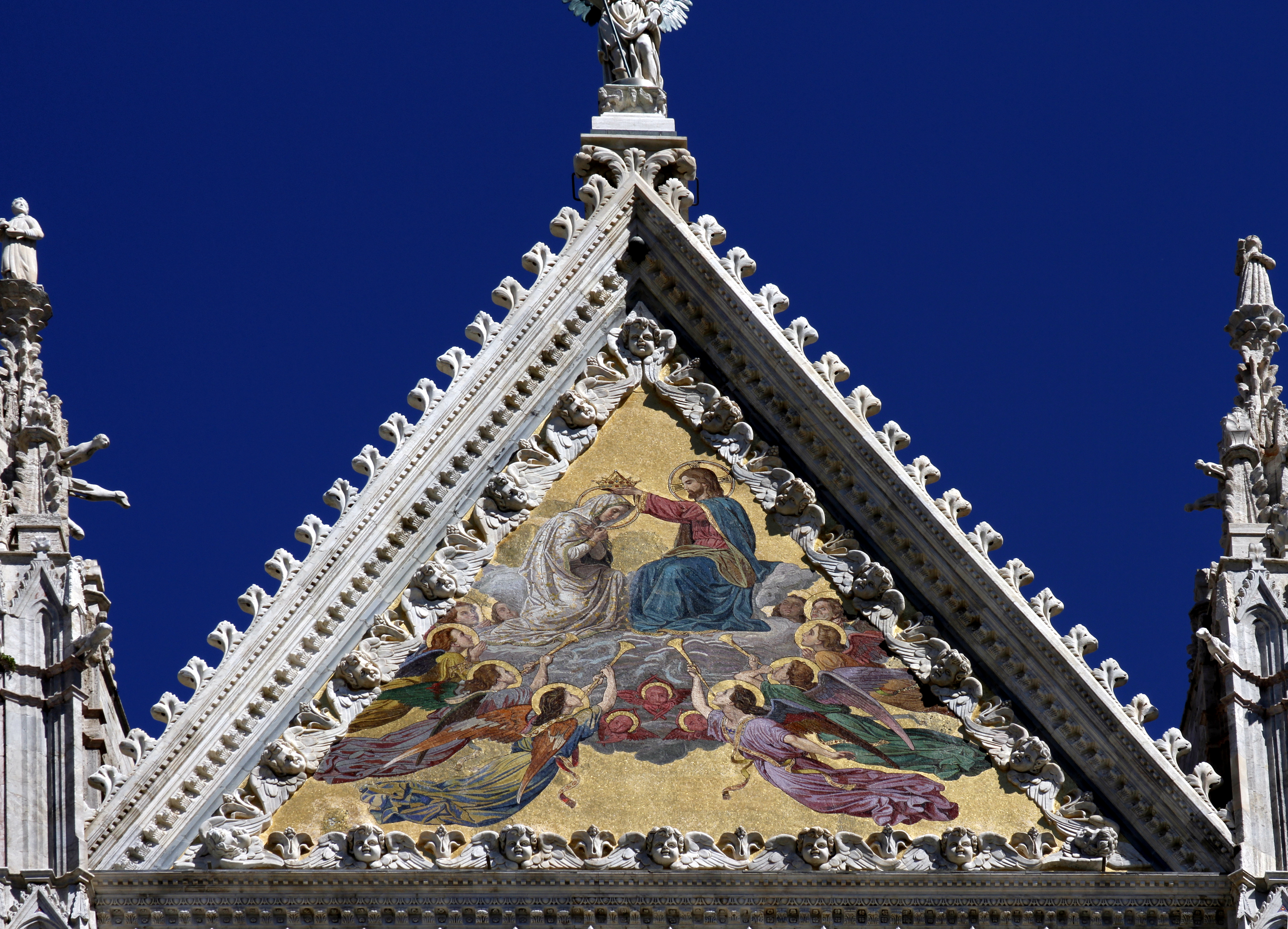
Incoronazione della Vergine
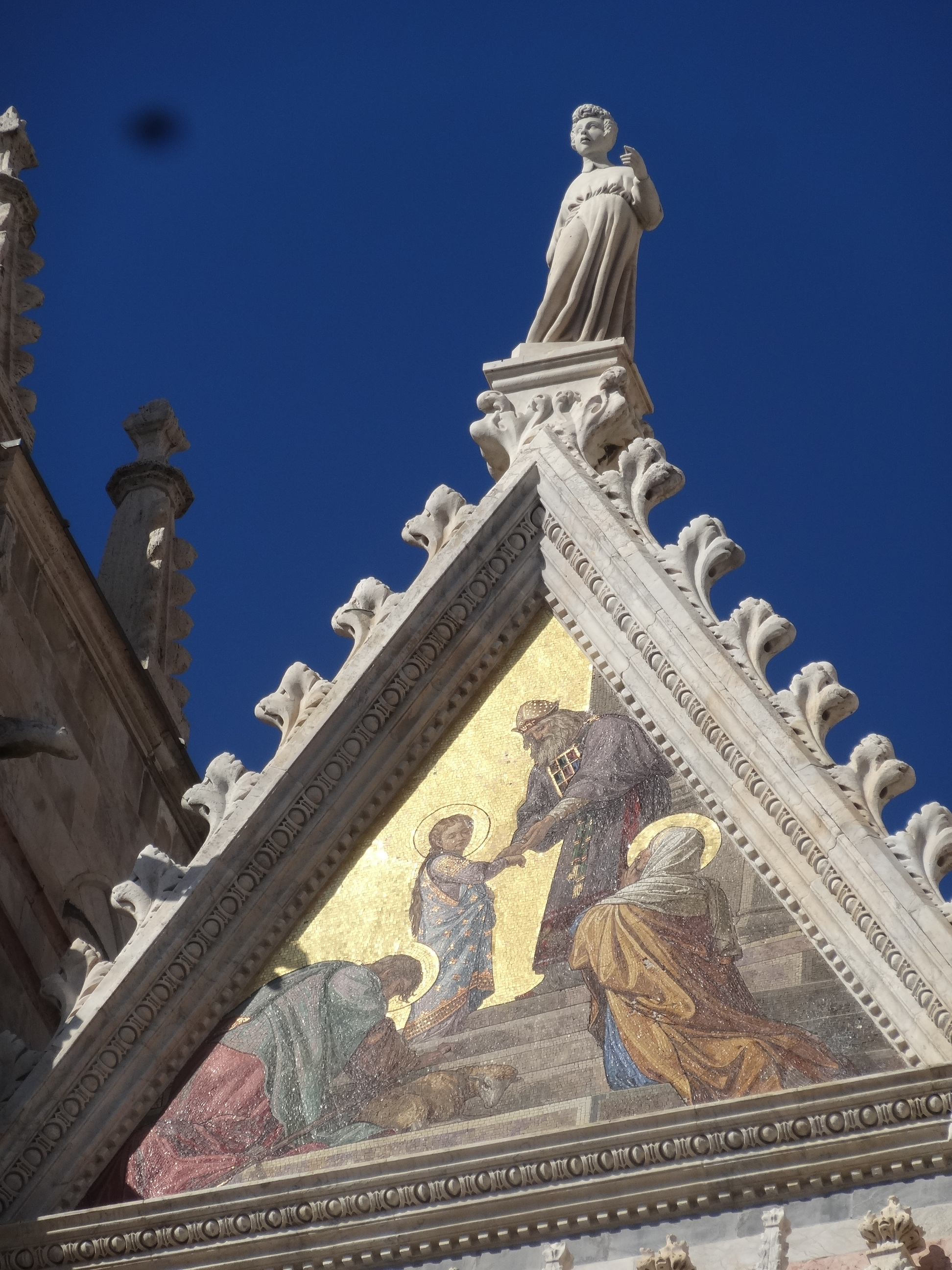
Presentazione di Maria
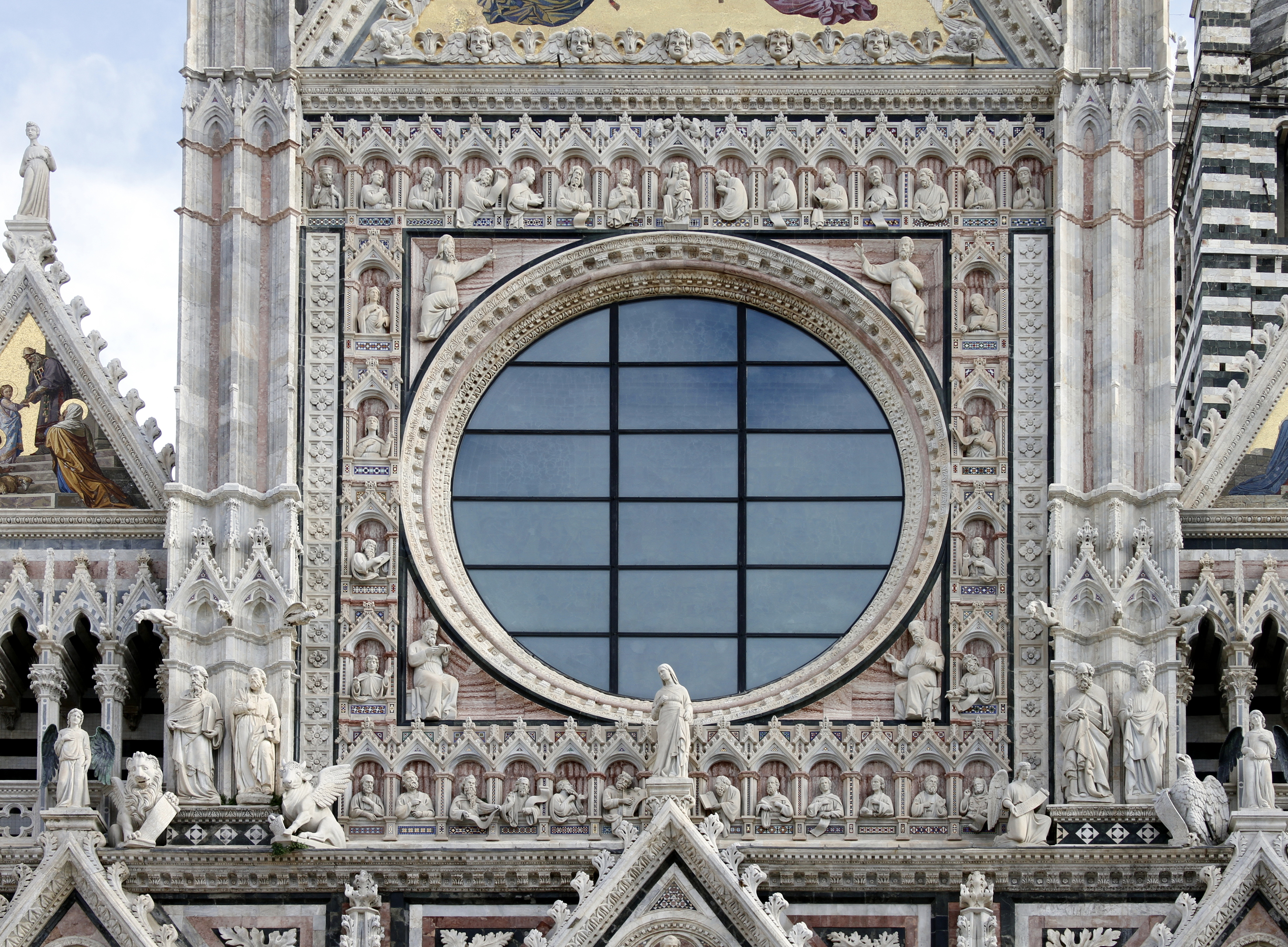
Oculo
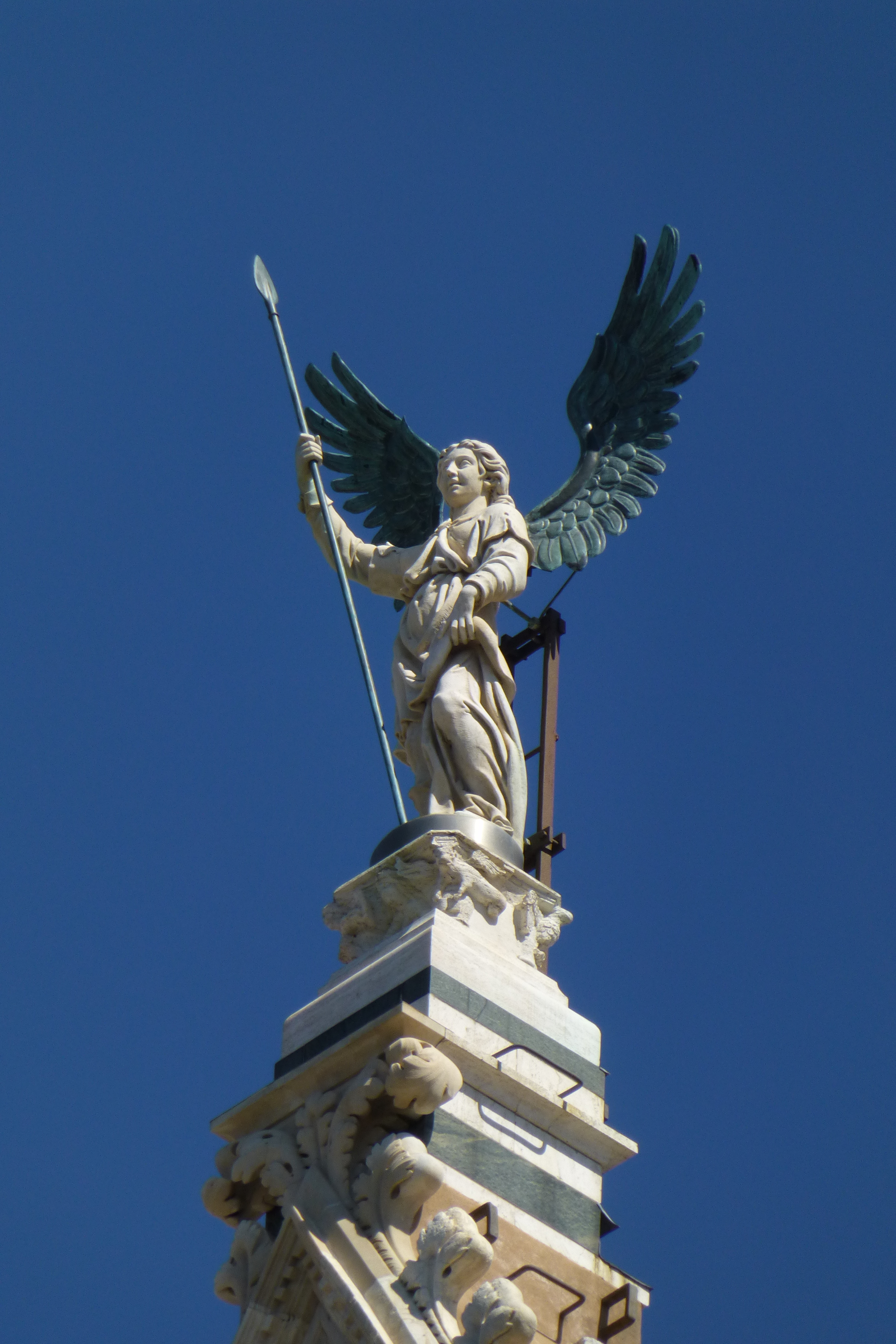
La statua dell'angelo

#### Facciata posteriore

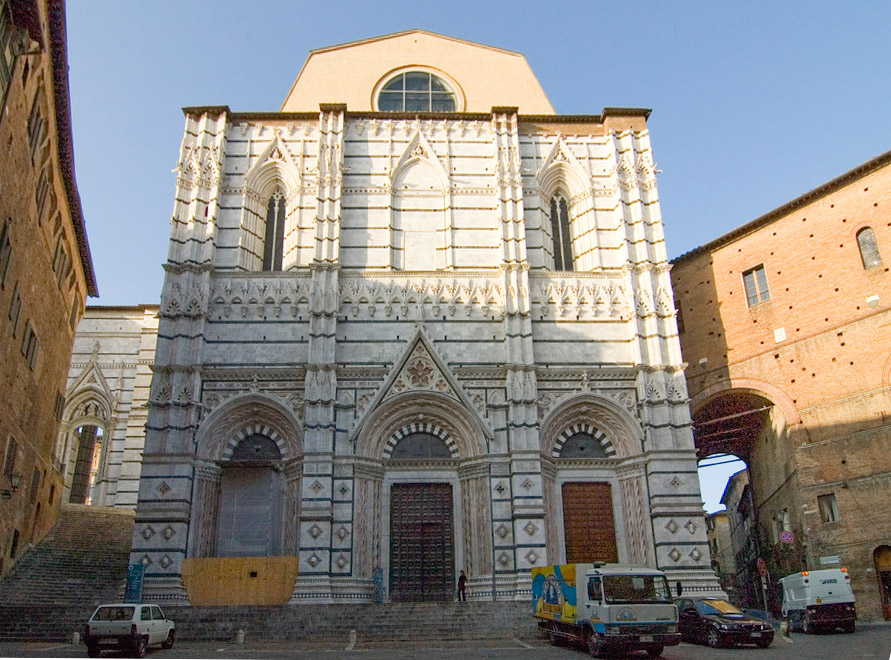
La facciata posteriore

L'estremità posteriore della cattedrale, orientata verso nord-est, ha una propria facciata, che costituisce anche il prospetto del battistero di San Giovanni.
La facciata è divisa in due ordini sovrapposti da un cornicione decorato, con paramento murario a fasce marmoree bianche e verdi. Nell'ordine inferiore, corrispondente al battistero, si aprono tre portali strombati, ciascuno dei quali è sormontato da una lunetta a tutto sesto chiusa da una vetrata. L'ordine superiore, corrispondente al coro della cattedrale, presenta, in basso, una serie di archetti ciechi pensili, ciascuno dei quali è coronato da una ghimberga; in alto, invece, vi sono tre bifore strombate, anch'esse con ghimberga; la finestra centrale venne tamponata nel XVI secolo per la realizzazione dell'abside.
Il coronamento della facciata è rimasto incompiuto ed è caratterizzato dalla tipica forma a quadruplo spiovente, con paramento murario in intonaco arancione. Al centro, si apre un rosone circolare.

#### La cupola e i fianchi

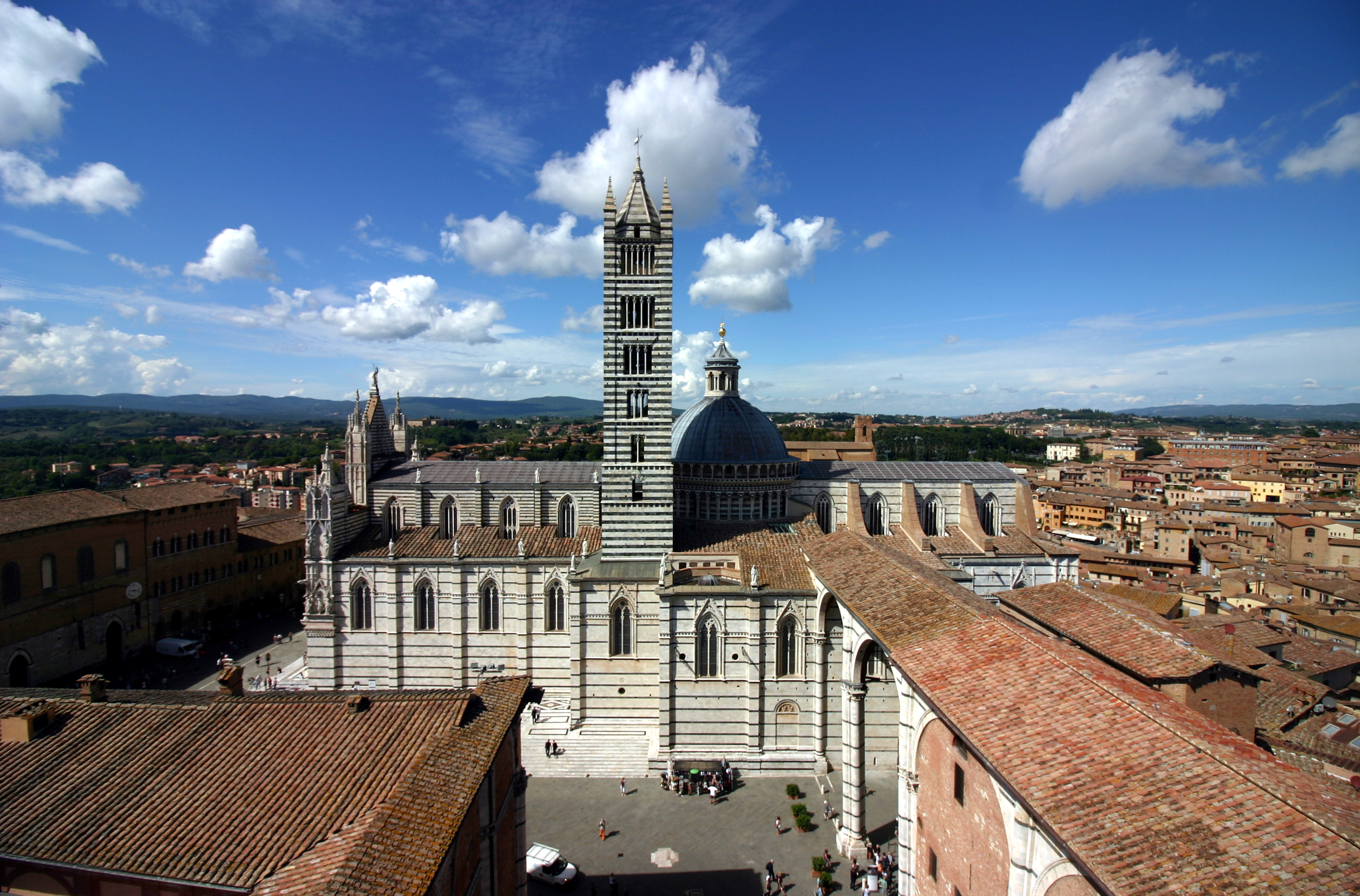
Il fianco destro, la cupola e il campanile

La cupola è caratterizzata da due ordini di logge, uno fatto di colonne binate slanciate e archetti a sesto acuto e l'altro di colonne singole più corte e archetti a sesto ribassato. L'emisfero è fatto in laterizi e coperto da lastre di piombo. Fu completata entro il 1263 con la collocazione sulla cima della mela di rame da parte del Rosso Padellaio. La cima della cupola fu però ricostruita da Barna di Turino nel 1385, prima che nel 1667 fosse costruita la lanterna attuale, per un'altezza globale di 48 metri.
Al fianco sinistro è addossato il Palazzo Arcivescovile, per cui sporge dalla navata della chiesa solo una monofora chiusa. Su questo fianco è presente un Quadrato del Sator.
Il fianco destro invece è libero ed è dominato dalle fasce bianche e nere del paramento, spartite dai contrafforti dei pilastri delle navate. Ciascuno è coronato dalla statua di un Profeta, copie degli originali trecenteschi custoditi nel museo. Tra i pilastri si aprono quattro finestroni gotici a tabernacolo, affini a quelli dell'abbazia di San Galgano, con restauri del 1898 eseguiti su progetto di Agenore Socini. Sulla crociera, dove si trovano cinque bifore, si apre la Porta del Perdono (o della Riconoscenza), che nella lunetta ha una Madonna di Donatello (oggi in copia, originale nel museo) e due imposte bronzee di Vico Consorti fusa a Firenze dalla Fonderia Artistica Ferdinando Marinelli (1946), con pannelli che ricordano le Consacrazioni della città alla Madonna.

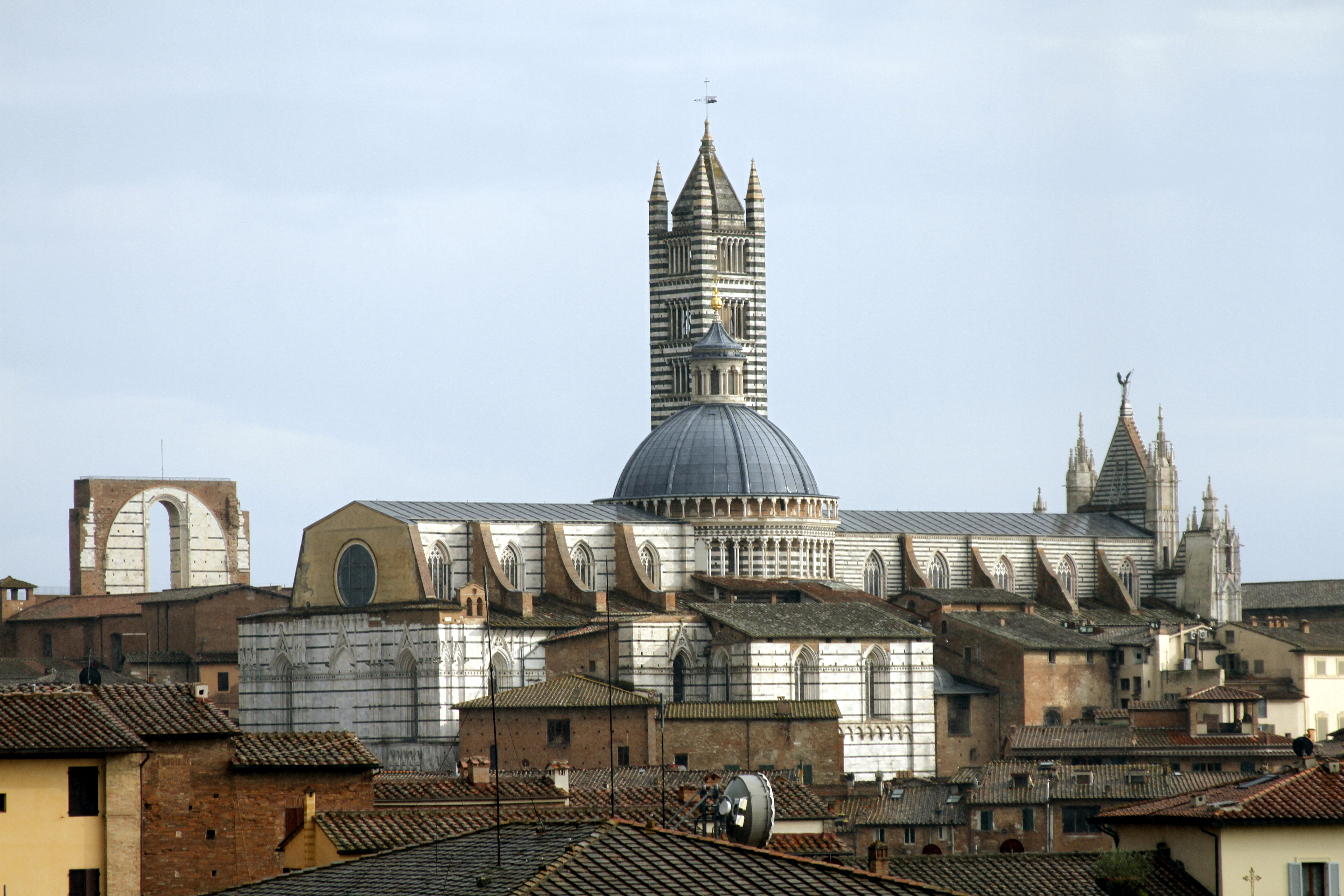
Il fianco sinistro
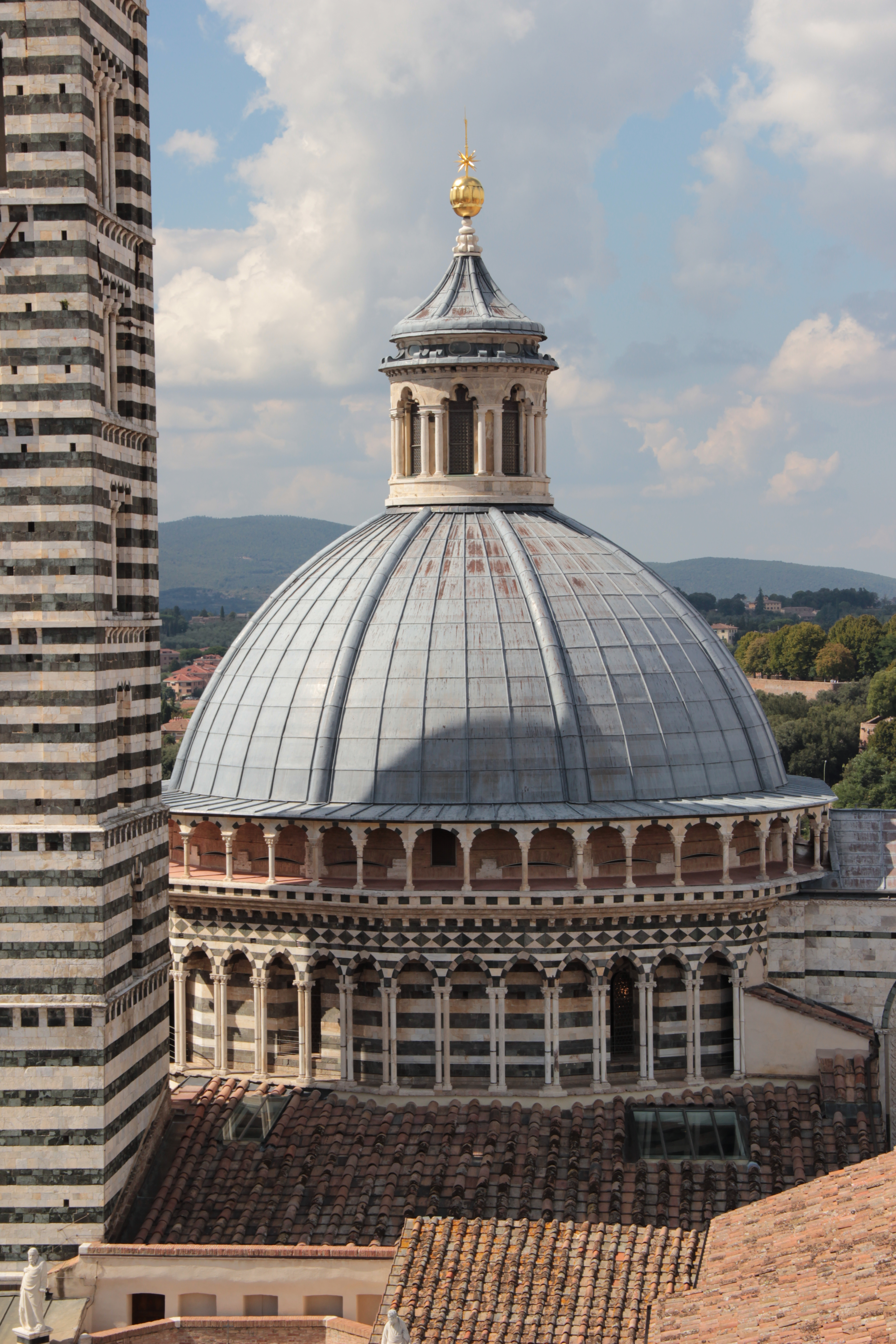
La cupola
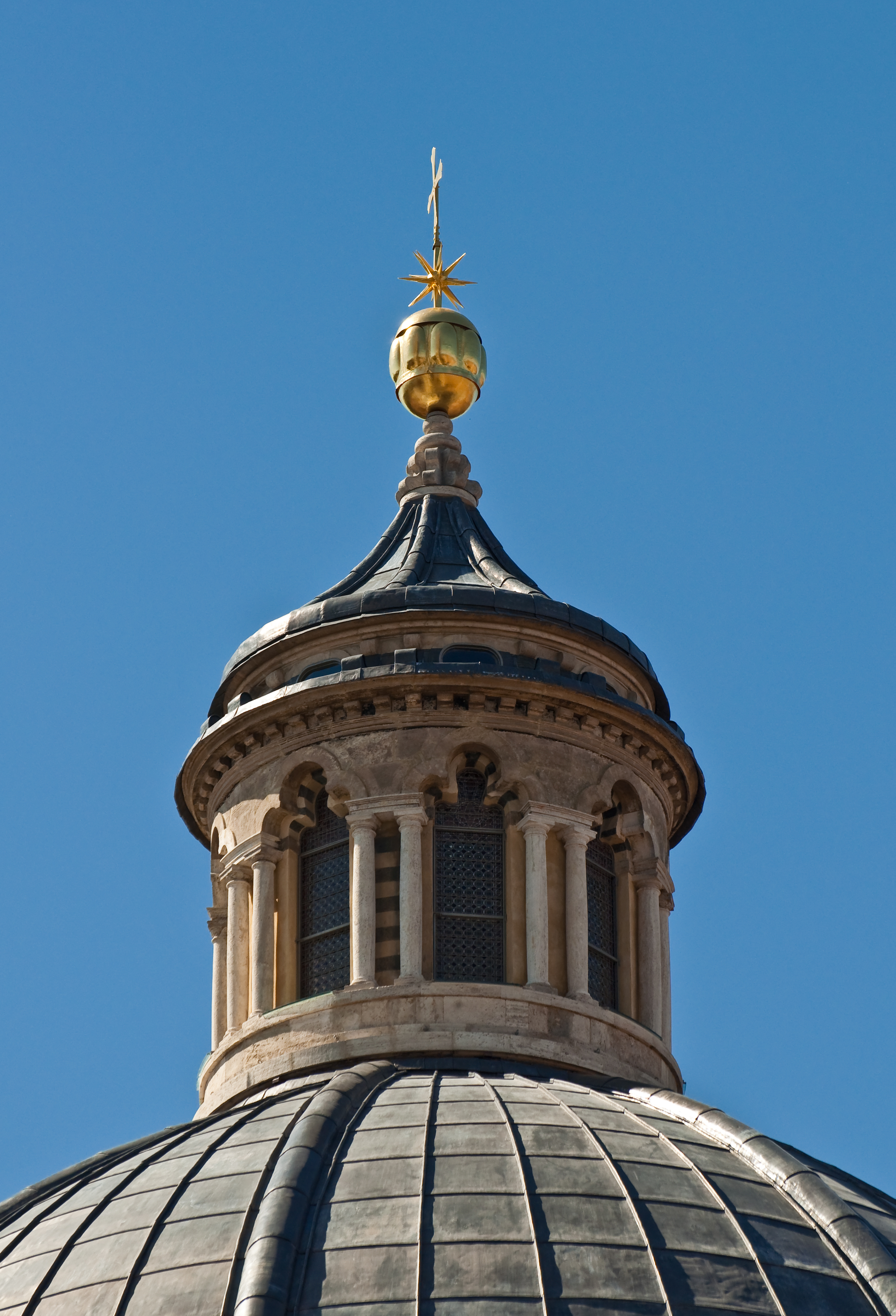
La lanterna della cupola
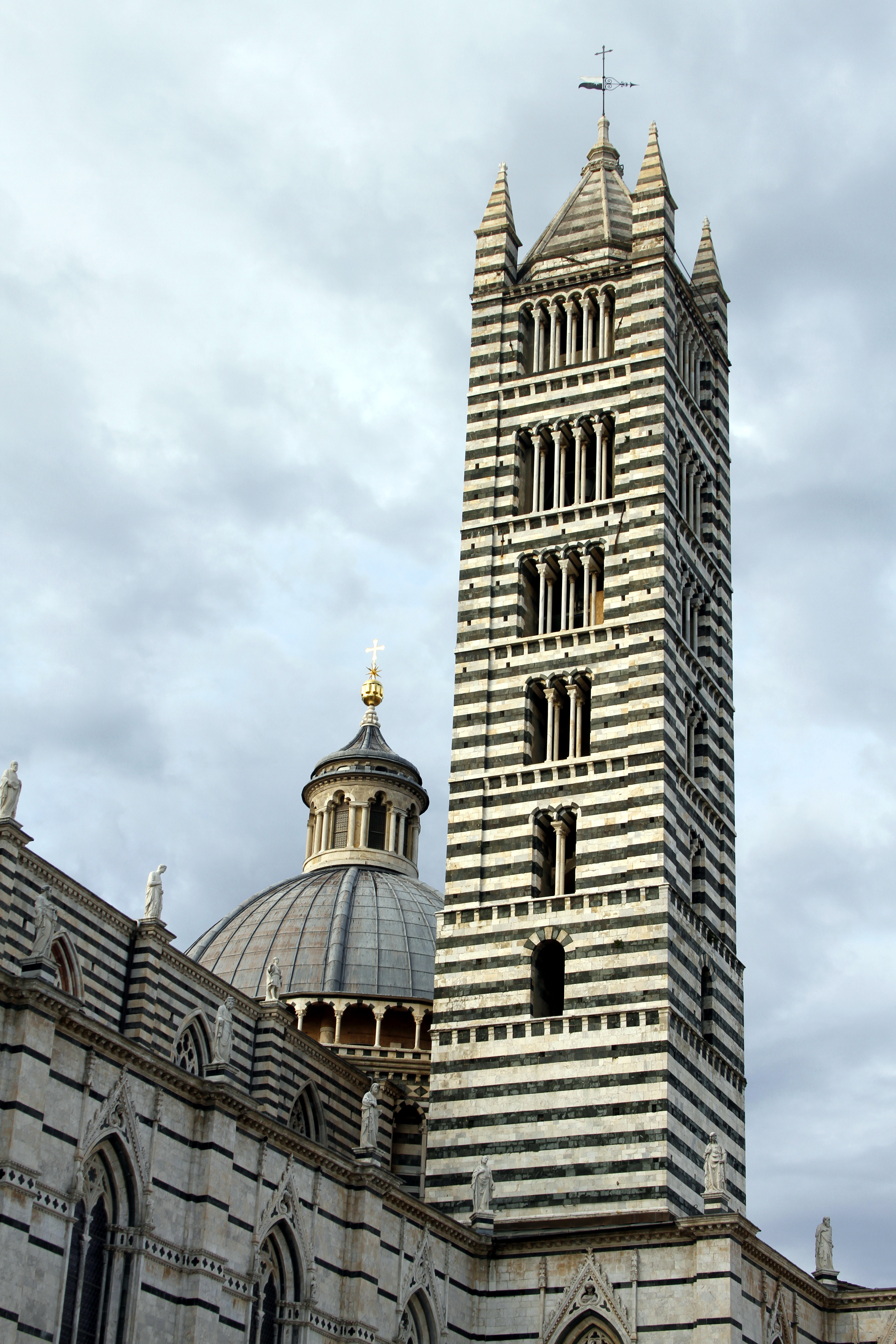
Il campanile
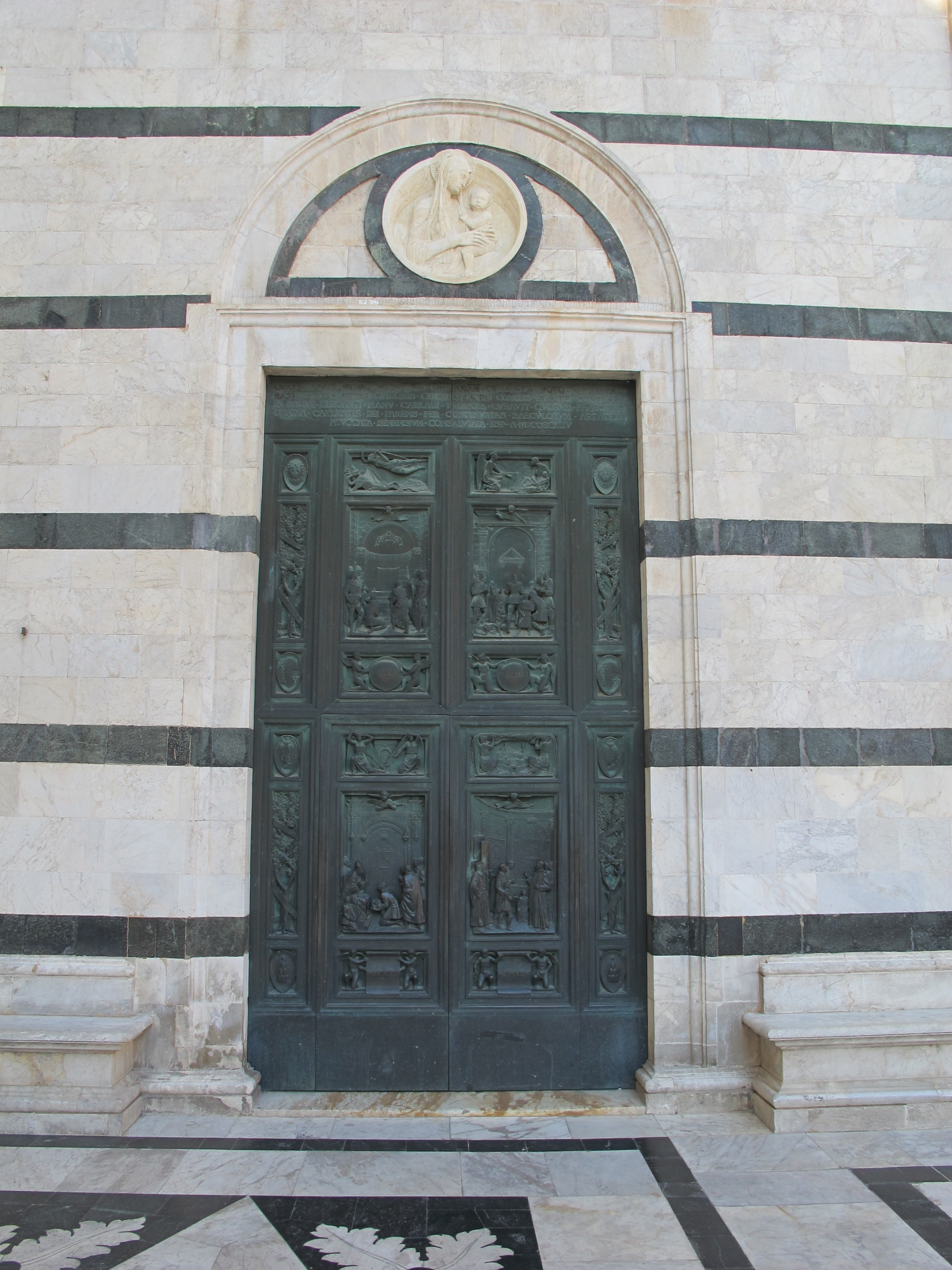
La Porta del Perdono
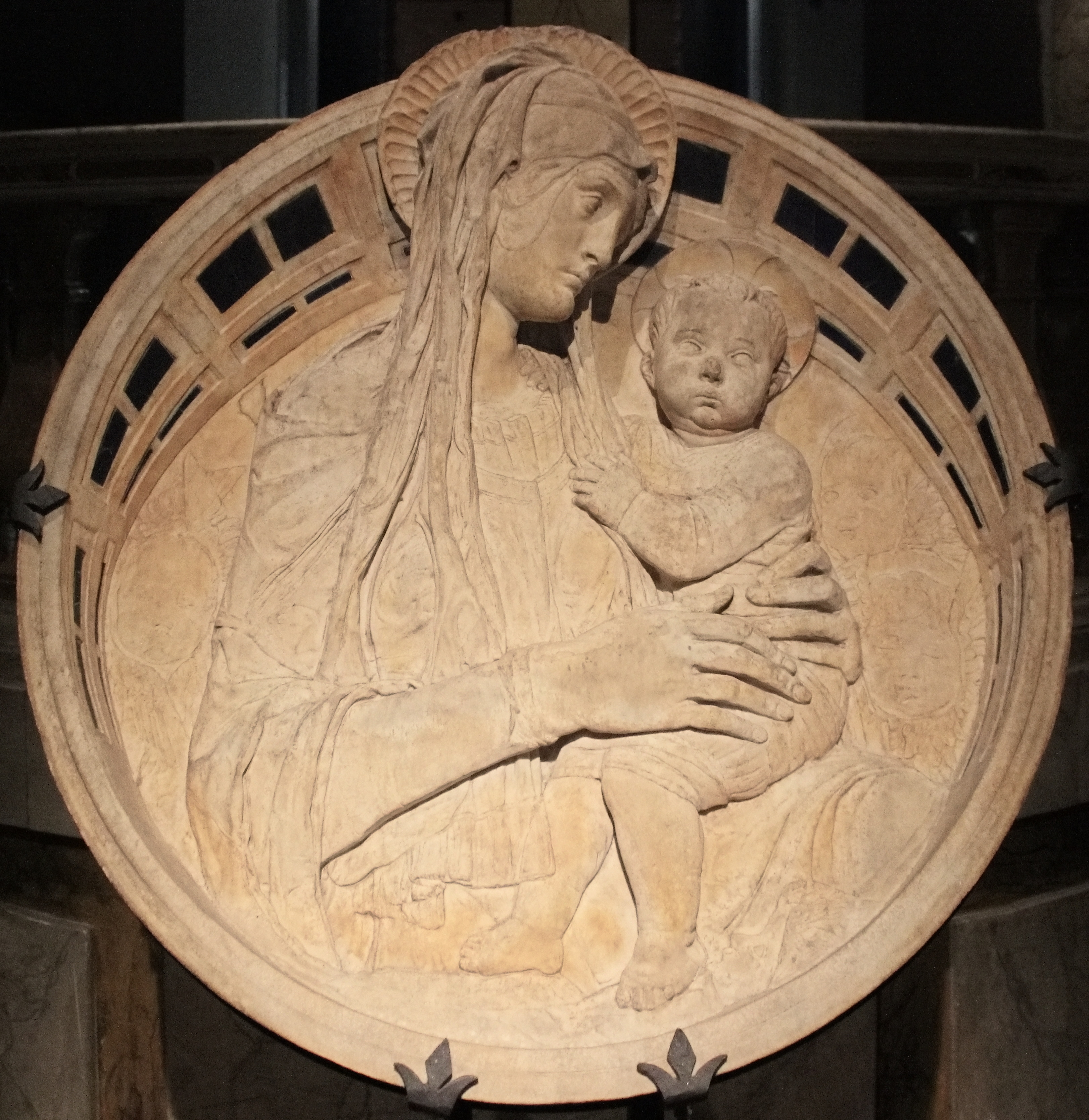
Madonna del Perdono di Donatello
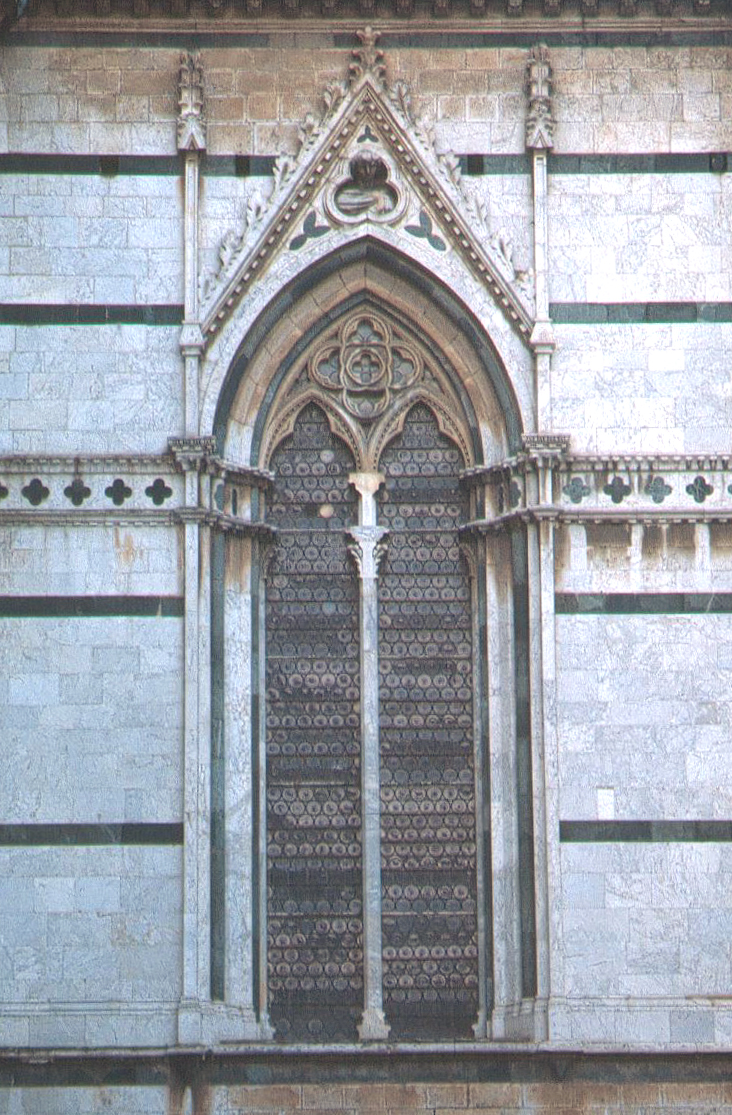
Bifora della navata destra

#### Il campanile
Il campanile, anch'esso in stile romanico, è in fasce di marmo della Montagnola Senese e di marmo nero di Vallerano (serpentino) e dotato di sei ordini di finestre, che da monofore (quelle più in basso) diventano esafore (quelle più in alto). Fu completato nel 1313 e raggiunge un'altezza di 77 metri.

#### Il "Duomo nuovo" e il "Facciatone"

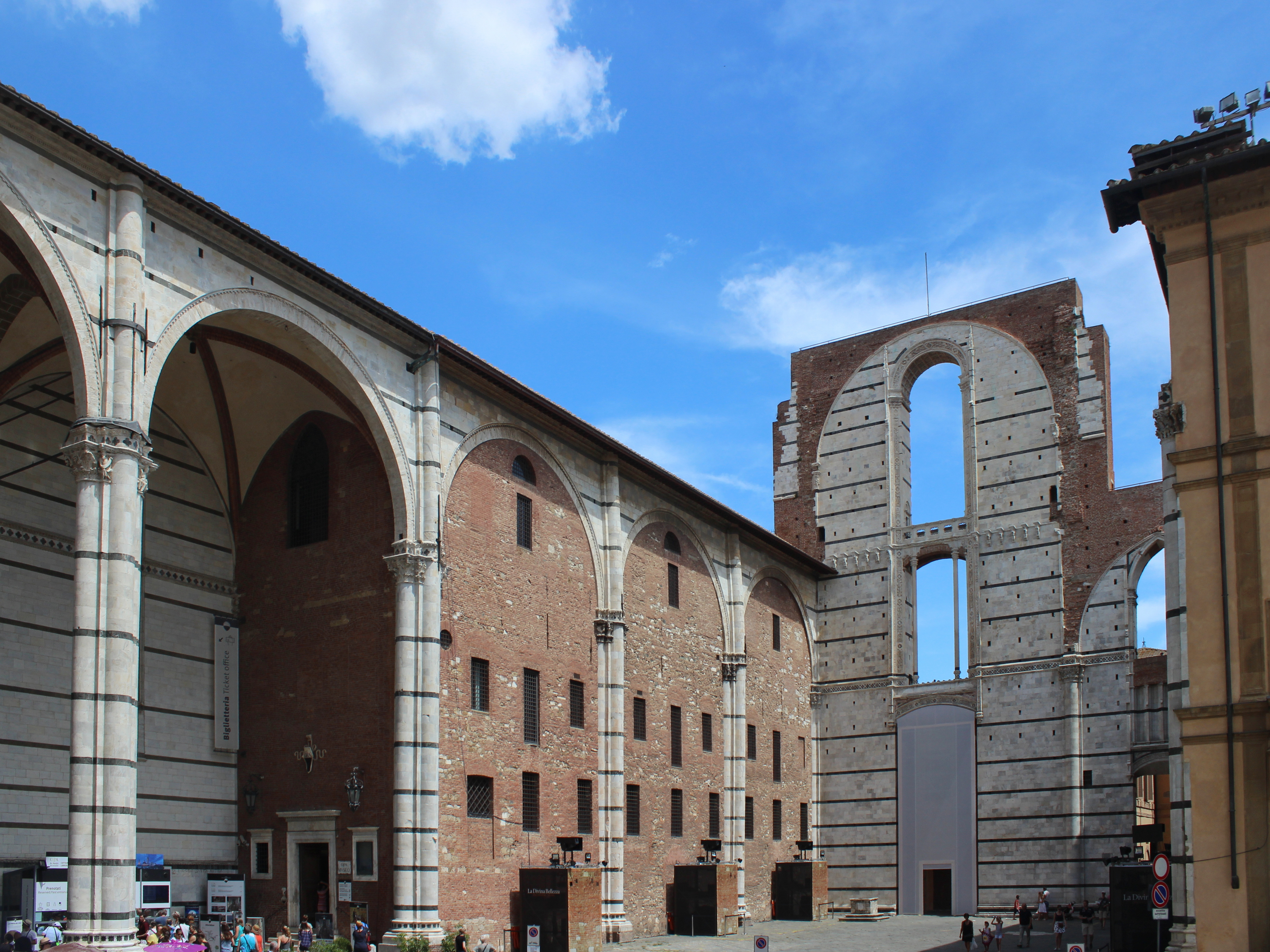
Il Duomo Nuovo e il Facciatone

Nel 1339 si decise di ampliare il Duomo, facendo in modo che l'attuale ne diventasse solo il transetto. Il progetto prevedeva la costruzione di tre nuove navate, con quella centrale che si sarebbe innestata nella chiesa già esistente all'altezza della cupola; inoltre doveva essere costruita una grande abside semicircolare con deambulatorio e cappelle radiali. A causa di vari imprevisti e della peste del 1348, nel 1357 si interruppero i lavori. Ciò che oggi vediamo è il frutto di quegli anni di lavoro ed è chiamato "il Duomo Nuovo". Infatti si riuscì a innalzare la navata destra e la facciata (popolarmente detta il "Facciatone"). Oggi la navata destra, di cinque campate, ospita in parte il Museo dell'Opera del Duomo. Sul lato sinistro invece, in cui si vedono tre arcate con finestroni, fu invece costruito il Palazzo Reale.
Il Facciatone è attribuito a Giovanni d'Agostino, a cui si deve anche il portale laterale ogivale cuspidato del 1345, aperto sulla scalinata di piazza San Giovanni. Nella lunetta il Redentore benedicente è oggi un calco che sostituisce l'originale nel Museo dell'Opera.

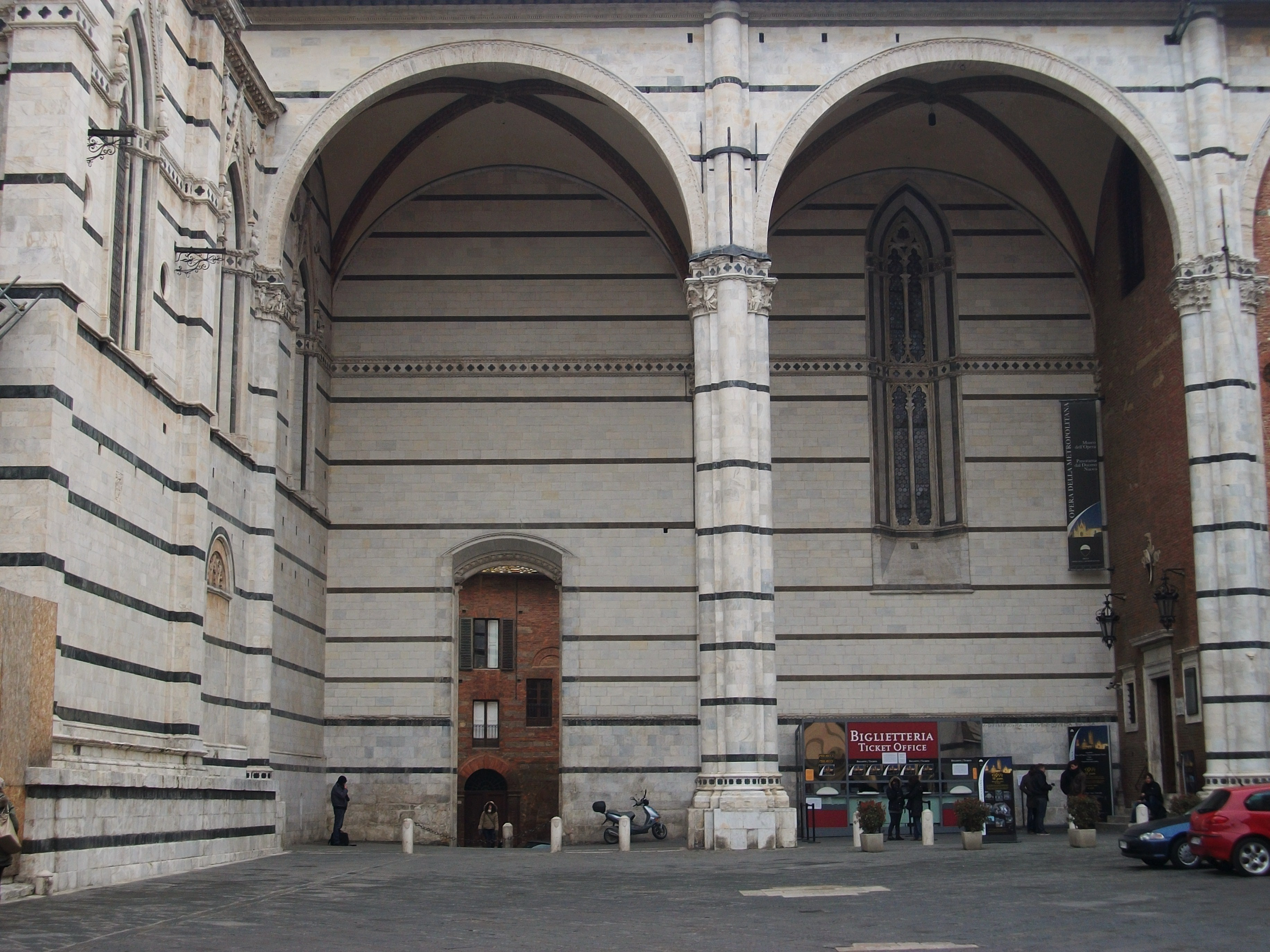
Le campate quarta e quinta della navata di destra
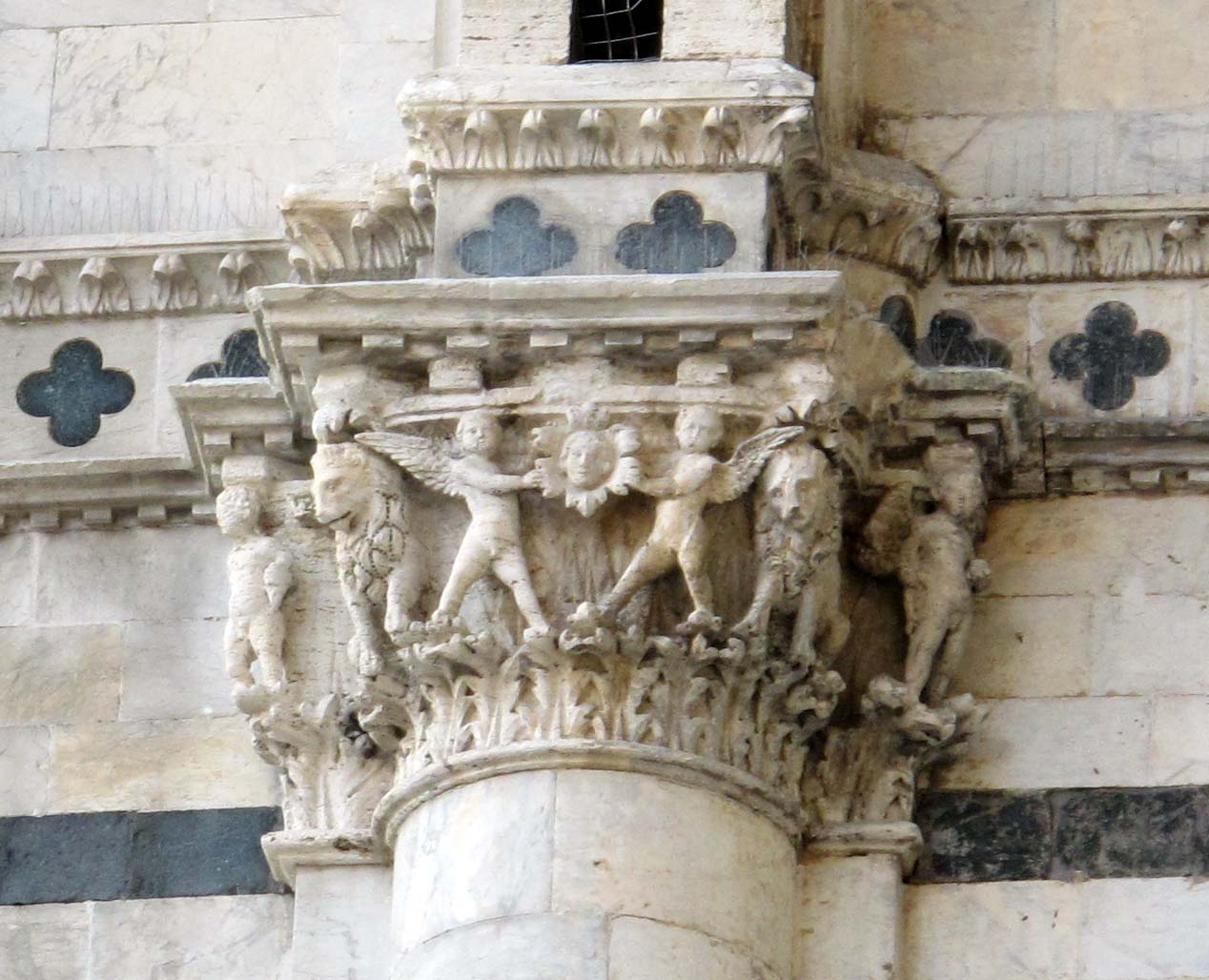
Capitello scolpito
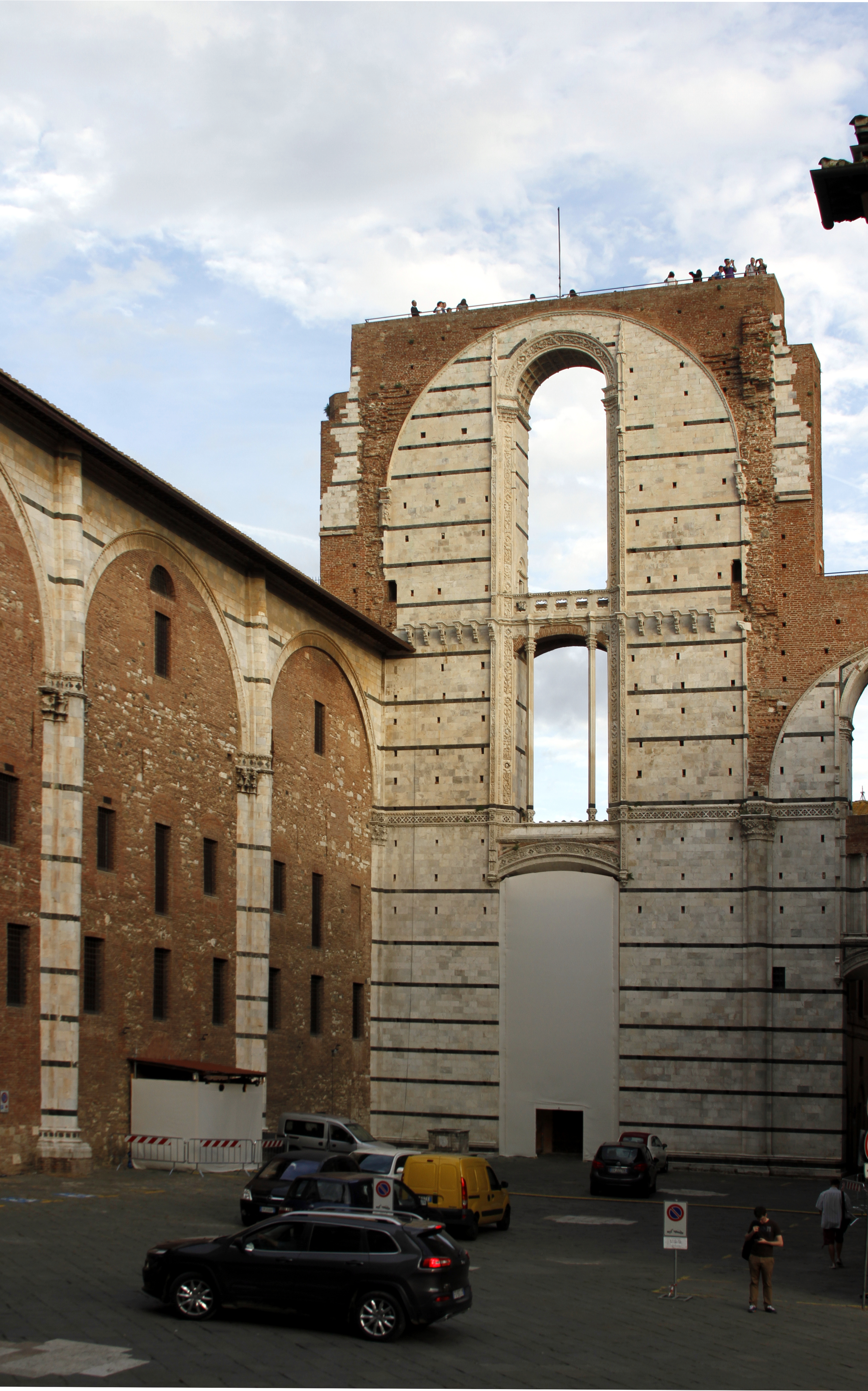
Interno del Facciatone
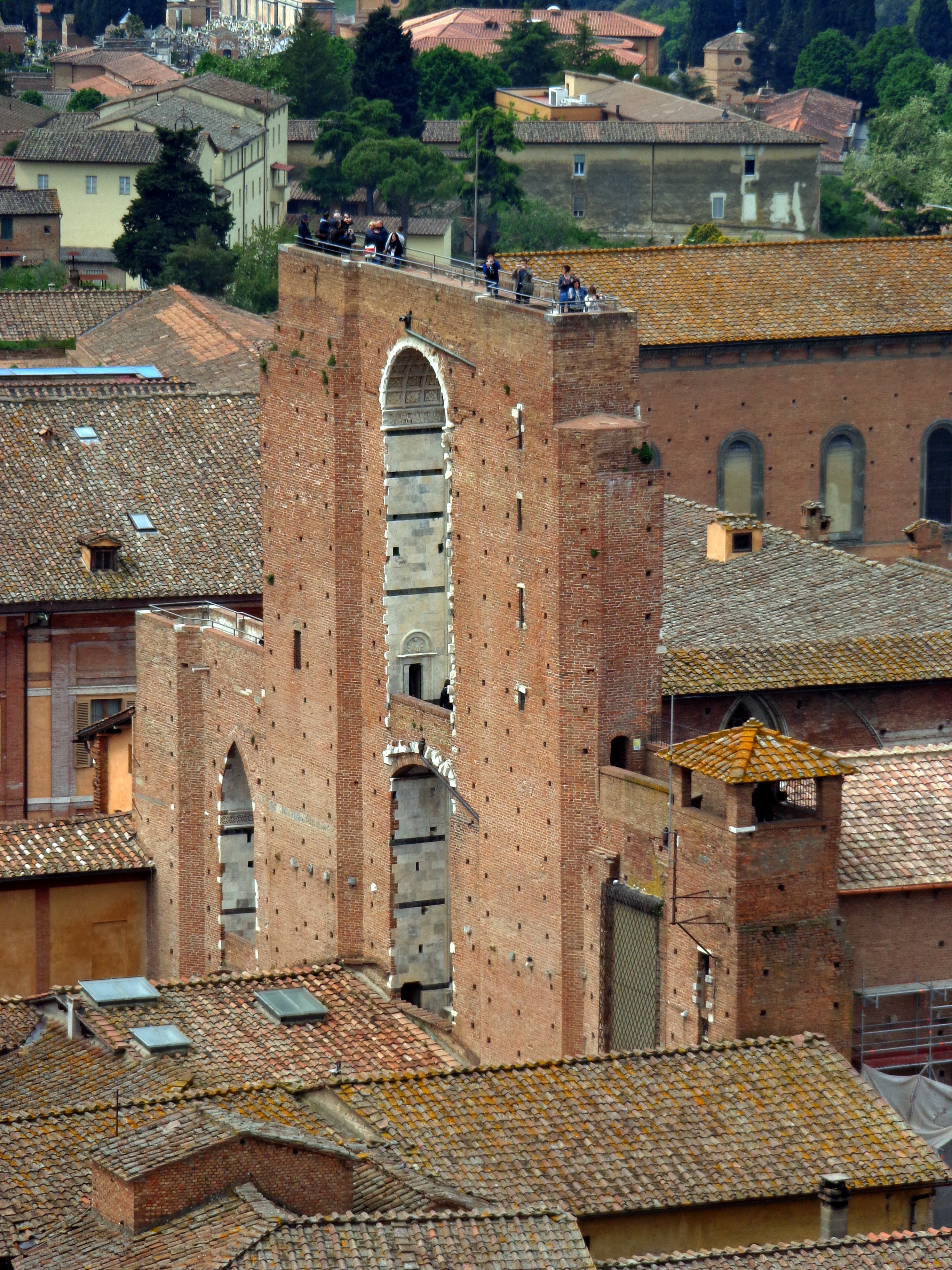
Esterno del Facciatone
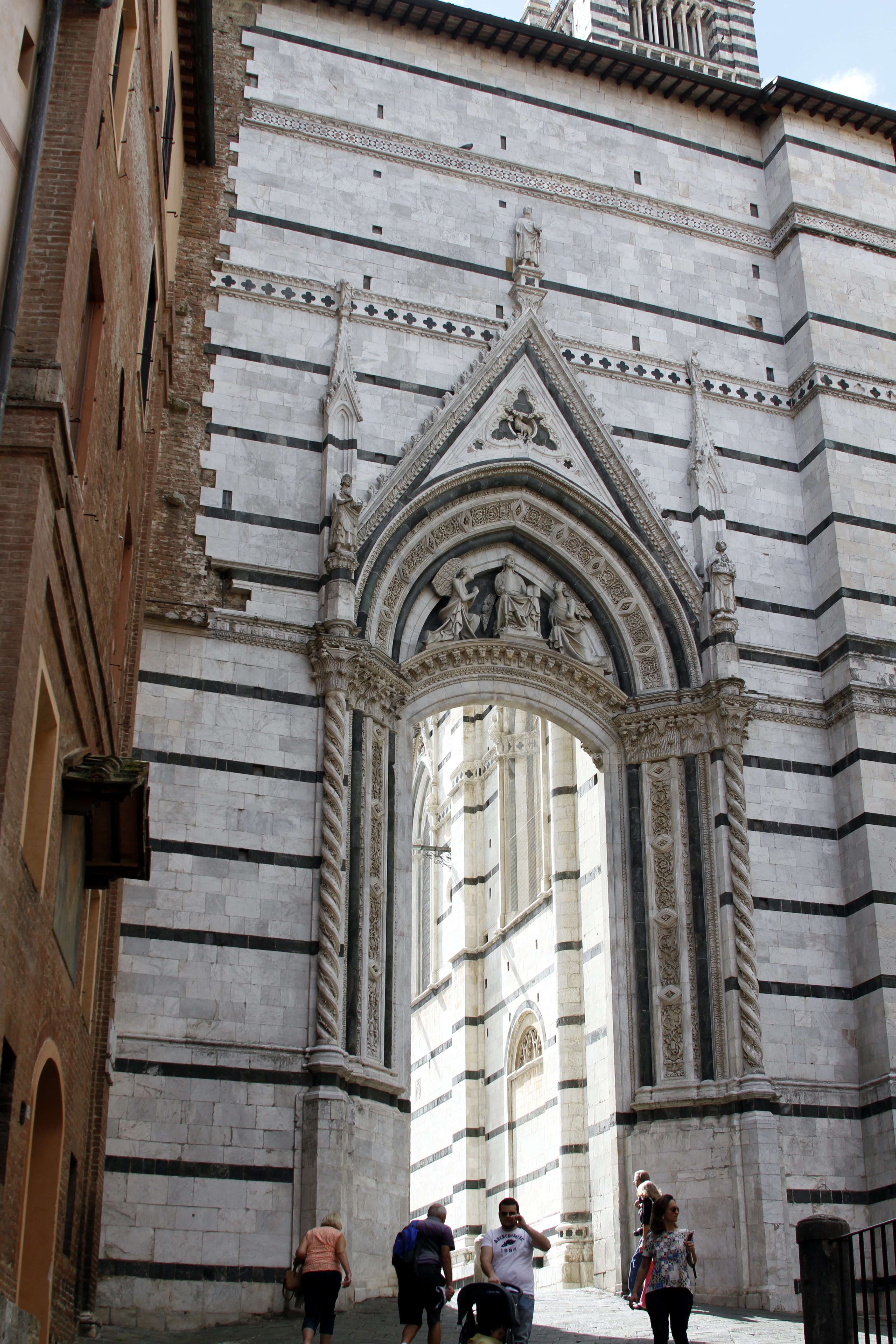
Il portale laterale
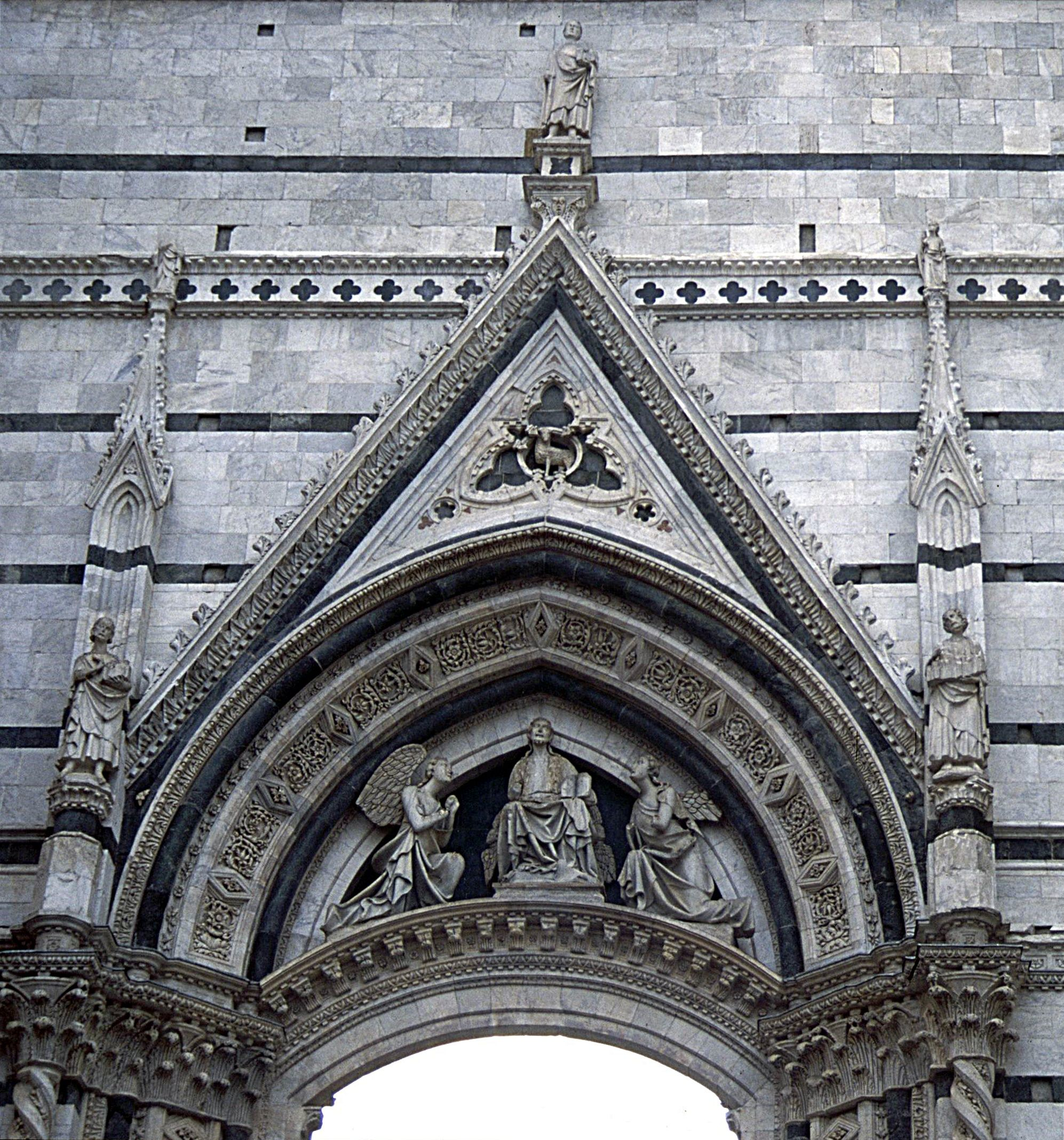
La lunetta del portale

### Interno

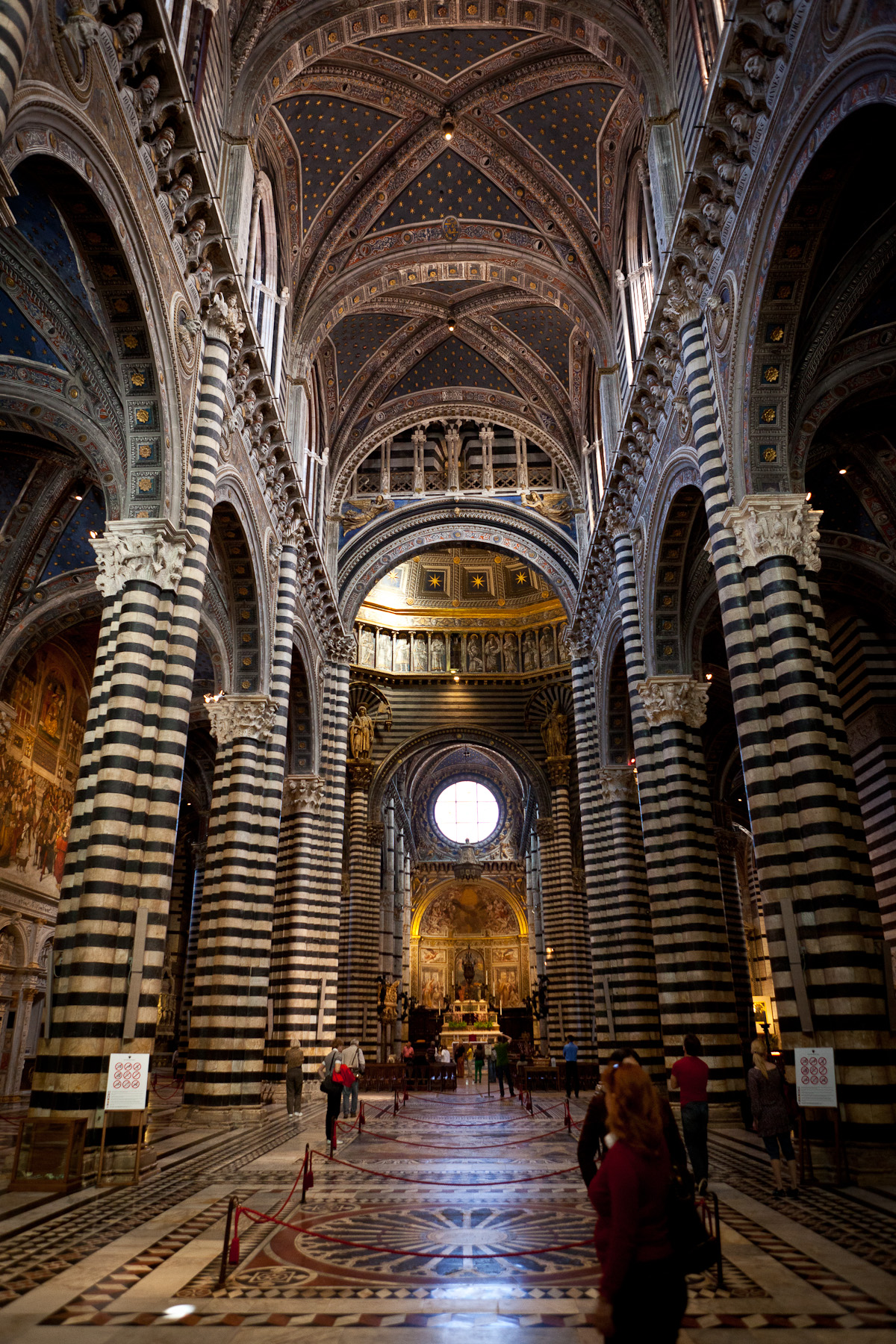
Interno

L'interno ha un'aula divisa in tre navate da pilastri polistili, con un transetto diviso in due navate (quattro se si considerano anche le cappelle) e un profondo coro; misura 89,4 m in lunghezza, 24,37 di larghezza alle navate e 54,48 alla crociera. La crociera del transetto è costituita da un esagono sormontato dall'audace cupola a base dodecagonale (fra le più grandi all'epoca della costruzione). La pianta è divisa in numerose campate divise (quadrate nelle navate laterali e rettangolari in quella centrale, come le cattedrali gotiche francesi) dai pilastri e scandite da leggerissimi archi a tutto sesto. Le volte sono a crociera in tutte le navate, decorate da un azzurro stellato. Il claristorio è molto alto, decorato da archi a sesto acuto e dotato da raffinate e traforate trifore (bifore nel transetto) che illuminano tutto l'interno. Due magnifici rosoni sono presenti in controfacciata e sul coro. All'esterno, quattro grandi contrafforti respingono la spinta verso il basso delle volte del coro. Tutta la struttura interna è dominata dalla bicromia bianca e nera, riferimento ai colori dello stemma di Siena, creando un ricercato effetto chiaroscurale.

#### Navata centrale

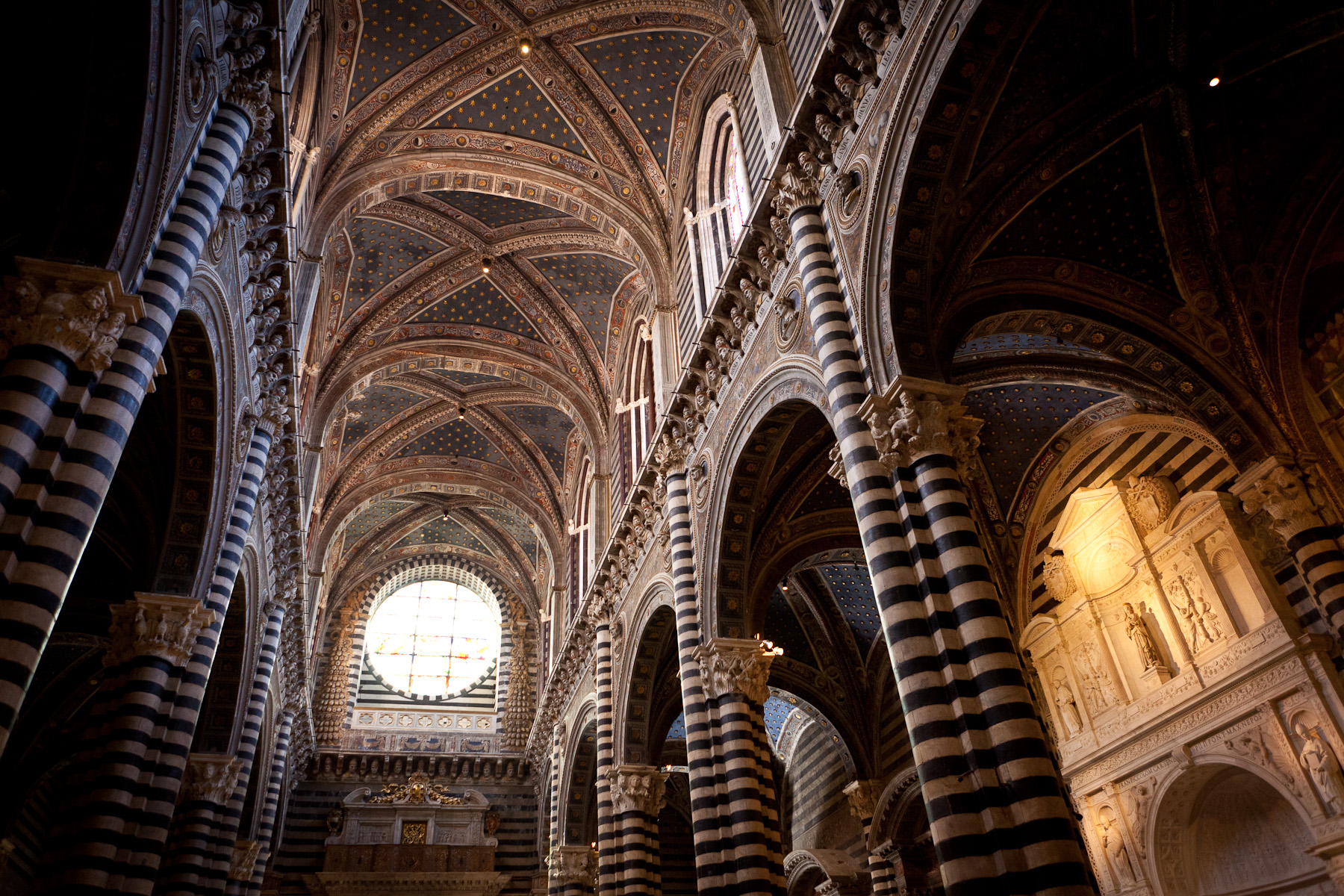
Scorcio della navata centrale verso la controfacciata

La navata centrale e il coro sono sormontati da una cornice aggettante sovrastante una serie di 171 busti di papi, realizzati da artisti non identificati tra il 1497 e il 1502. La lista inizia con san Pietro, primo papa a destra del busto di Cristo al centro della parete di fondo del coro; prosegue in senso orario con la successione cronologica dei pontefici e termina con il 171º papa, ovvero Lucio III pontefice dal 1181 al 1185, visibile a sinistra del busto di Cristo. La serie doveva in realtà concludersi con Alessandro III (1159-1181), papa senese che consacrò, secondo tradizione, il duomo nel 1179; tuttavia la necessità di togliere papa Giovanni VIII, che si confondeva con la leggendaria e imbarazzante figura della papessa Giovanna, impose lo slittamento di tutti i papi successivi di un'unità e l'aggiunta di un nuovo pontefice. Sebbene i busti rappresentino opere mediocri, la serie è spettacolare per la sua lunghezza e completezza.

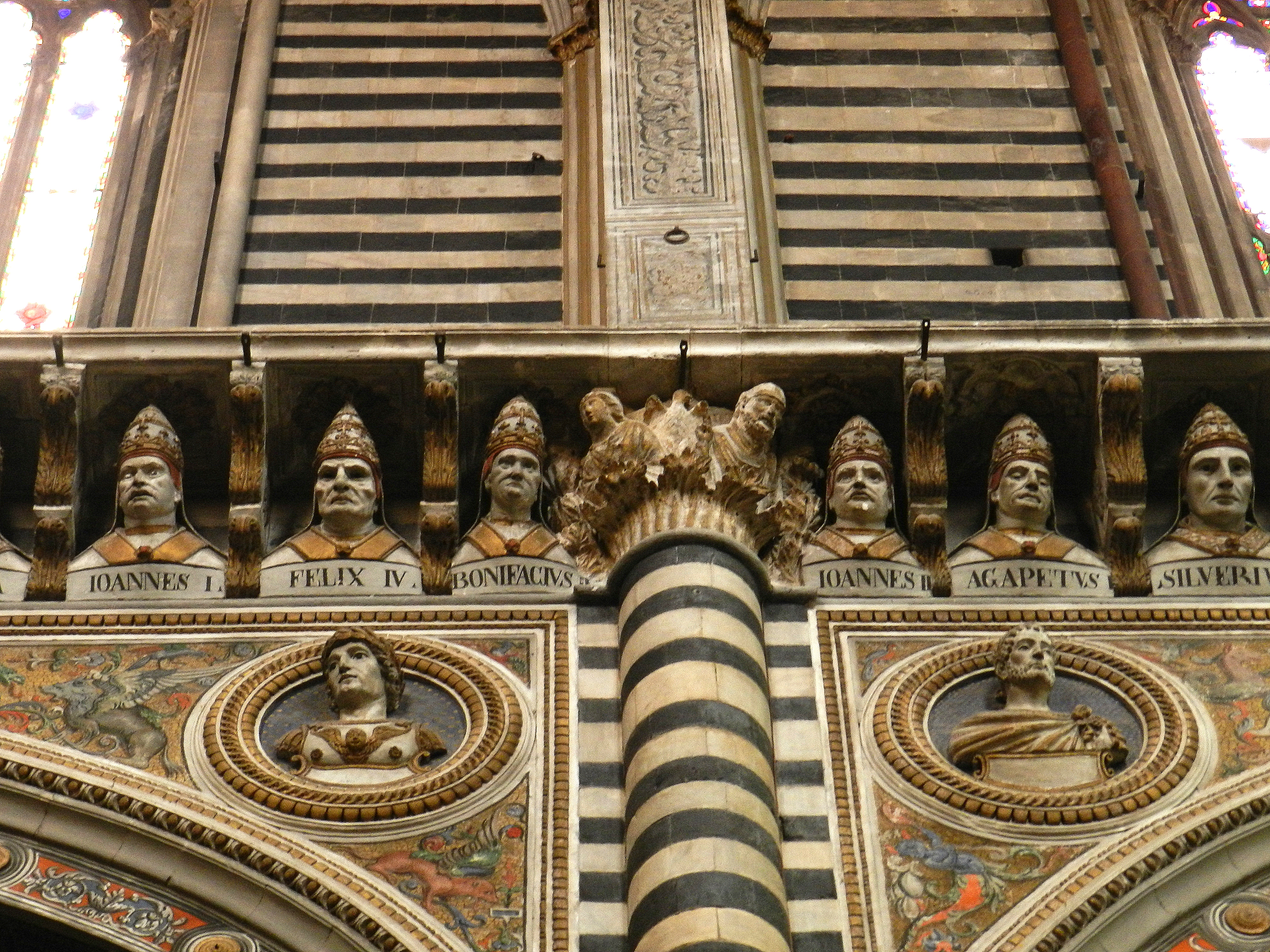
Busti dei papi e degli imperatori

Al di sotto dei papi, negli sguanci degli archi, si trovano a intervalli regolari trentasei busti di imperatori, scolpiti nel XVI secolo in due tempi, tra il 1503 e il 1506 (navata centrale e cupola) e tra il 1568 e il 1571 (coro). A differenza dei papi, le didascalie sono qui mancanti, rendendo impossibile l'identificazione degli imperatori. Il motivo che spinse l'opera del duomo a includere i busti di queste figure non ecclesiastiche in un edificio religioso è tuttora oggetto di discussione, probabilmente un omaggio alla tradizione ghibellina della città.
Di grande interesse sono i numerosi capitelli istoriati dislocati in tutta la chiesa al termine dei pilastri. Molti di quelli nella navata centrale sono ritenuti oggi opera di Nicola Pisano o della sua scuola (1263-1280 circa), sebbene altri sono di più incerta attribuzione e probabilmente opere più antiche o di artisti meno capaci. I capitelli del coro sono ritenuti invece in gran parte opera di Giovanni di Agostino (1340-1357 circa).
Sugli ultimi due pilastri si trovano addossate due antenne, secondo la tradizione, già sul carroccio senese alla battaglia di Montaperti nel 1260. Data la loro importante lunghezza, oltre i 16 metri, sembrano essere stati, più verosimilmente, i costituenti di un solo pennone di albero di una nave del XVI secolo. Forse addirittura di una imbarcazione ottomana o cristiana presente nella famosa battaglia di Lepanto del 7 ottobre 1571.

##### Controfacciata

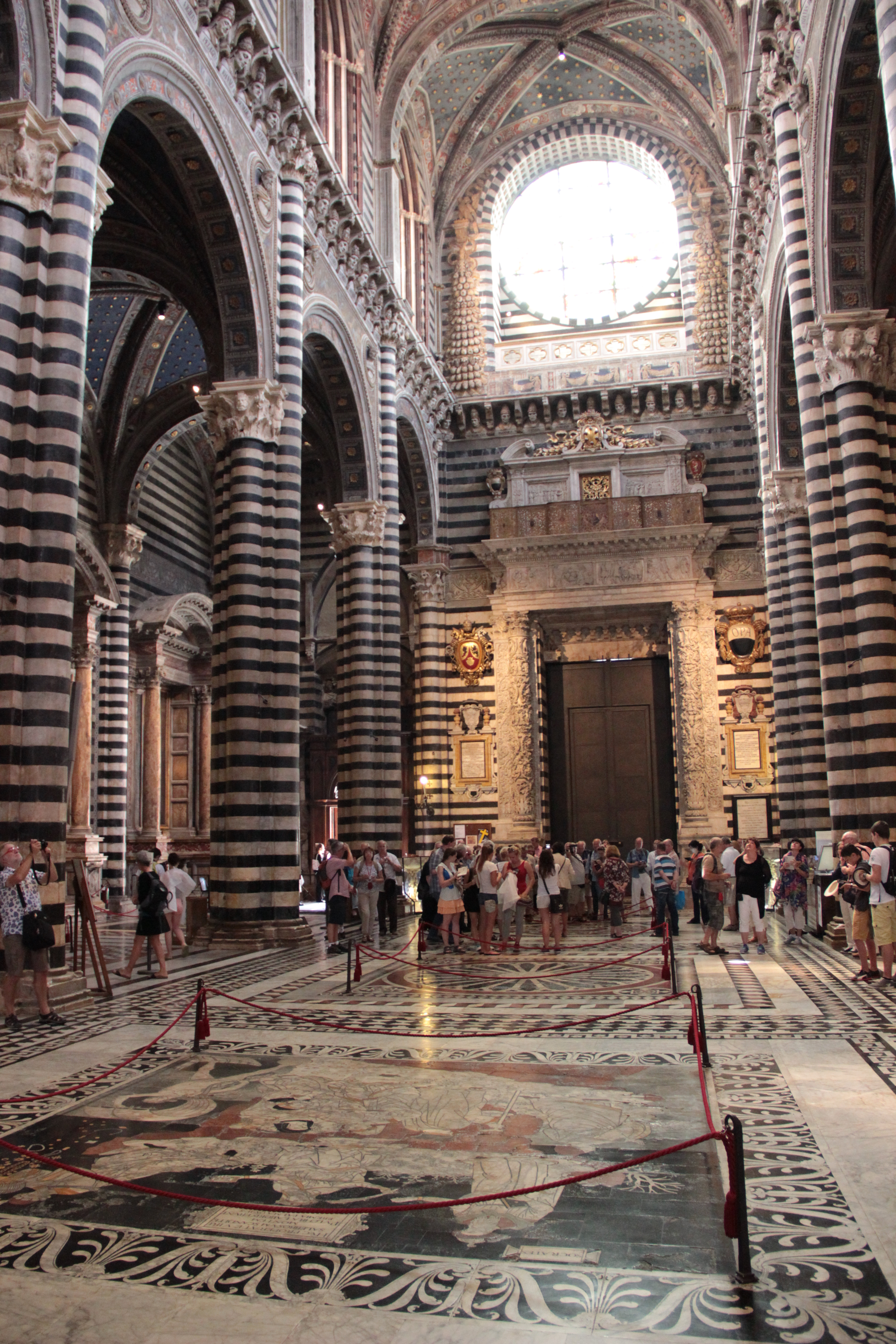
Controfacciata

In controfacciata è presente un complesso marmoreo che incornicia il portale principale e che fu allestito nel XVII secolo ai tempi una ristrutturazione voluta dal papa senese Alessandro VII. Il complesso utilizza materiale quattrocentesco di reimpiego e solo il coronamento è del periodo. Le colonne laterali, compiute entro il 1483, provengono dall'altare della cappella smantellata dedicata ai santi Quattro Coronati (situata nella prima campata della navata di sinistra) e sono opera di Antonio Federighi e Giovanni di Stefano, capomastri che si succedettero in questo ruolo intorno al 1480; esse presentano una ricca decorazione a rilievo che vede alternarsi a girali d'acanto animali e putti. I sei pannelli scolpiti che si trovano sui basamenti delle colonne (uno è una copia) e i quattro che si trovano in alto, raffiguranti tutti scene della Vita della Madonna, sono nove dei ventidue pannelli scolpiti da Urbano da Cortona nel 1450-1460 circa e reimpiegati dalla distrutta cappella della Madonna delle Grazie. Infine, le quattro lastre scolpite sopra l'architrave raffiguranti scene della Vita di sant'Ansano sono opera di un anonimo artista della cerchia di Antonio Federighi (1477-1478); anch'esse furono riutilizzate, precisamente dall'altare del santo omonimo che si trovava in uno dei quattro angoli della crociera del Duomo, poi smantellato.
Più incertezza c'è invece intorno alle sei figure che si trovano sulle mensole interne dei tre portali, realizzate da un misterioso artista di ispirazione gotica francese. I portali laterali, non sono in asse con le navate laterali: si tratta di uno dei fini accorgimenti di Giovanni Pisano per bilanciare l'aspetto della facciata.

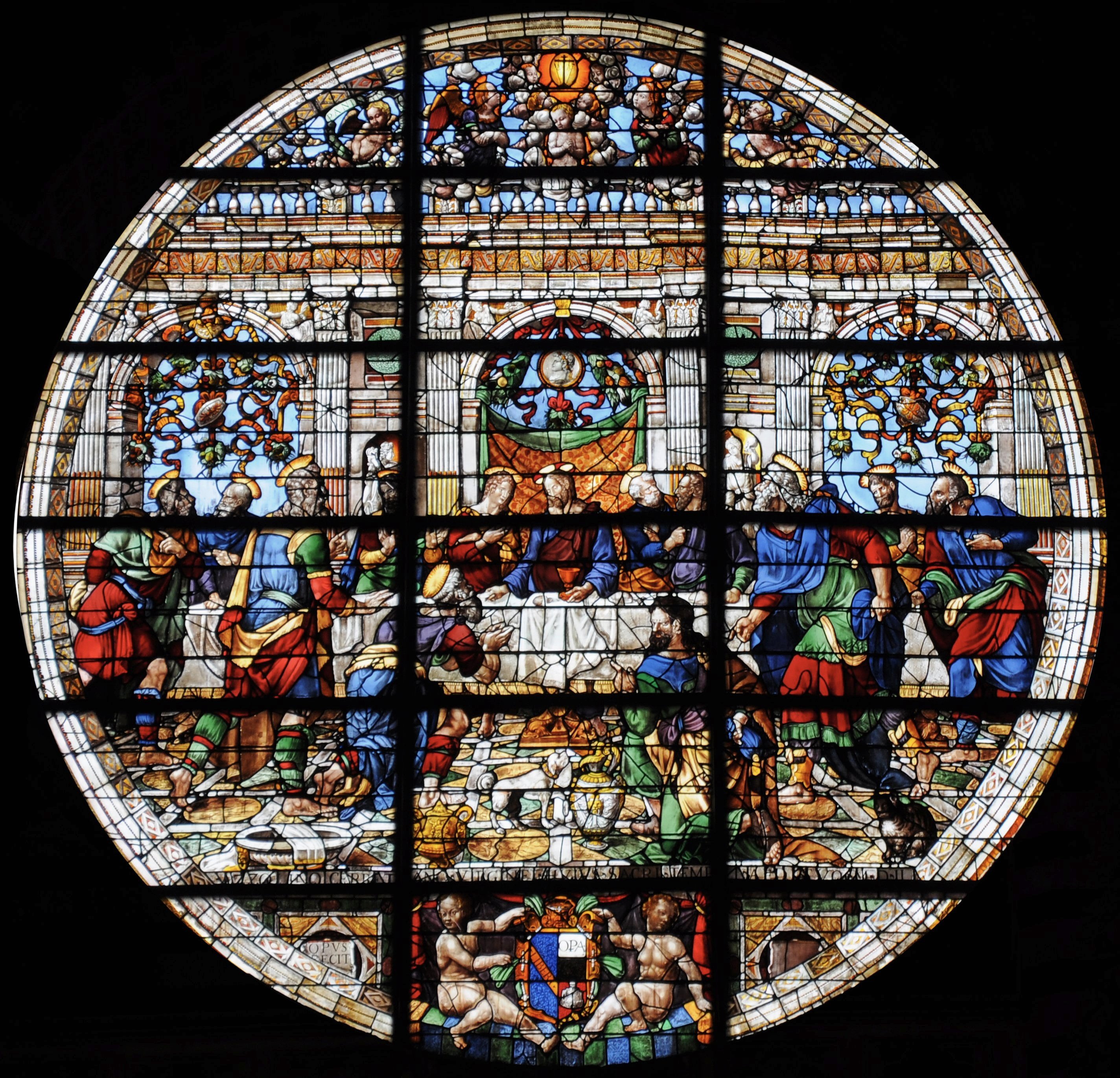
Rosone con l'Ultima Cena

Il rosone è chiuso da una grande vetrata raffigurante l'Ultima Cena, opera di Pastorino de' Pastorini che la realizzò nel 1549, forse su cartone di Perin del Vaga.
Ai lati, sempre in controfacciata, sono raffigurati i papi Marcello II e Paolo V; inizialmente scolpiti da Domenico Cafaggi per volere del rettore Giugurta Tommasi per rappresentare i primi due papi senesi Alessandro III (1591) e Pio II (1592), furono successivamente convertiti in altri papi per aggiunta delle barbe, per opera della bottega della famiglia Mazzuoli (anni ottanta del Seicento). È presumibile che questo fu fatto per non oscurare il programma di rappresentazione di tutti i papi senesi con nuovi monumenti commemorativi che si stava compiendo in quegli anni.

##### Acquasantiere di Antonio Federighi

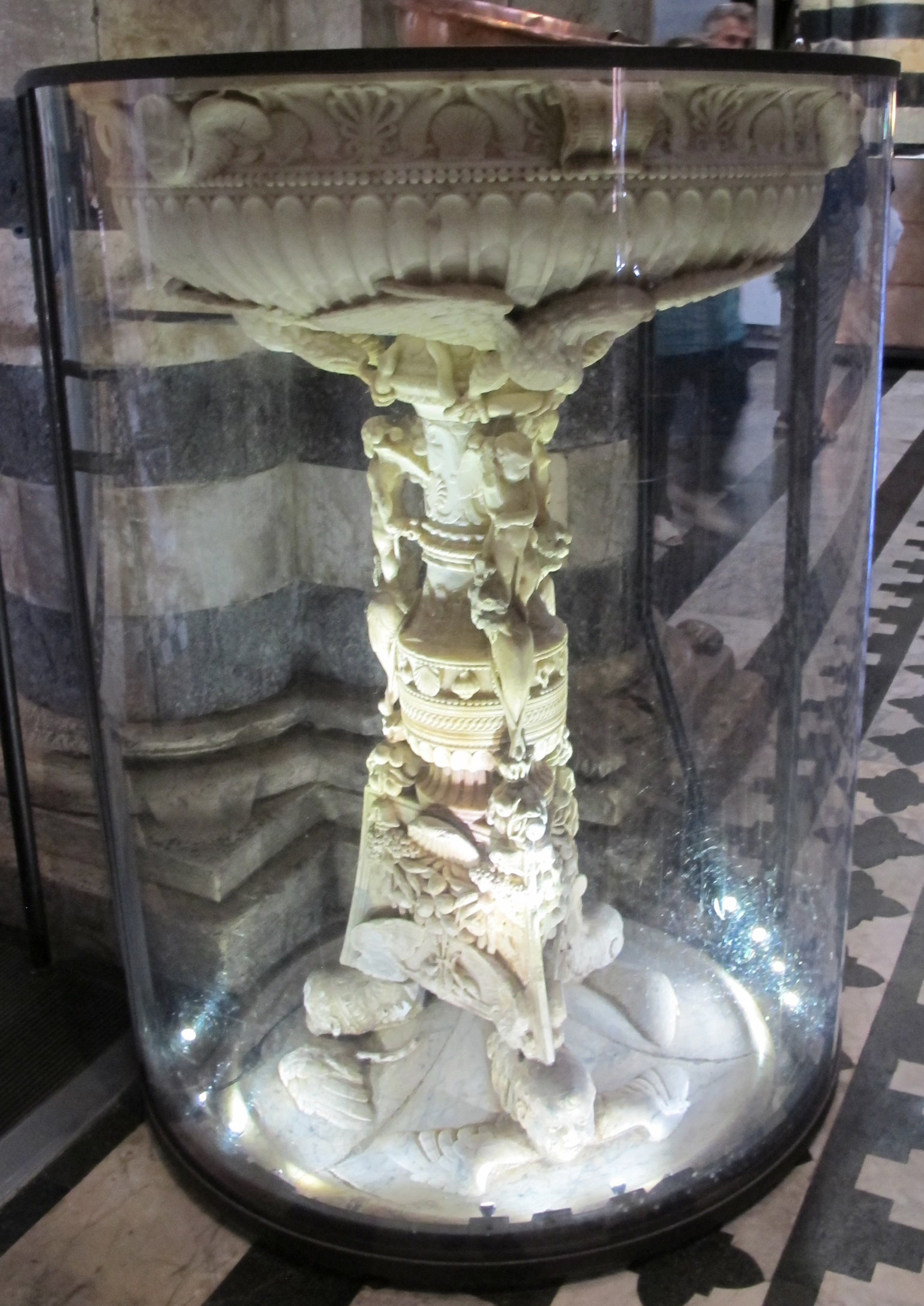
Acquasantiera

All'inizio della navata centrale, nei pressi della prima coppia di pilastri, si trovano due acquasantiere in marmo bianco di Carrara, pregevole opera di Antonio Federighi databili tra il 1458 e il 1467, al tempo in cui lo scultore era capomastro dell'Opera del Duomo. Sono tra le opere più pregiate del Duomo, nonché dell'intero Quattrocento senese, con un complesso significato allegorico che risulta comprensibile analizzando le due opere come un tutt'uno: l'acquasantiera di destra esprime la caduta dell'uomo che con il peccato originale è precipitato dalla grazia di Dio (espressa dalla fascia alta della vasca con teste di cherubini e delfini e festoni di frutta) alla condizione di prigionia del mondo materiale (raffigurata dalle figure umane imprigionate). L'acquasantiera di sinistra mostra il riscatto dell'uomo che anche in terra può trovare i segni della grazia di Dio (i festoni a livello della base) e grazie alla spinta dei delfini (simboli del Cristo redentore) tornare in alto, dove aquile con le ali spiegate (simboli di salvezza e per di più avendo sconfitto il demonio simboleggiato dalla serpe che afferrano con i loro artigli) conducono di nuovo alla fascia paradisiaca di partenza. La salvezza è data dal Cristo redentore ed è mediata dal tergersi del visitatore con l'acquasanta, offerta appunto dalle due vasche.

##### Cupola

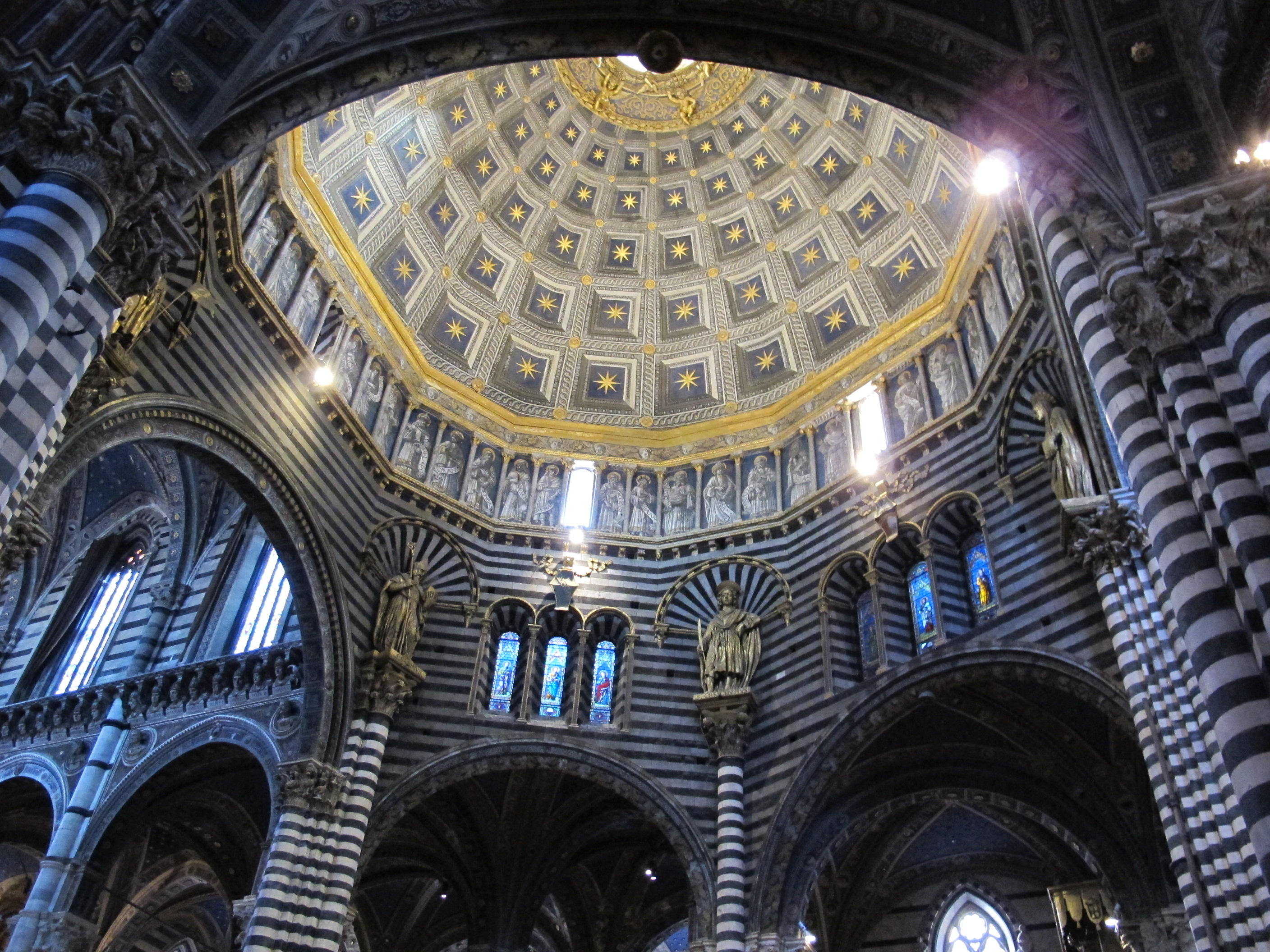
La cupola e la base esagonale

La decorazione interna della cupola con cassettoni a fondo blu e stelle in rame dorato risale agli anni 1481-1494. Le sei statue in stucco dorato sotto i pennacchi della cupola raffigurano i sei santi senesi Ansano, Savino, Crescenzio, Vittore, Caterina da Siena e Bernardino. Sono opera non eccelsa di Giovanni di Stefano e risalgono allo stesso periodo, così come i due angeli che si trovano esternamente alla cupola sull'arco trionfale (la doratura è un'aggiunta settecentesca in quanto le statue erano originariamente in stucco bianco). Le pitture a monocromo di patriarchi e profeti che si trovano numerose tra le colonnine furono fatte verso il 1481 da vari artisti, tra cui Guidoccio Cozzarelli, Bastiano di Francesco, Benvenuto di Giovanni, e Pellegrino di Mariano. La lanterna è invece del 1666 e fu progettata da Gian Lorenzo Bernini; la volta della lanterna raffigura la colomba dello Spirito Santo e fu intagliata dal fiammingo Cornelius Talboom, mentre l'ampia cornice dorata intorno all'oculo della lanterna è invece opera dei lombardi Andrea Ferrari e Pietro Cremoni. Il restauro della lanterna risale al 1891: collocandosi esattamente sotto di essa si nota un'asimmetria nella calotta. Al di sopra delle quattro arcate minori poste alla base della cupola, si aprono altrettante trifore con vetrate policrome raffiguranti gli Apostoli, realizzate nel 1886 da Ulisse De Matteis, che danno su ambienti sottotetto.
Sull'arco trionfale, sopra gli angeli dorati e addossate alle colonnine binate, si trovano cinque piccole statue in marmo raffiguranti i santi senesi Ansano, Savino, Crescenzio e Bartolomeo e la personificazione della Carità; sono opera di artisti anonimi del primo decennio del XIV secolo.

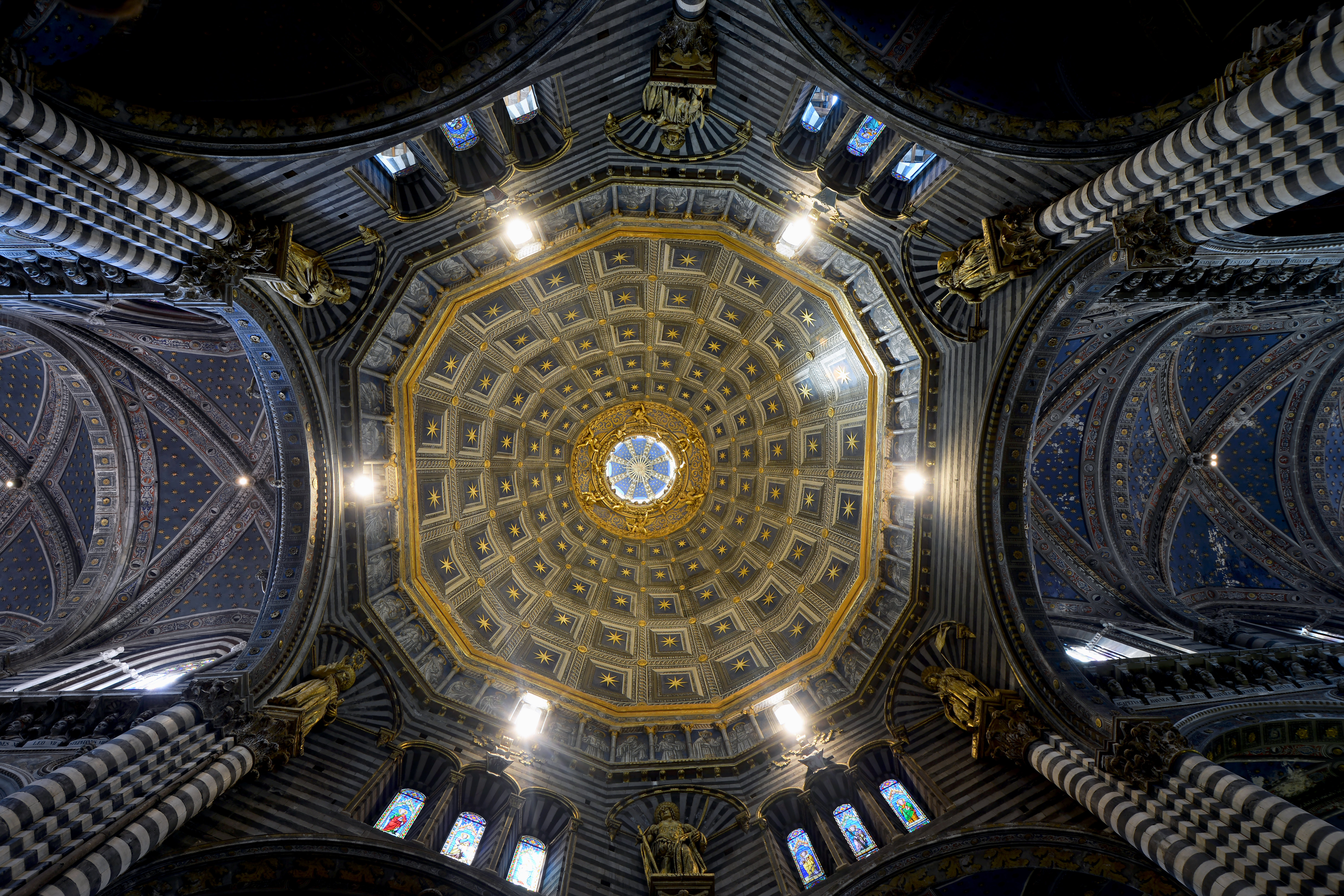
Interno della cupola
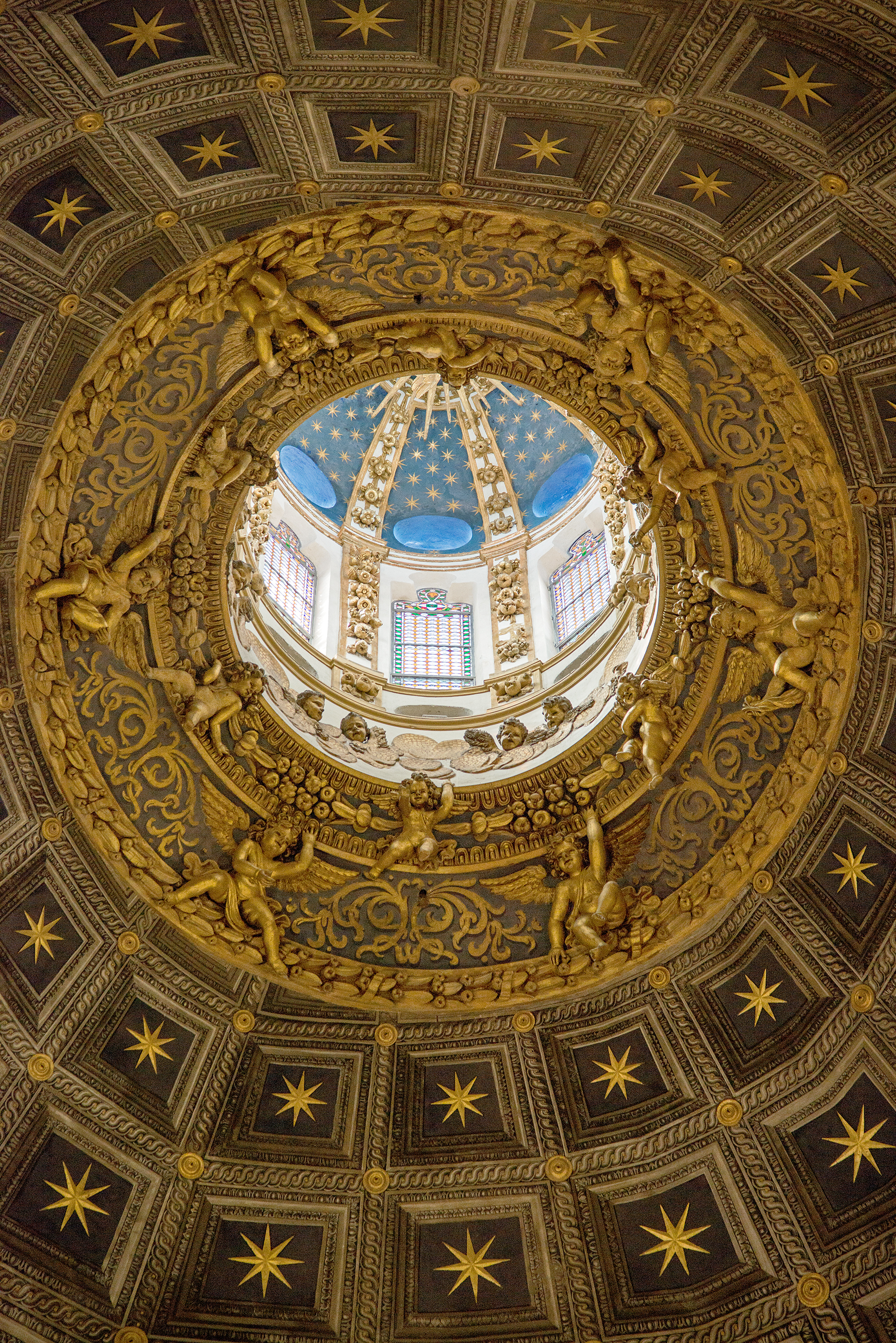
Interno della lanterna
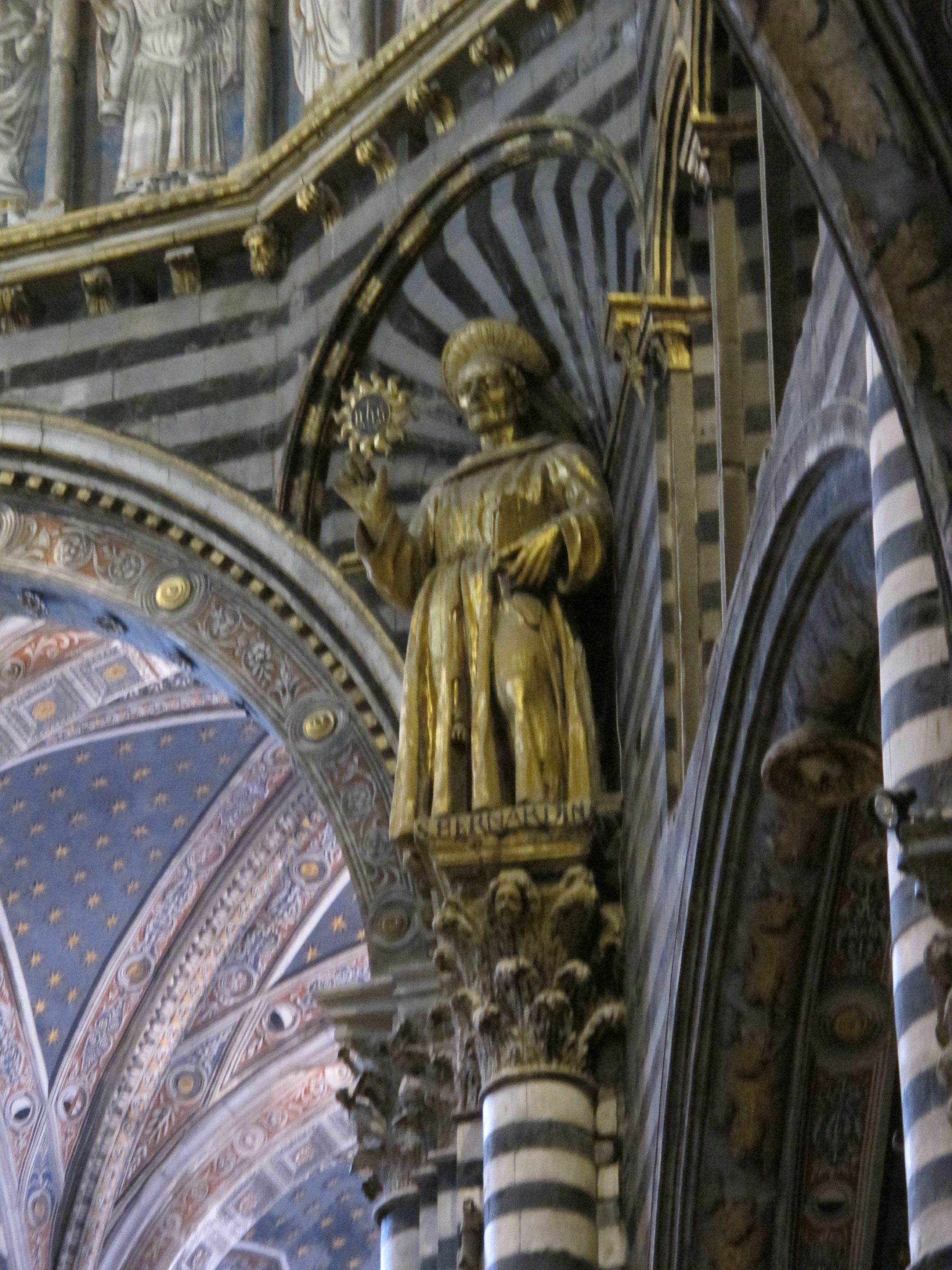
San Bernardino
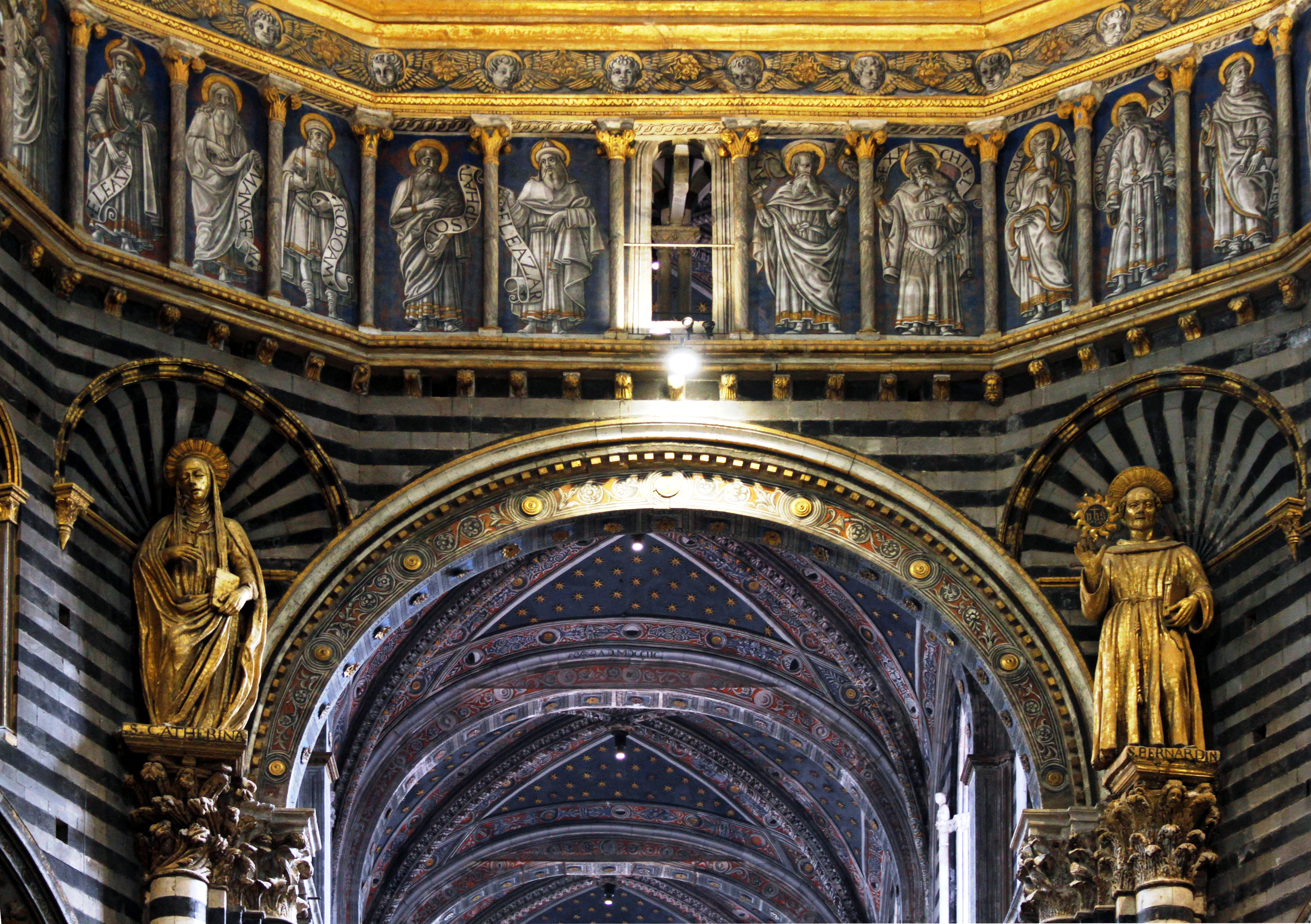
Statue dei pennacchi e pitture del tamburo
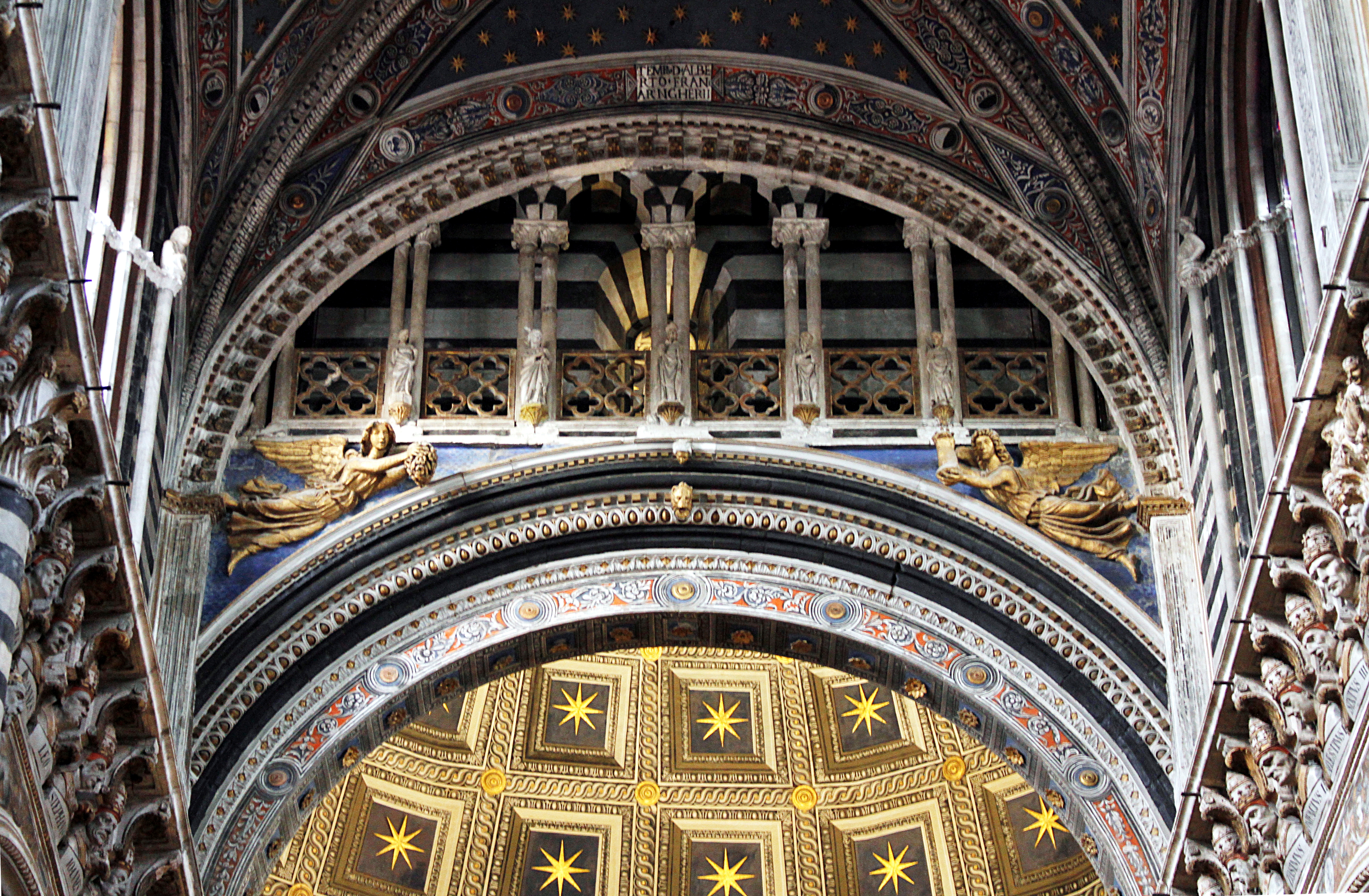
L'arco trionfale
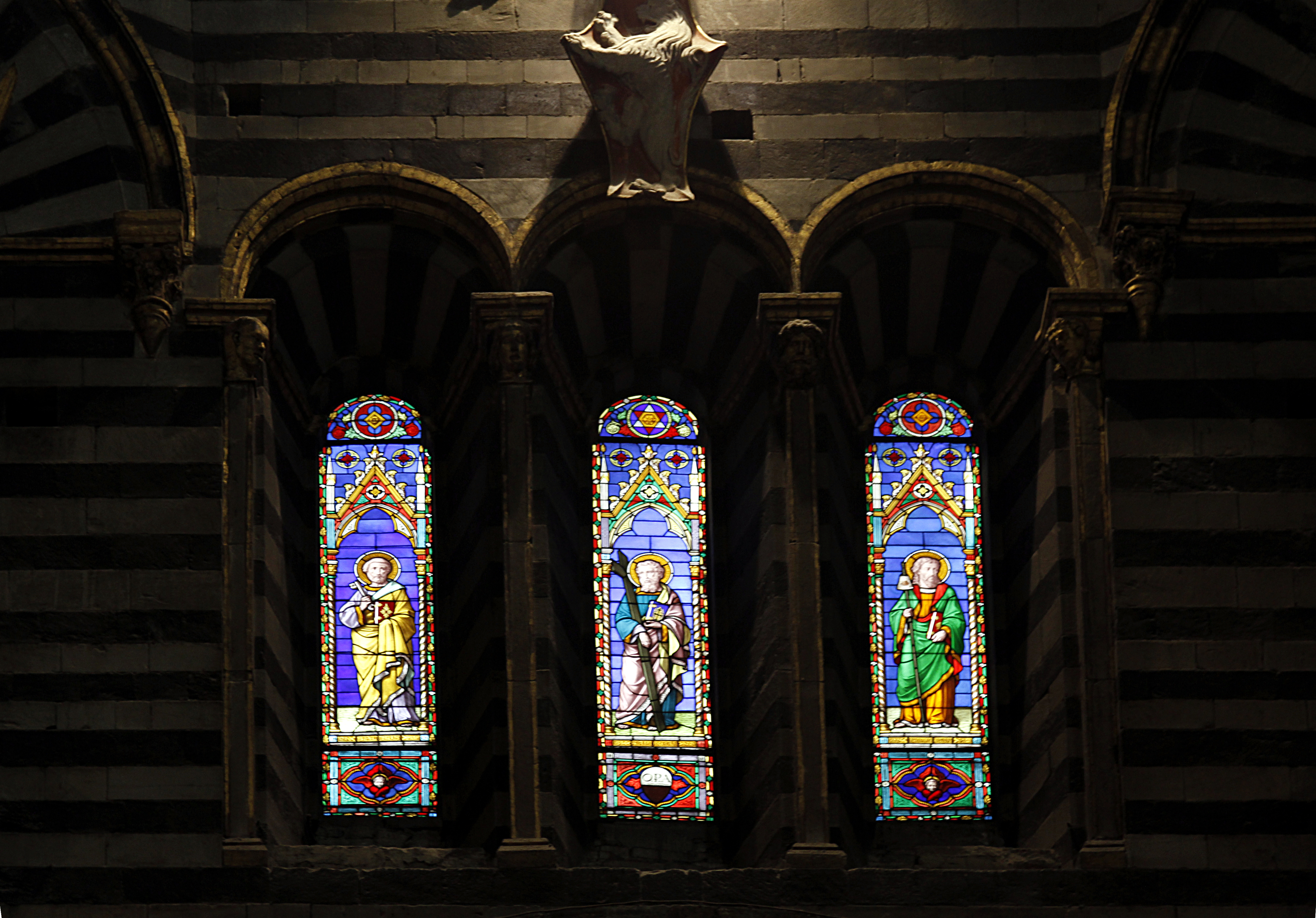
Vetrate policrome

#### Navata sinistra
Anticamente gli altari laterali del duomo contenevano un eccezionale ciclo di storie mariane che completavano la grandiosa pala d'altare con la Maestà di Duccio di Buoninsegna. Si trattava di capolavori dei maggiori artisti senesi del Trecento (Pietro e Ambrogio Lorenzetti, Simone Martini, Sassetta...), che, nel frattempo sostituite nel XVII secolo, vennero disperse nel Settecento.
Il primo altare, dedicato ai Santi Quattro Coronati, presenta oggi la pala con i Santi Quattro Coronati di Francesco Trevisani, ma la cappella che esisteva precedentemente all'altare è stata decorata più volte: una prima volta da affreschi di Bartolo di Fredi, da una pala di Paolo di Giovanni Fei e da marmi quattrocenteschi oggi in controfacciata. Fu poi rinnovata nel 1534-35 con stucchi e affreschi oggi frammentari con la Madonna col Bambino e Santi e il Martirio dei Santi Quattro Coronati di Bartolomeo Neroni detto il Riccio, oggi nel Museo dell'Opera del Duomo.
Il Trevisani è autore anche della pala del successivo altare, con il Cristo coi santi Giacomo e Filippo (1687). Il terzo è invece decorato da un'Adorazione dei Magi di Pietro Sorri (1588).

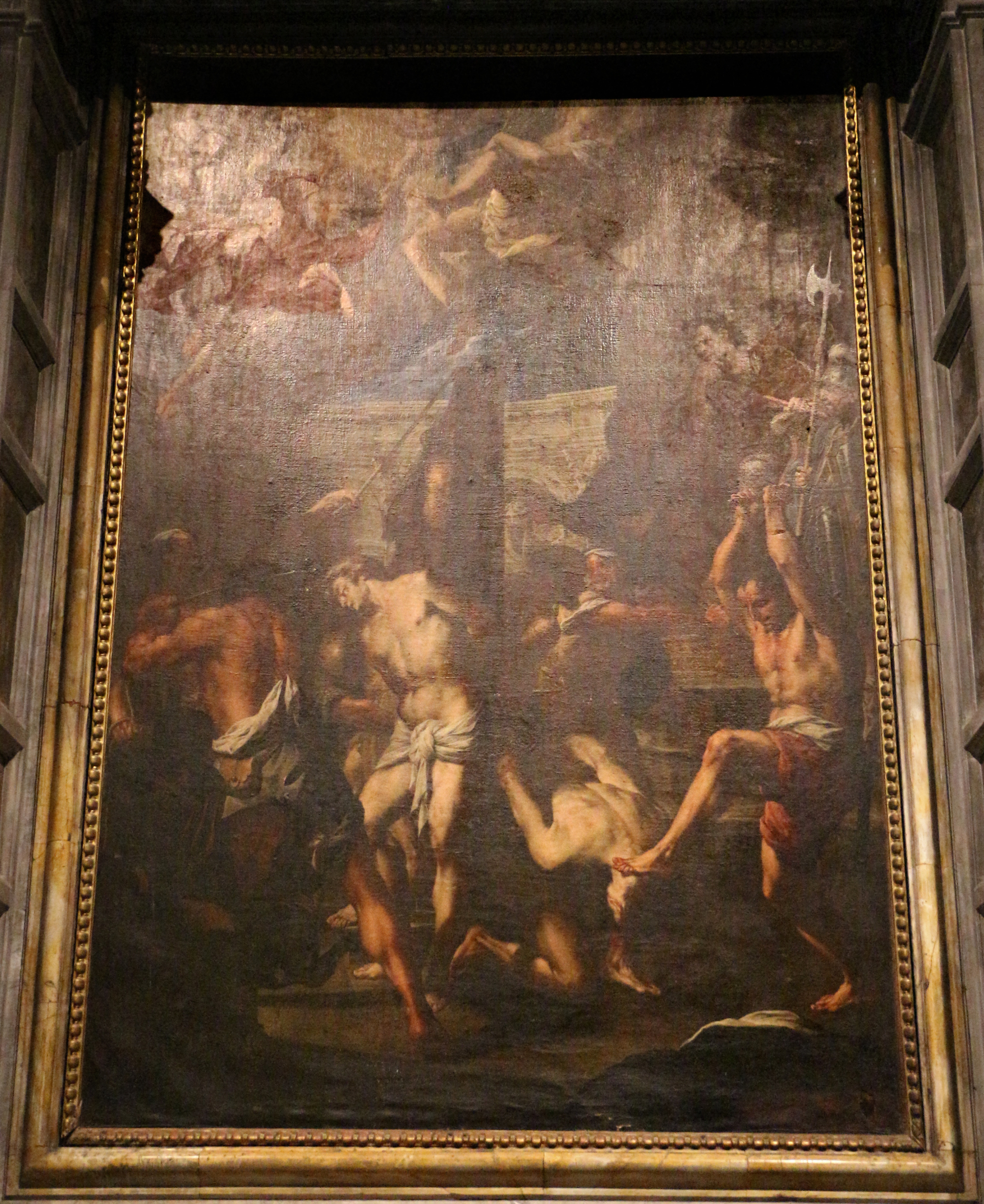
Quattro Santi Coronati di Francesco Trevisani
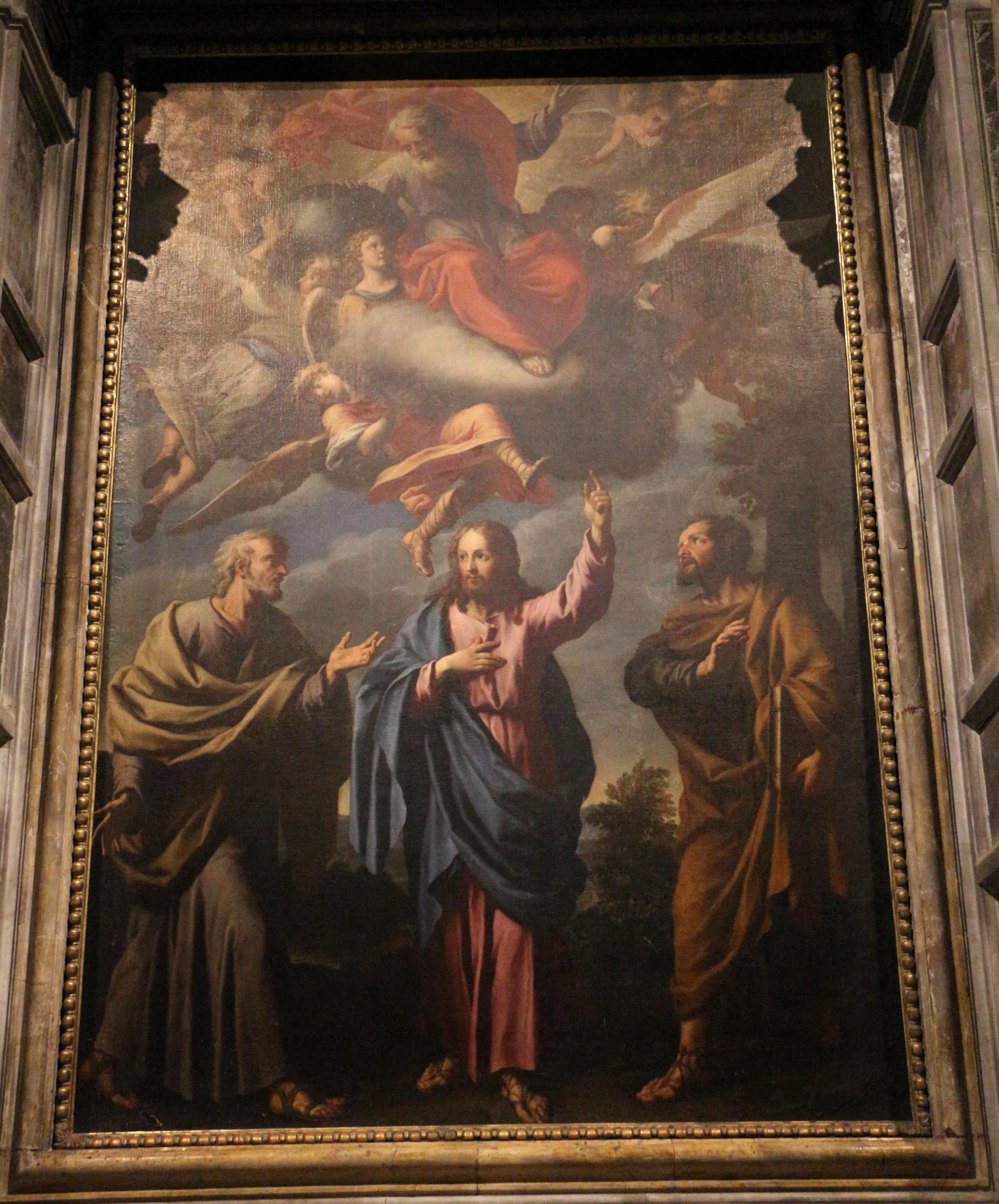
Cristo coi santi Giacomo e Filippo di Francesco Trevisani
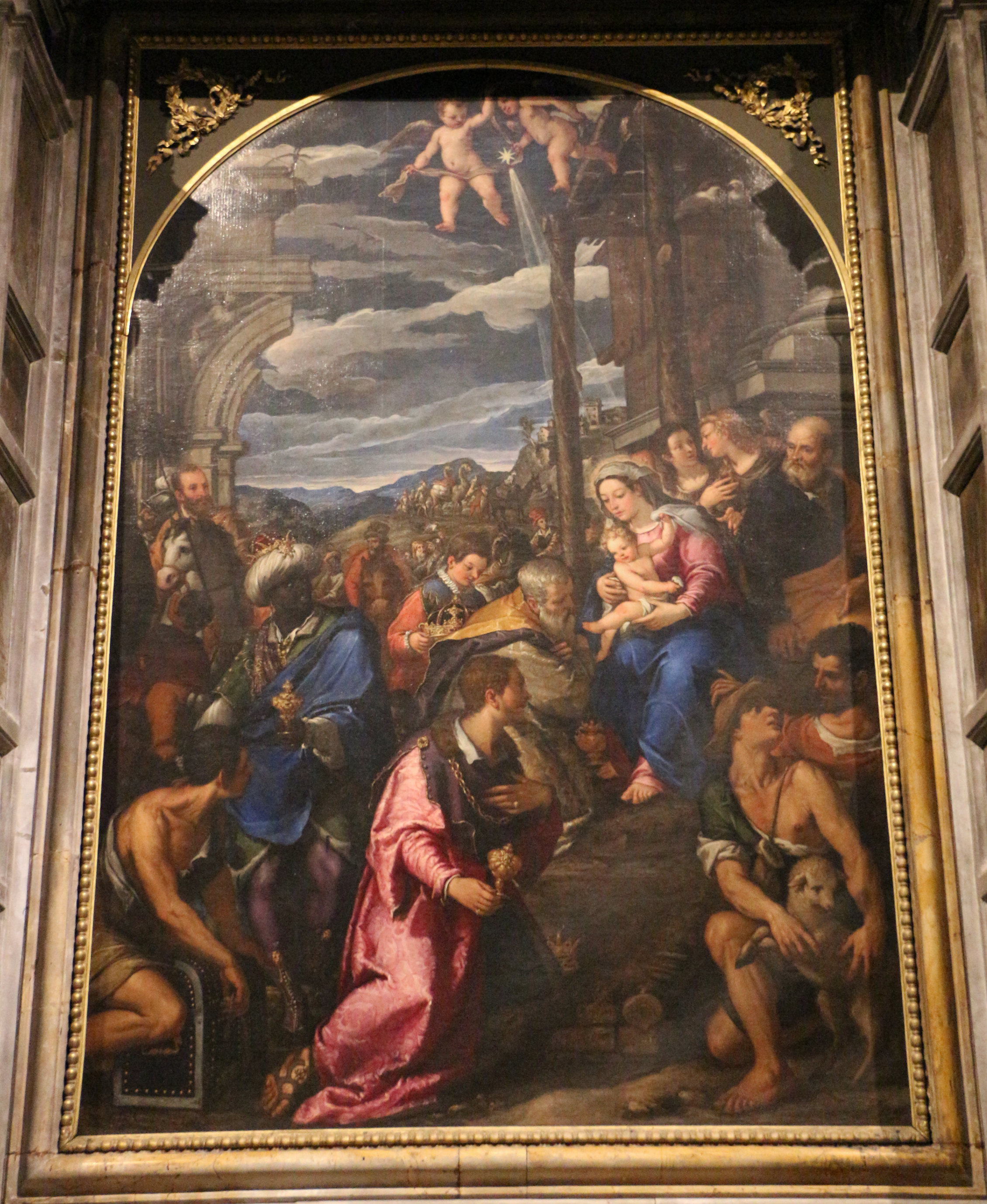
Adorazione dei Magi di Pietro Sorri

##### Altare Piccolomini

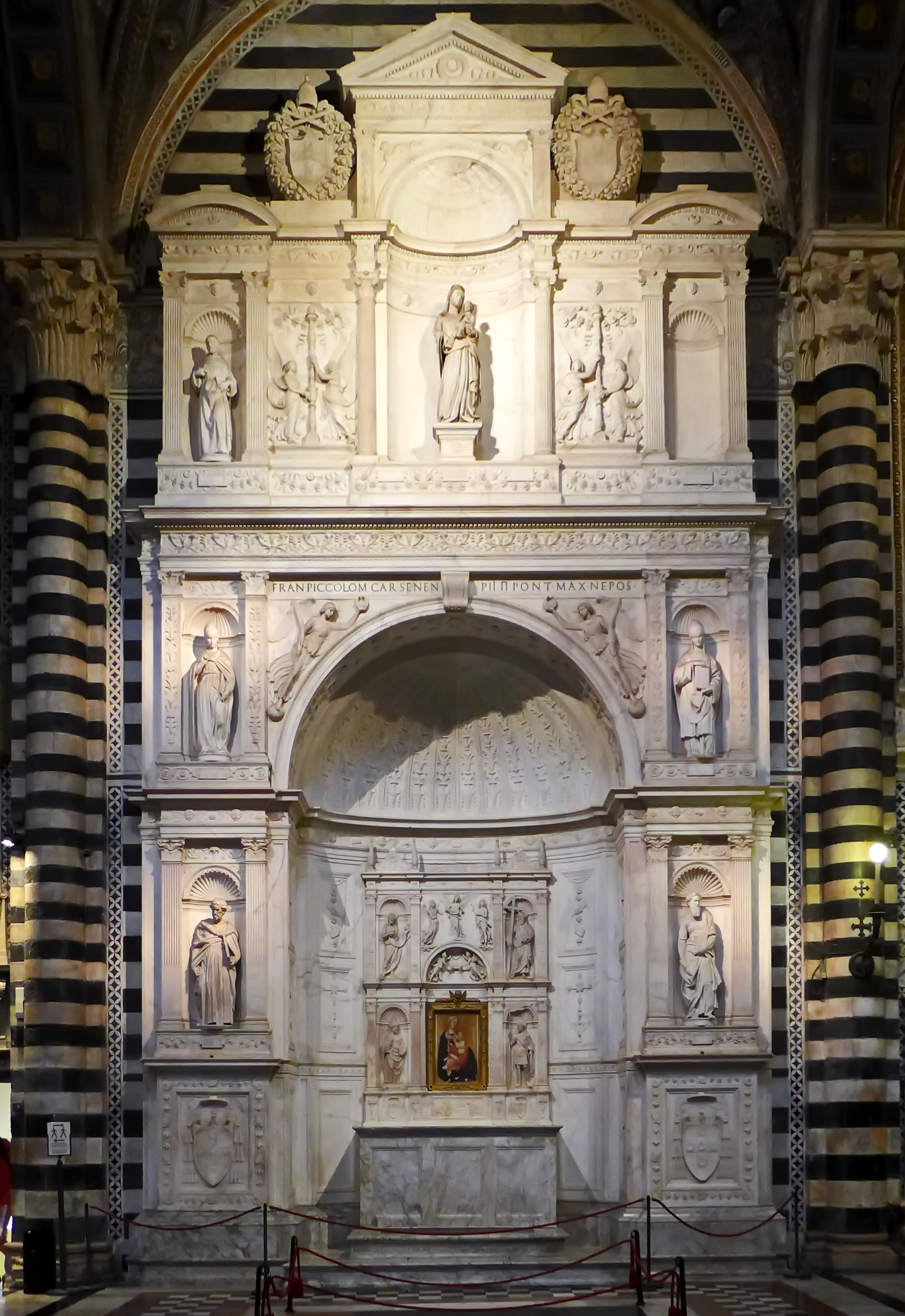
L'altare Piccolomini

Situato lungo la navata sinistra, fu commissionato ad Andrea Bregno dal cardinale arcivescovo di Siena Francesco Todeschini Piccolomini, poi papa Pio III per meno di un mese nel 1503. Lo scopo era di dedicare una grandiosa opera artistica allo zio papa Pio II, celebrando contemporaneamente la presenza politica e culturale della famiglia Piccolomini a Siena.
Andrea Bregno realizzò l'altare in marmo di Carrara fra il 1481 e il 1485, lasciando tuttavia l'opera priva delle sedici statue e dell'altare centrale, come da contratto, avendo intorno al 1486 subito un tracollo fisico e di ispirazione artistica. L'altare centrale marmoreo fu comunque fatto dalla sua bottega negli anni successivi. Il cardinale Francesco Todeschini Piccolomini cercò a lungo artisti che potessero completare l'opera, imbattendosi in Pietro Torrigiani; questi però realizzò solo il San Francesco in alto a sinistra, prima di una brusca interruzione dei lavori, probabilmente per il malcontento di una delle due parti. Nel 1501 il cardinale commissionò quindi il completamento a un giovane Michelangelo, che fra il 1501 e il 1504 realizzò quattro statue per le nicchie inferiori: San Pietro e San Pio a sinistra, San Paolo e San Gregorio Magno a destra. Ma Michelangelo era in rapida ascesa e cominciò a ricevere richieste ben più importanti, come il David fiorentino. Anche lui quindi abbandonò il progetto lasciando l'altare per sempre incompiuto.
Nella nicchia in alto vi è una Madonna con il Bambino considerata oggi, dopo un'iniziale attribuzione a un giovane Jacopo della Quercia, opera di Giovanni di Cecco (1371 circa).
La pala d'altare dipinta che rappresenta la Madonna che allatta è di Paolo di Giovanni Fei (1385 circa).

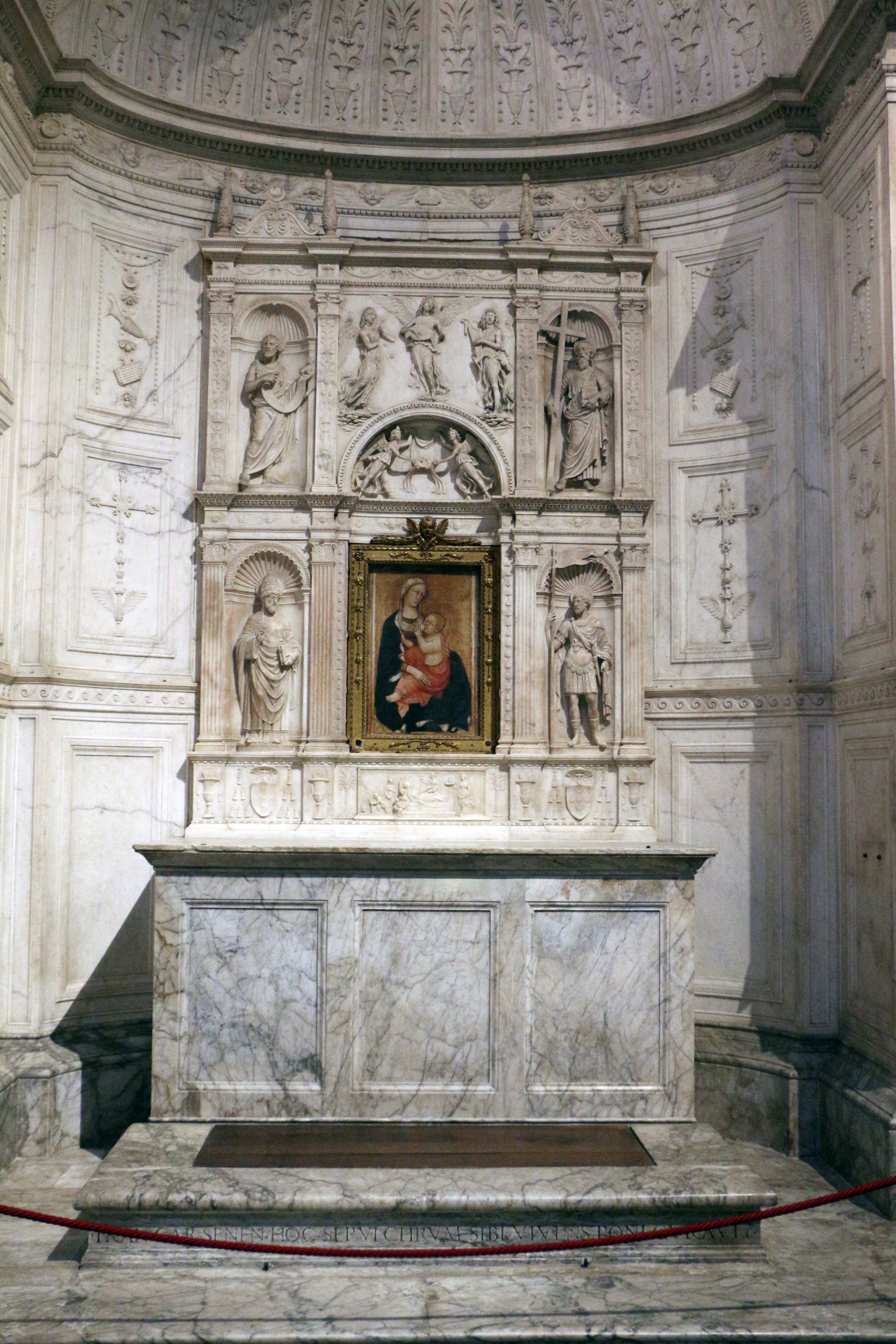
L'altare
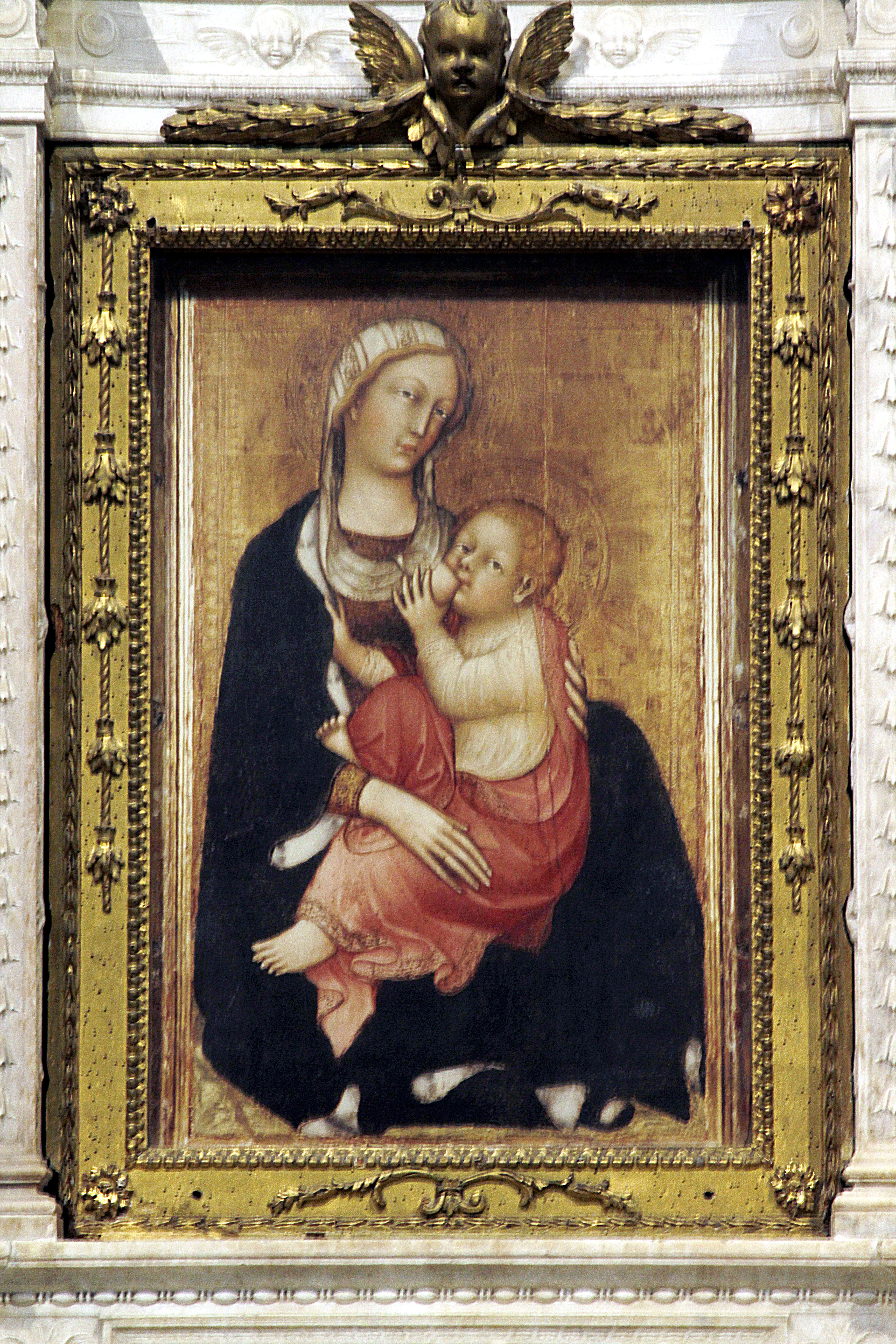
Madonna col Bambino di Paolo di Giovanni Fei
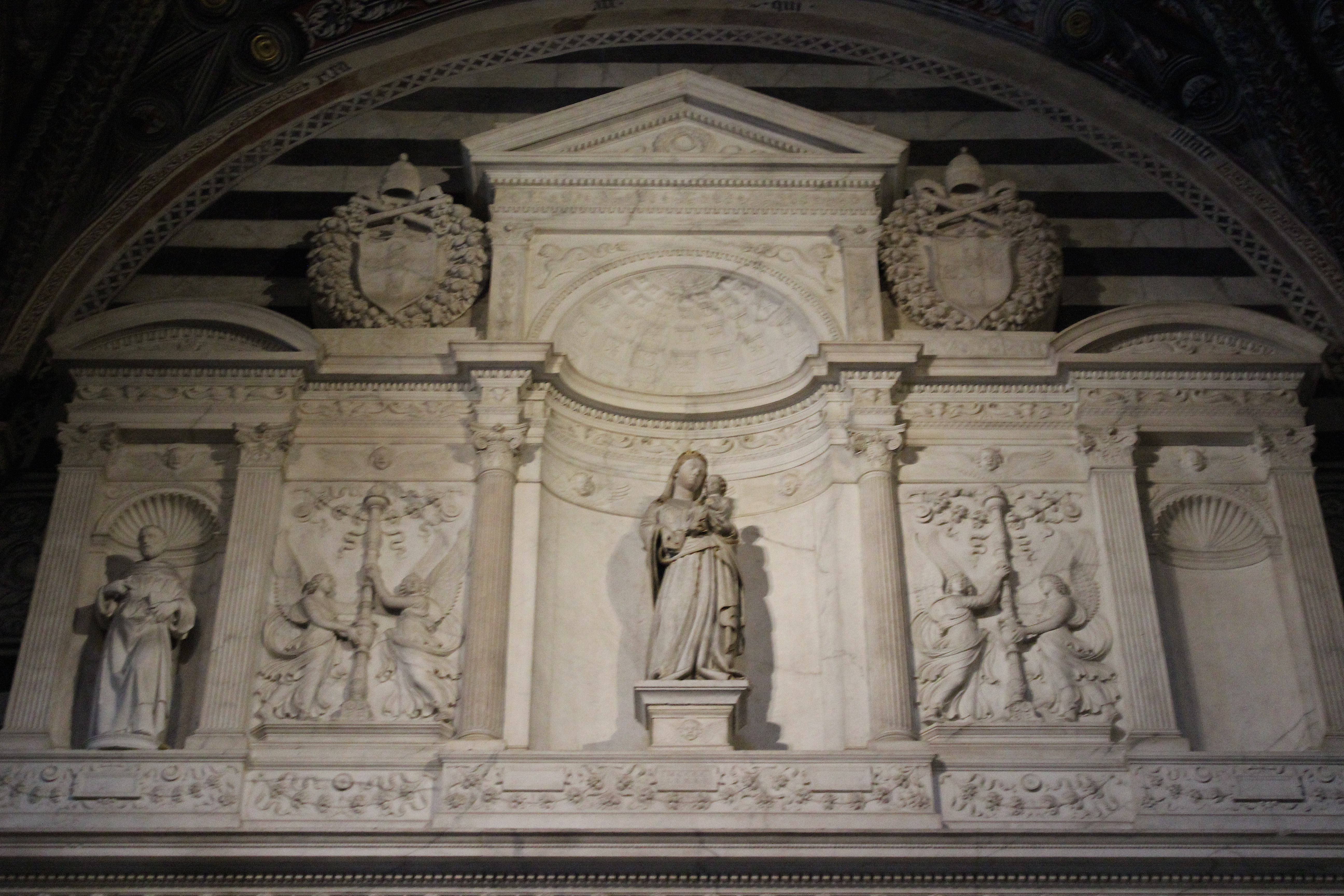
La parte superiore
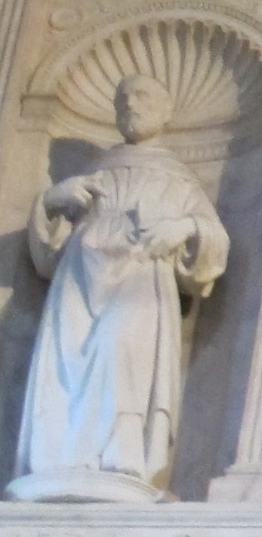
San Francesco di Pietro Torrigiani
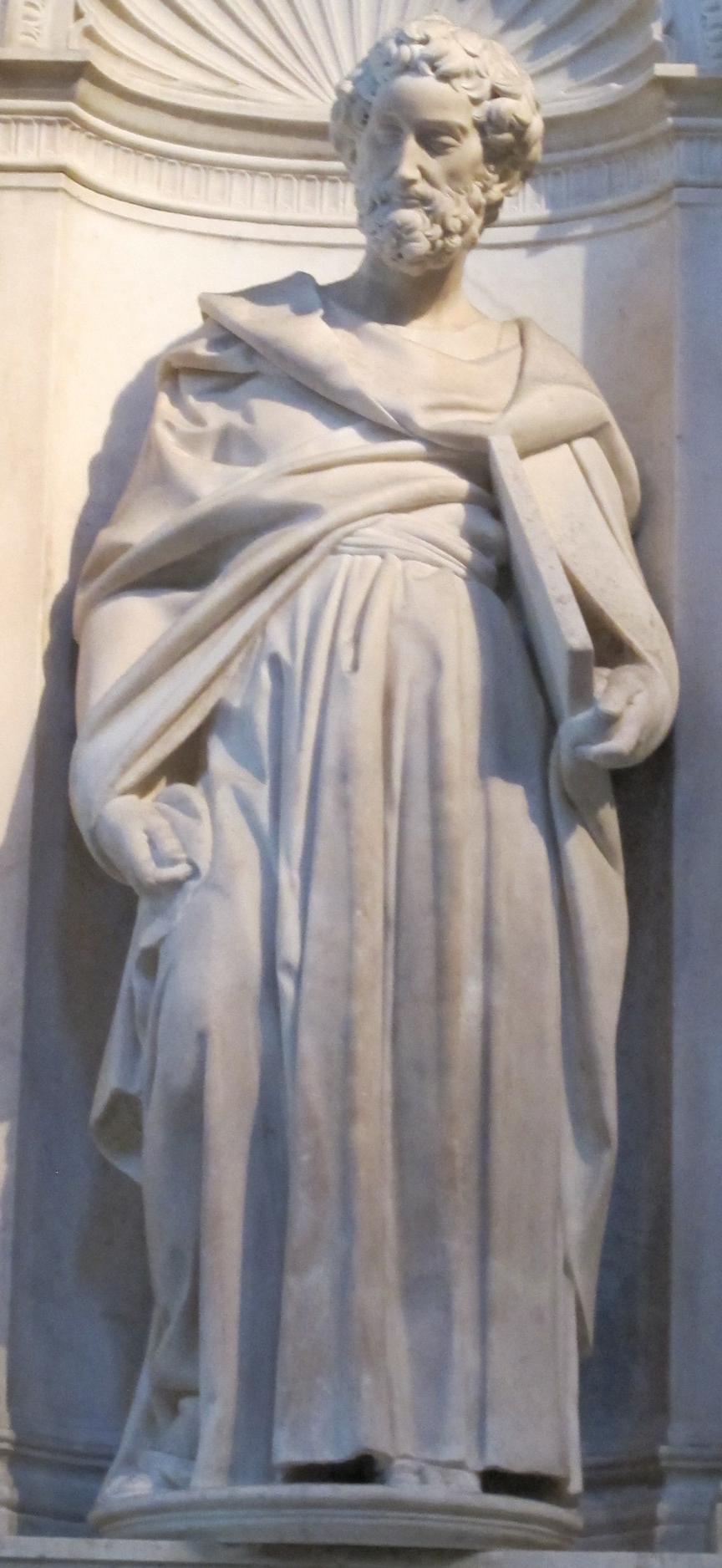
San Pietro di Michelangelo
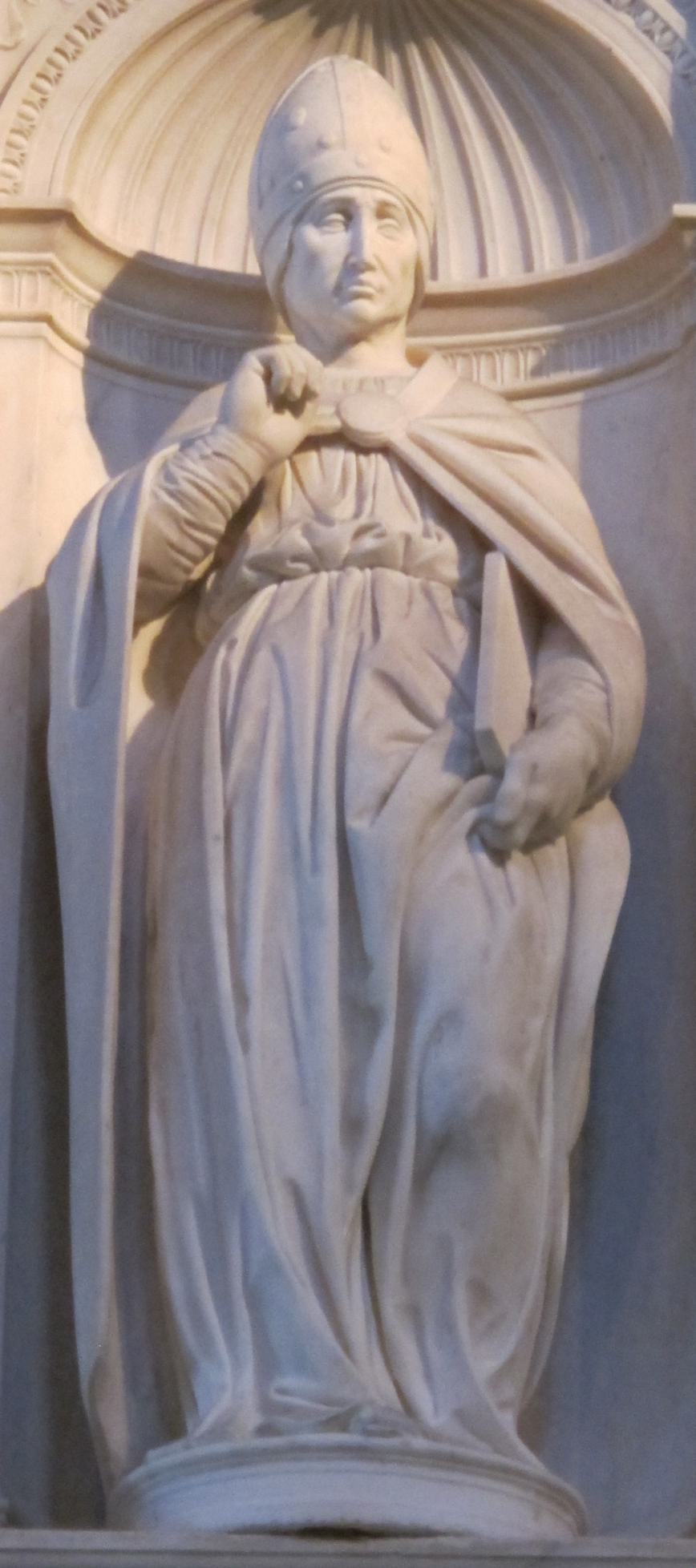
San Pio di Michelangelo
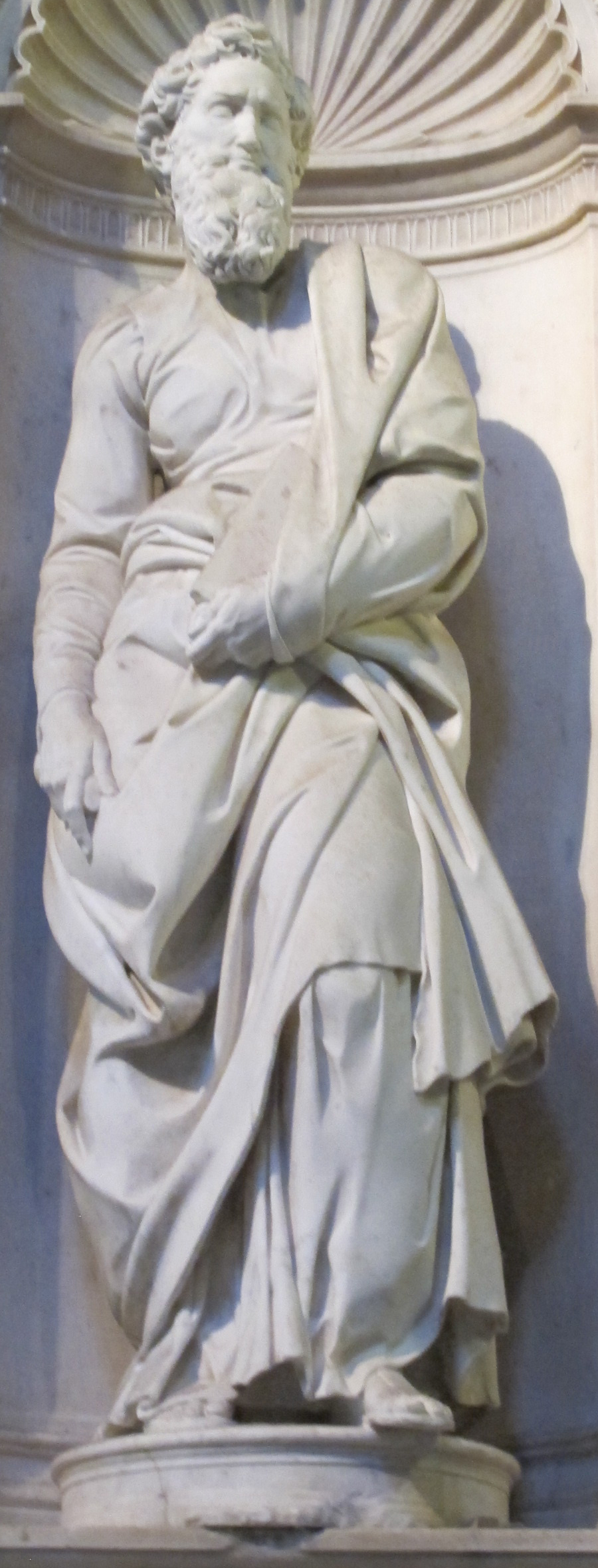
San Paolo di Michelangelo
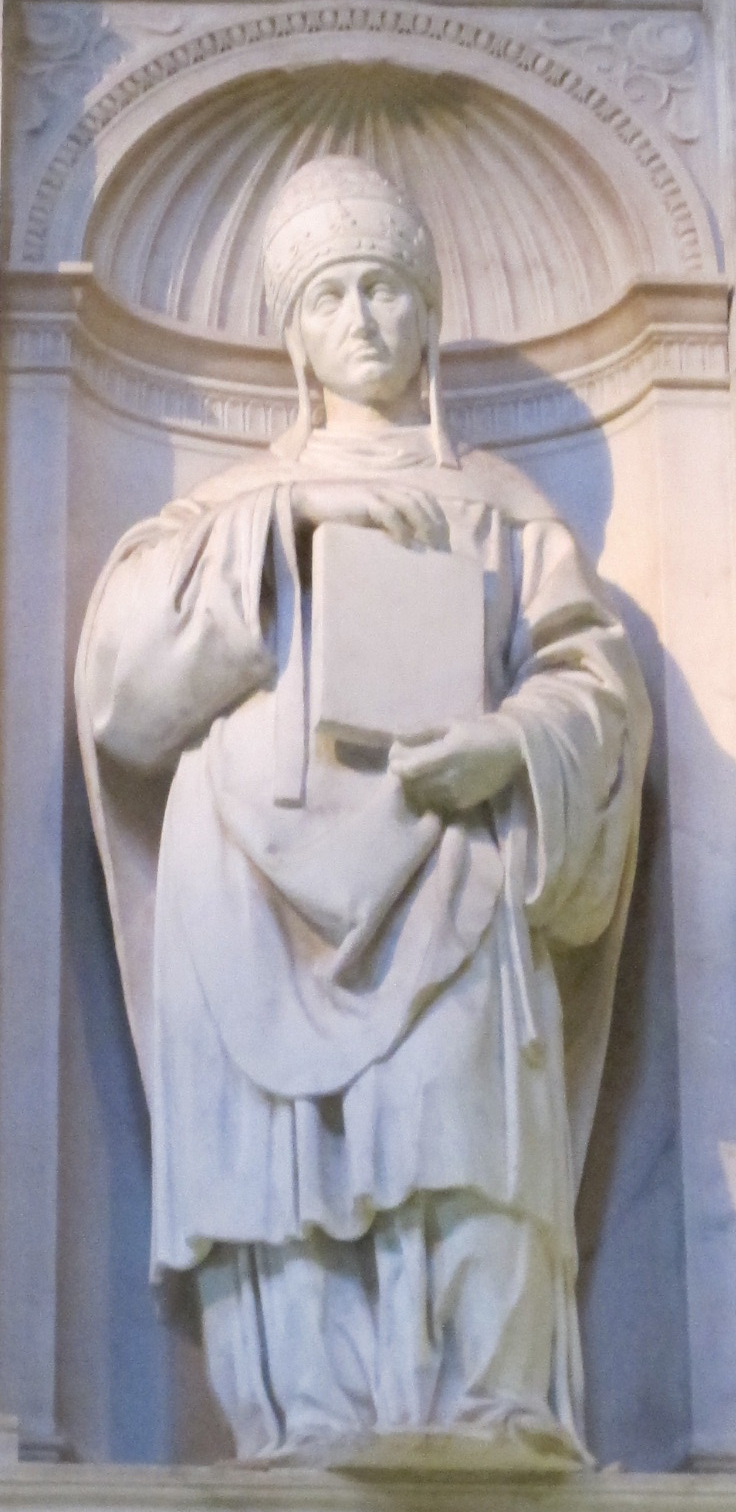
San Gregorio di Michelangelo

##### Libreria Piccolomini

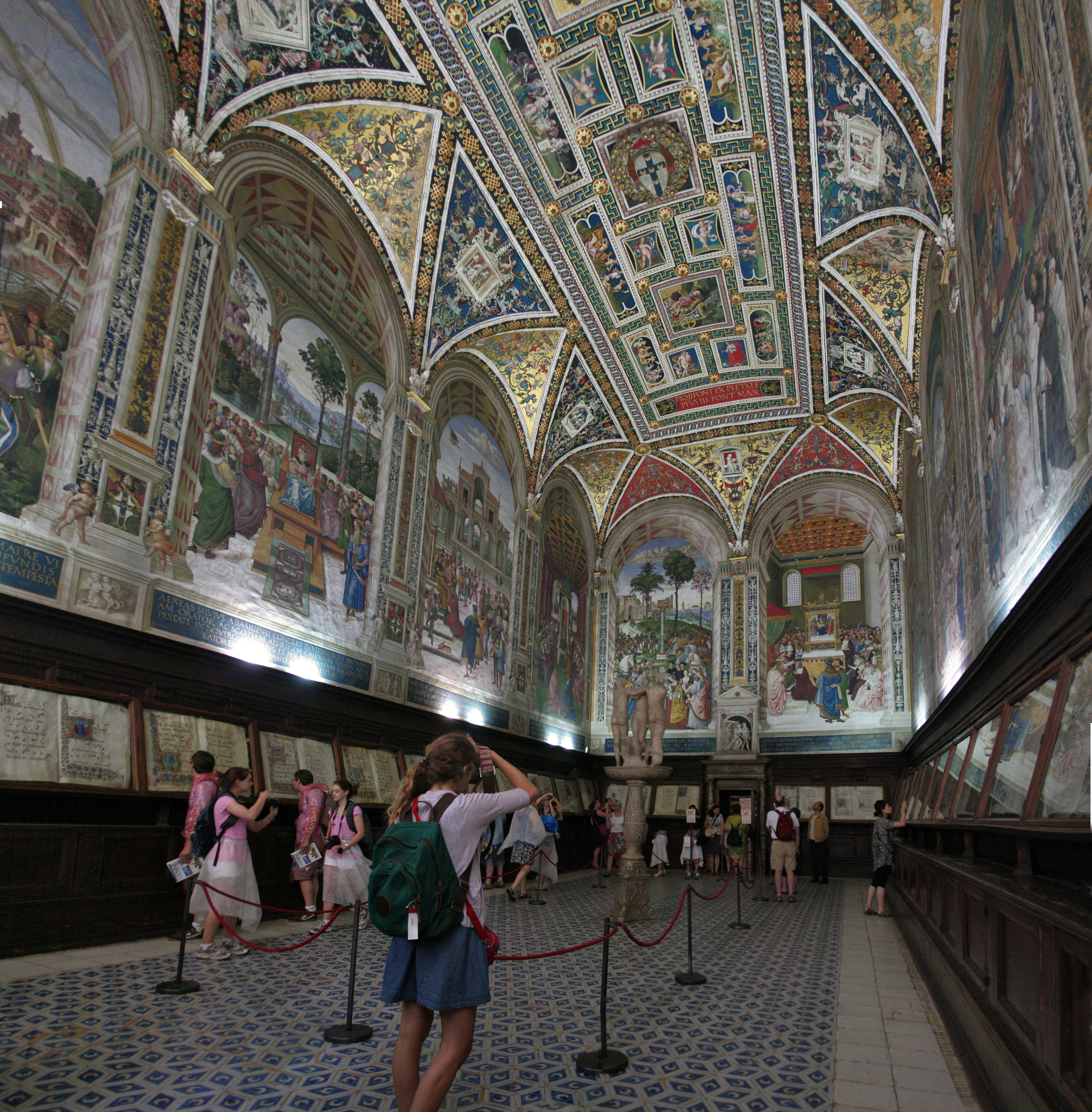
Libreria Piccolomini

Subito dopo l'Altare Piccolomini si trova la Libreria Piccolomini. Fu fatta costruire nel 1492 dall'arcivescovo di Siena, cardinale Francesco Todeschini Piccolomini (poi papa Pio III) per custodire il ricchissimo patrimonio librario raccolto dallo zio papa Pio II. Si trova lungo la navata sinistra, prima del transetto, e venne ricavata da alcuni ambienti della canonica. Non ospitò mai i libri per i quali era stata creata.
È preceduta da un prospetto marmoreo di Lorenzo di Mariano, detto Il Marrina (1497 circa), alla sinistra del quale è collocato un monumento commemorativo sormontato da un Cristo risorto tra due angeli, voluto da Francesco Bandini Piccolomini per il fratello Bandino e il nipote Germanico, morti rispettivamente nel 1521 e 1569 (autore e data sono ignoti). Al di sopra del prospetto si trova invece l'Incoronazione di Pio III, affresco voluto dagli eredi del Papa che morì nel 1503 dopo soli 26 giorni dall'elezione a Pontefice e dipinto nel 1504 da Pinturicchio.
L'interno venne affrescato dal Pinturicchio, che vi lavorò in due riprese: a una prima fase che va dal 1502 al 1503, e che fu interrotta dalla morte del committente Pio III sopraggiunta appunto nel 1503, seguì un'altra fase, tra il 1505 e il 1507. Gli affreschi descrivono avvenimenti della vita di papa Pio II. Contiene numerosi pregevoli antifonari miniati da Liberale da Verona e Girolamo da Cremona (seconda metà del XV secolo) e il gruppo marmoreo delle Tre grazie, acquistate a Roma dal committente e ritenuta copia romana di un'opera ellenistica.

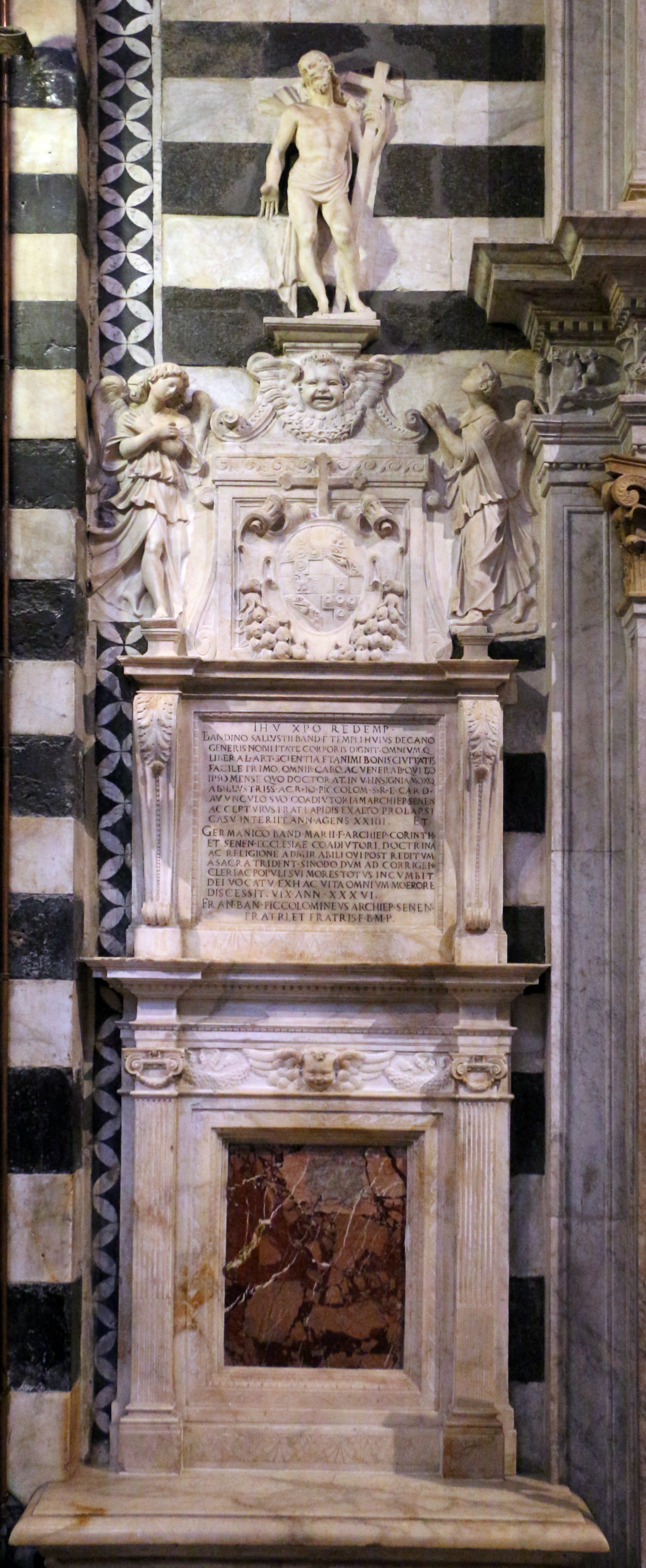
Monumento a Bandino e Germanico Piccolomini
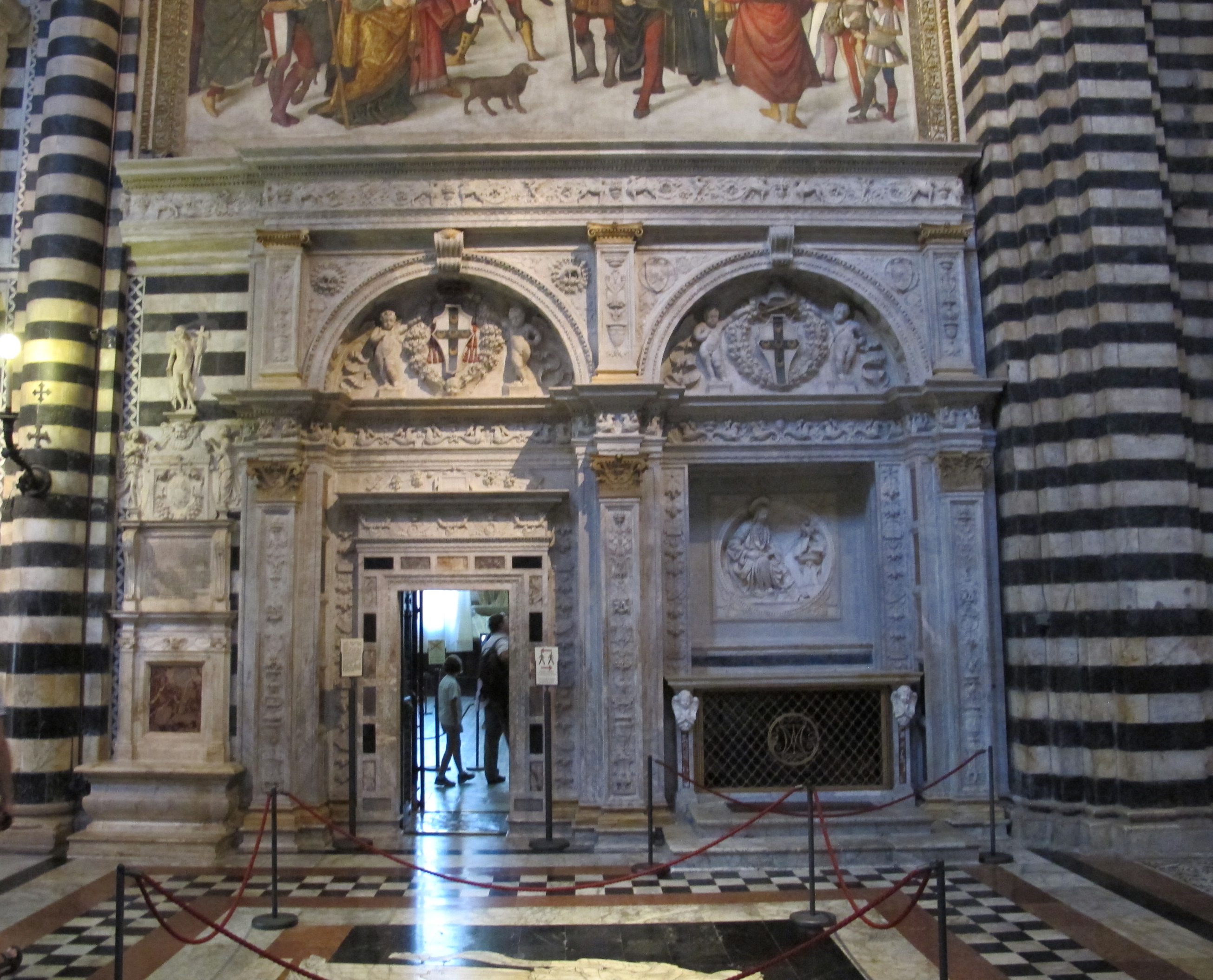
Prospetto del Marrina
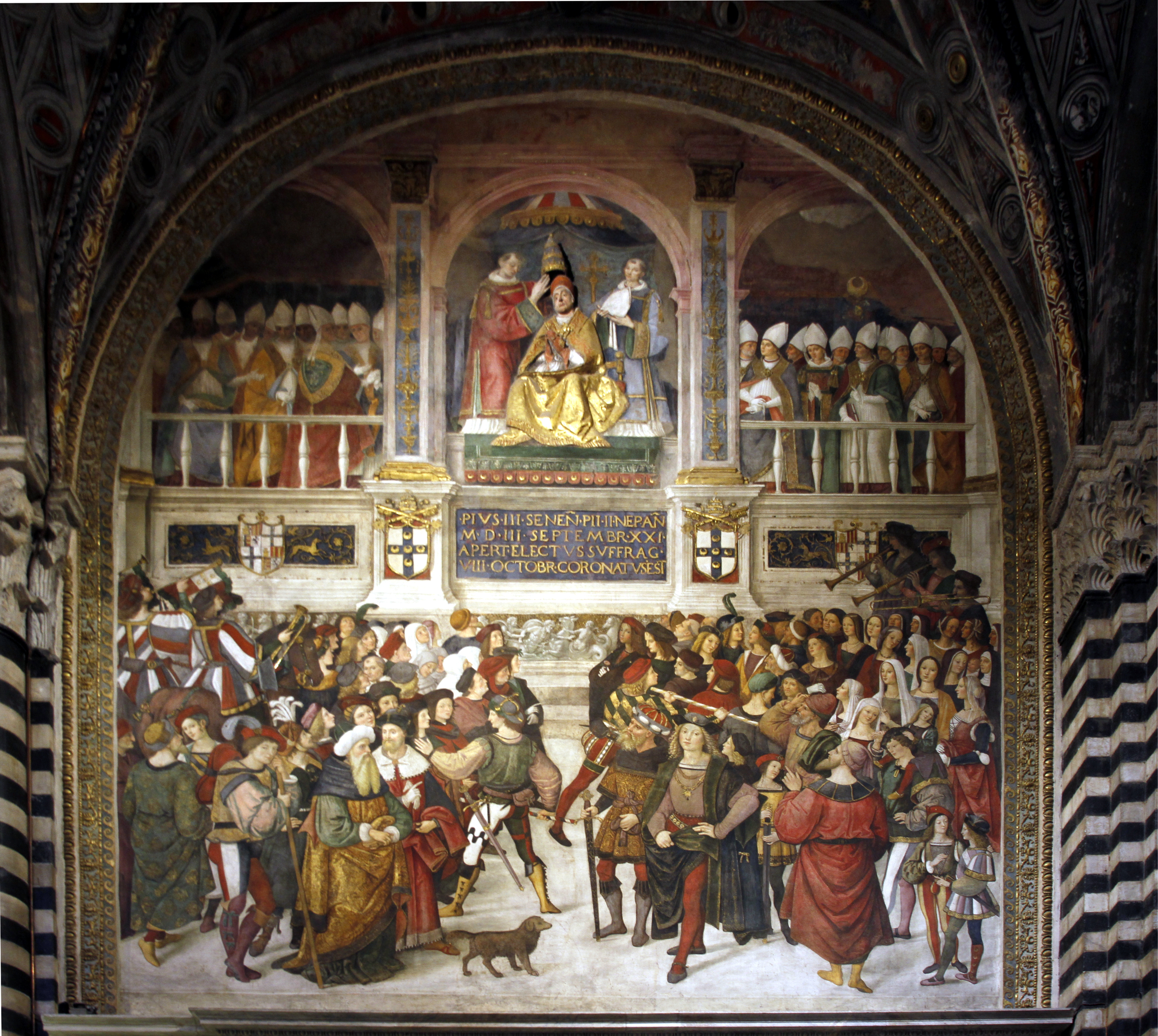
Incoronazione di Pio III del Pinturicchio
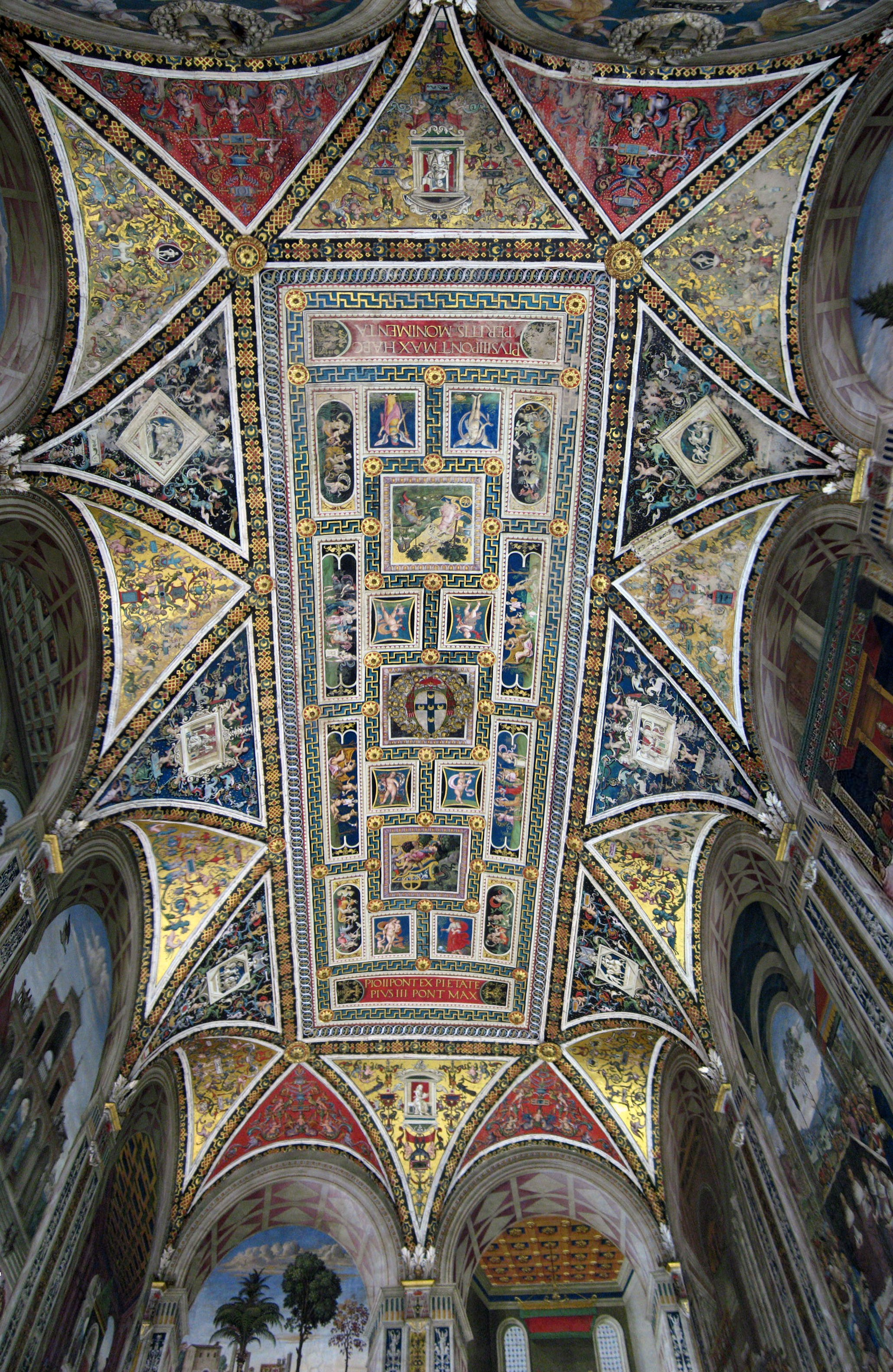
La volta
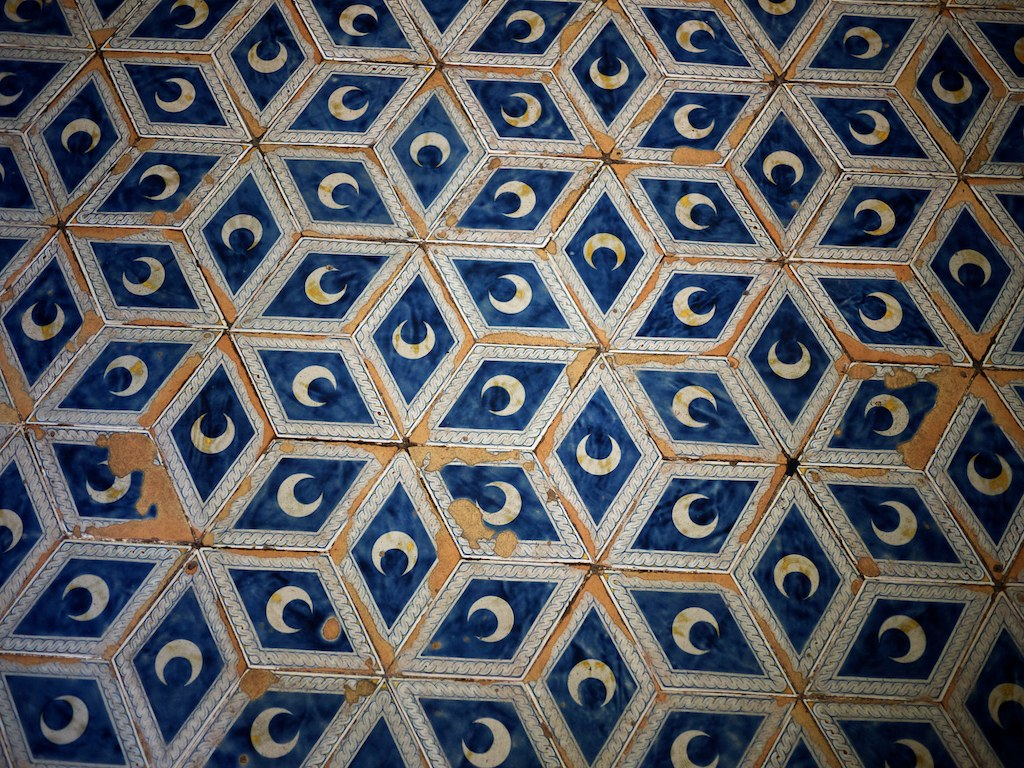
Particolare del pavimento
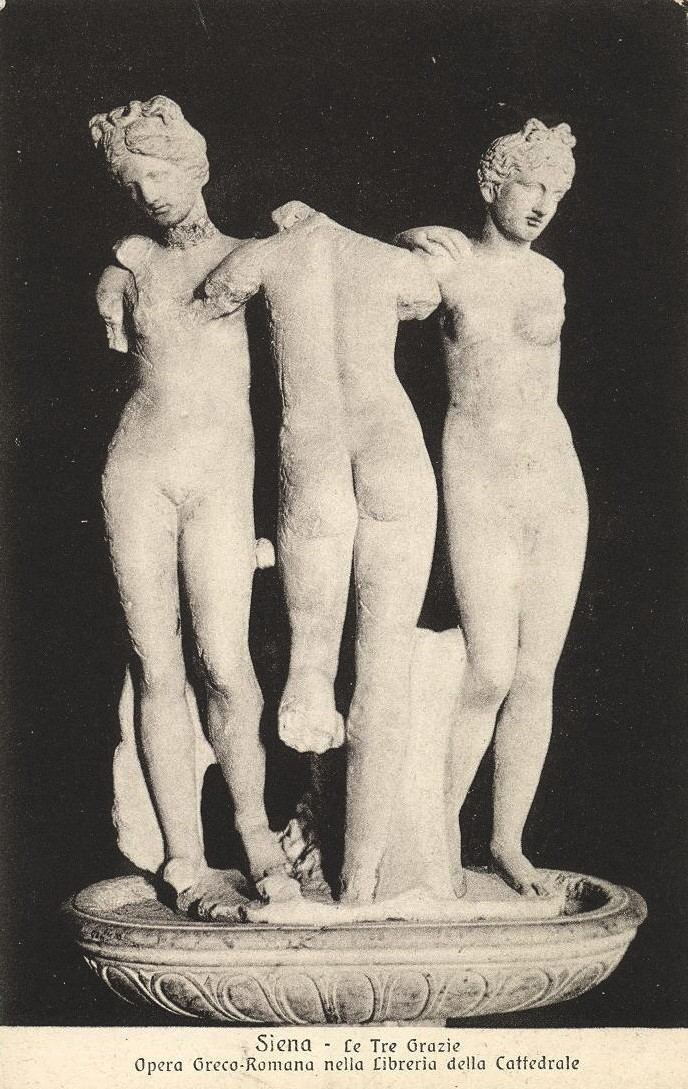
Le Tre grazie
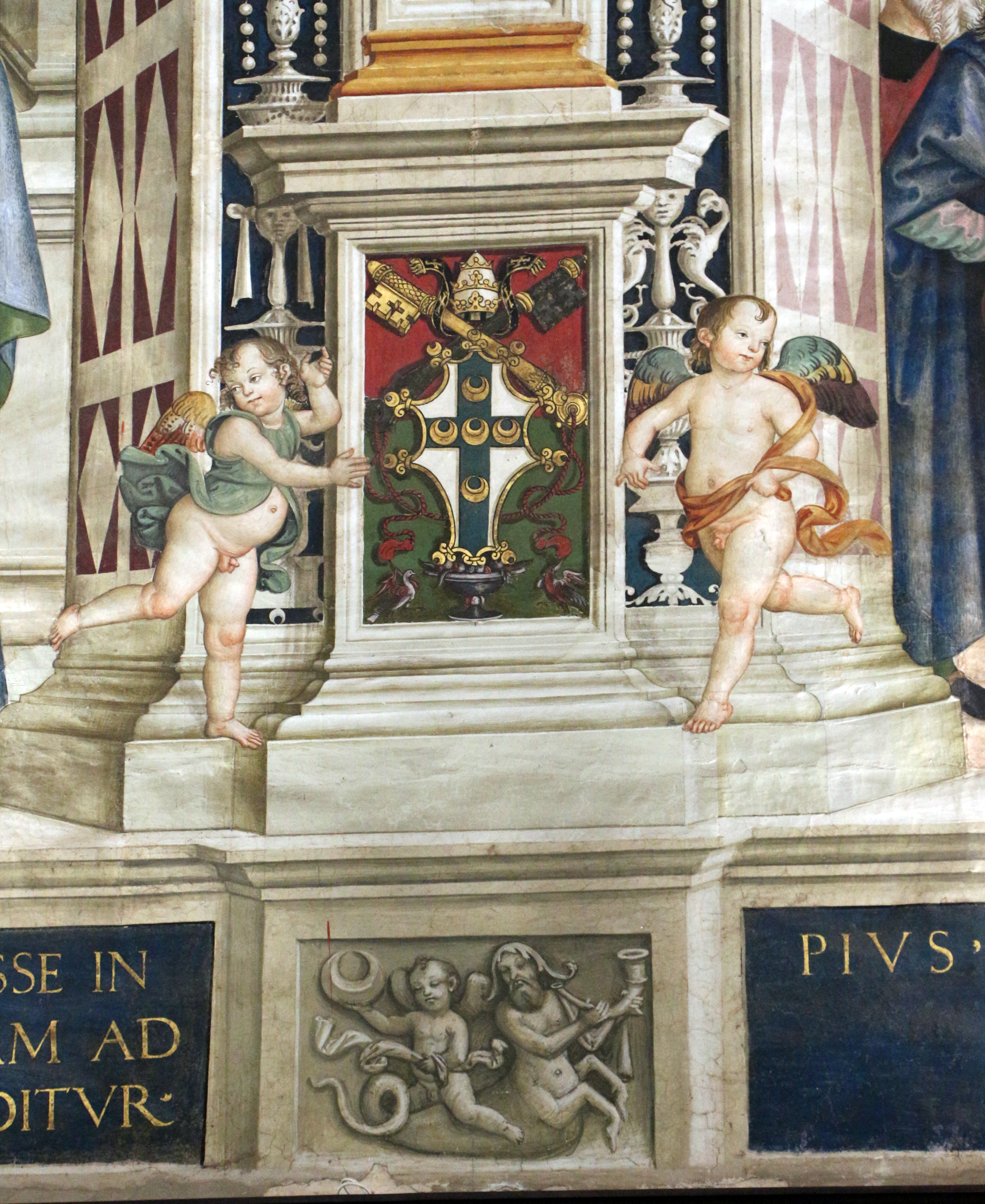
Stemma Piccolomini

#### Navata destra
Il primo altare della navata destra contiene una pala con San Gaetano di Domenico Maria Canuti, seguito al secondo dall'Estasi di san Girolamo di Annibale Mazzuoli (1671), al terzo dall'Estasi di san Francesco di Sales di Raffaello Vanni (1654), e al quarto dallo Sposalizio mistico di santa Caterina da Siena di Pier Dandini.
Poco più avanti si trova, ormai sul finire della navata, la porticina che conduce al campanile. Sopra questa si trovano i frammenti rimontati della Tomba del vescovo di Pienza Tommaso del Testa Piccolomini, opera di Neroccio di Bartolomeo de' Landi scolpita nel 1485 in soli sei mesi. Ai lati si trovano sei delle ventidue scene della serie di Urbano da Cortona (1450-1460 circa), già nella cappella delle Grazie e molte delle quali collocate oggi sulla facciata o in controfacciata, come detto sopra.
Nei pressi si trova un'acquasantiera gotica della prima metà del Trecento, di ignoto artista.

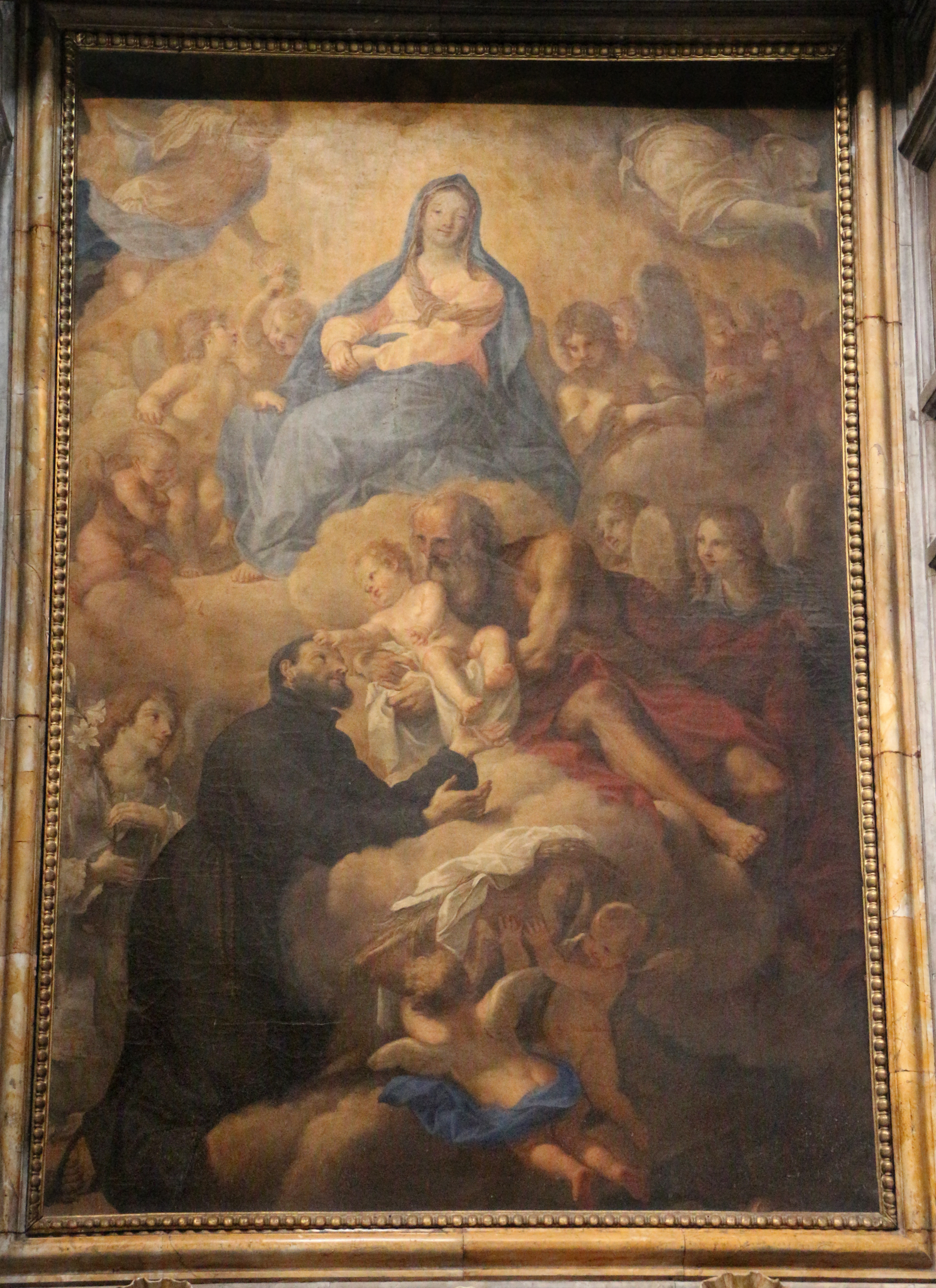
San Gaetano di Domenico Maria Canuti
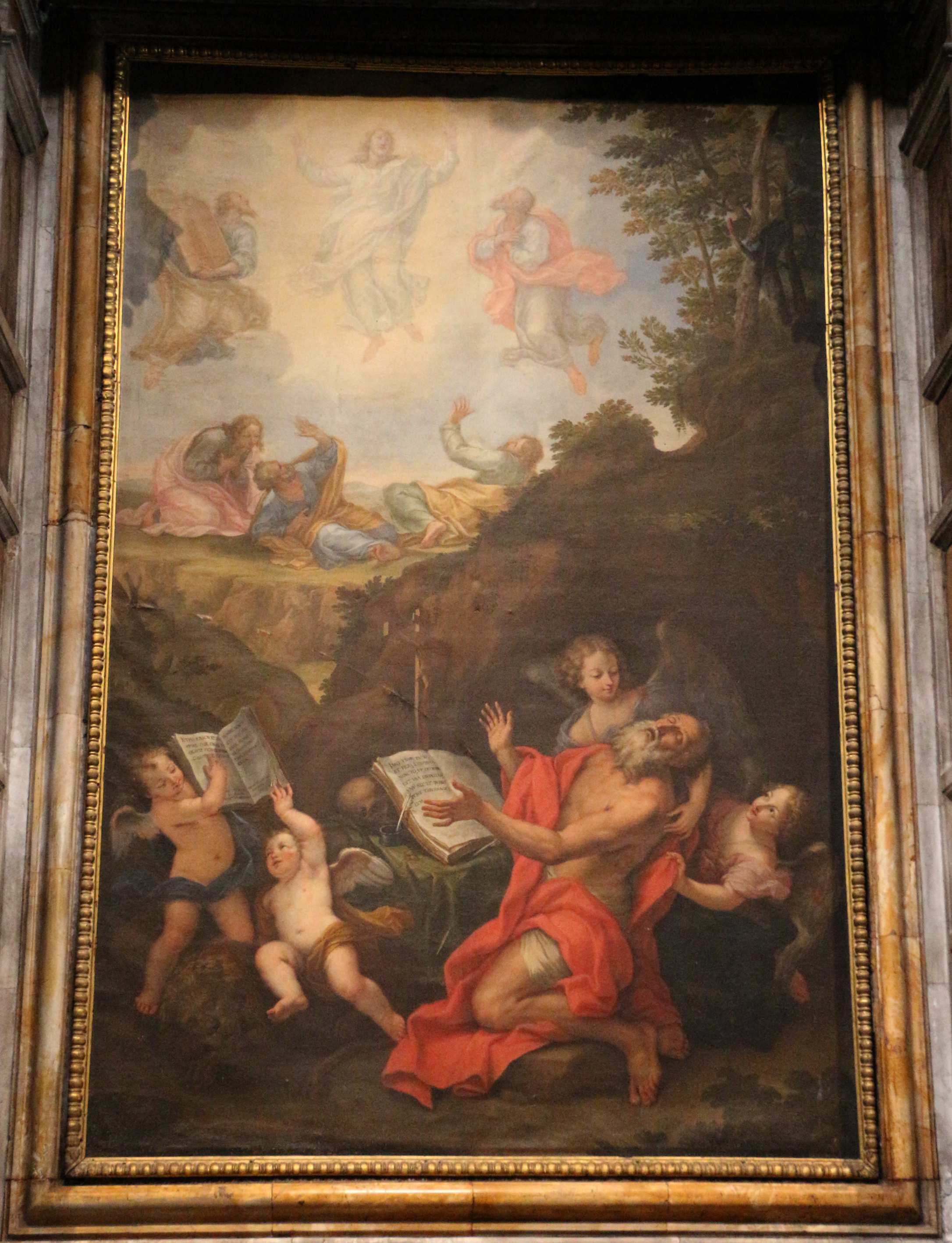
Estasi di san Girolamo di Annibale Mazzuoli
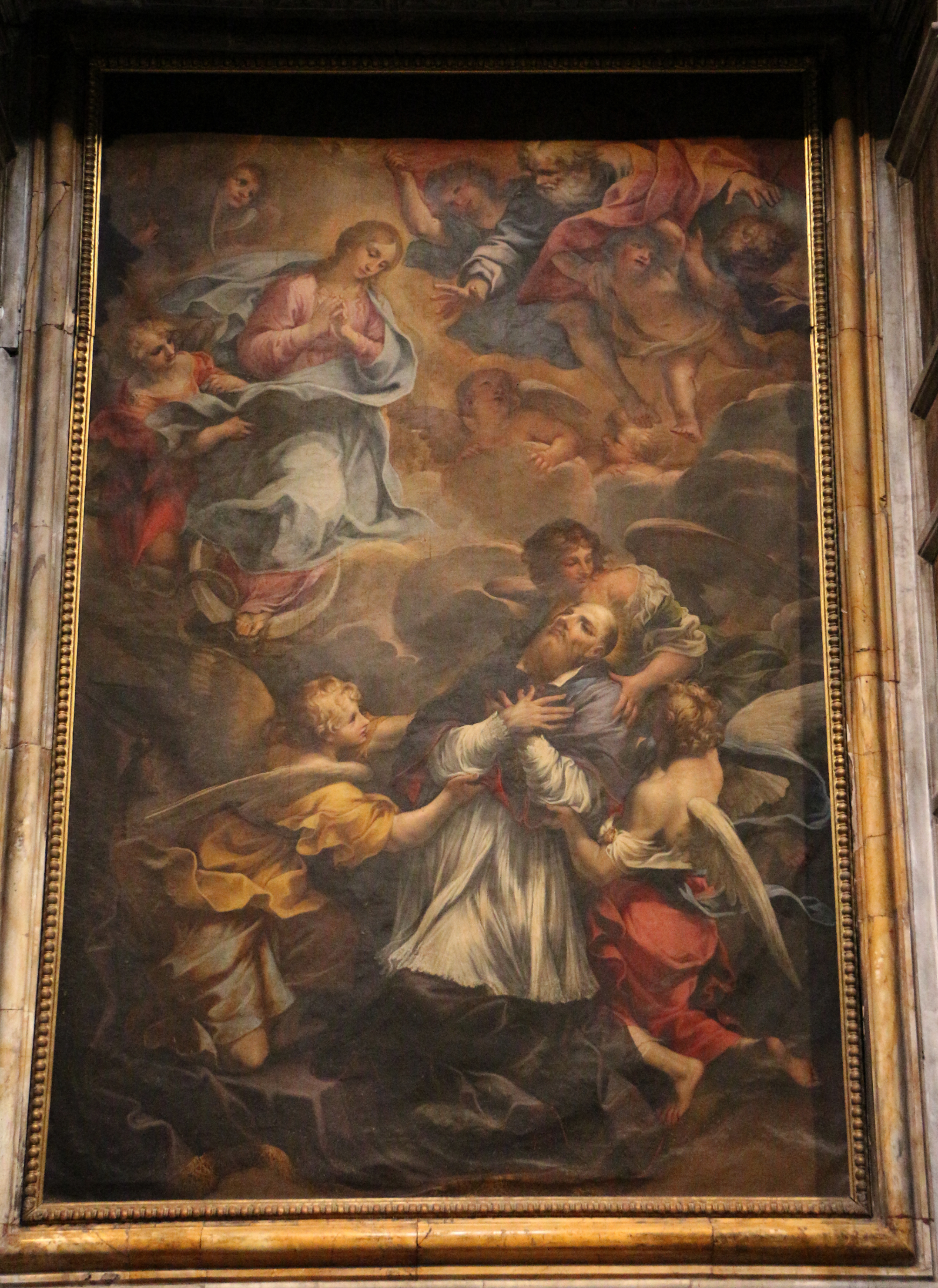
Estasi di san Francesco di Sales di Raffaello Vanni
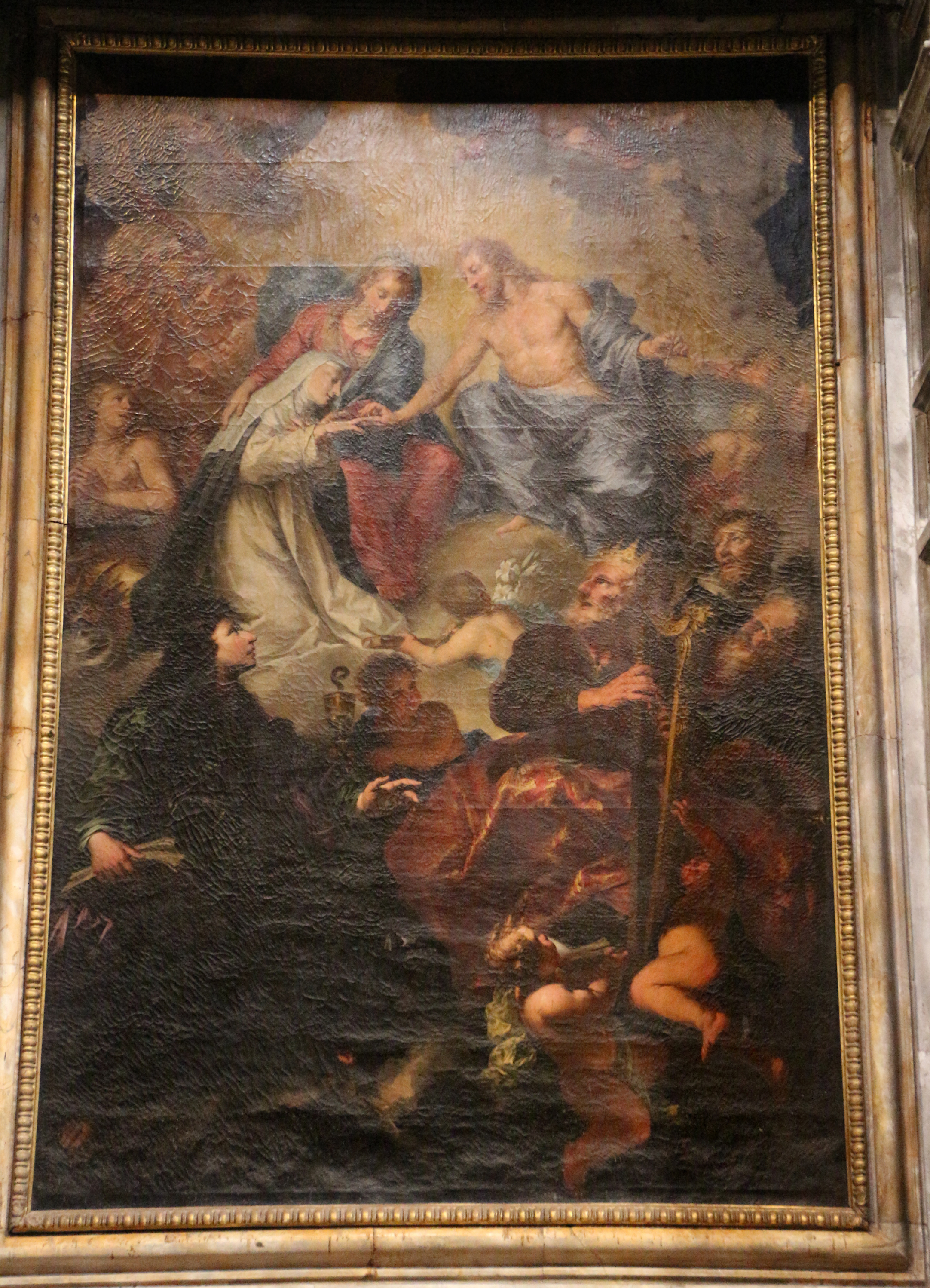
Sposalizio mistico di santa Caterina di Pier Dandini
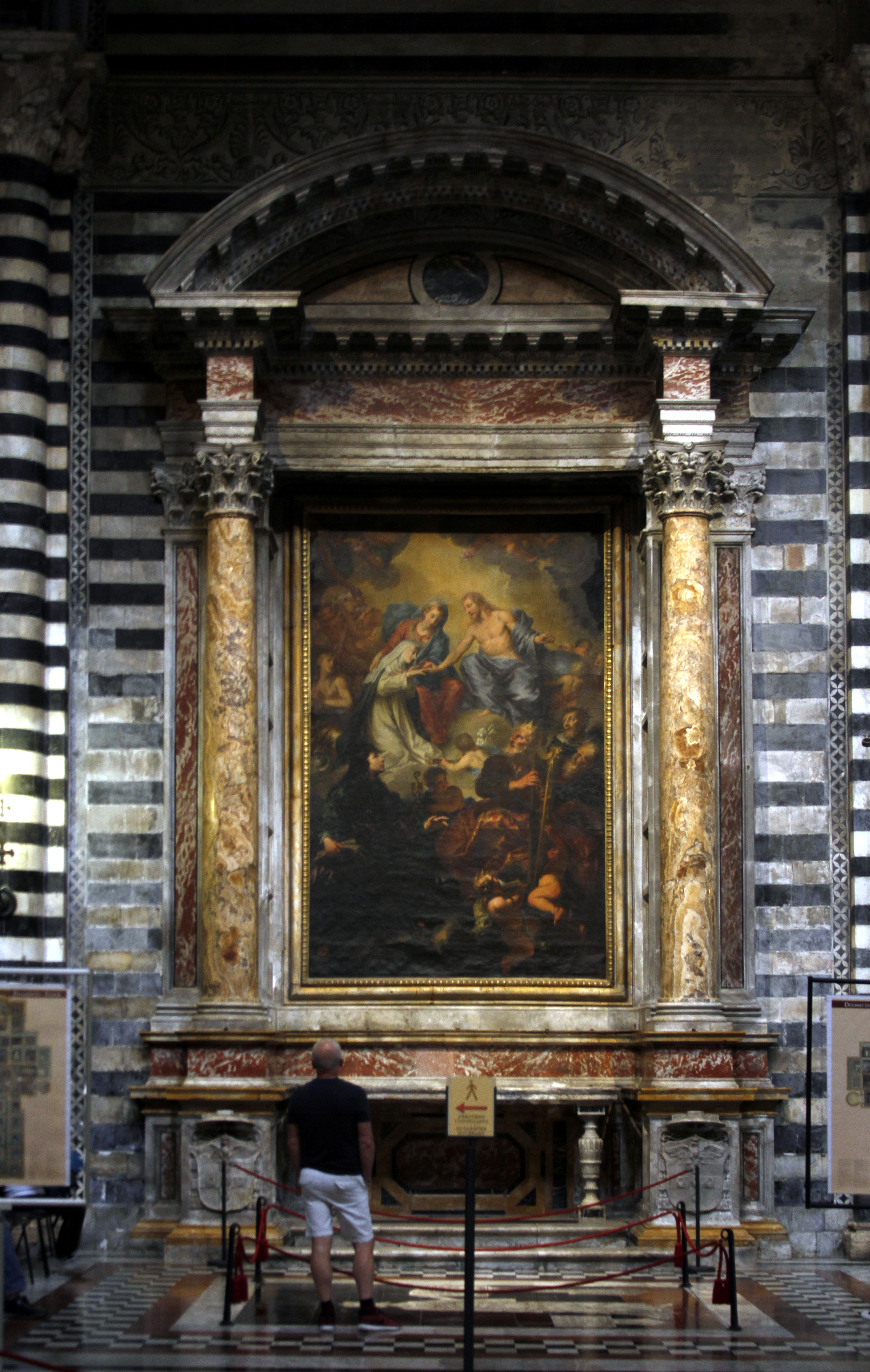
Altare di Santa Caterina da Siena
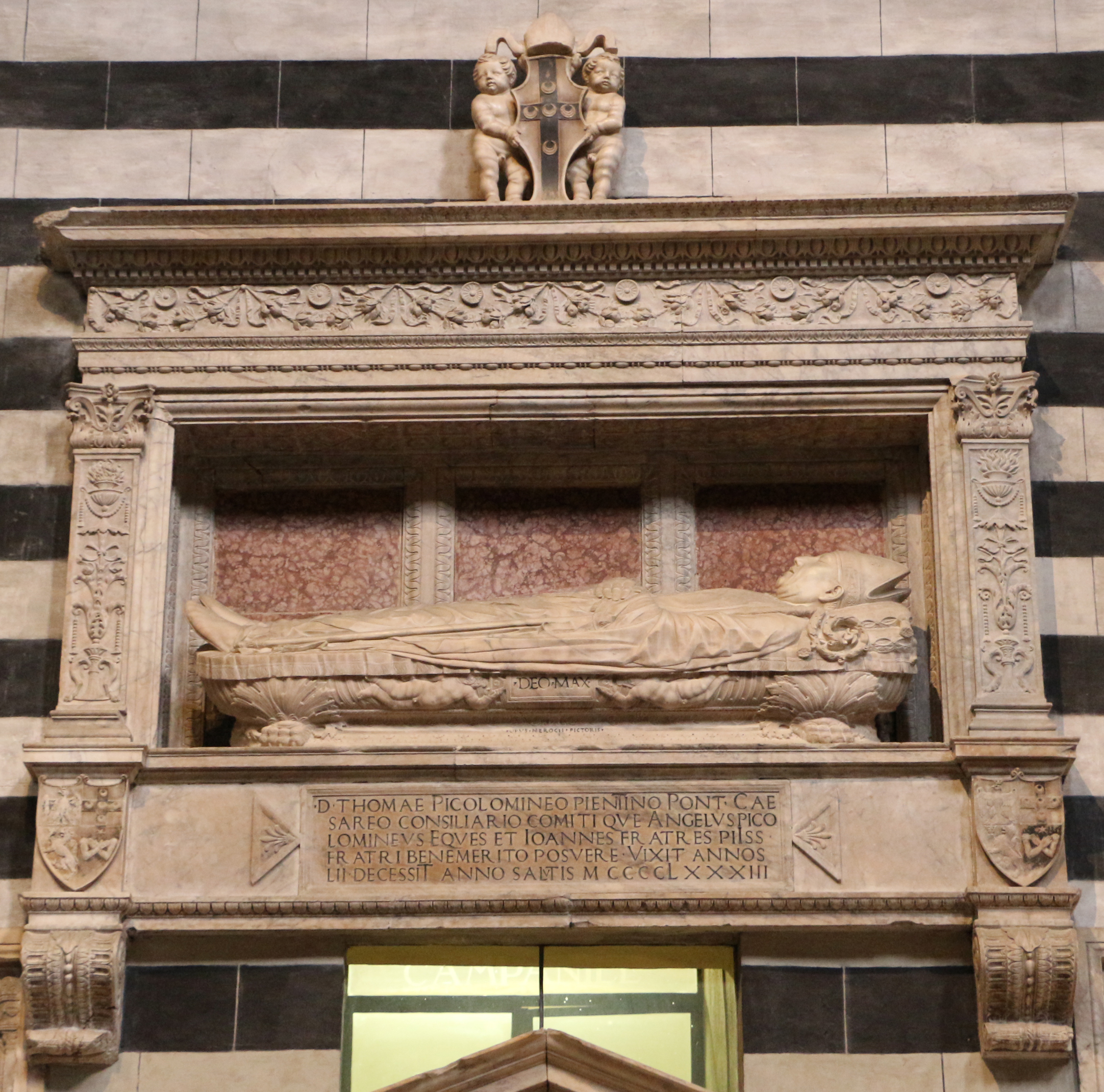
Tomba di Tommaso del Testa Piccolomini di Neroccio di Bartolomeo de' Landi
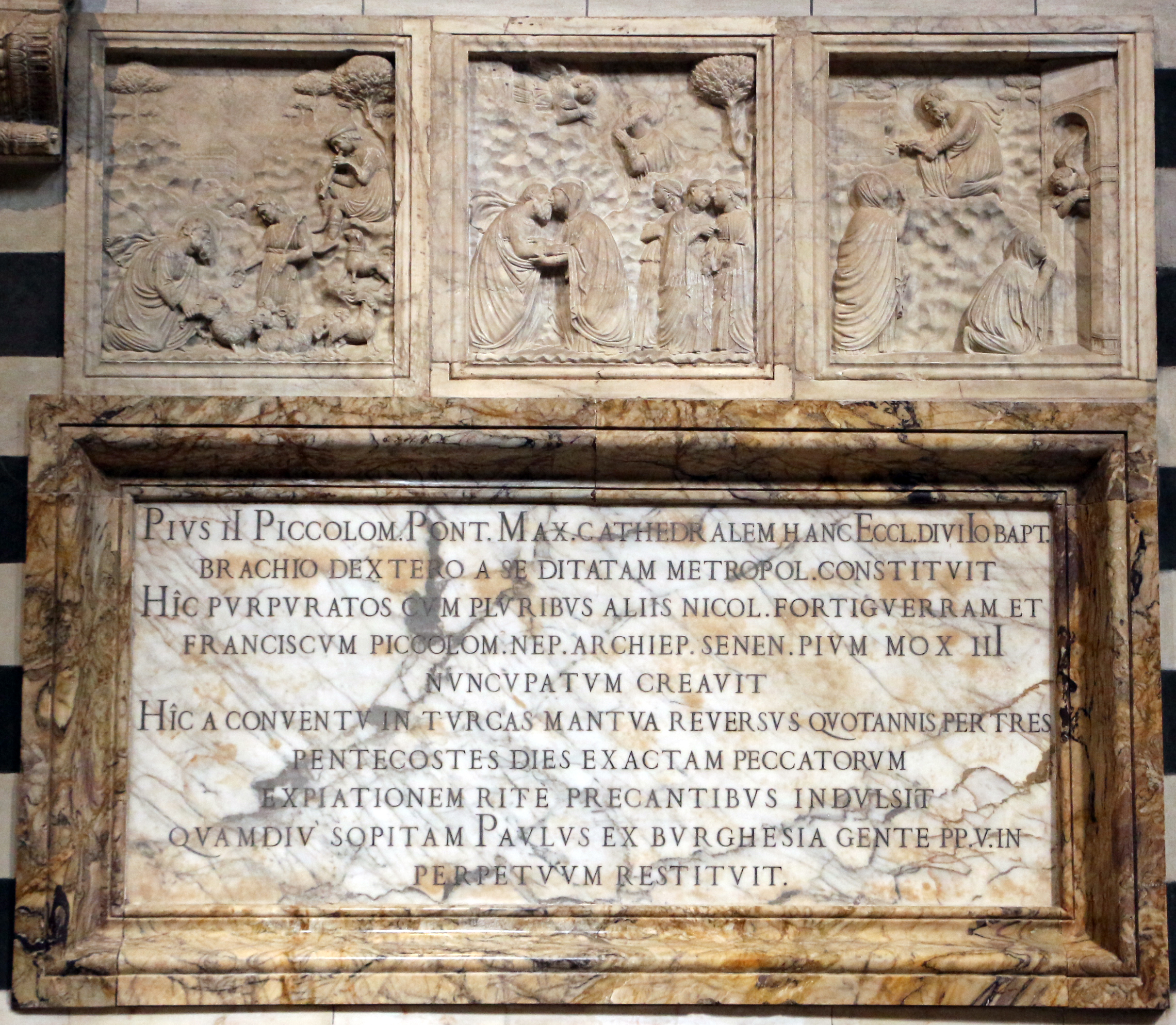
Scene della vita della Madonna di Urbano da Cortona
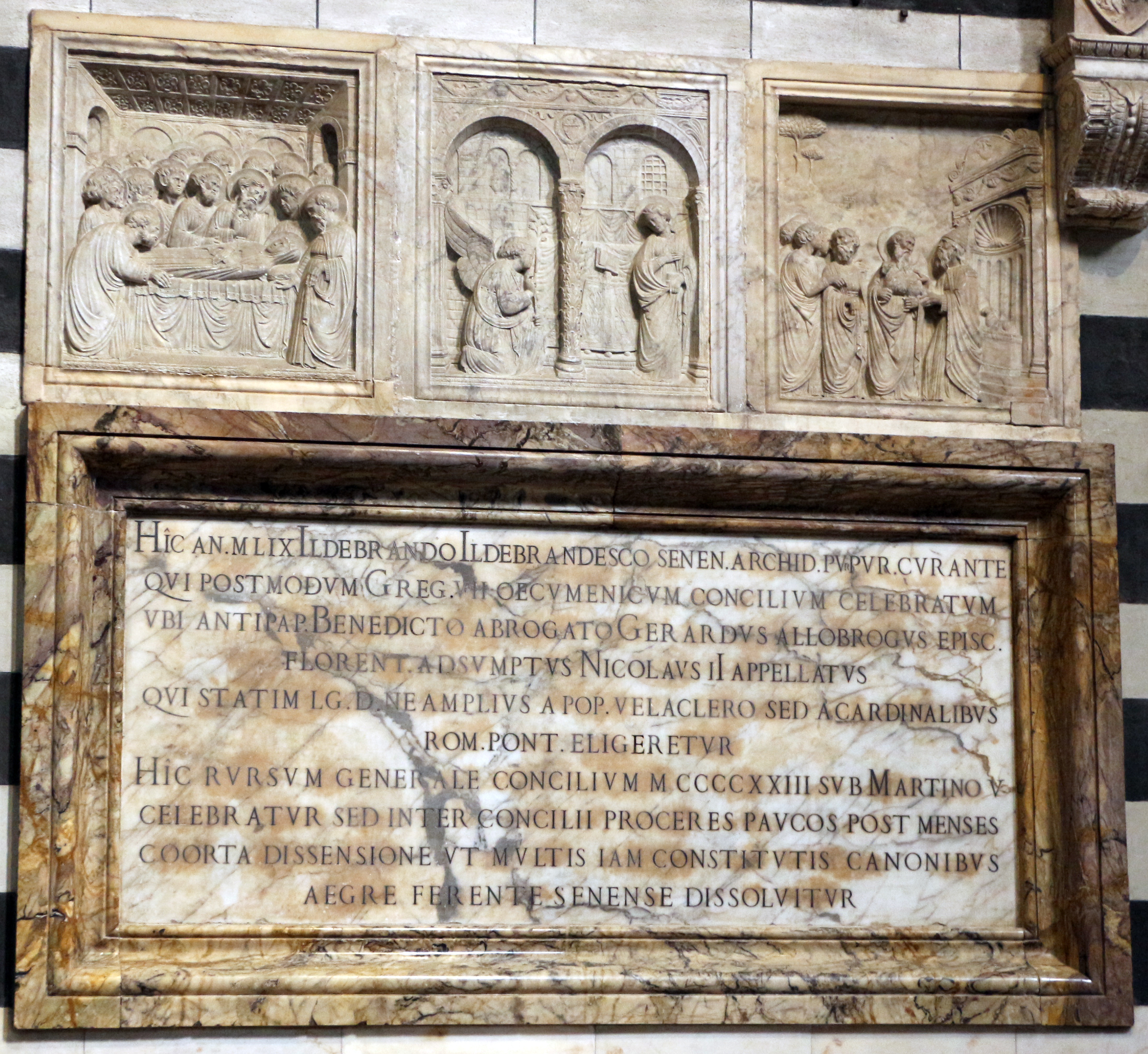
Scene della vita della Madonna di Urbano da Cortona

#### Transetto sinistro

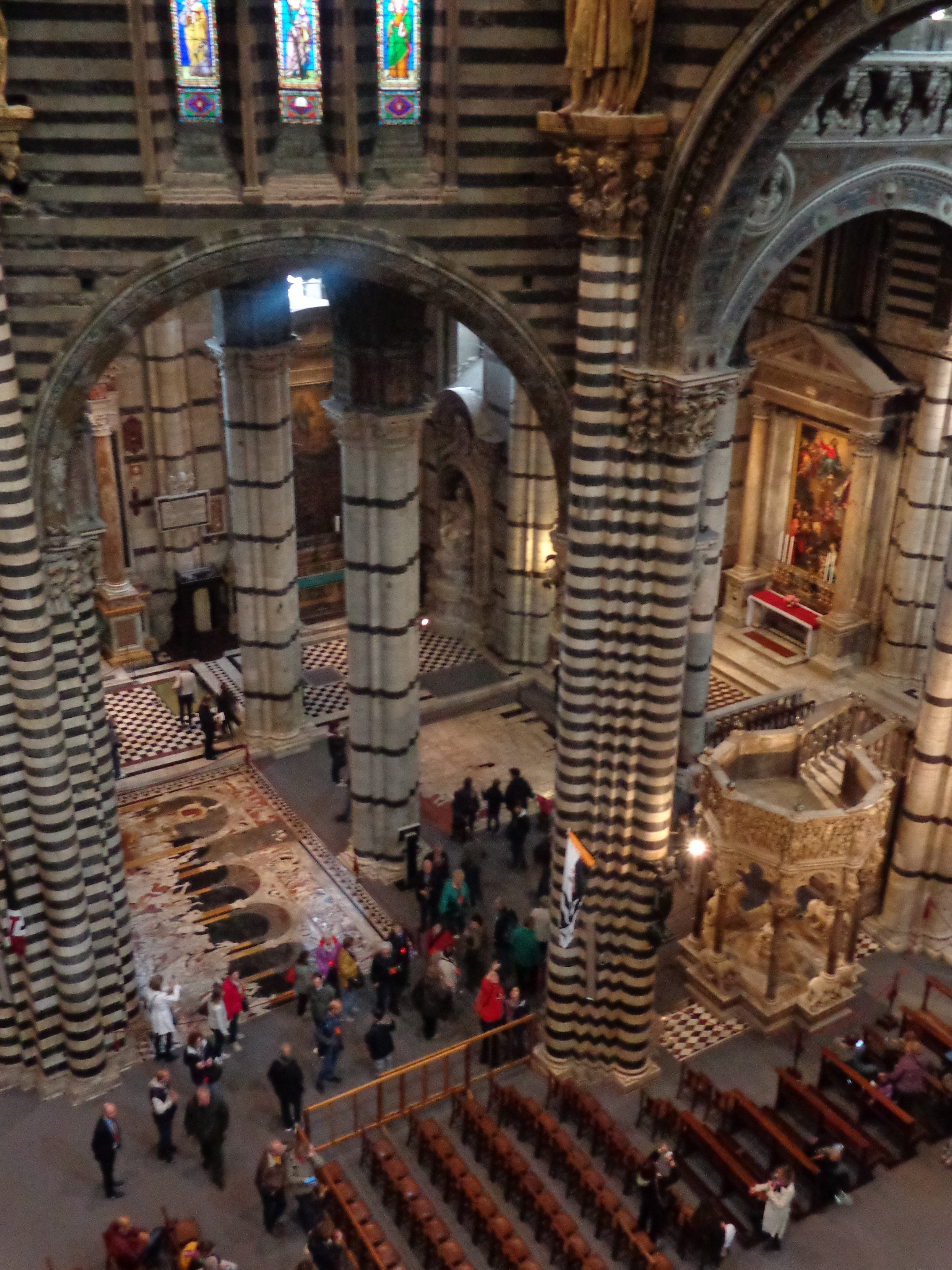
Veduta del transetto sinistro dal tamburo della cupola

Nel transetto sinistro, a due navate, davanti alla cappella del Battista, si trova il monumento sepolcrale in memoria di Fra Marc'Antonio Zondadari (1658-1722), Gran Maestro del Sovrano Militare Ordine di Malta, che fu sepolto sull'isola, ma il cui cuore, secondo sue volontà testamentarie, fu portato nel Duomo di Siena. Fu scolpito nel 1723-1726 da Giuseppe Mazzuoli e, morto questi, terminato dal nipote Bartolomeo. La statua ritrae il cavaliere inginocchiato in direzione della cappella del Battista, cui i cavalieri di Malta erano devoti, ma allo stesso tempo voltato in direzione opposta in modo da rivolgersi ai senesi. Il cuore è contenuto nell'involucro marmoreo sottostante, mentre sopra troviamo lo scudo araldico del cavaliere, i trofei di guerra e due angeli che sorreggono i simboli dell'Ordine.
A destra del portale di ingresso della cappella di San Giovanni Battista, proprio sopra la porta di accesso alle stanze in cui è conservata la reliquia del Braccio del Precursore, si trova il busto raffigurante Pietro Gambagini Galletti, un rettore dell'Opera della Metropolitana del XIX secolo che restò in carica per ben trenta anni, e che alla sua morte, sopraggiunta nel 1864, lasciò tutto il suo patrimonio all'Opera. Il rettore successivo volle commemorarne la figura commissionando l'opera a Tito Sarrocchi e preoccupandosi di precisare che il busto era stato realizzato con fondi distinti dal lascito testamentario del defunto, che oltretutto non aveva lasciato alcuna disposizione al riguardo. Il busto venne realizzato nel 1869, cinque anni dopo la morte del rettore.
Nel transetto si trovano anche le statue di due papi senesi, che fanno pendant con altrettante nel transetto destro. Si tratta di Pio II (in carica dal 1458 al 1464) e Pio III (in carica nel 1503 per soli 26 giorni). Furono commissionate dalla Congregazione di San Pietro e scolpite rispettivamente da Giuseppe Mazzuoli (1692-1695) e Pietro Balestra (1703-1706); quest'ultima è decisamente la statua più mediocre del ciclo.
Il primo altare presenta la Madonna coi santi Pietro e Paolo, tela avviata dal veneziano Salvatore Fontana e terminata da Raffaello Vanni. Davanti a esso, nel pavimento, vi è la lastra tombale del canonico Viva di Via di ser Ghino (1468), con decorazione a graffito analoga a quella della lastra tombale di Carlo Bartali, sebbene semplificata.
Ad adornare l'altare della Congregazione di San Pietro, il secondo, si trova invece un Crocifisso in legno policromo che fu ritenuto erroneamente a lungo quello portato in processione dai senesi alla vigilia della battaglia di Montaperti e sul carroccio il giorno della stessa battaglia (4 settembre 1260) e che i senesi considerarono sempre il motivo di quella vittoria sui fiorentini. In realtà il crocifisso è opera non eccelsa di un artista non identificato della metà del XIV secolo, caratterizzato da forme rigide ed eccessiva frontalità. Il rilievo in stucco bianco che lo accompagna risale all'inizio del Settecento ed è attribuibile, non senza incertezze, alla bottega di Giuseppe Mazzuoli o dei suoi successori; raffigura i due Dolenti (la Madonna e San Giovanni Evangelista), Maria Maddalena inginocchiata e una nube di angeli e cherubini.

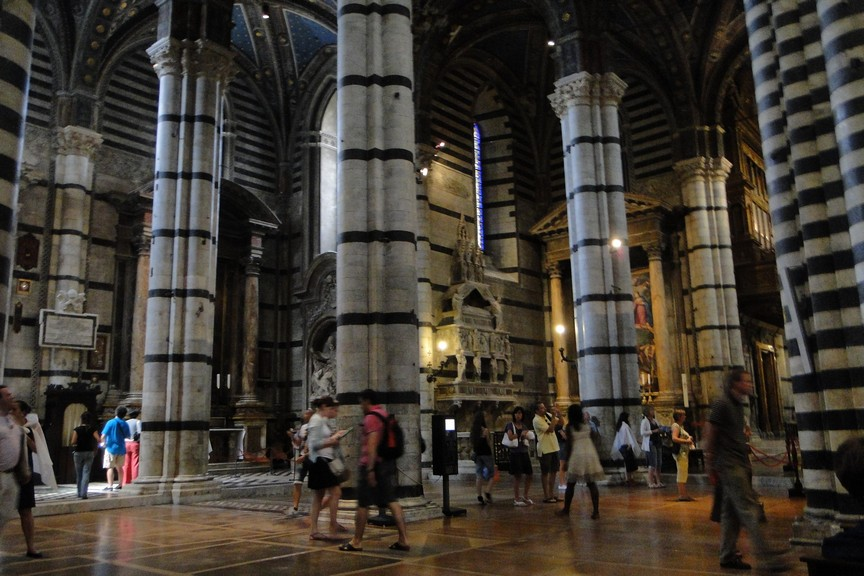
Interno del transetto
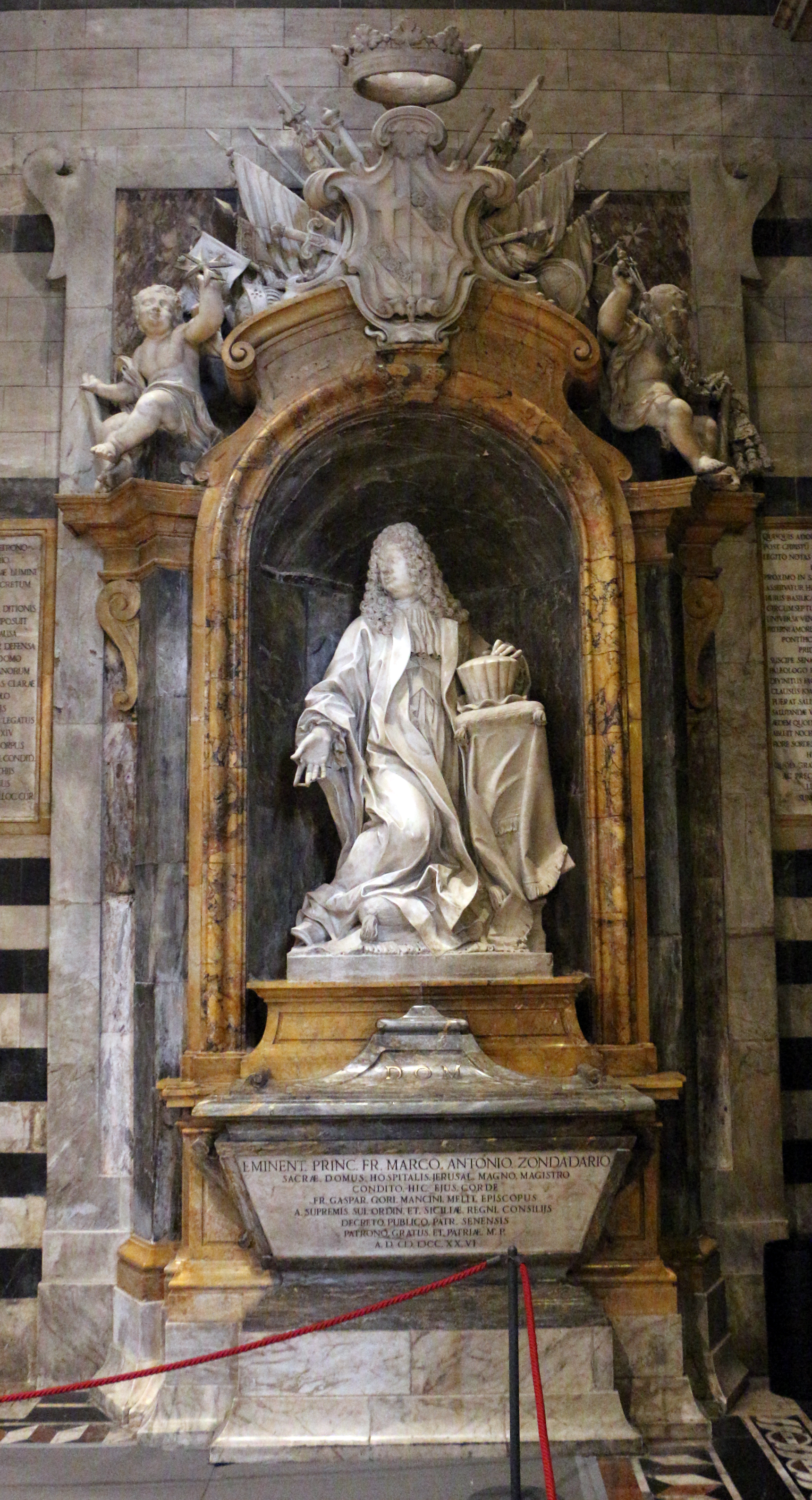
Monumento a Marc'Antonio Zondadari di Giuseppe e Bartolomeo Mazzuoli
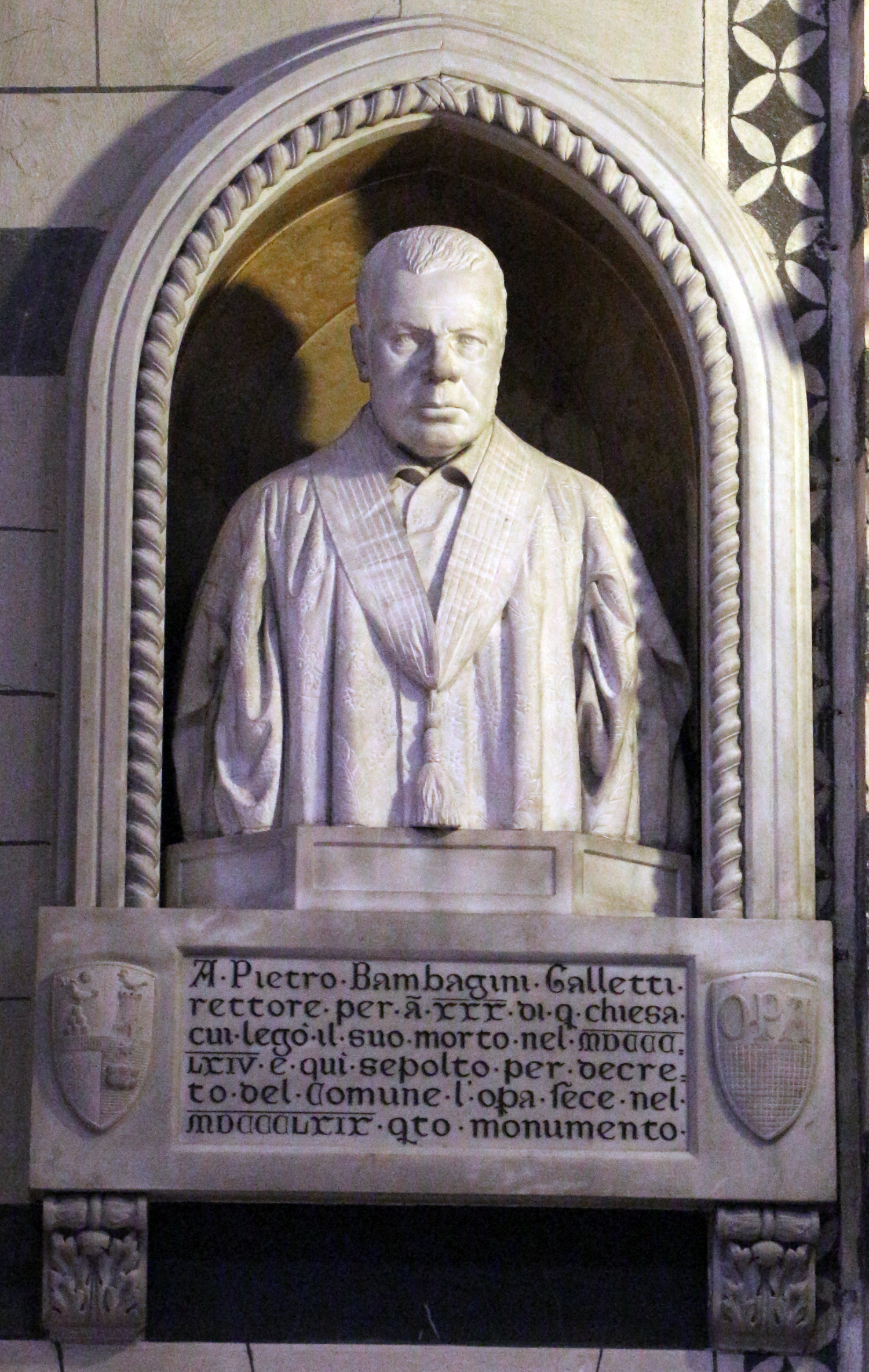
Monumento a Pietro Gambagini Galletti di Tito Sarrocchi
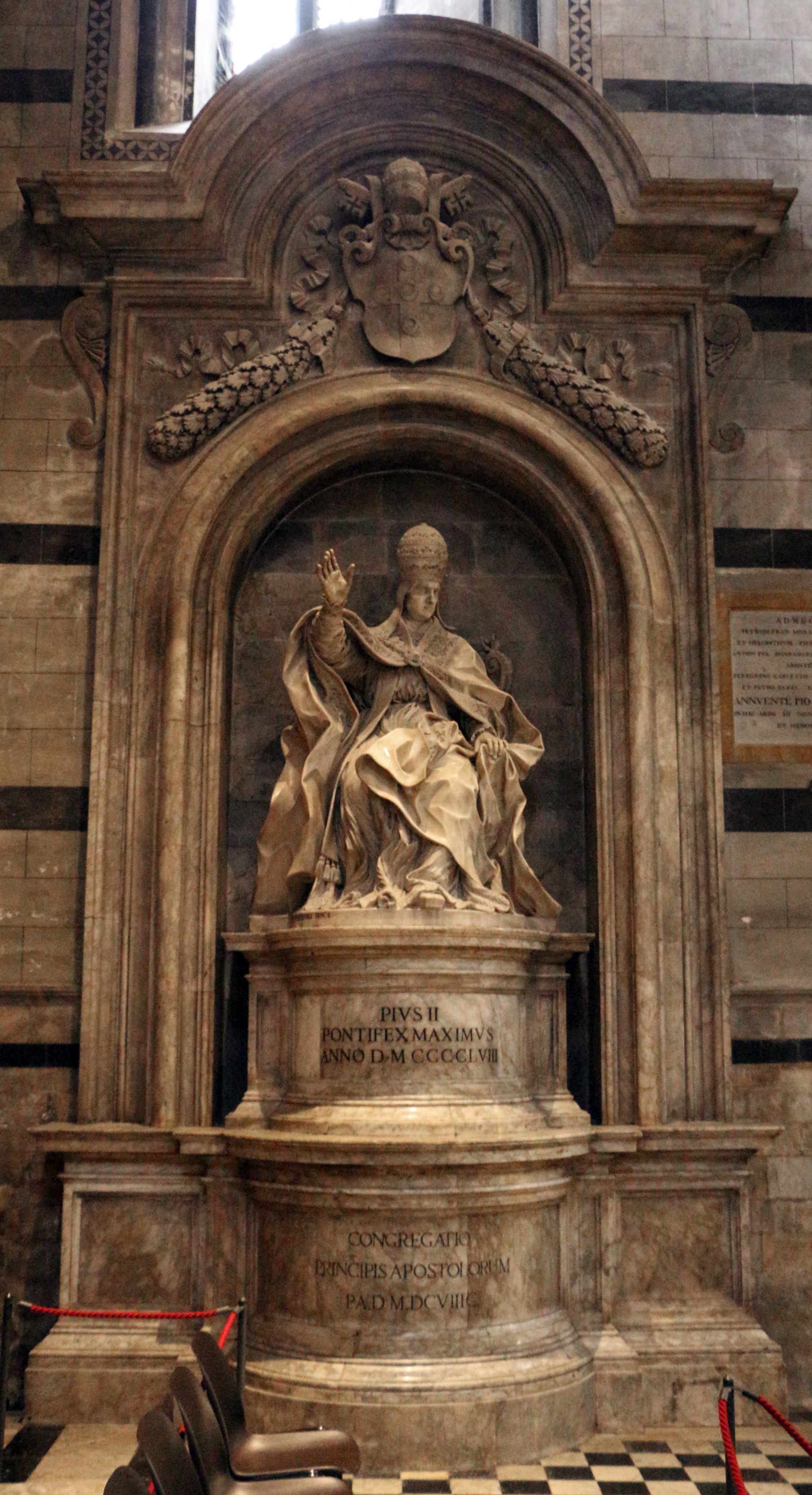
Monumento a Pio II di Giuseppe Mazzuoli
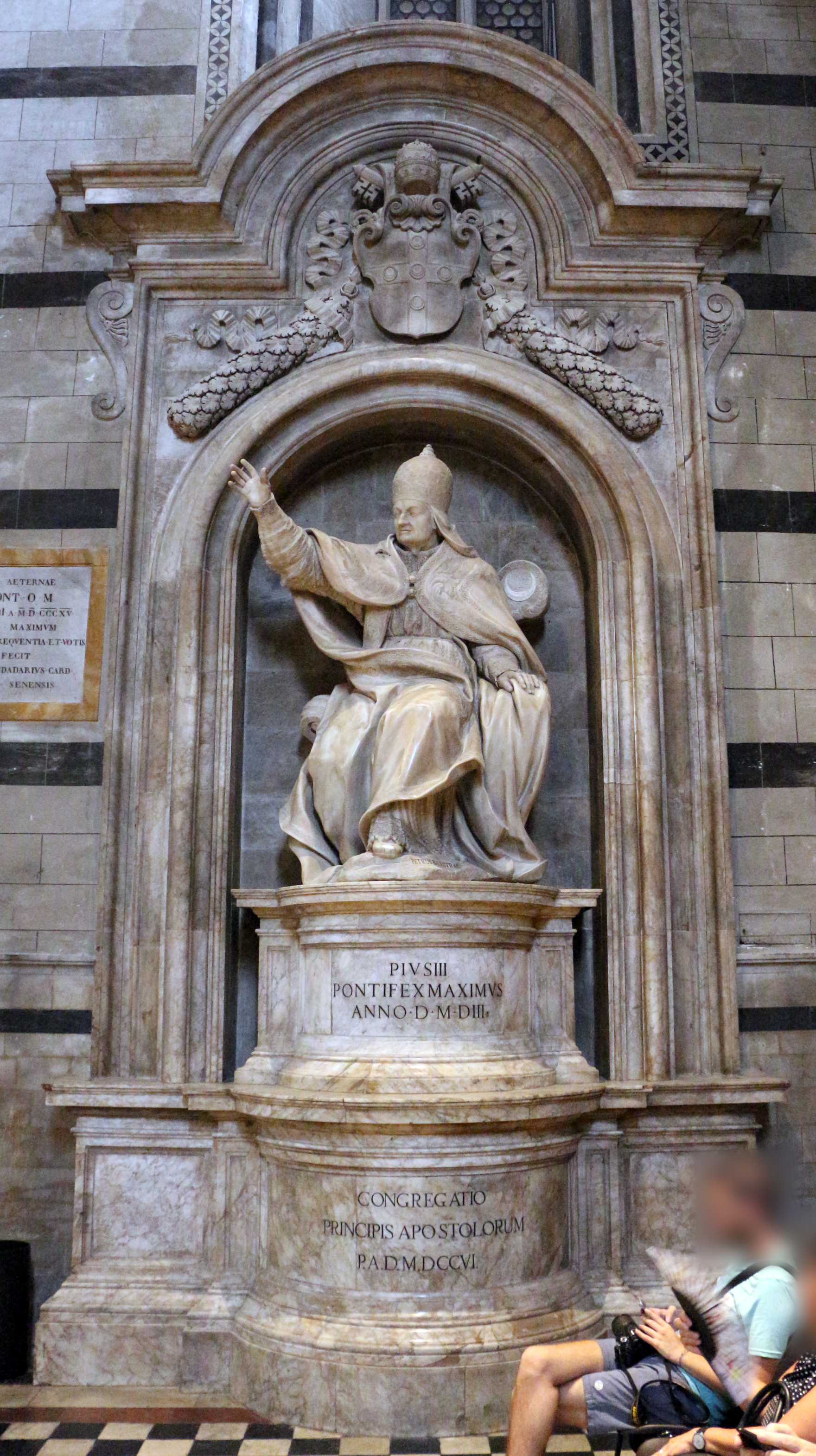
Monumento a Pio III di Pietro Balestra
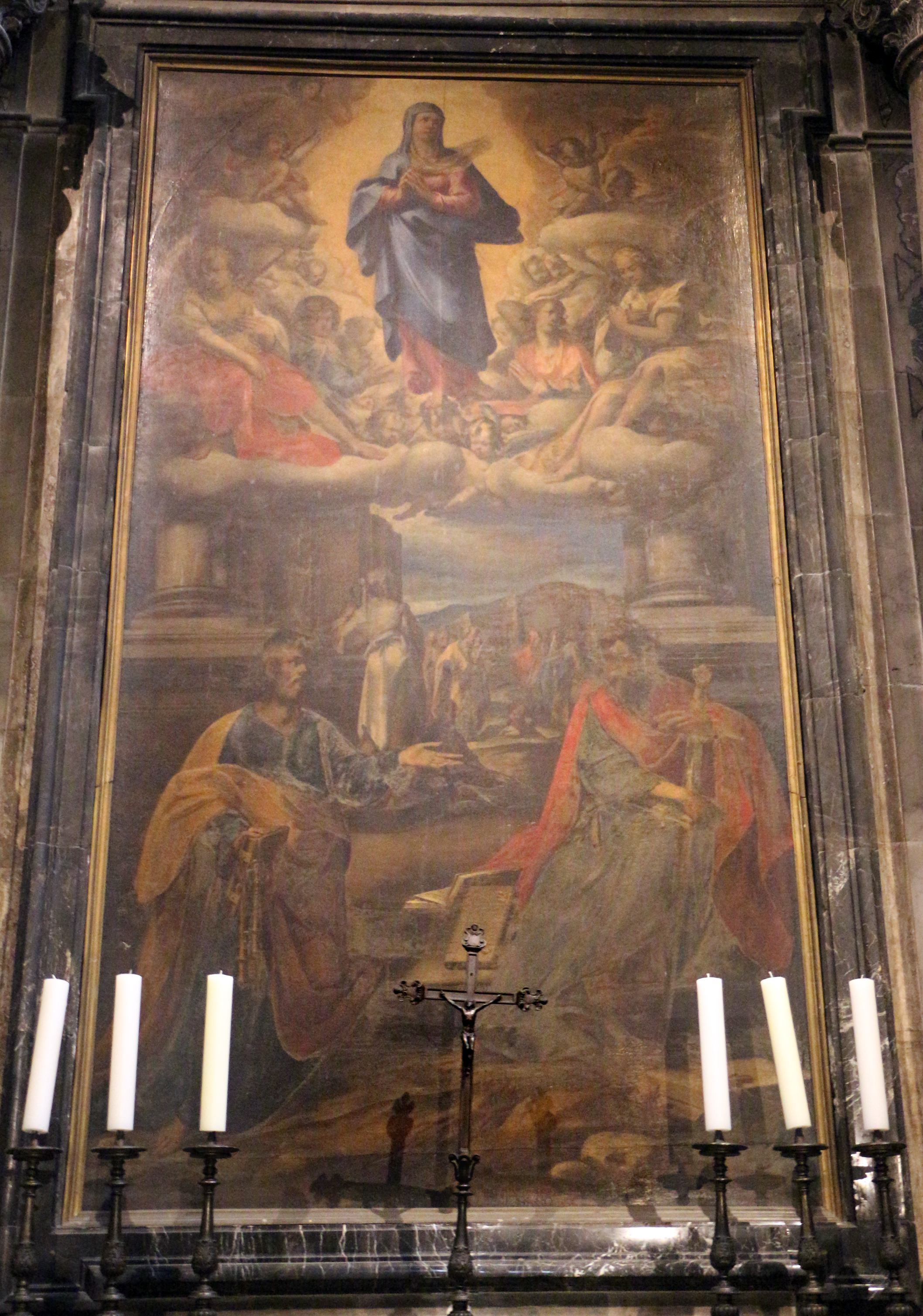
Madonna coi santi Pietro e Paolo di Salvatore Fontana e Raffaello Vanni
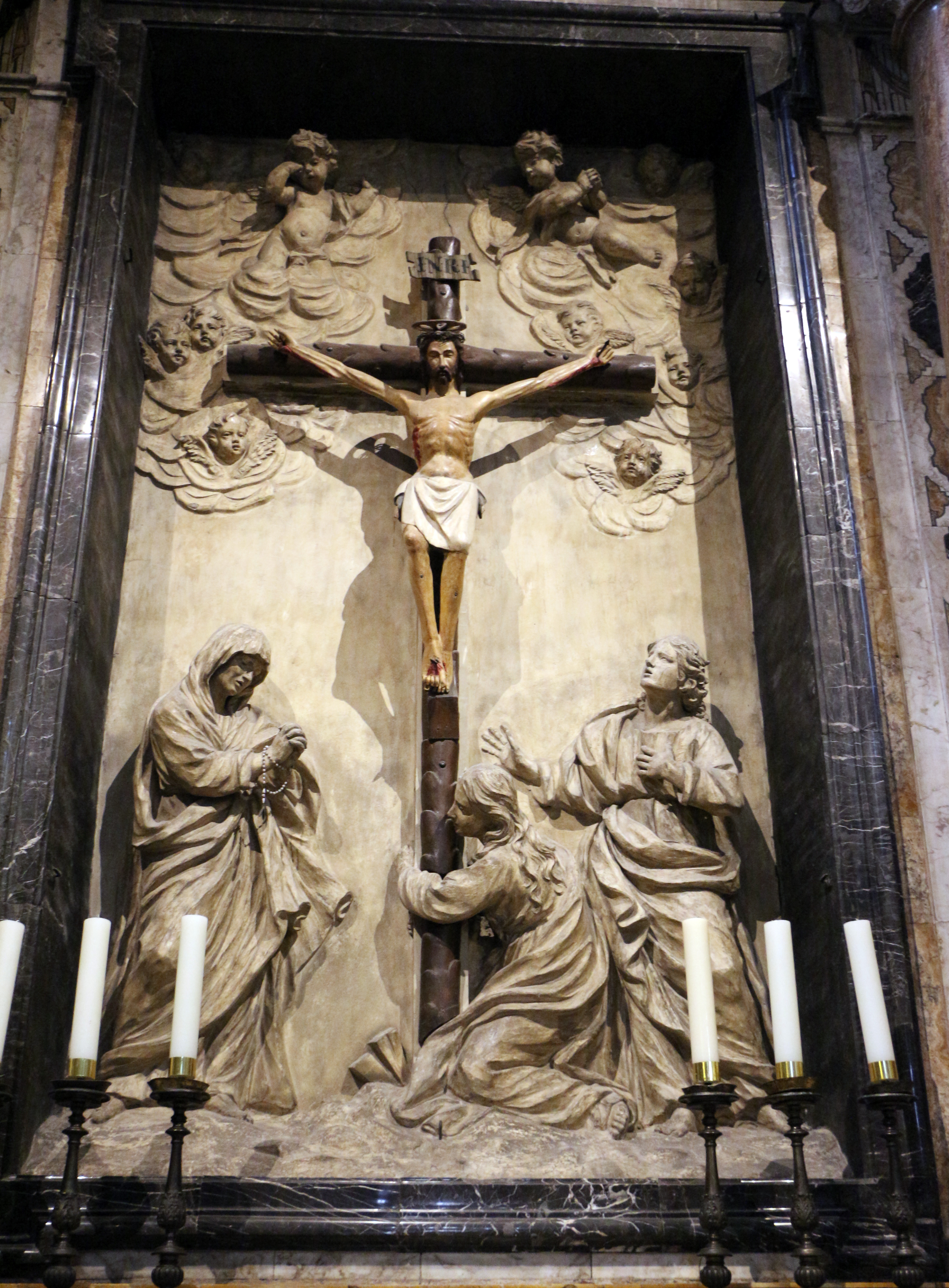
Crocifisso quattrocentesco
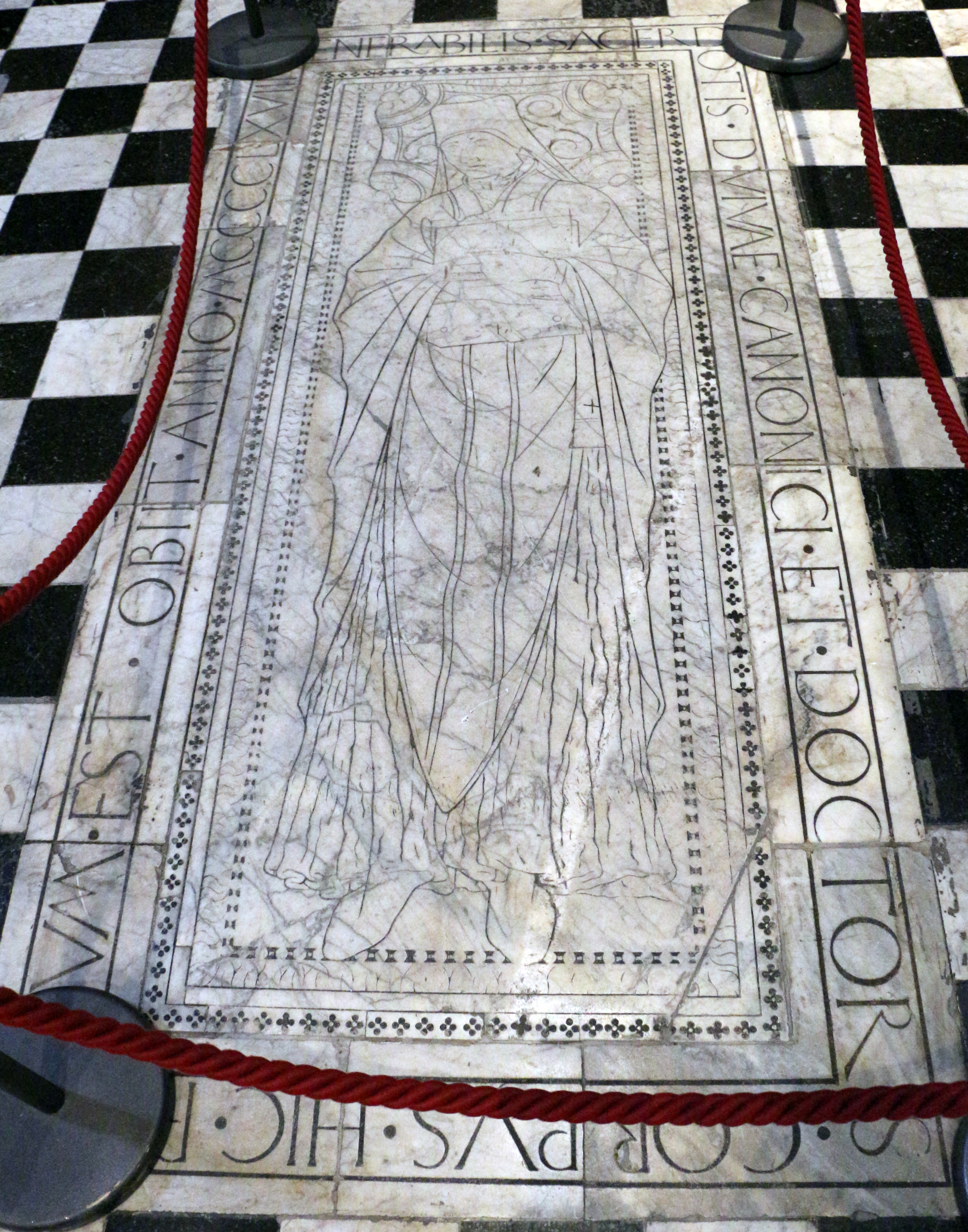
Lastra tombale del canonico Vivo di Viva

##### Cappella di San Giovanni Battista

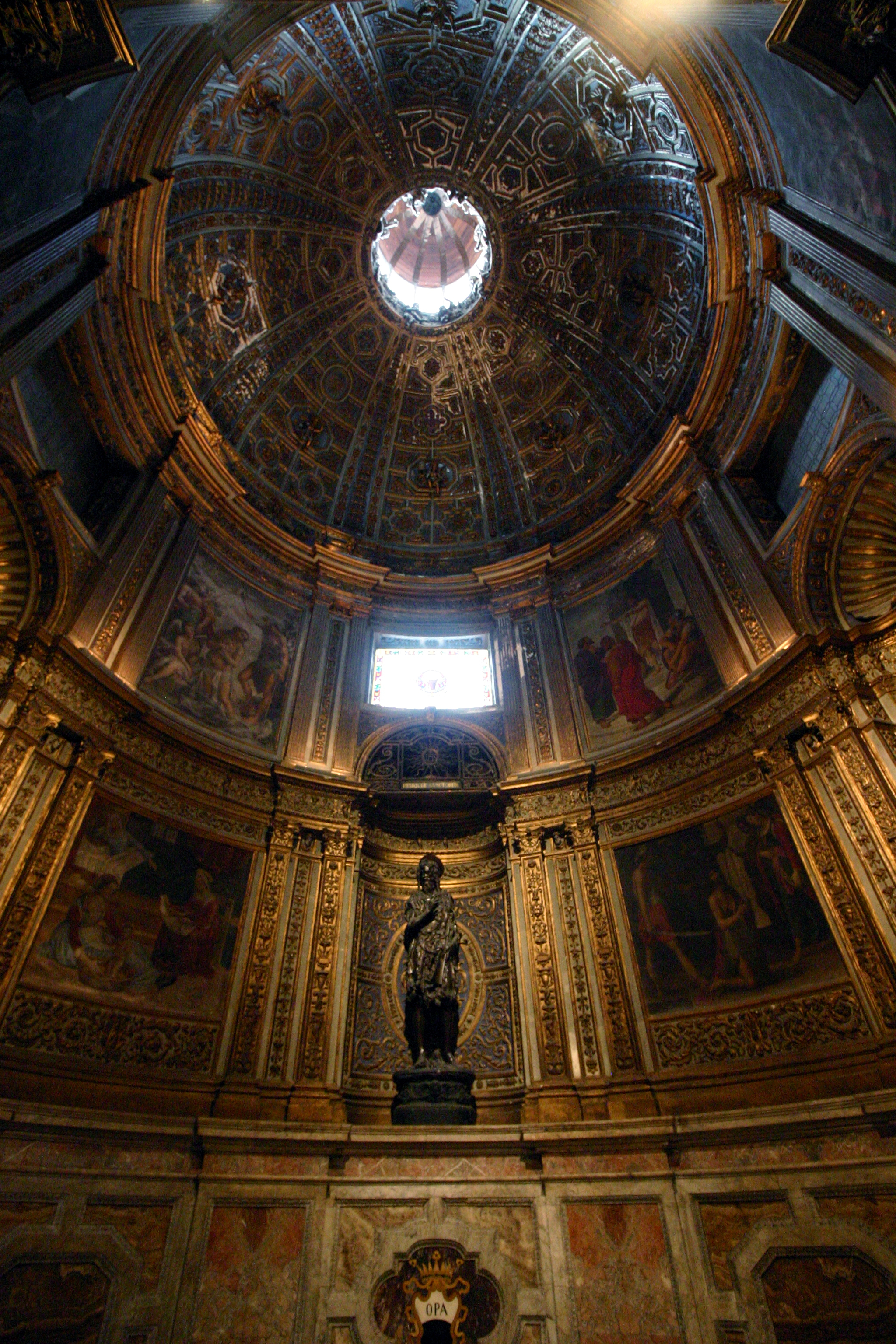
La cappella di San Giovanni Battista

Nel transetto sinistro del duomo, si trova la cappella di San Giovanni Battista, adibita a conservare la preziosa reliquia del Santo Precursore.
In stile rinascimentale, venne disegnata da Giovanni di Stefano. Iniziata nel 1482 per custodire la reliquia del braccio destro di san Giovanni Battista donata alla Città di Siena da papa Pio II, venne affrescata nel 1504-1505 da Pinturicchio, su commissione di Alberto Aringhieri, Rettore dell'Opera della Metropolitana.
La cappella è a pianta circolare ed è coperta da una cupola semisferica, priva di tamburo e con lanterna; la calotta presenta un ricco apparato decorativo in stucco, realizzato tra la fine del Cinquecento e gli inizi del Seicento. L'ambiente è privo di altare e all'interno di esso si trova un pozzetto per la conservazione dell'acqua battesimale, opera di Antonio Federighi (1465-1468).
Le pareti sono suddivise in tre fasce decorative. Quella inferiore, interamente in marmo, presenta lo stemma Chigi e quello dell'Opera della Metropolitana. Le due fasce superiori, invece, sono decorate con affreschi, alcuni dei quali opera di Francesco Rustici, come il Battesimo di Cristo e la Decollazione del Battista, del 1616, quest'ultimo uno dei primi dell'artista con caratteri naturalistici caravaggeschi. Altri affreschi sono del Pinturicchio raffiguranti Scene della vita del Battista, in parte rimaneggiati, il Committente inginocchiato e un Cavaliere inginocchiato, probabilmente il committente da giovane. Entro tre nicchie si trovano altrettante statue: le due laterali sono in marmo e raffigurano Sant'Ansano (a destra), di Giovanni di Stefano (1485-1487), e Santa Caterina d'Alessandria, di Neroccio di Bartolomeo de' Landi (a partire dal 1487). Nella nicchia centrale, vi è la celebre statua bronzea di San Giovanni Battista, scolpita da Donatello nel 1455 e qui posta solo successivamente.

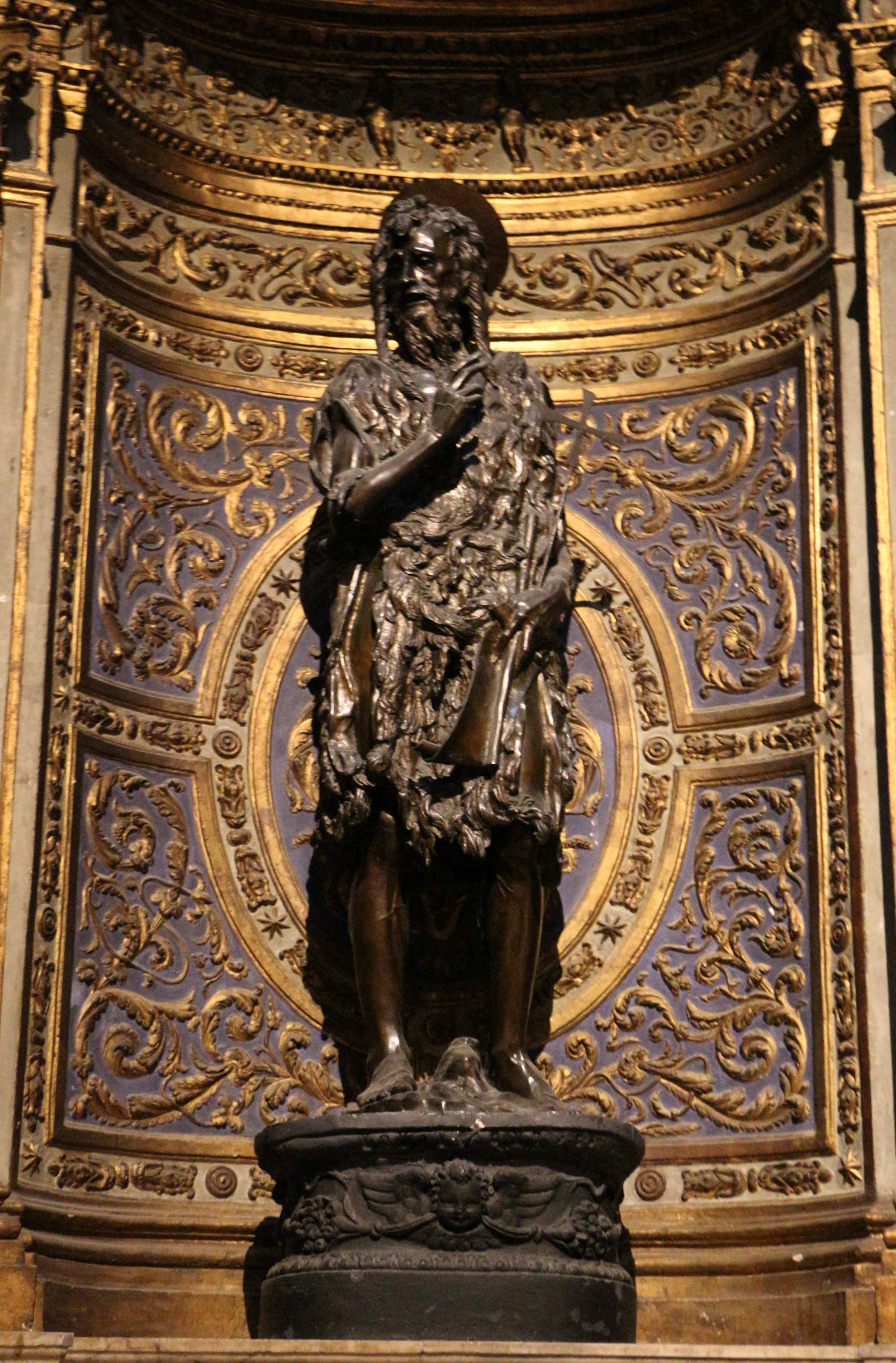
San Giovanni Battista di Donatello
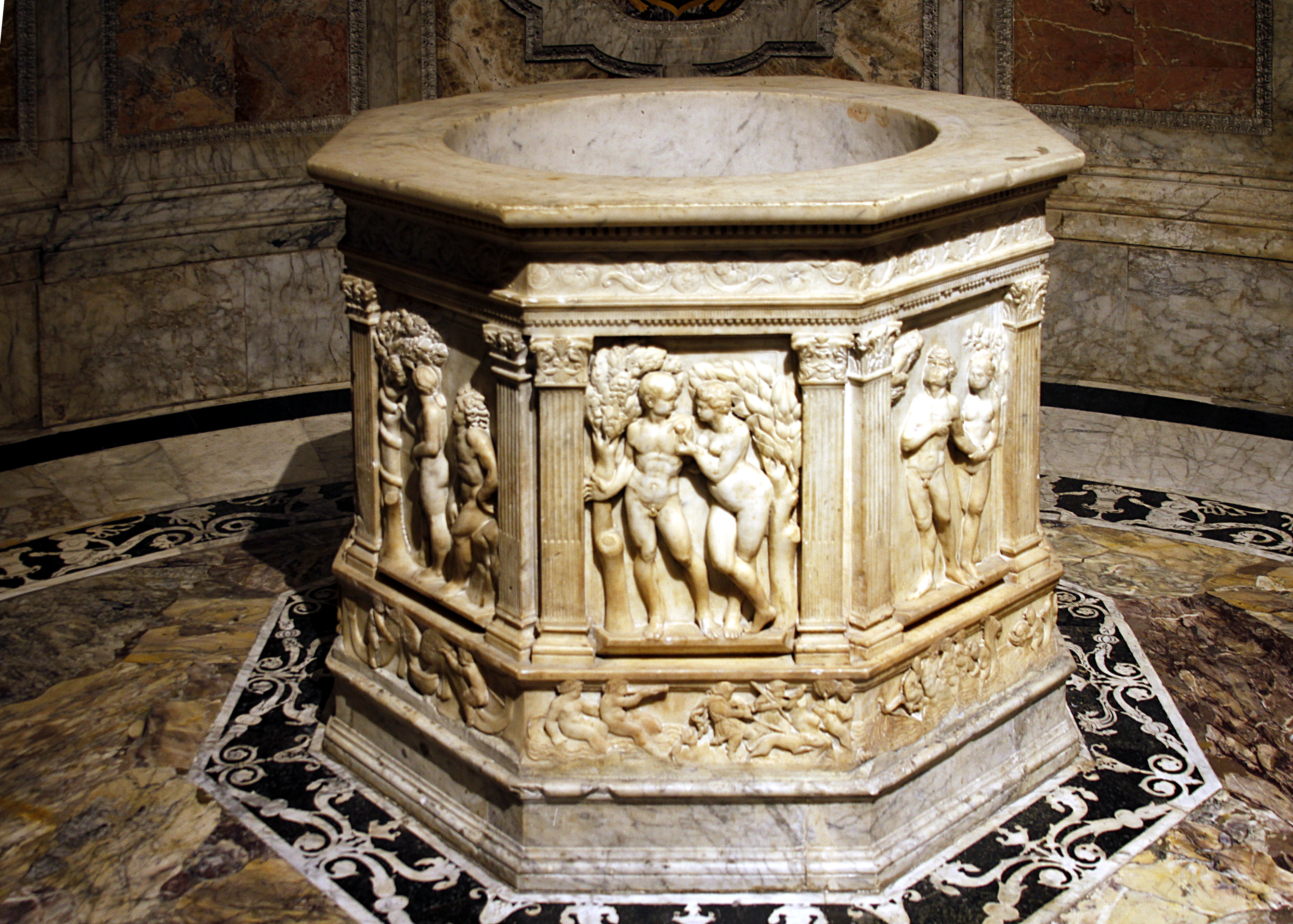
Il pozzetto per l'acqua battesimale di Antonio Federighi
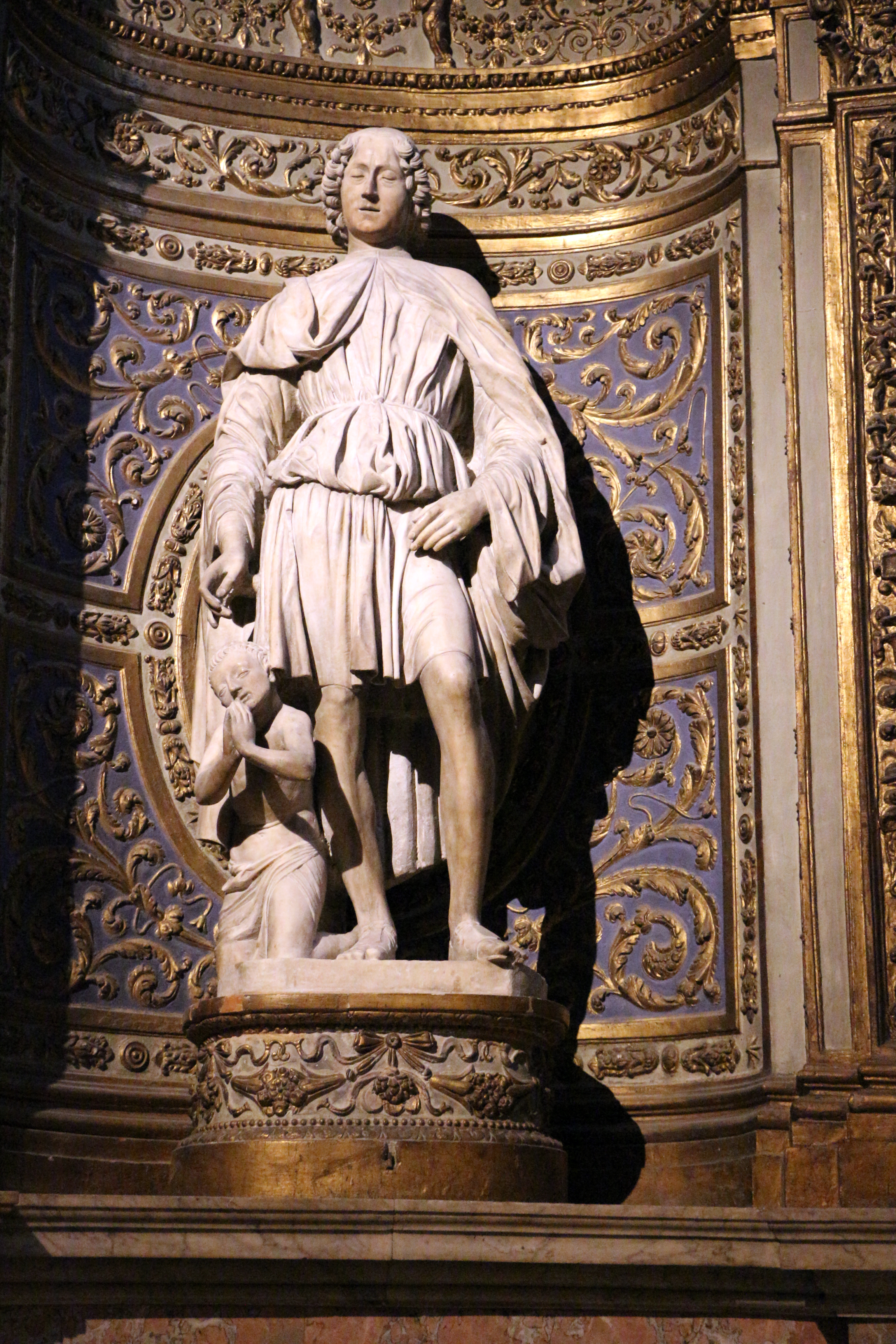
Sant'Ansano di Giovanni di Stefano
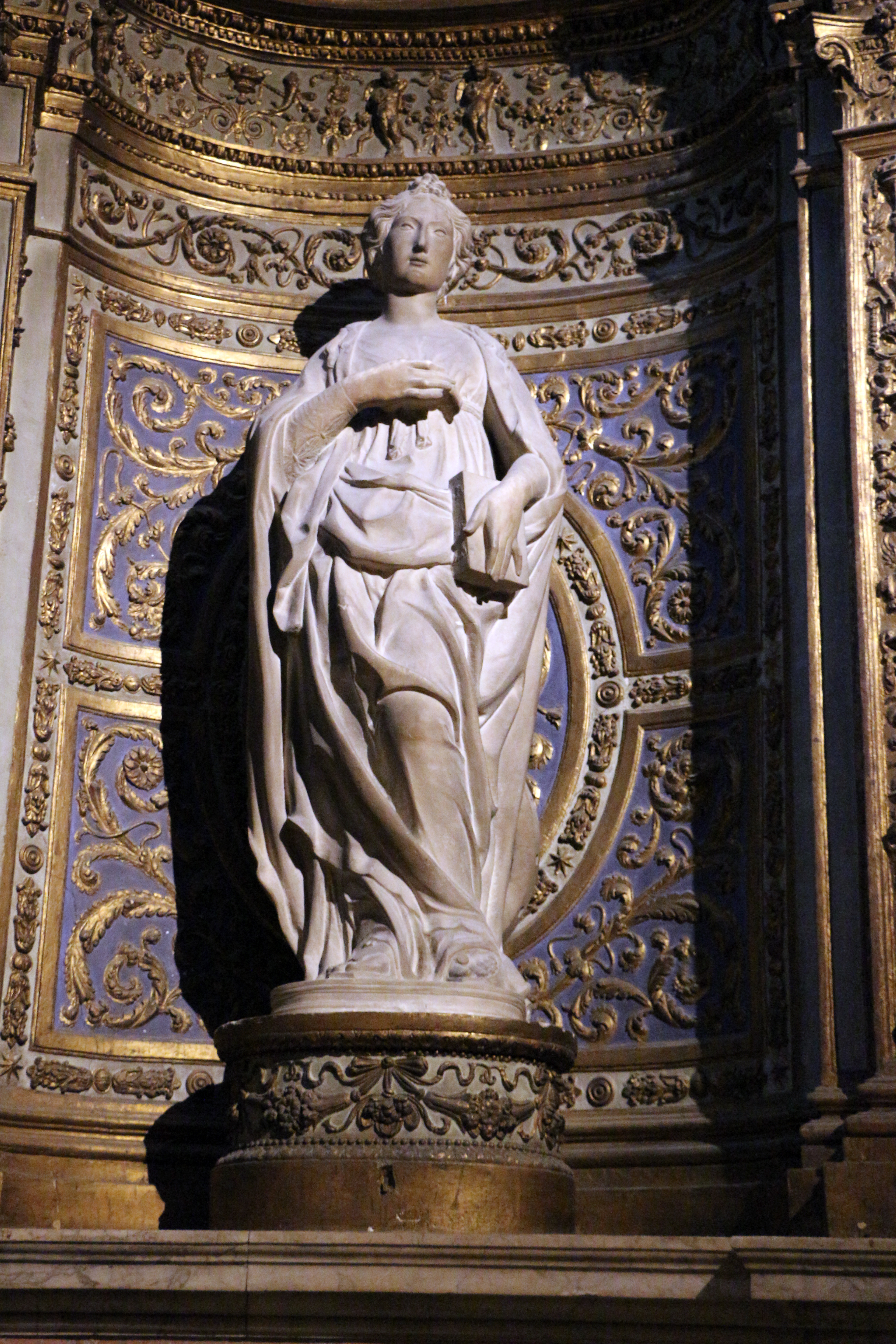
Santa Caterina d'Alessandria di Neroccio di Bartolomeo de' Landi
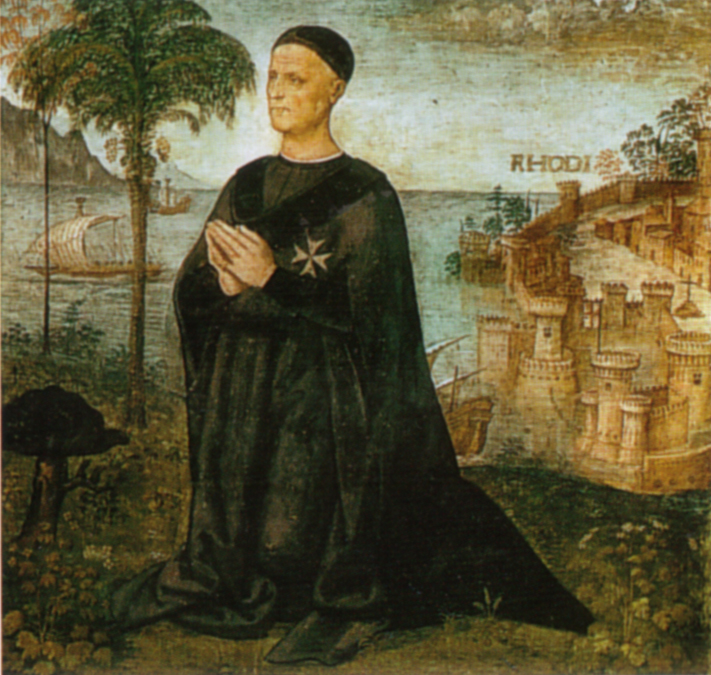
Committente inginocchiato di Pinturicchio
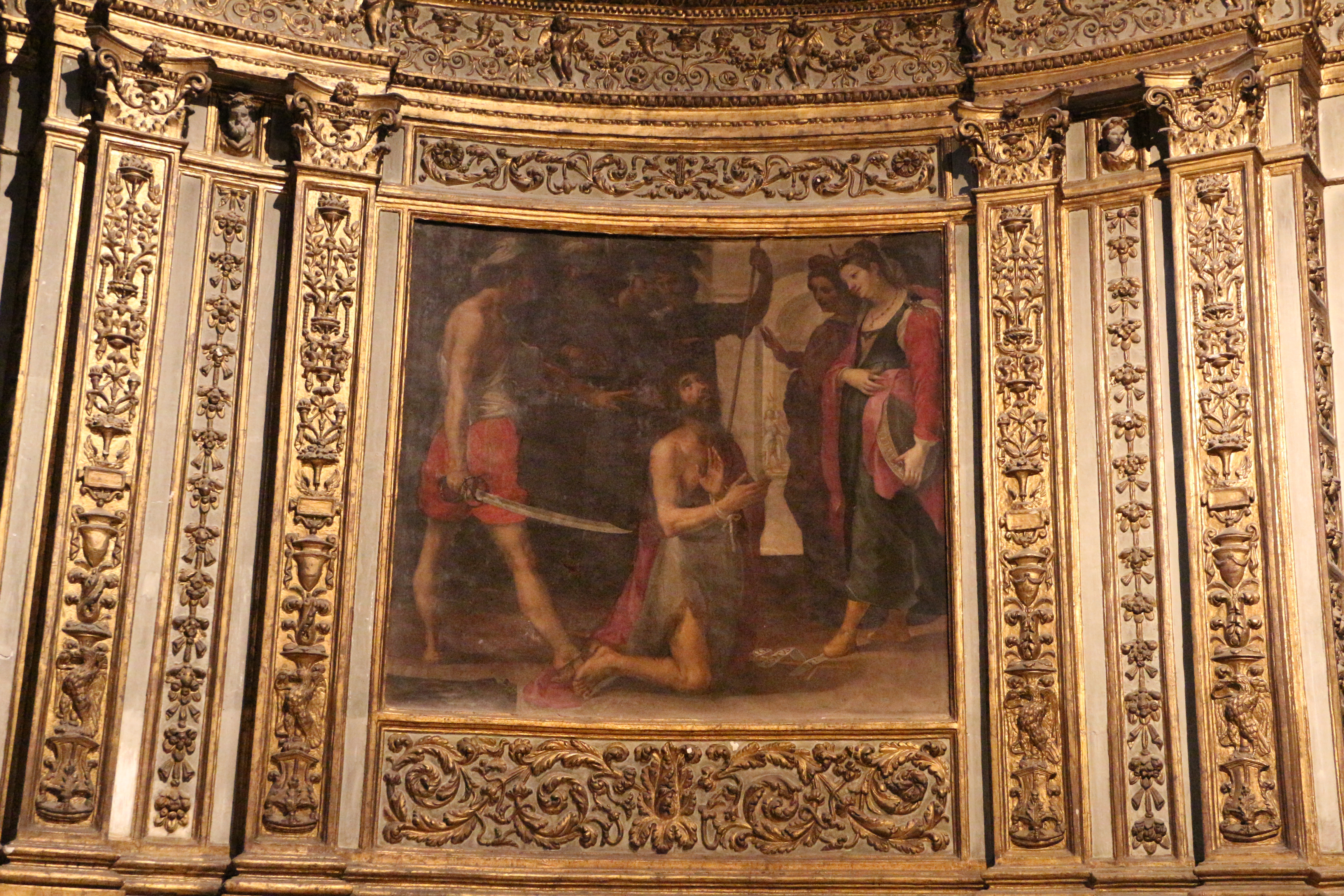
Decollazione del Battista di Francesco Rustici

##### Cappella di Sant'Ansano

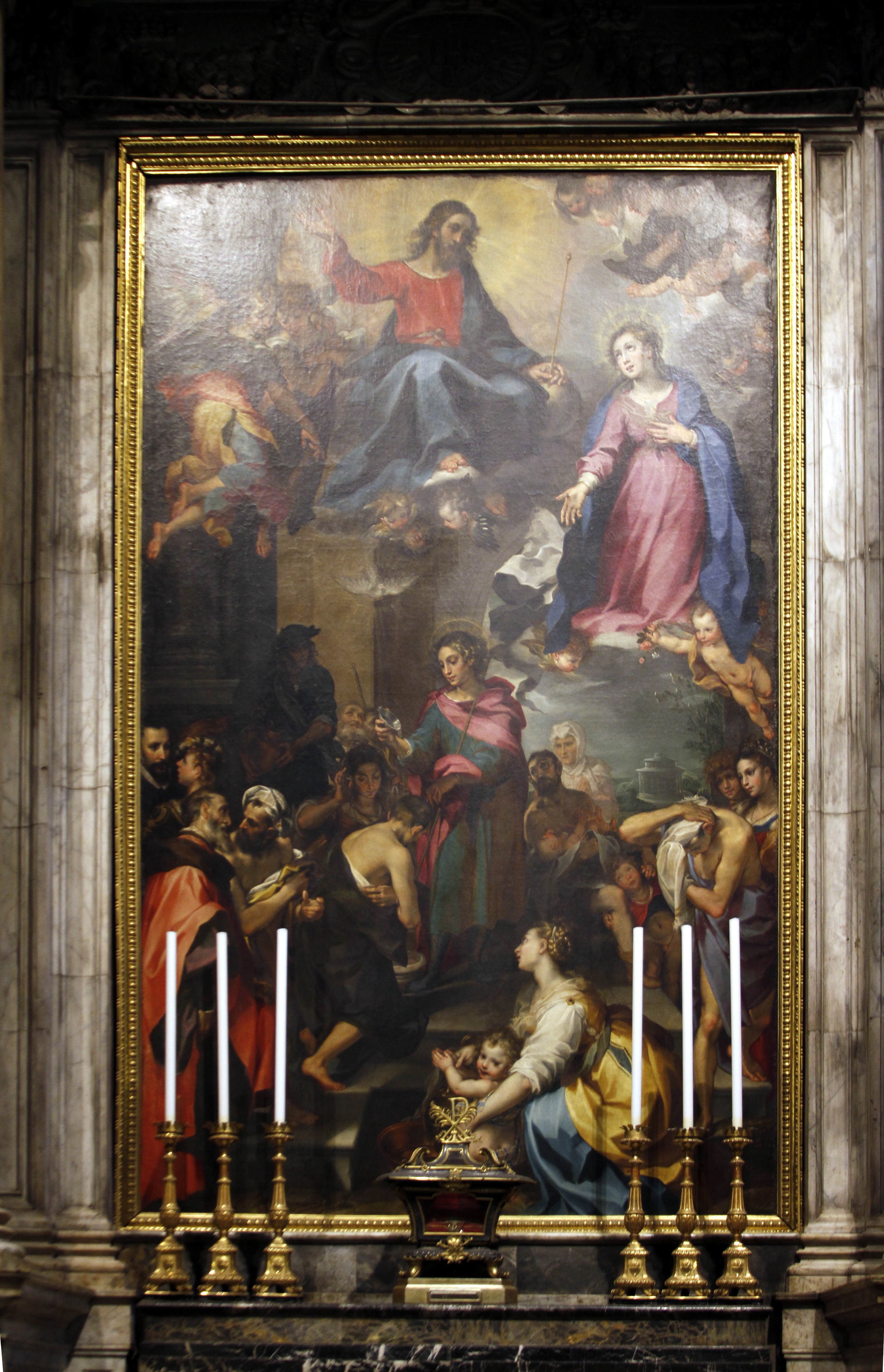
Sant'Ansano che battezza i senesi di Francesco Vanni

La cappella dedicata a sant'Ansano si trova nel transetto sinistro, vicino all'ingresso della sagrestia. Fu fatta costruire dal Rettore dell'Opera della Metropolitana Giugurta Tommasi, a partire dal 1590 circa. Sull'altare è esposto un reliquiario con ciò che resta del corpo di sant'Ansano, martire e patrono di Siena, la cui festa ricorre il 1º dicembre.
La tela sull'altare è di Francesco Vanni (1593-1596), raffigura Sant'Ansano che battezza i senesi ed è una delle tele più preziose del Duomo. Per questo altare era stata dipinta la celeberrima Annunciazione tra i santi Ansano e Margherita di Simone Martini oggi agli Uffizi.
A sinistra si trova il monumento funerario pensile del cardinale senese Riccardo Petroni (nato intorno al 1250 e nominato cardinale di Sant'Eustachio il 4 dicembre 1298 da Bonifacio VIII), scolpito da Tino di Camaino negli anni immediatamente successivi alla morte del cardinale, sopraggiunta a Genova nel 1314, quando il corpo del prelato fu qui traslato solennemente dalla sua famiglia. Il monumento si trovava in questo sito, sopra un altare dedicato a santa Caterina d'Alessandria di patronato della famiglia Petroni, al momento in cui il rettore Tommasi soppresse, con il consenso della stessa famiglia Petroni, l'altare preesistente e dette inizio alla costruzione della cappella attuale alla fine del Cinquecento, inglobando quindi il monumento sepolcrale pensile. Il monumento, che è uno dei gioielli della scultura trecentesca e il prototipo di una tipologia di monumenti funerari dello scultore che diverrà assai popolare, si trova nella collocazione attuale da una ricostruzione del 1951. Su una base di mensole quattro cariatidi angeliche reggono il sarcofago del cardinale, adorno di rilievi; più in alto la figura del defunto è scolpita adagiata su un catafalco, tra angeli e sormontata da un tabernacolo con la Madonna col Bambino tra i santi Pietro e Paolo.
Non meno pregiata, infine, la lastra tombale bronzea di Donatello in onore del vescovo di Grosseto Giovanni Pecci (1426), la prima e più celebre delle quattro lastre tombali terragne, tutte quattrocentesche, che si trovano in Duomo. Si tratta di una finissima opera a stiacciato che, sebbene consunta, mostra ancora le sottigliezze prospettiche dell'artista per adattare la rappresentazione al punto di vista privilegiato dello spettatore. Sul pavimento si trova anche una pietra tombale graffita del 1468.

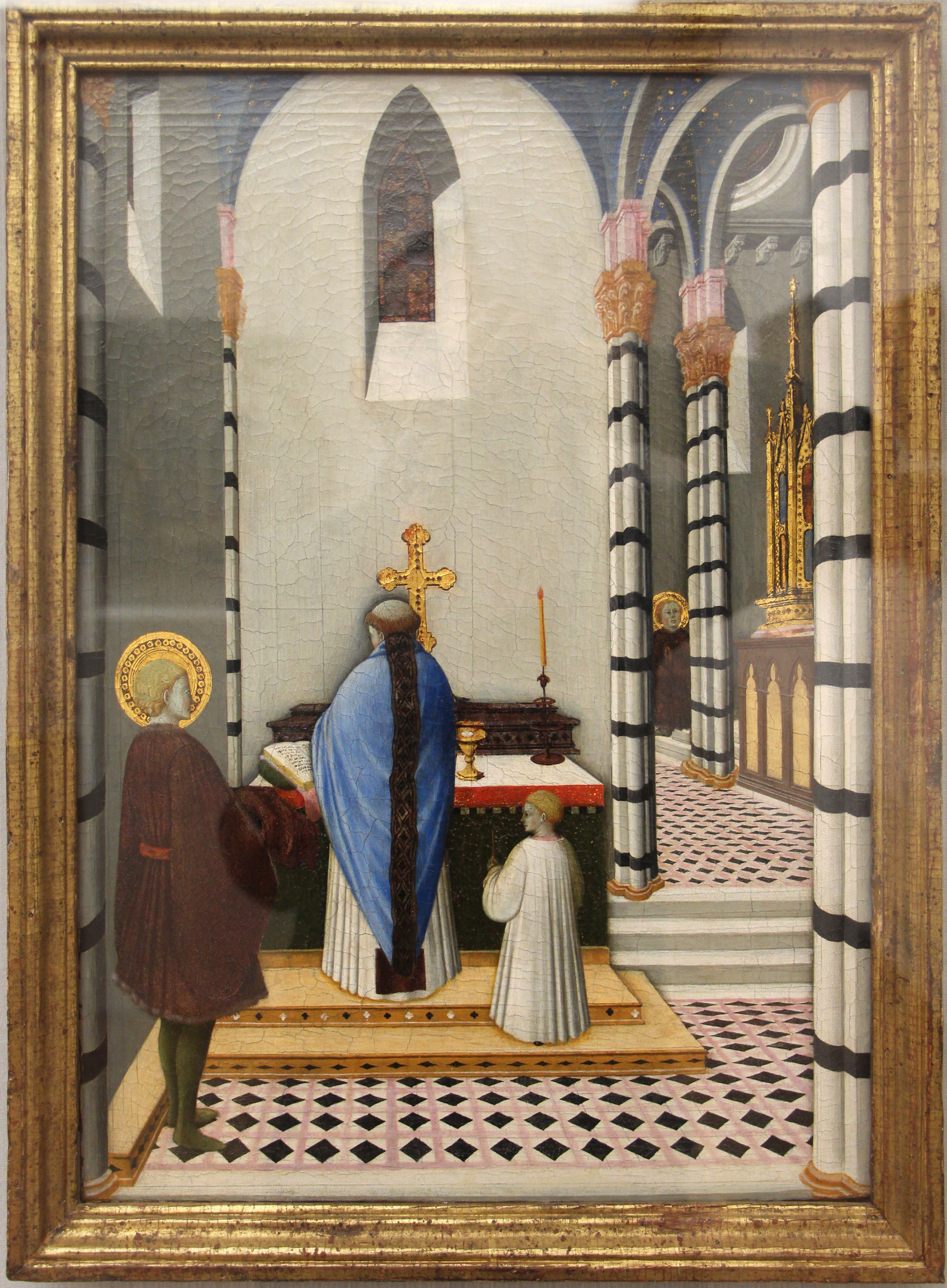
La cappella nella Messa di Sant'Antonio Abate del Maestro dell'Osservanza (1440 circa)
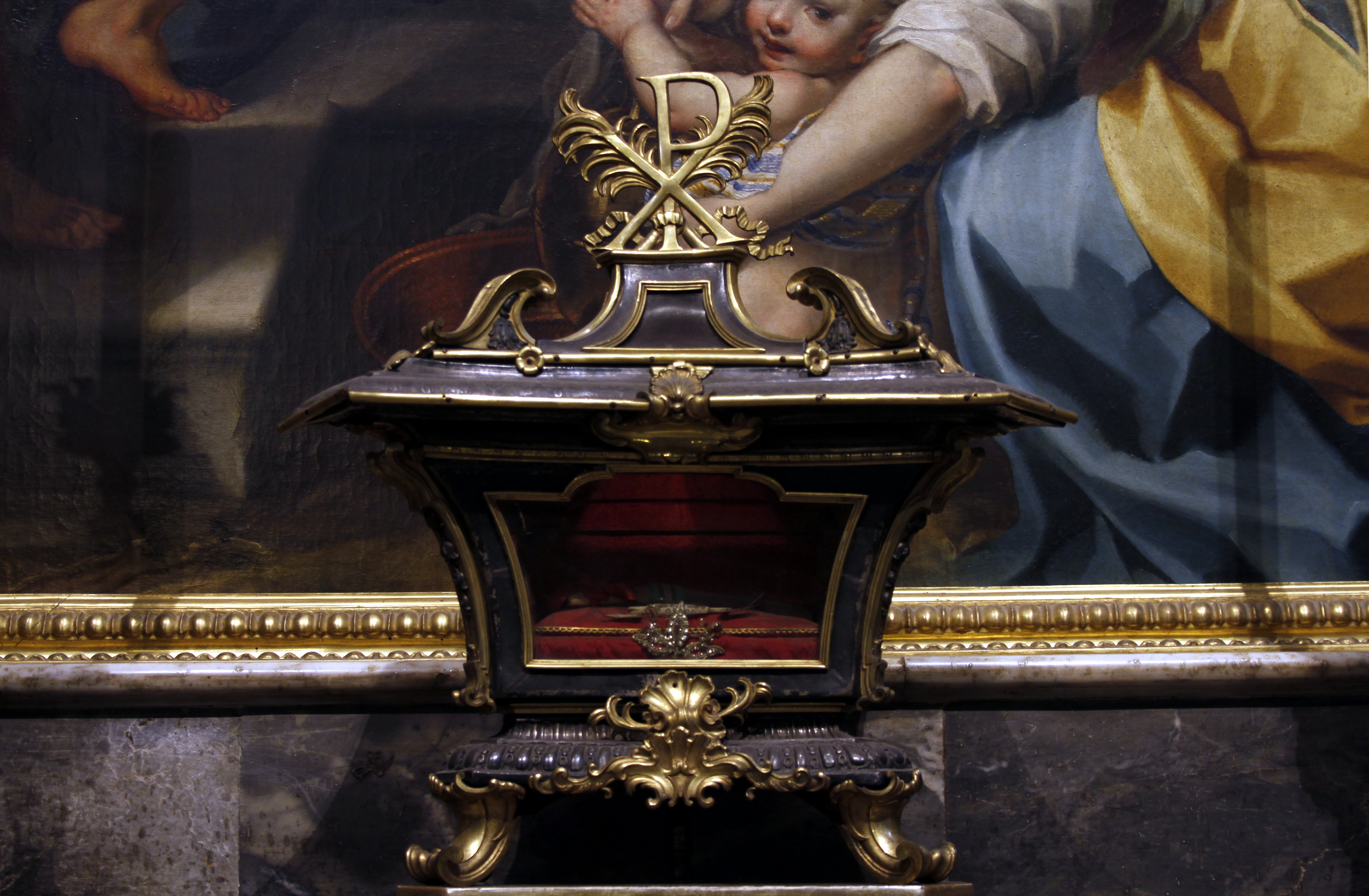
Reliquie di Sant'Ansano
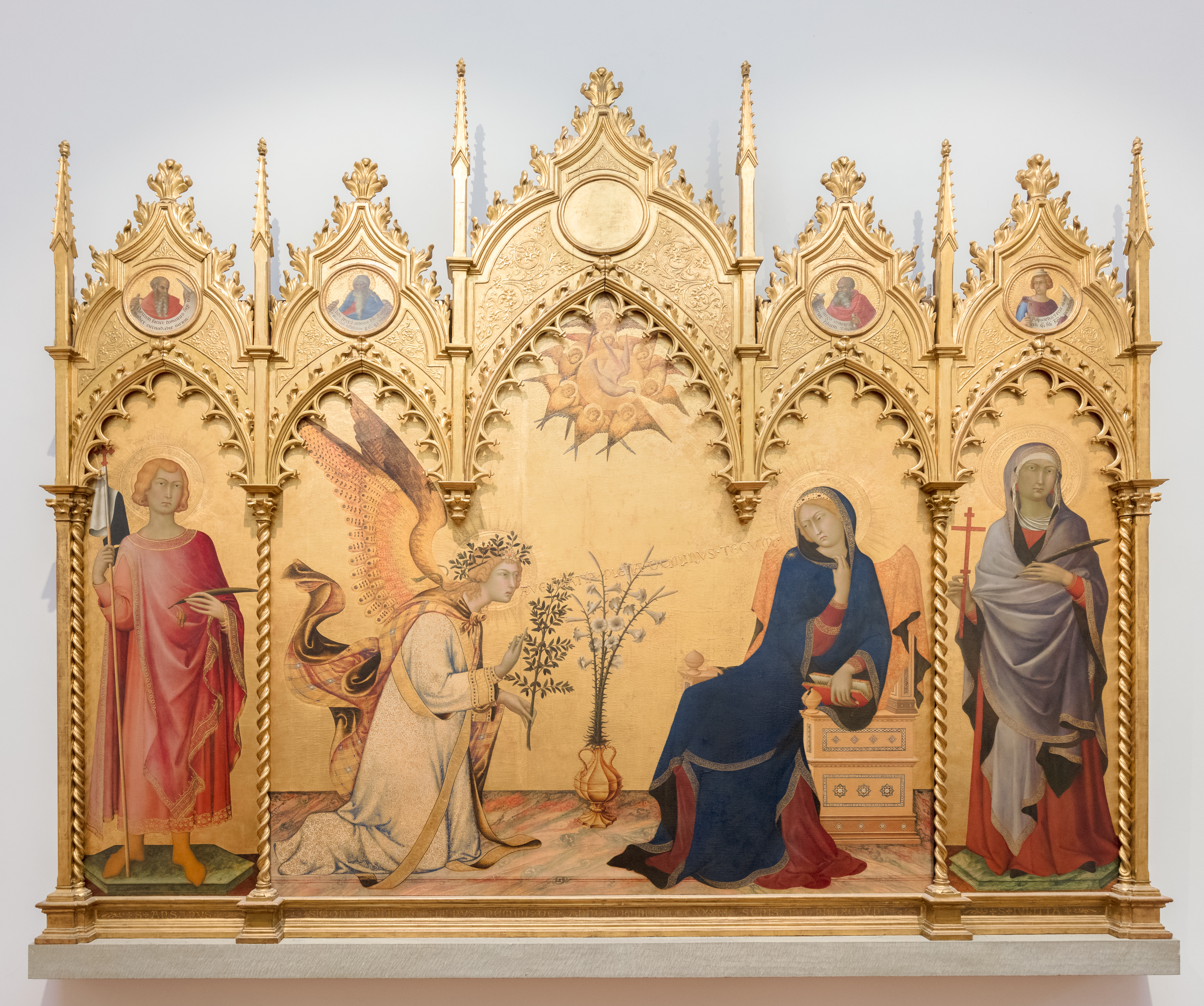
Annunciazione tra i santi Ansano e Margherita di Simone Martini
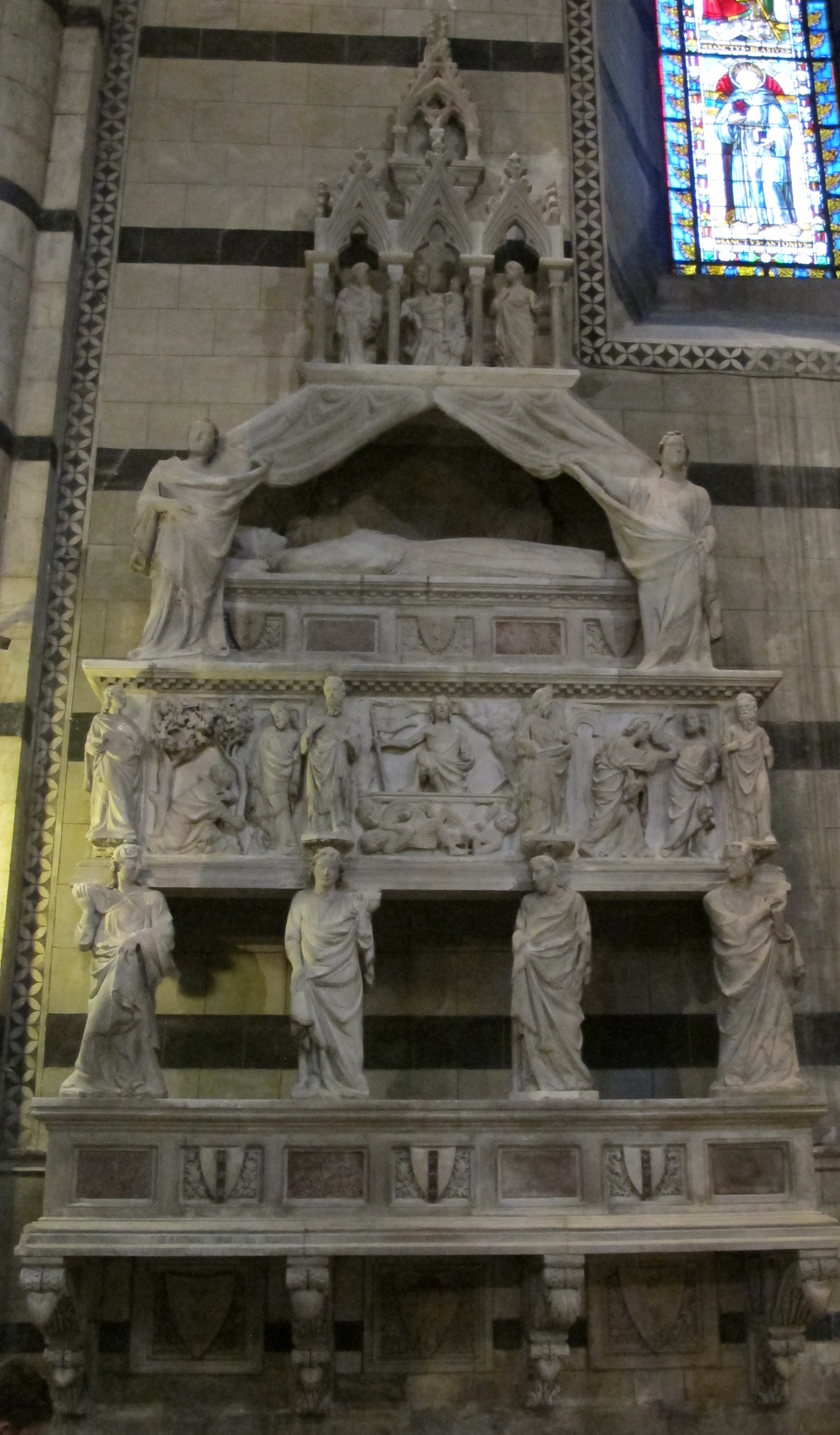
Monumento funebre di Riccardo Petroni di Tino di Camaino
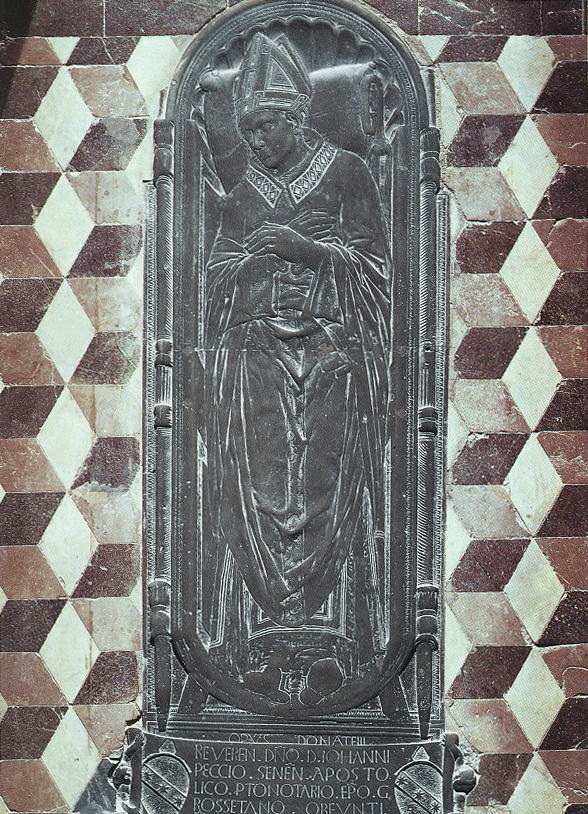
Lastra tombale di Giovanni Pecci di Donatello
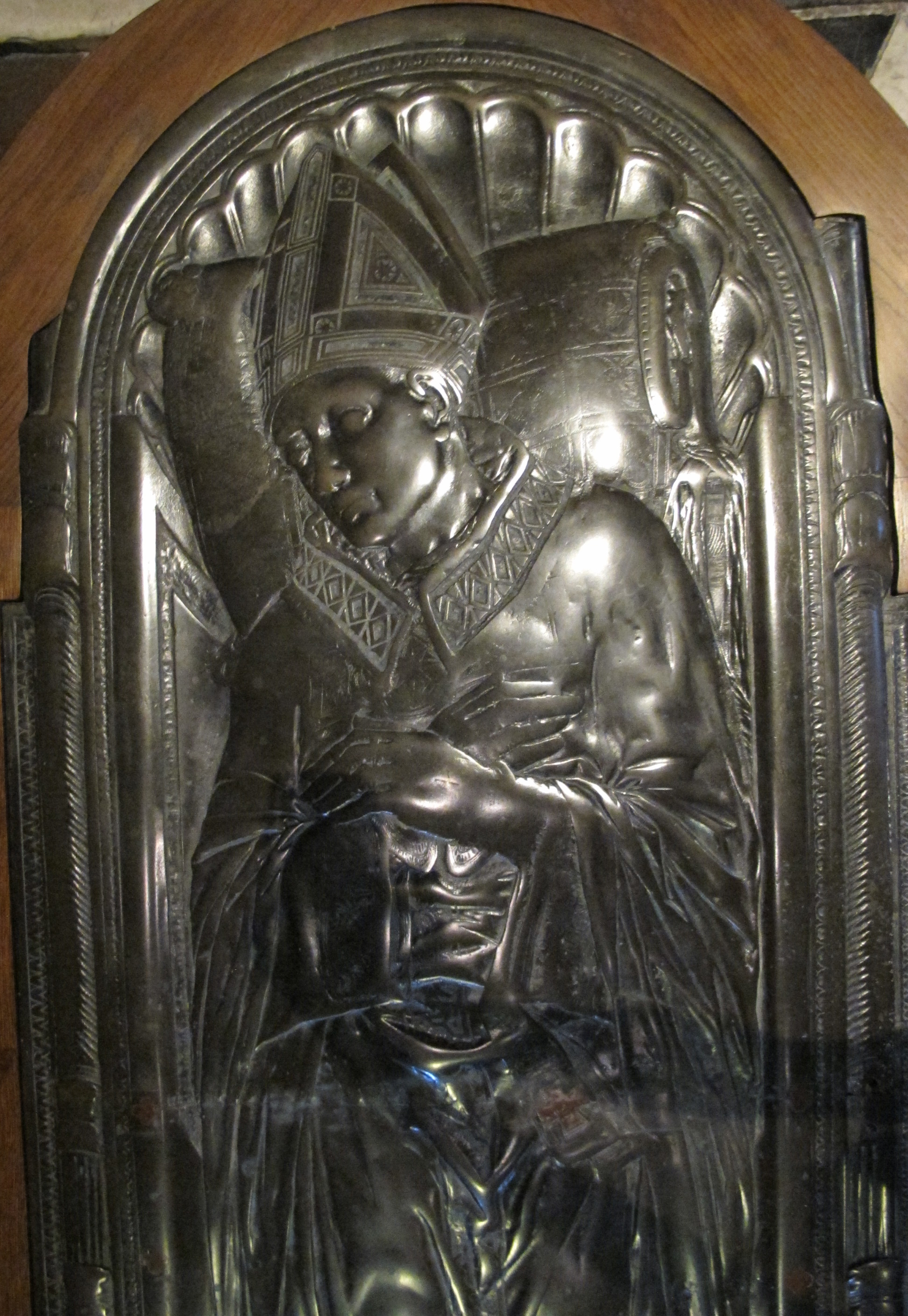
Particolare della lastra tombale
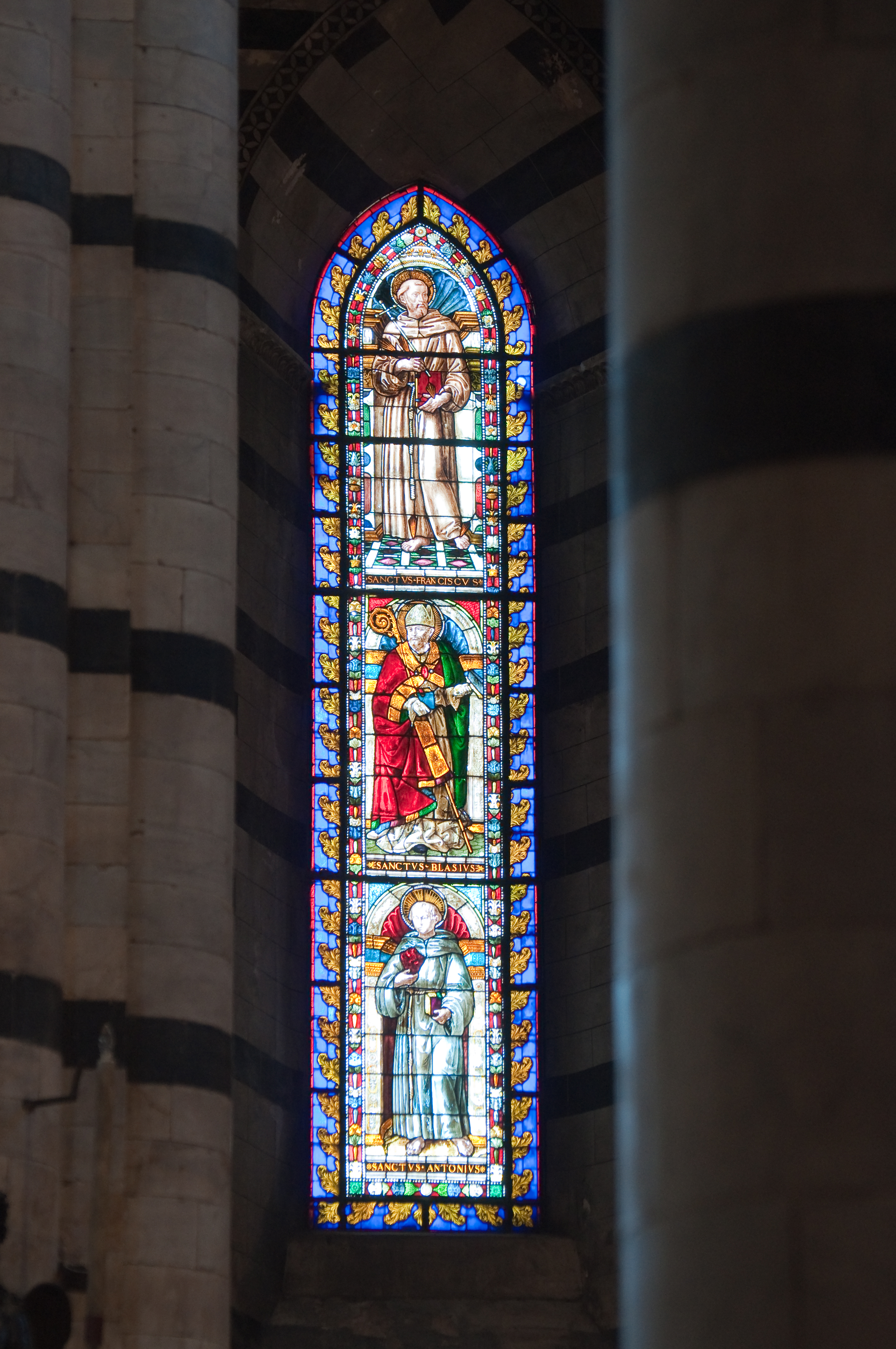
Vetrata

#### Transetto destro

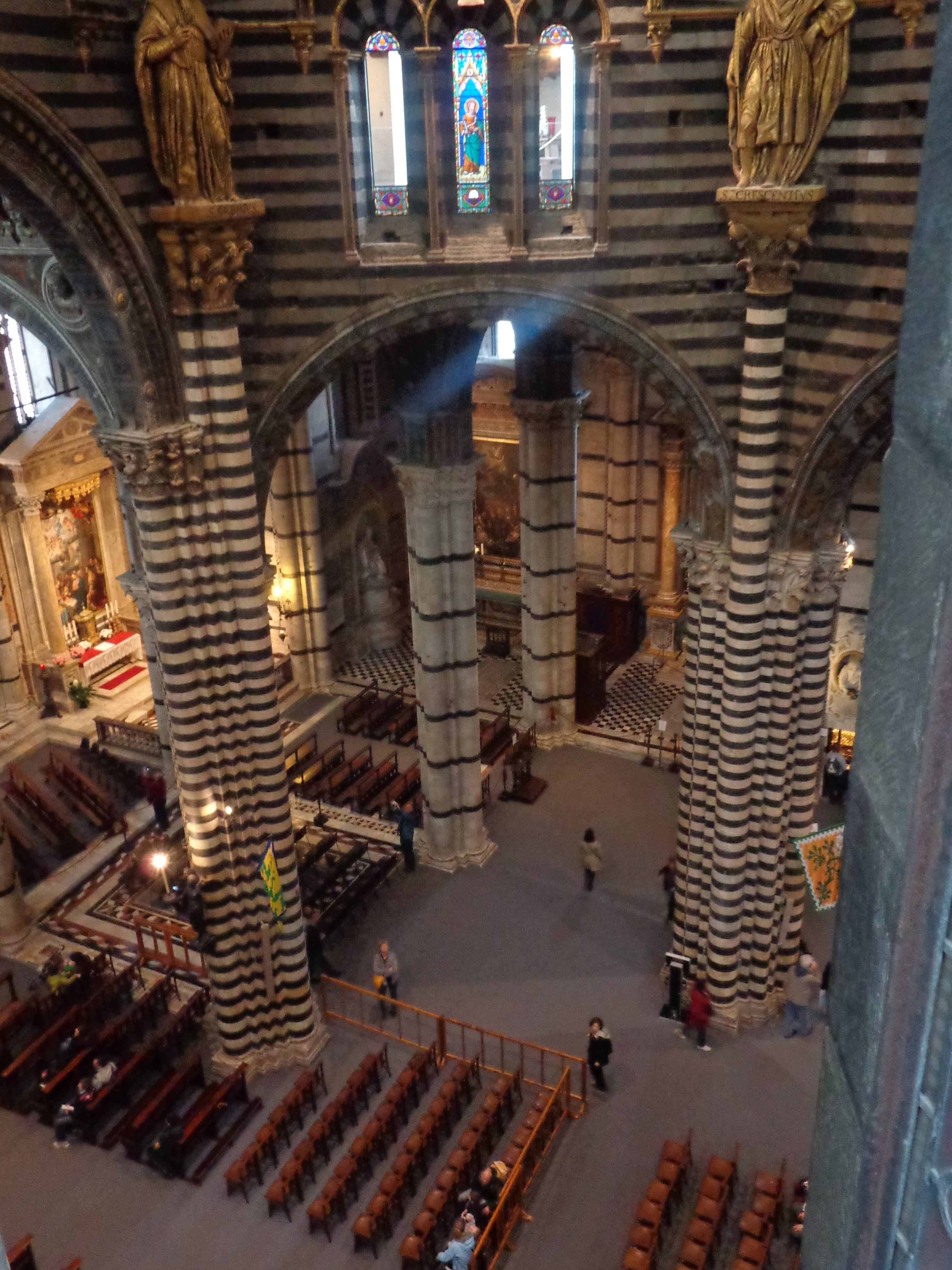
Veduta del transetto destro dal tamburo della cupola

Anche il transetto destro ha una doppia navata. Qui si trovano le statue di altri due papi senesi: Alessandro VII, scolpita da Antonio Raggi su disegno di Gian Lorenzo Bernini (1661-1663) e di Alessandro III di Melchiorre Cafà ed Ercole Ferrata (1665-1674). La prima fu commissionata dal Rettore dell'Opera della Metropolitana, mentre la seconda venne commissionata dal papa in carica Alessandro VII, per onorare la memoria del suo antico predecessore e omonimo. Nella statua berniniana bellissima è la raffigurazione della precaria costituzione fisica di un papa che comunque non rinuncia all'incarico conferitogli e con pia severità alza il braccio destro in segno di saluto, spostando a fatica il manto che quasi lo fa scomparire.
A ridosso della parete del campanile alla destra della cappella della Madonna del Voto, sotto la cantoria, si trova un Crocifisso di Massimo Lippi, moderna scultura realizzata nel 1990. Al di fuori della cappella sono molte le donazioni offerte alla Madonna del Voto, una parte delle quali è oggi anche al Museo dell'Opera del Duomo. Un primo gruppo di oggetti sono raccolti all'interno di una vetrina alla sinistra dell'entrata e altri sono appesi sulla parte che rimane a destra rispetto all'entrata. Spicca anche il monumento commemorativo raffigurante il poeta Bernardino Perfetti che offre alla Madonna, come da sue volontà testamentarie, la corona conferitagli in vita in Campidoglio a Roma come riconoscimento della sua arte poetica. Il monumento, scolpito in marmo con la sola eccezione della corona bronzea, è opera di Bartolomeo Mazzuoli e del nipote Giuseppe Maria Mazzuoli, che vi lavorarono tra il 1747 (anno di morte del poeta) e il 1750.
Sulla stessa parete, su una propria cantoria lignea, si trova l'organo a canne Agati-Tronci opus 1156, costruito nel 1894 riutilizzando parte del materiale di un precedente strumento del 1672. L'organo, restaurato nel 1977 dalla ditta Anselmi-Tamburini e suonabile anche dalla consolle dell'organo maggiore, è a trasmissione meccanica e ha un'unica tastiera di 56 note con prima ottava cromatica estesa e pedaliera di 12 note. La cassa, seicentesca, presenta una mostra composta da 35 canne di principale in tre campi con profilo a serliana. La cassa è sormontata da un baldacchino.
Davanti all'Alessandro VII si trova la pietra tombale del vescovo Carlo Bartoli, morto nel 1444, un graffito eseguito da Antonio Federighi e Giuliano di Como su disegno di Pietro di Tommaso del Minella; nell'altra campata, invece, la pietra tombale del canonico Francesco Tolomei (anni 1430). L'altare sinistro è decorato dal San Crescenzio dipinto da Luigi Mussini (1867) e quello destro dalla Predica di san Bernardino di Mattia Preti.

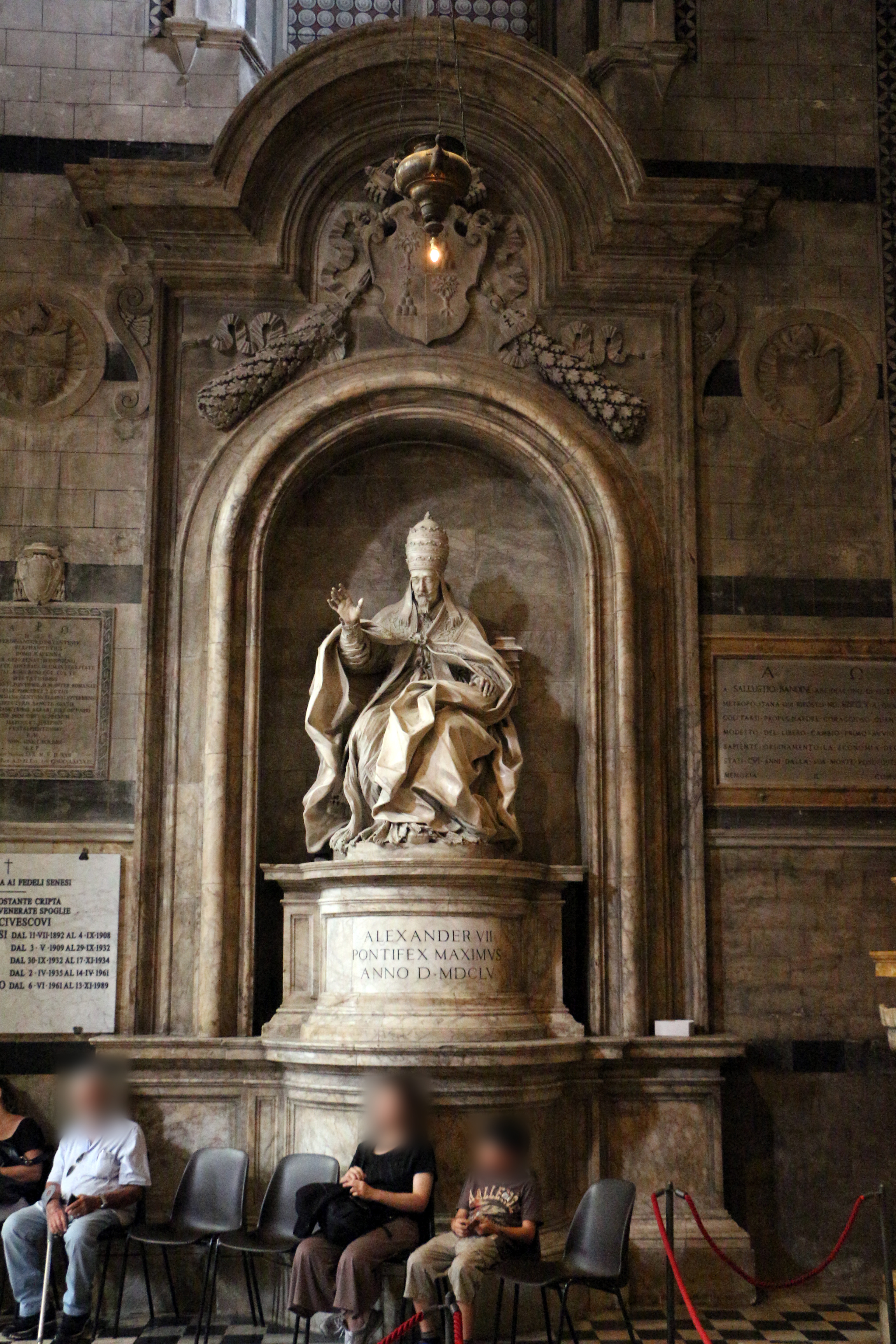
Monumento ad Alessandro VII di Antonio Raggi
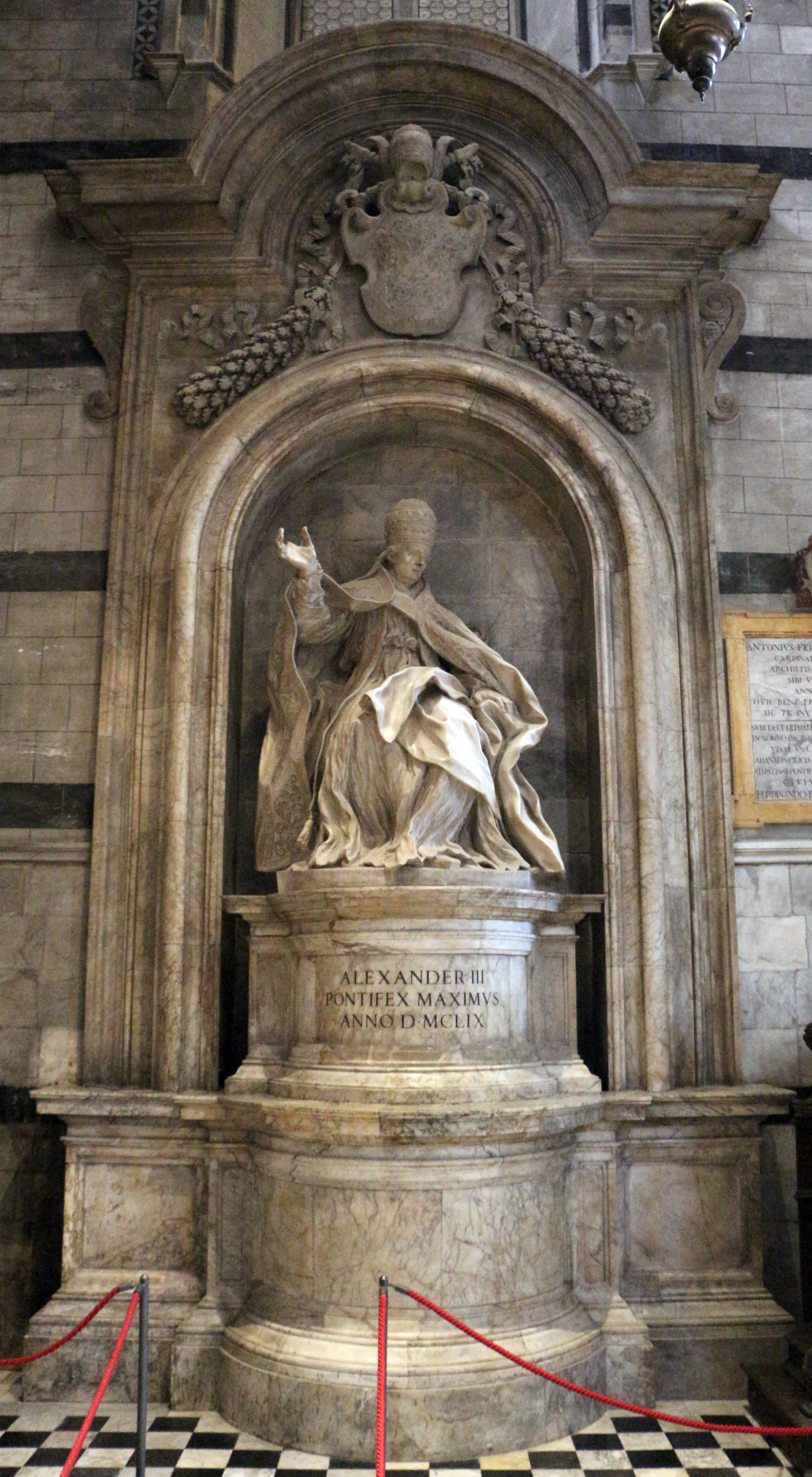
Monumento ad Alessandro III di Melchiorre Cafà ed Ercole Ferrata
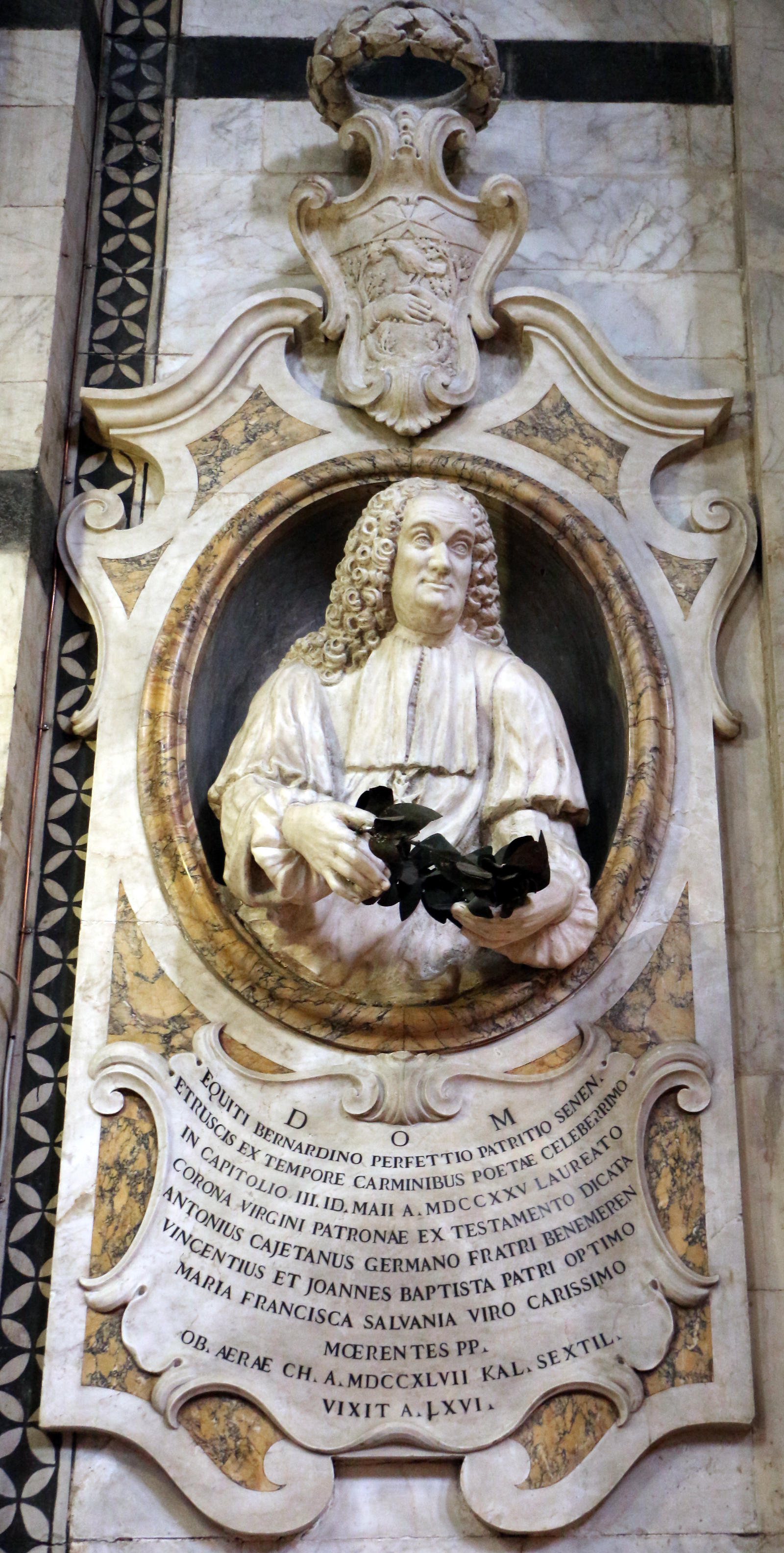
Monumento a Bernardino Perfetti di Bartolomeo e Giuseppe Maria Mazzuoli
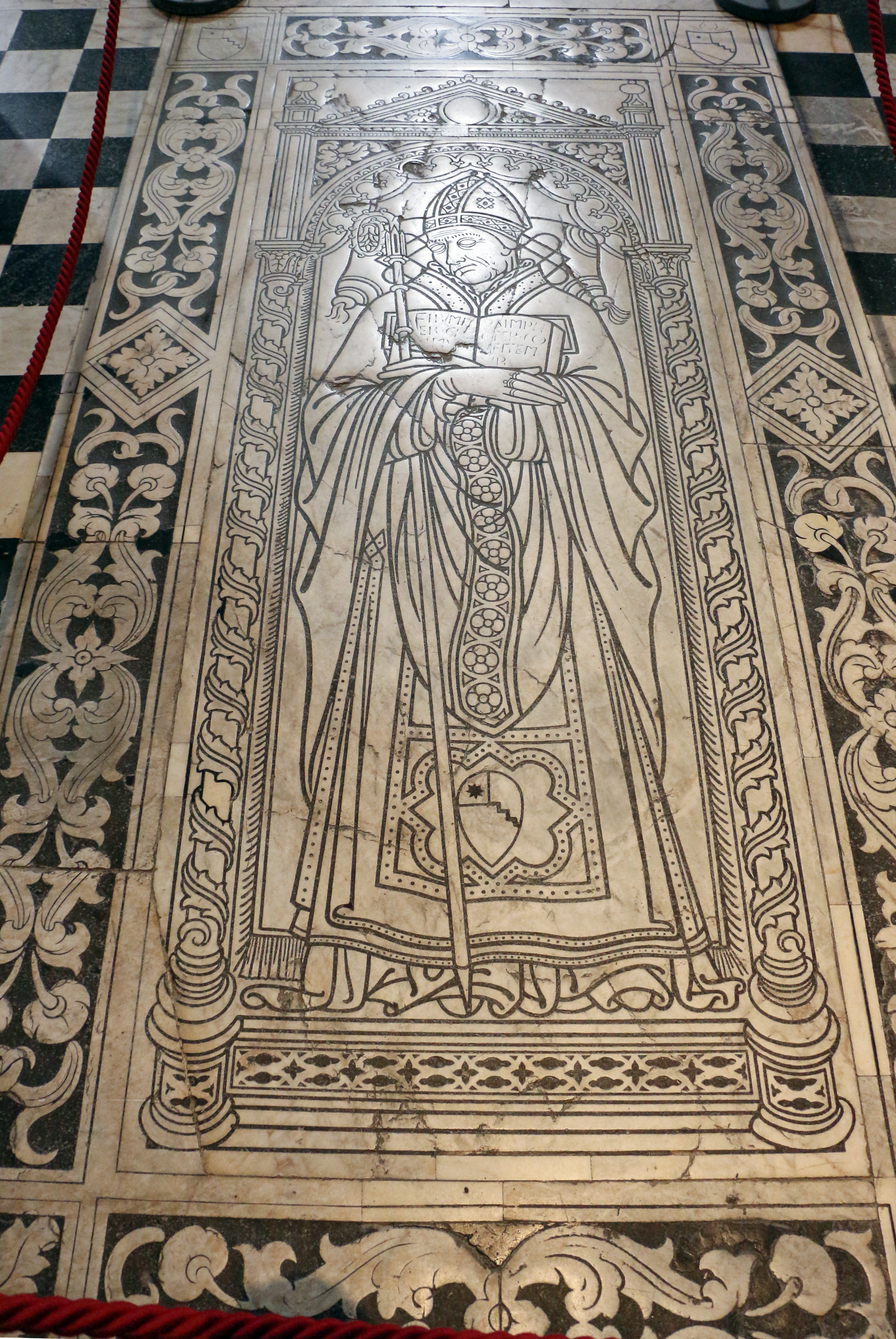
Lastra tombale di Carlo Bartoli
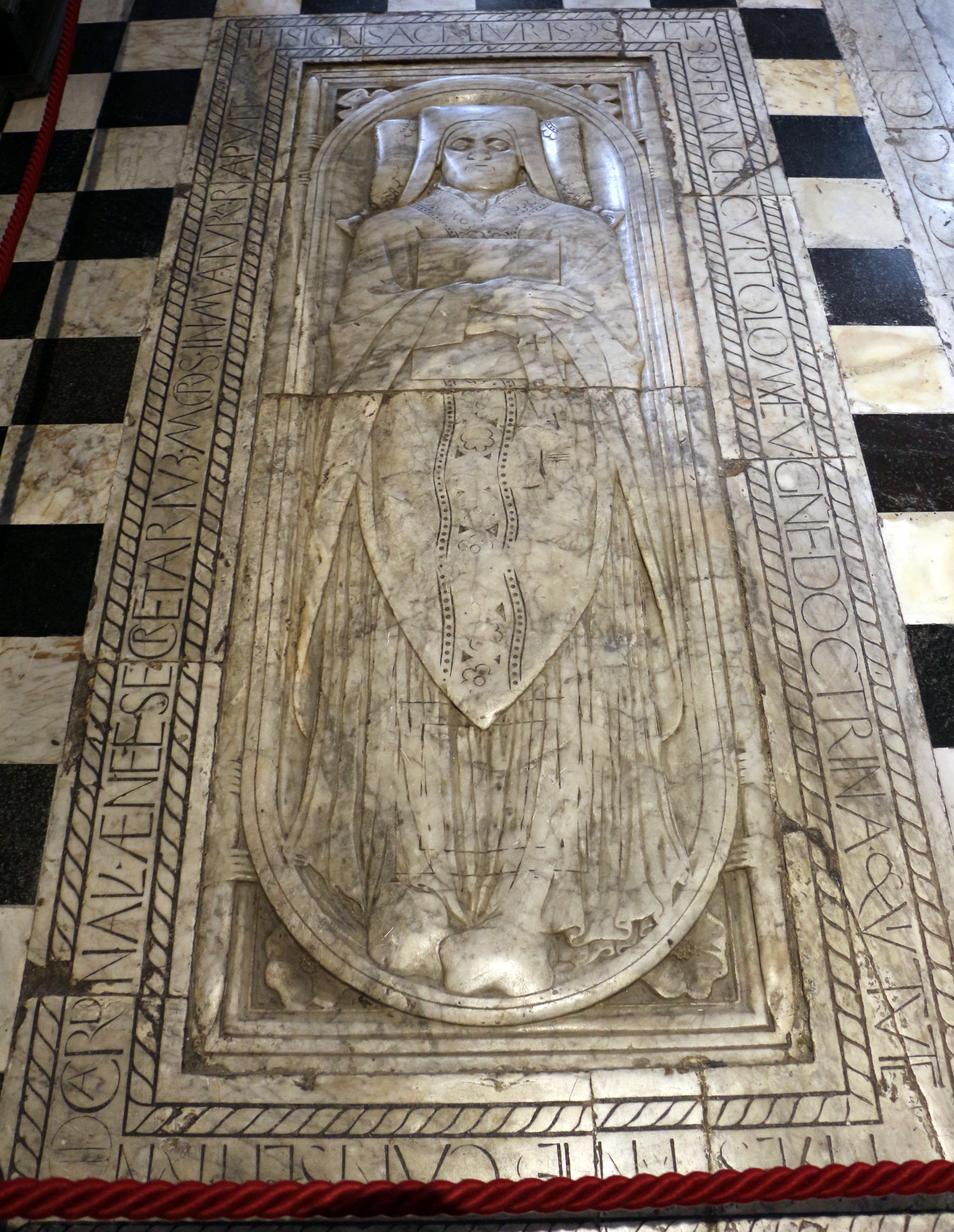
Lastra tombale di Francesco Tolomei
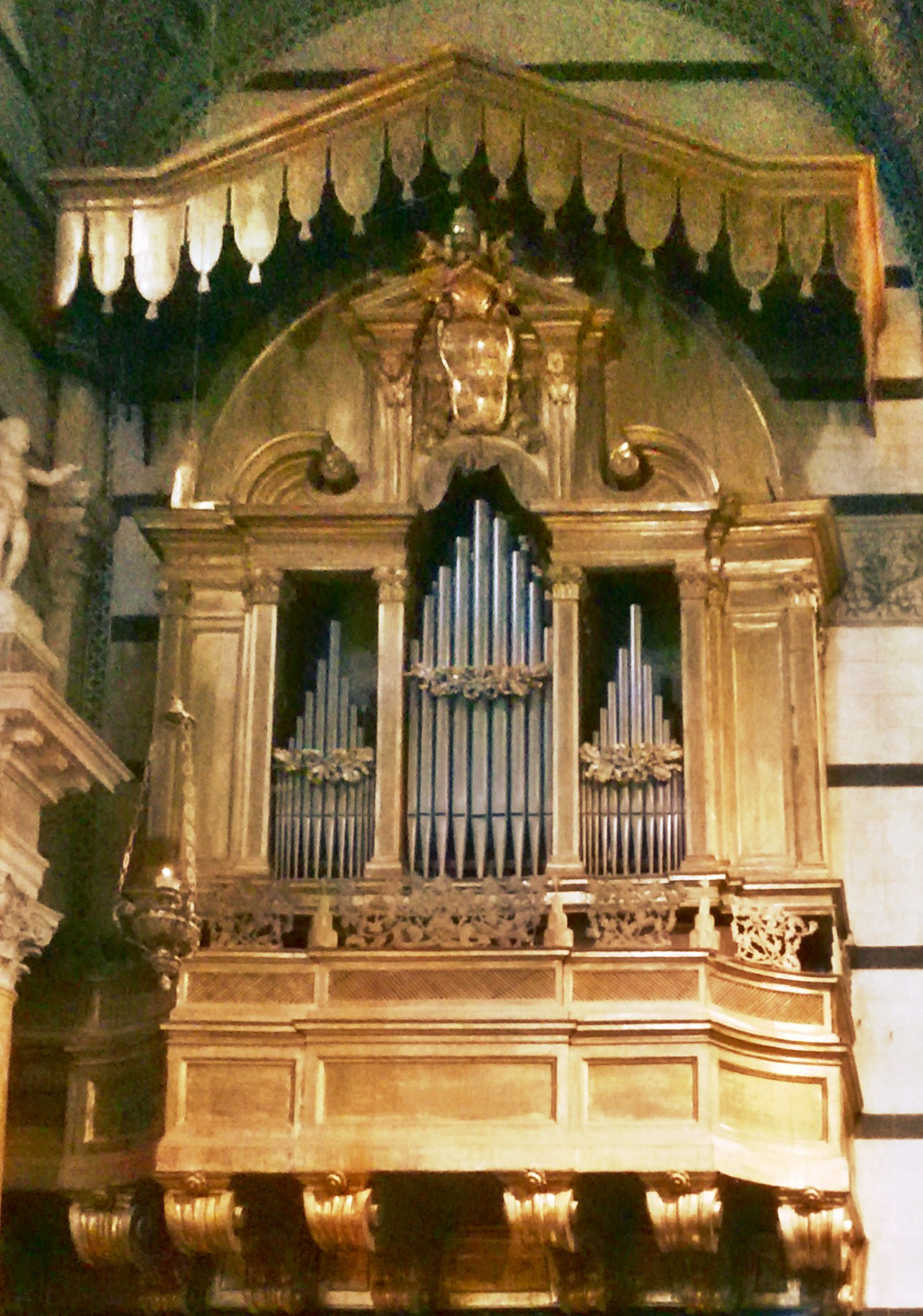
L'organo a canne
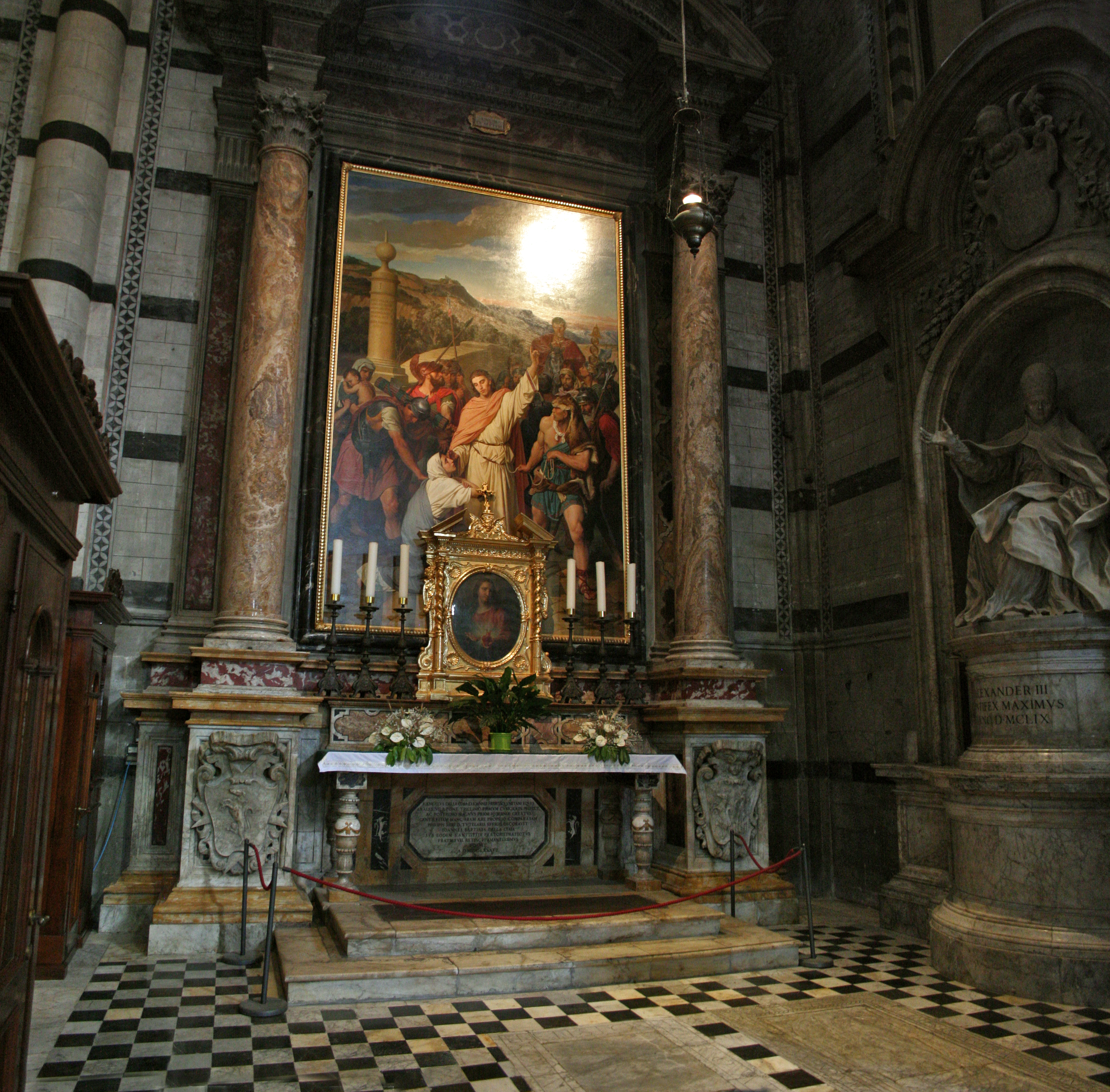
Altare di San Crescenzio
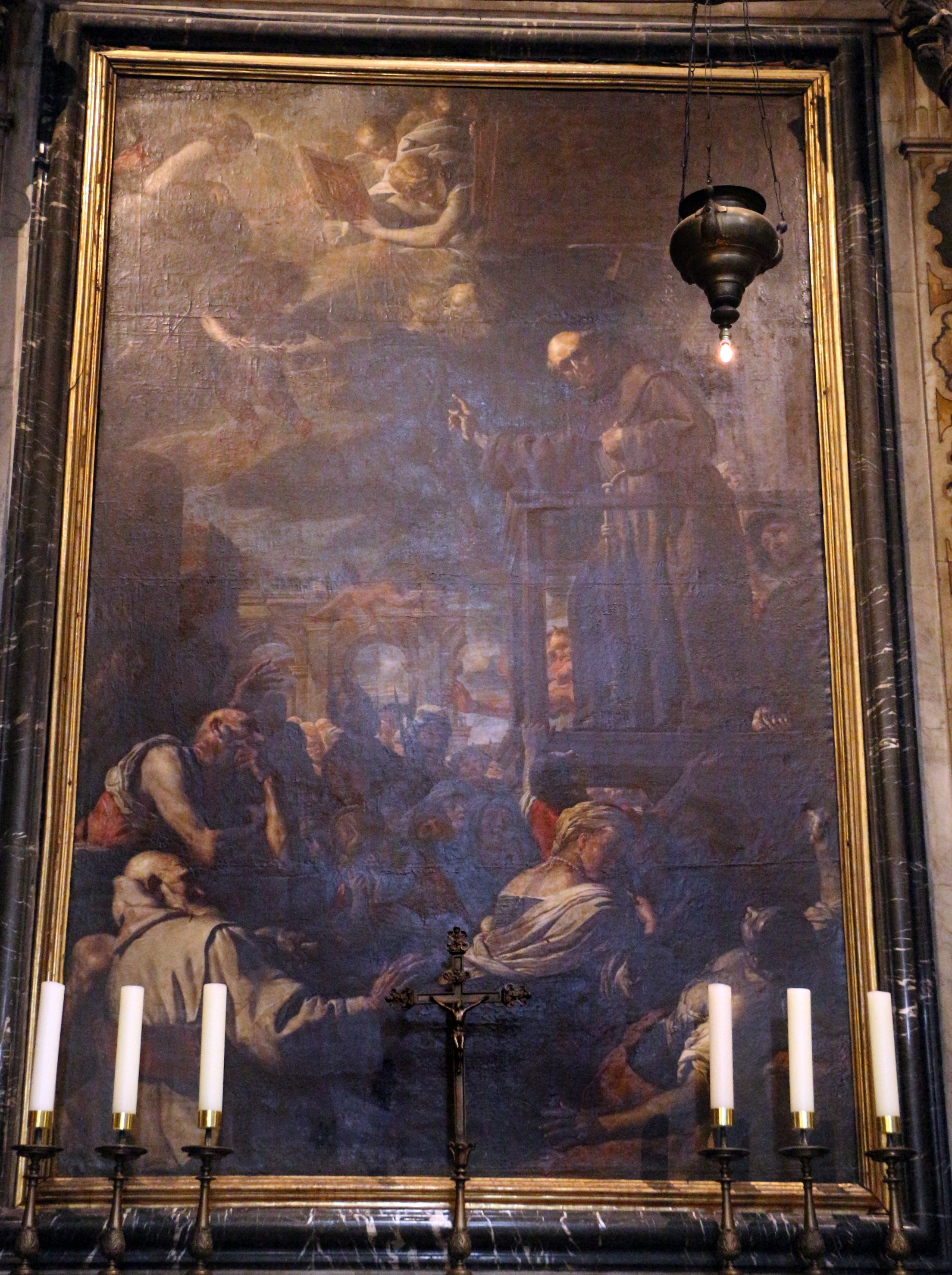
Predica di san Bernardino di Mattia Preti

##### Cappella della Madonna del Voto

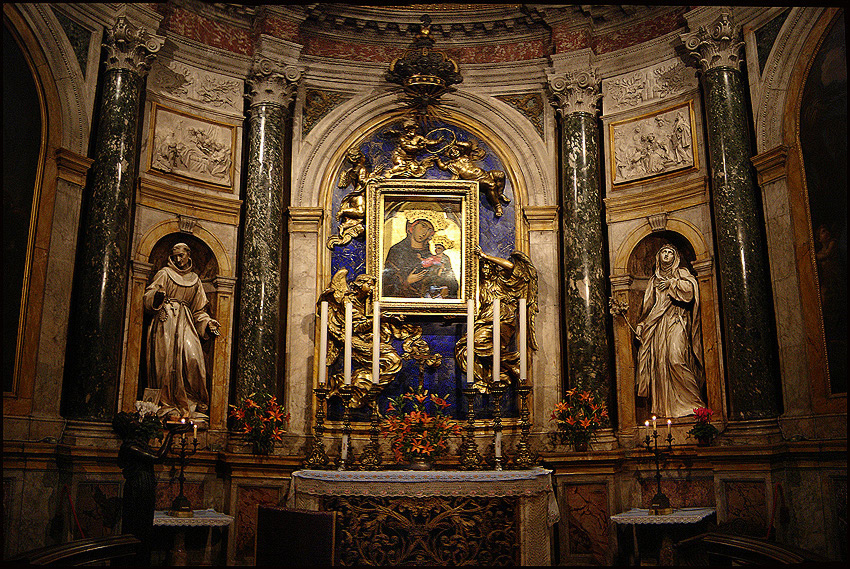
La cappella della Madonna del Voto

La Cappella della Madonna del Voto, o Pontificia Cappella Chigiana, si trova in posizione simmetrica a quella della cappella di San Giovanni Battista. Fu fatta costruire dal papa senese Alessandro VII tra il 1659 e il 1662 per accogliere la tavola della Madonna del Voto, attribuita a Dietisalvi di Speme (1267 circa), l'immagine sacra più cara ai Senesi e venerata col titolo di Advocata Senensium. La cappella fu costruita in stile barocco dal tedesco Giovan Paolo Schor, su disegno di Gian Lorenzo Bernini. Si tratta di una rotonda con tamburo e cupola decorata da dorature, marmi, bronzi e stucchi.
Opere di valore sono le statue di Santa Maria Maddalena e San Girolamo, realizzate entrambe dal Bernini e collocate nelle due nicchie ai lati dell'uscita. Le altre due statue ai lati dell'altare raffigurano San Bernardino e Santa Caterina da Siena e sono, rispettivamente, di Antonio Raggi e Ercole Ferrata.
I quattro riquadri scolpiti a bassorilievo sopra le statue sono di altrettanti artisti del Settecento e raffigurano Scene della vita di Maria: spicca, sopra la Maddalena, la Presentazione al Tempio di Pietro Bracci; i restanti sono la Natività di Maria di Carlo Marchionni, la Visitazione di Filippo Valle e il Transito della Vergine di Giovanni Battista Maini. Sopra la mensa d'altare si trova, sorretta da angeli di bronzo dorato di Ercole Ferrata su fondo di lapislazzuli, la tavola duecentesca della Madonna col Bambino per la quale la cappella fu fatta costruire. Si tratta di un frammento di una più grande opera eseguita da Dietisalvi di Speme, a ricordo del voto fatto dai senesi alla vigilia della famosa battaglia di Montaperti (4 settembre 1260). Sulla parete sinistra si trova la Visitazione di Carlo Maratta e su quella opposta il mosaico con la Fuga in Egitto, su cartone dello stesso autore.
La cappella è rimasta proprietà e patronato dei discendenti della nobile famiglia senese Chigi fino alla fine del Novecento, quando fu ceduta al Capitolo Metropolitano.

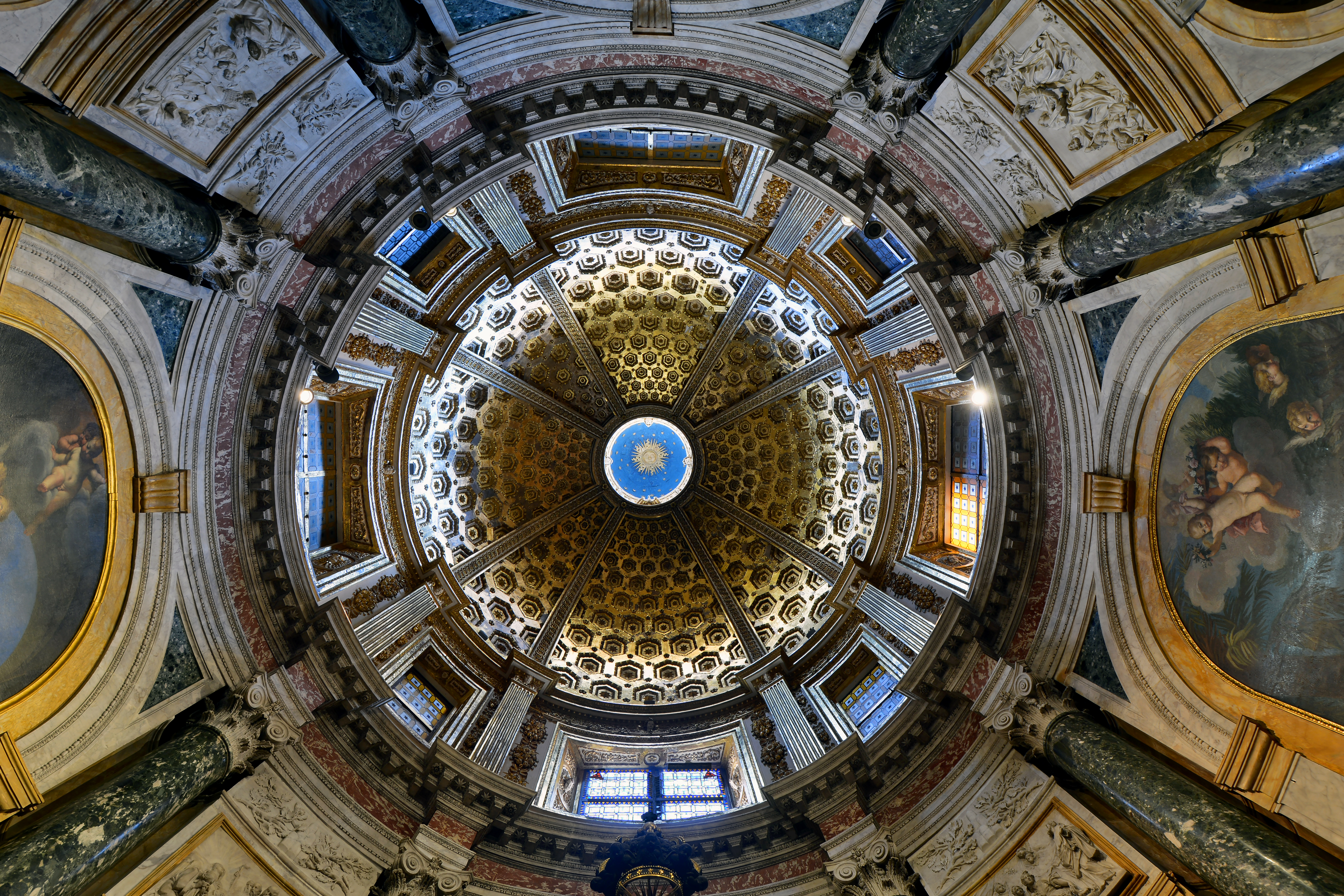
Interno della cupola
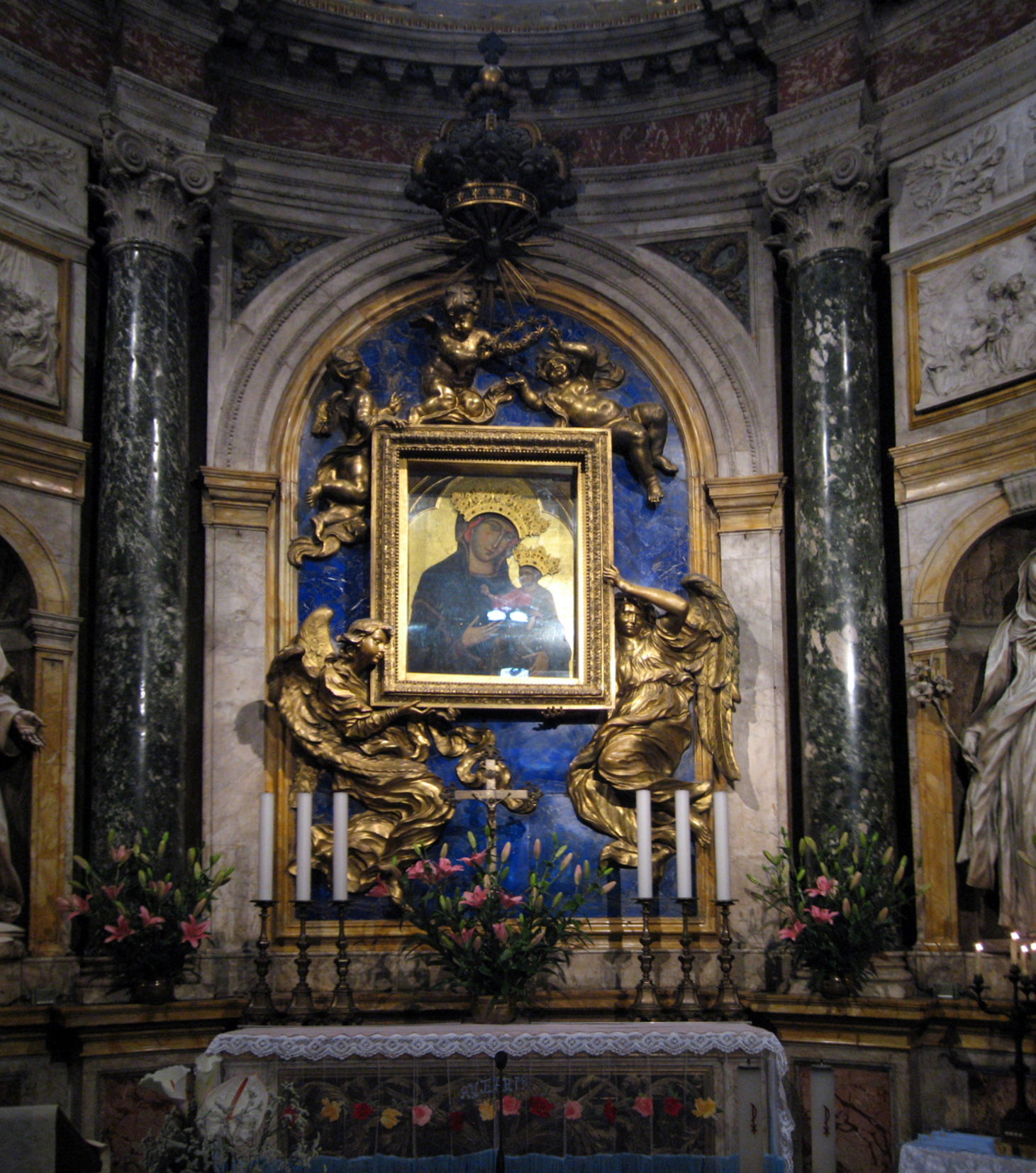
L'altare
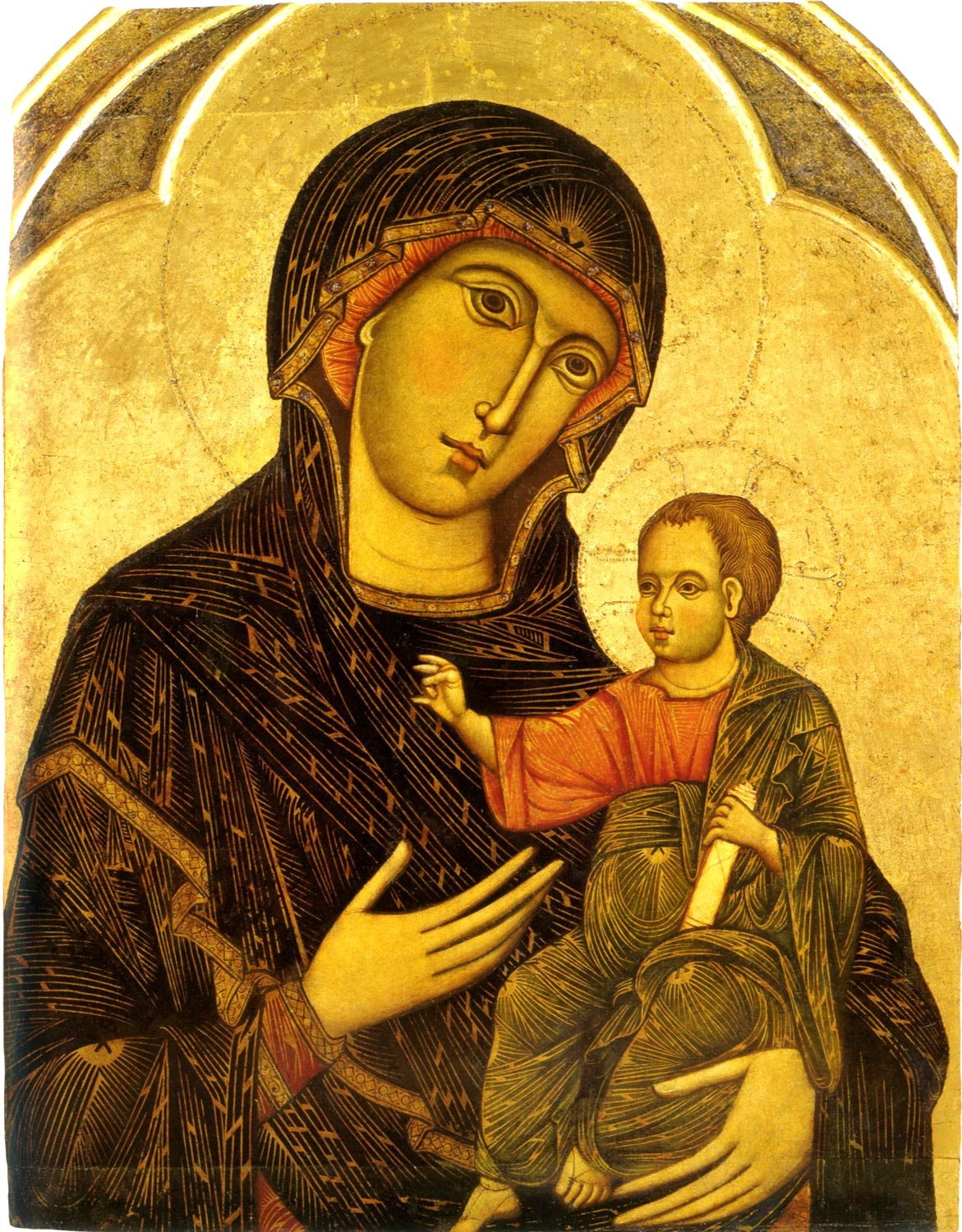
Madonna del Voto
San Girolamo di Gian Lorenzo Bernini
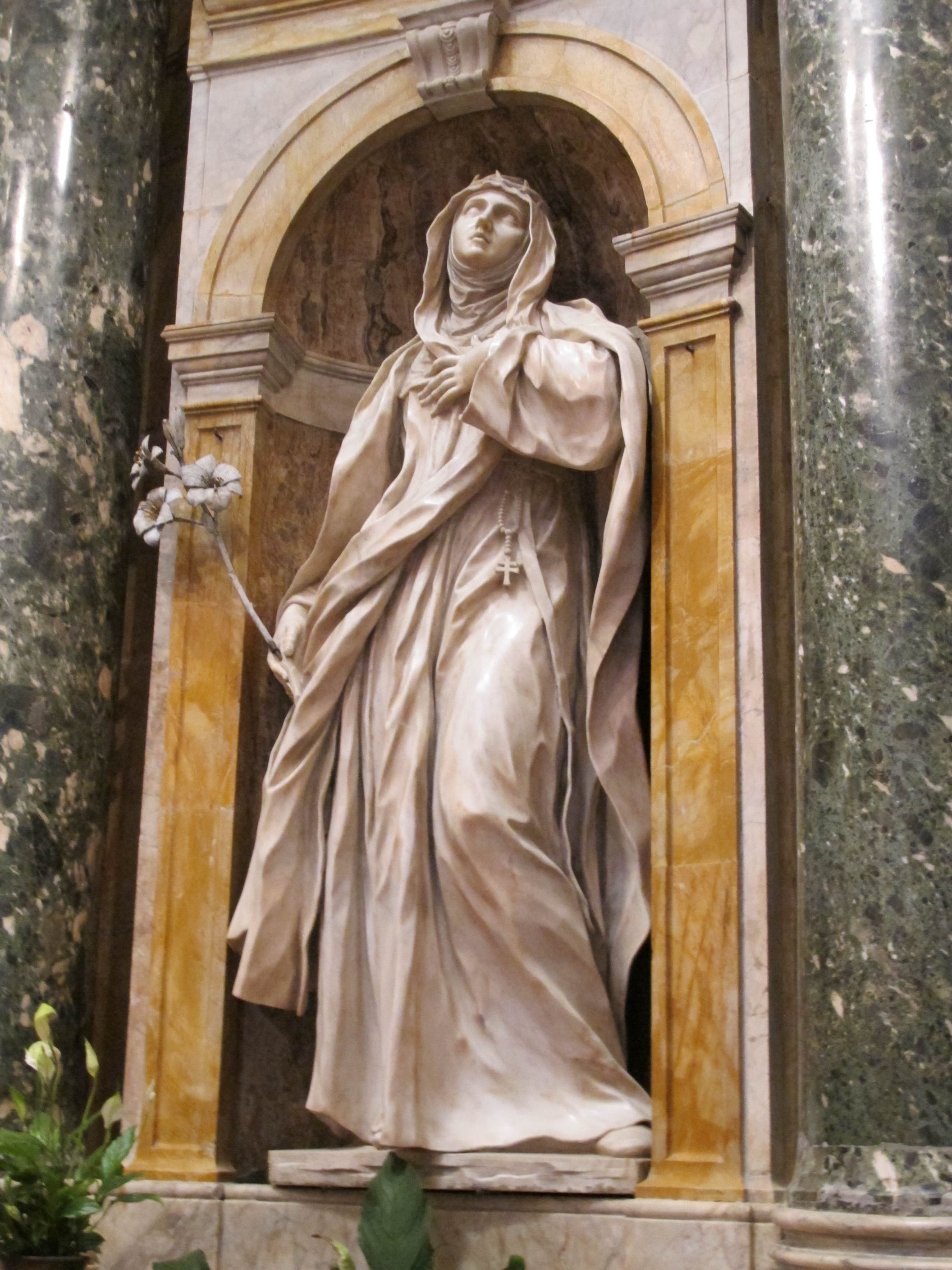
Santa Caterina da Siena di Ercole Ferrata
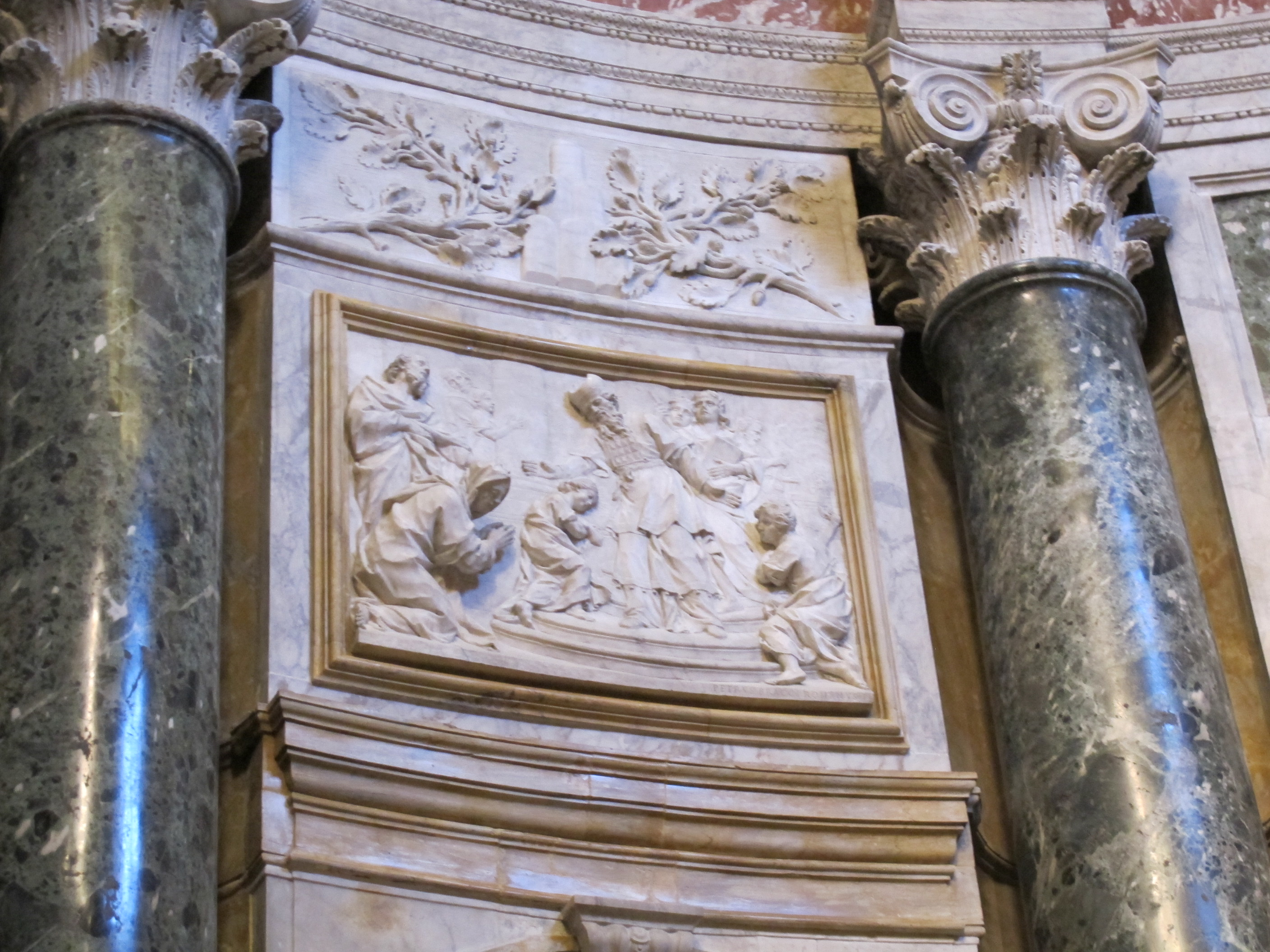
Presentazione di Maria di Pietro Bracci
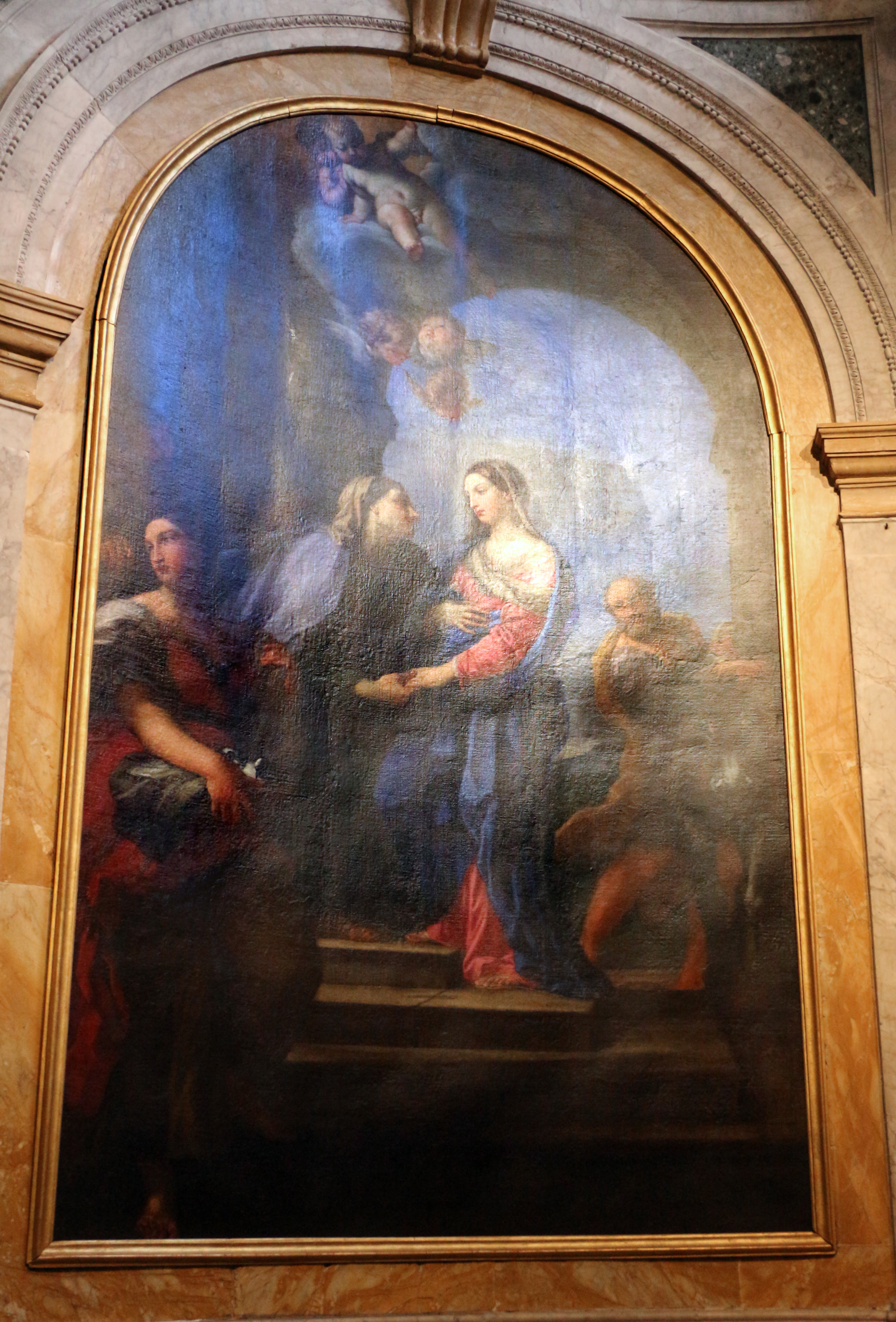
Visitazione di Carlo Maratta
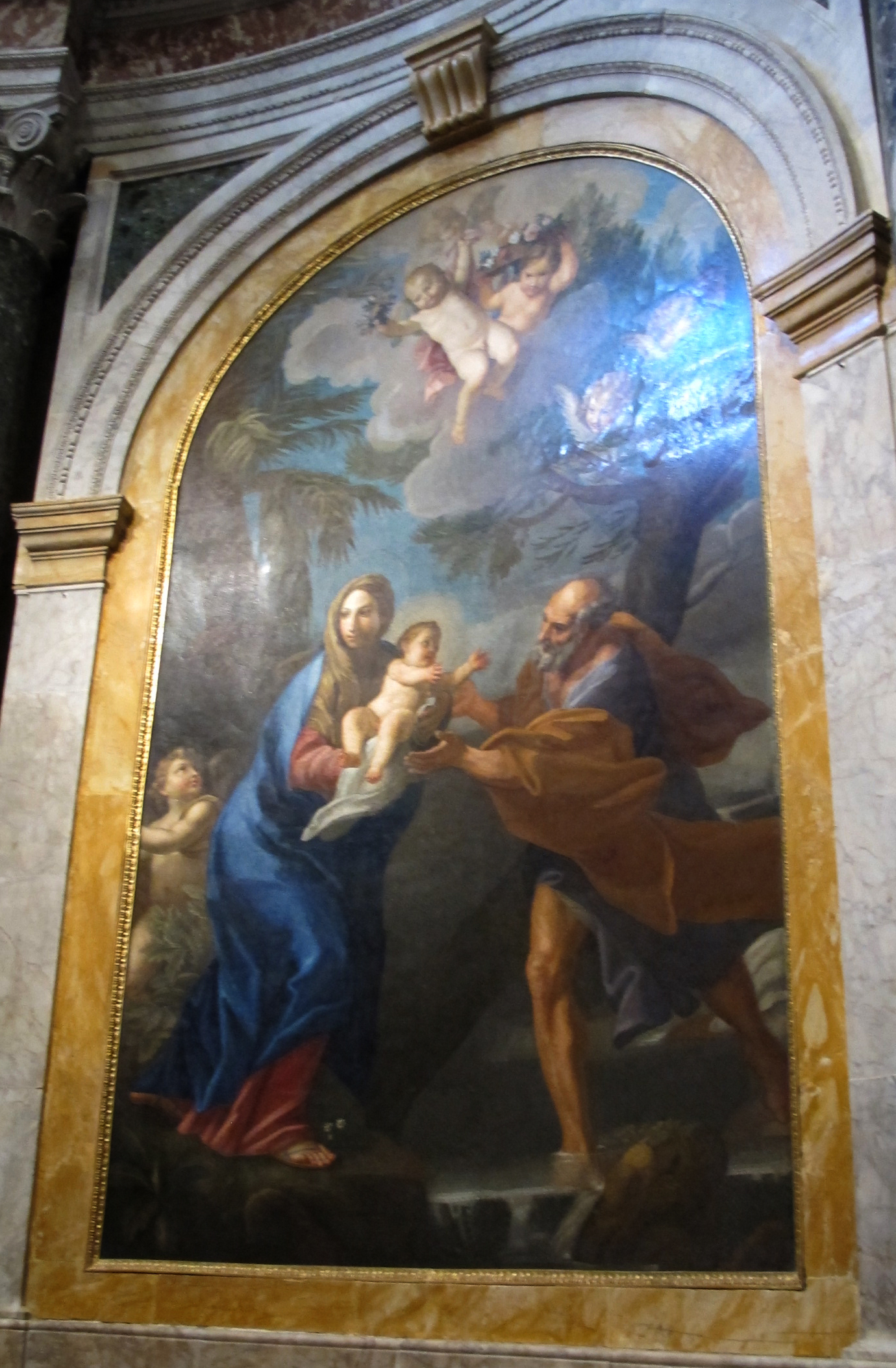
Fuga in Egitto su cartone di Carlo Maratta

##### Cappella del Santissimo Sacramento

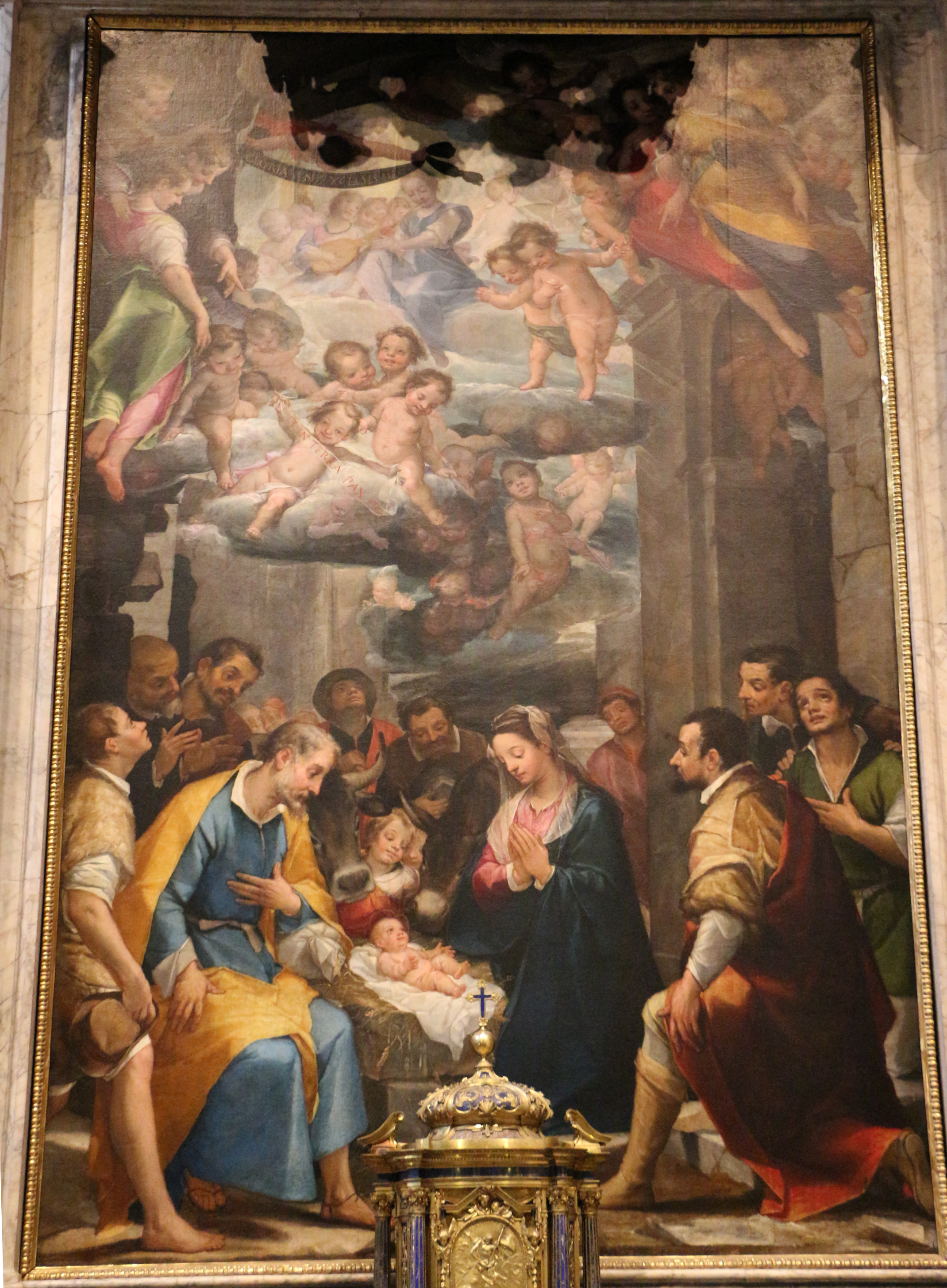
Adorazione dei pastori di Alessandro Casolani

Situata all'angolo tra il transetto destro e il presbiterio, in posizione corrispondente rispetto alla Cappella di Sant'Ansano, la Cappella del Santissimo Sacramento occupa una campata. La pala dell'altare è una tela raffigurante l'Adorazione dei pastori di Alessandro Casolani (1594-1596).
Murate sul fianco destro della cappella si trovano cinque pannelli scolpiti a bassorilievo provenienti dallo scomparso Pergamo delle Prediche (1423-1426) e raffiguranti i Quattro Evangelisti e, al centro, San Paolo; i primi due pannelli sono di Giovanni da Imola, mentre i restanti tre, di qualità inferiore, sono di Giovanni di Turino, subentrato al primo per la sua scomparsa.

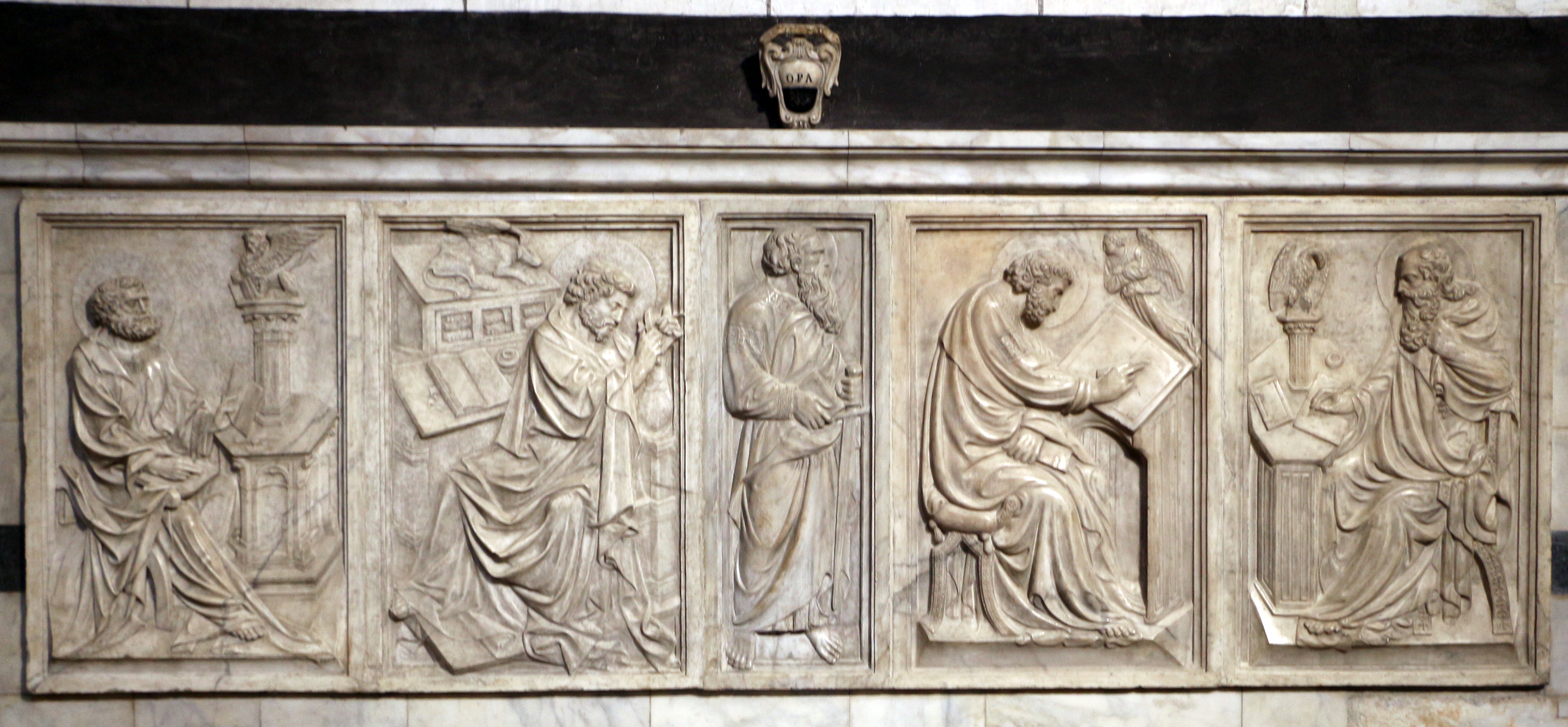
Pannelli dal Pergamo delle Prediche
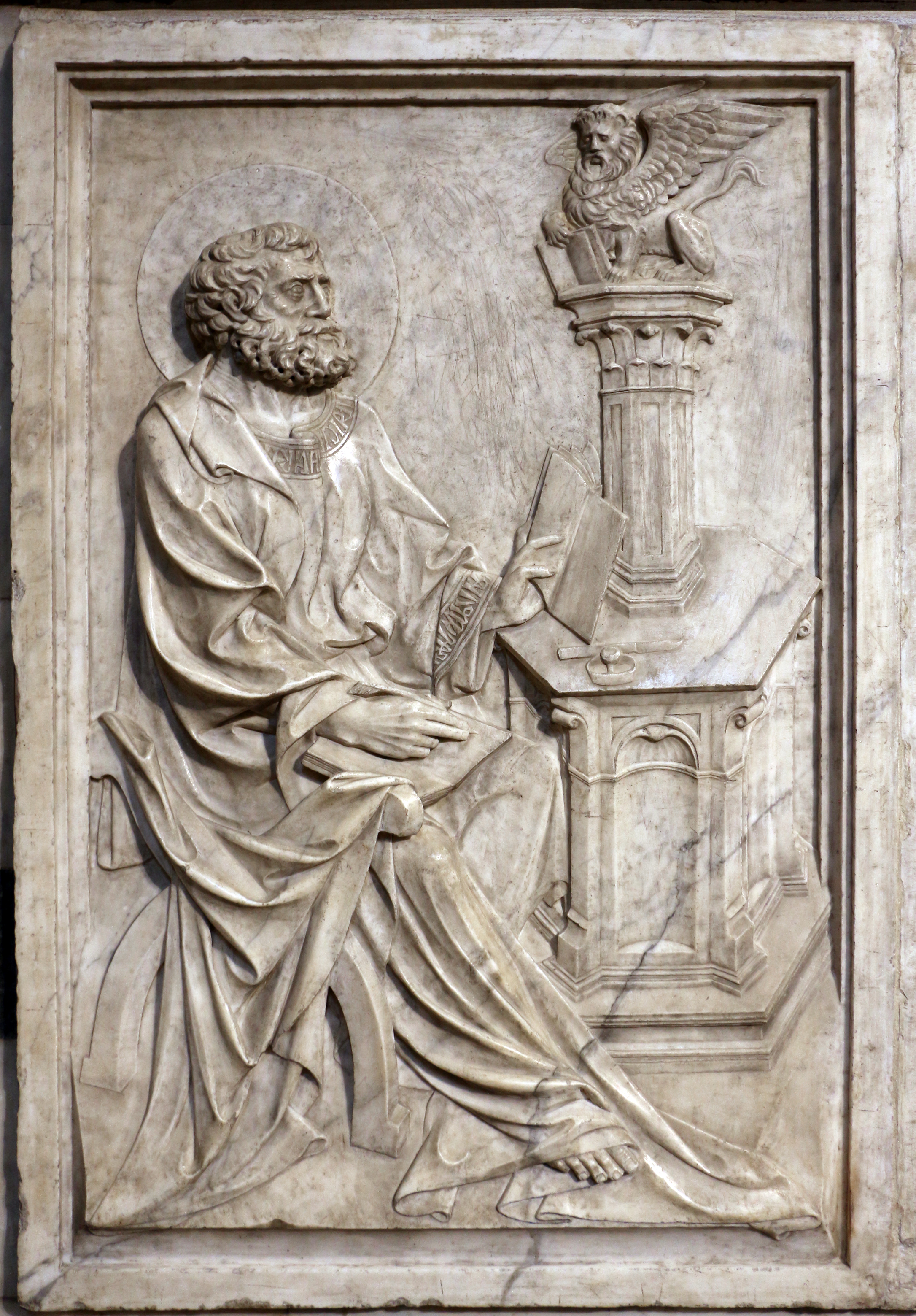
San Marco evangelista di Giovanni da Imola
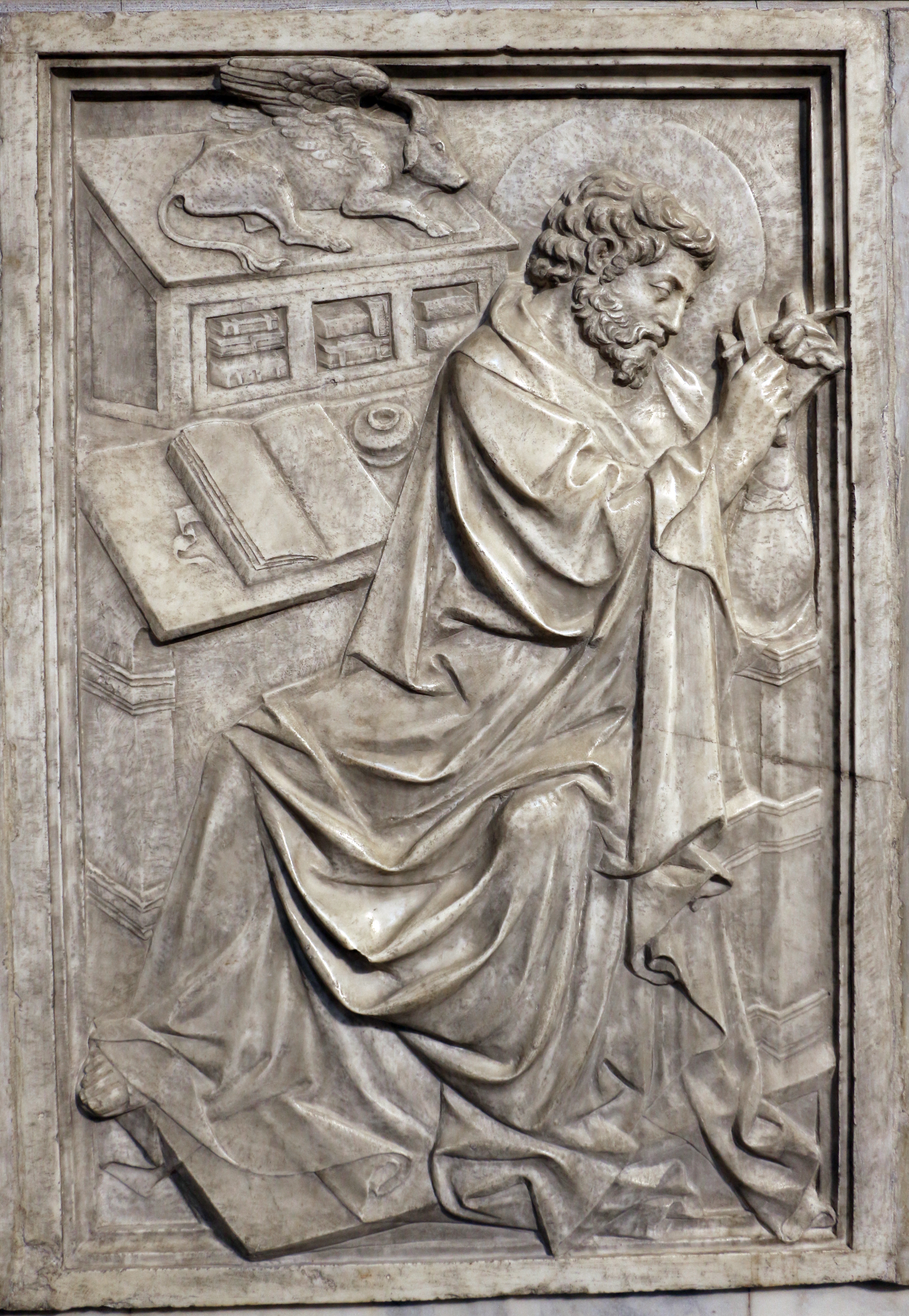
San Luca evangelista di Giovanni da Imola
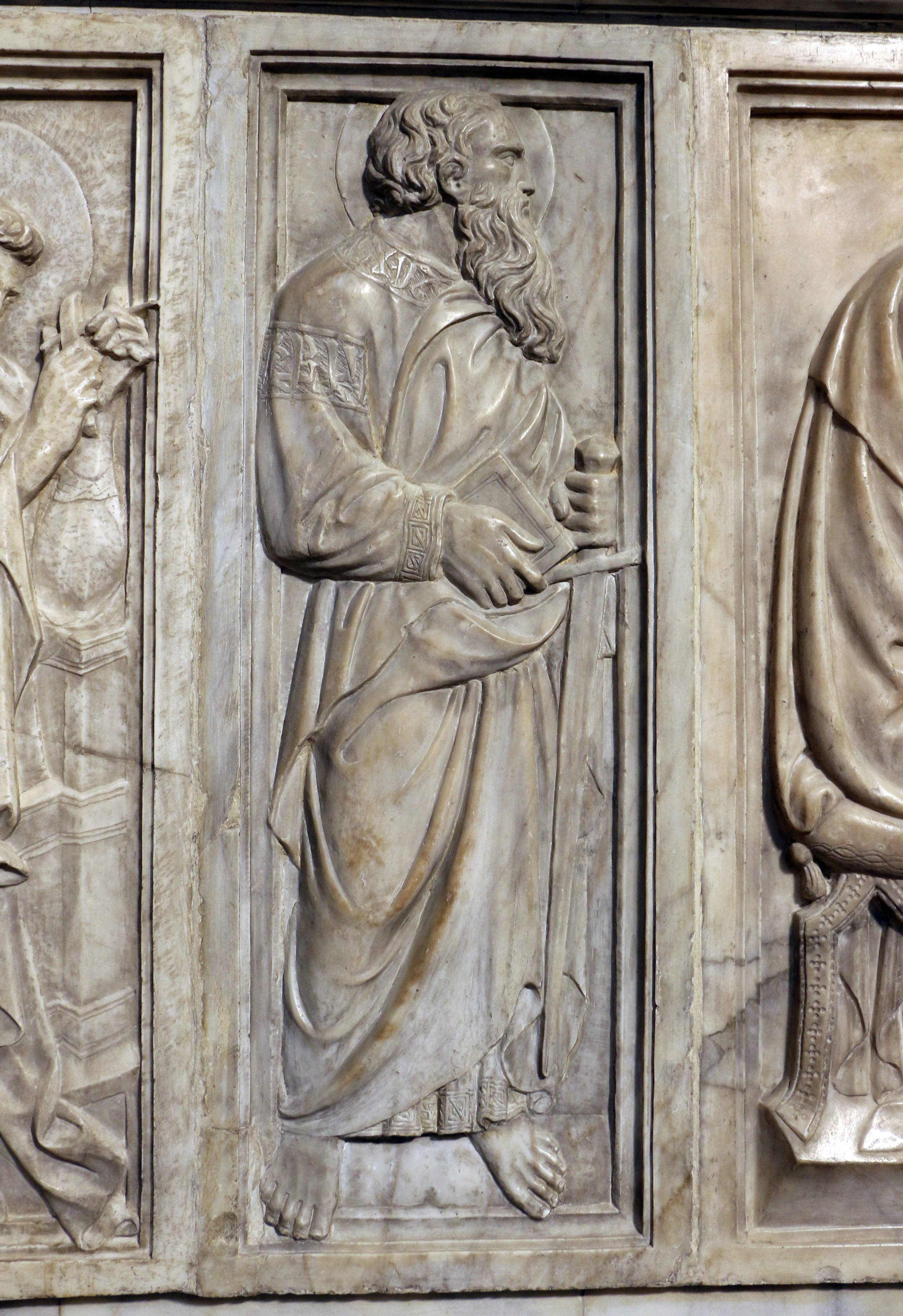
San Paolo di Giovanni di Turino
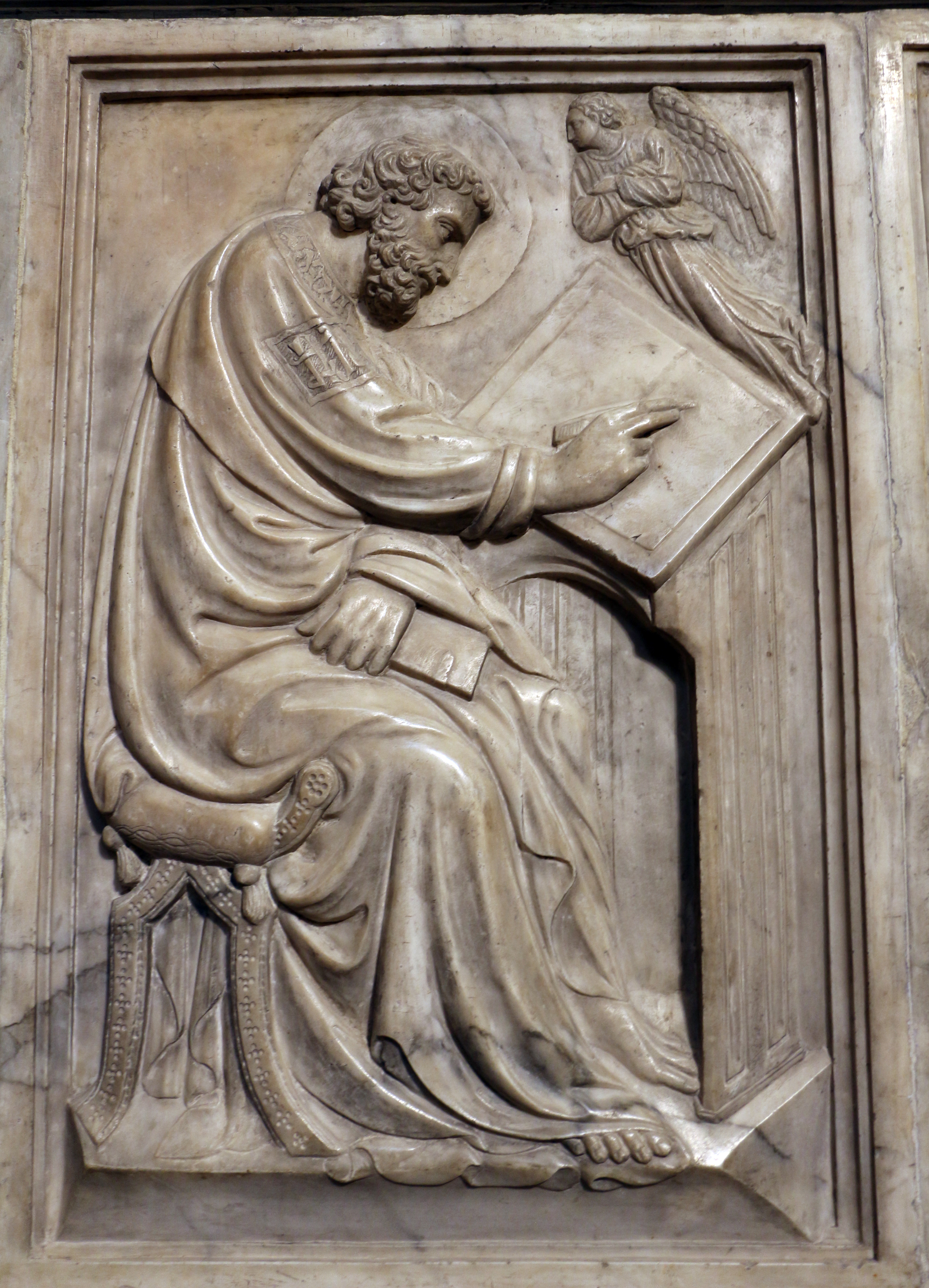
San Matteo evangelista di Giovanni di Turino
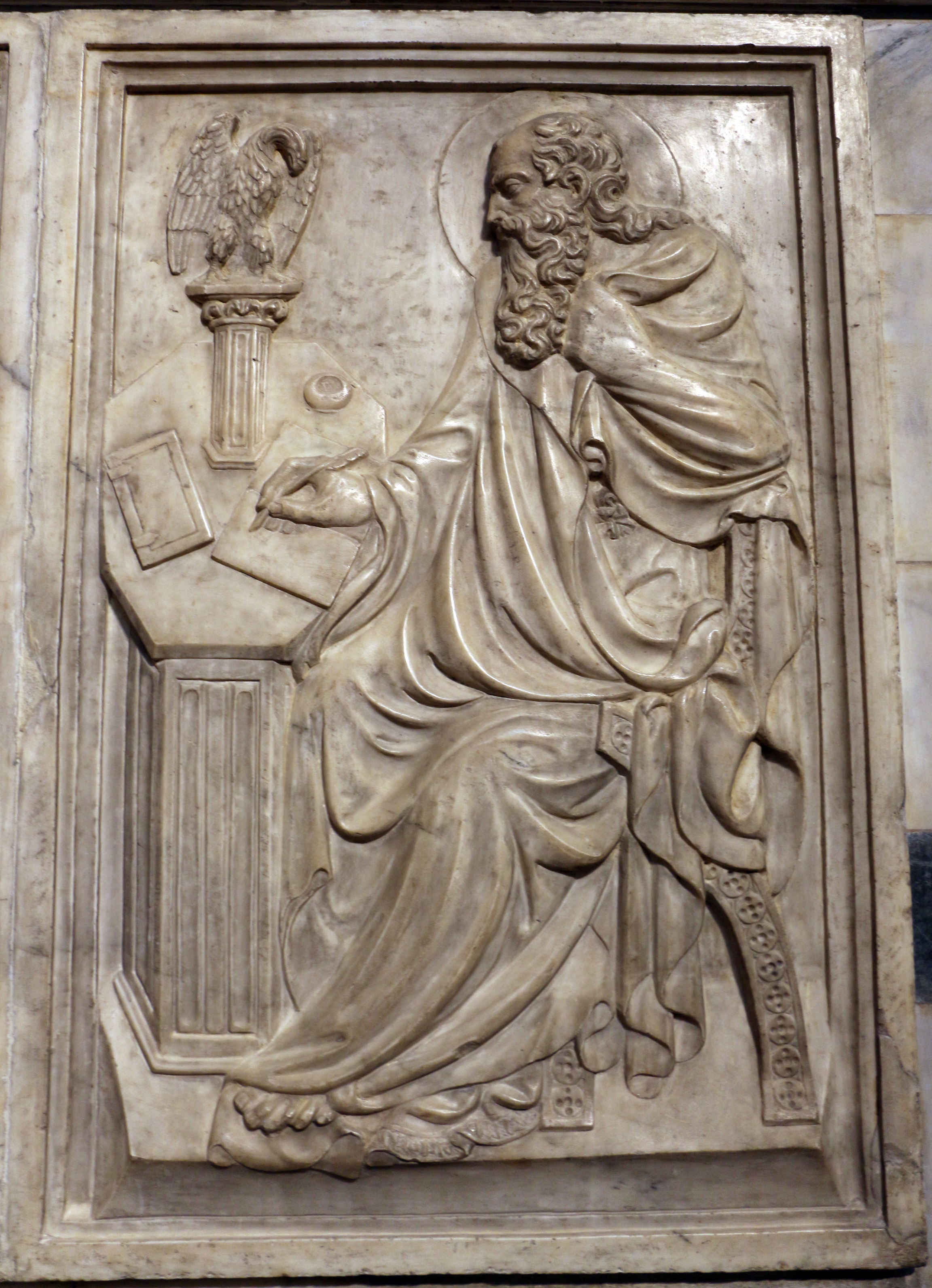
San Giovanni evangelista di Giovanni di Turino

#### Coro e abside

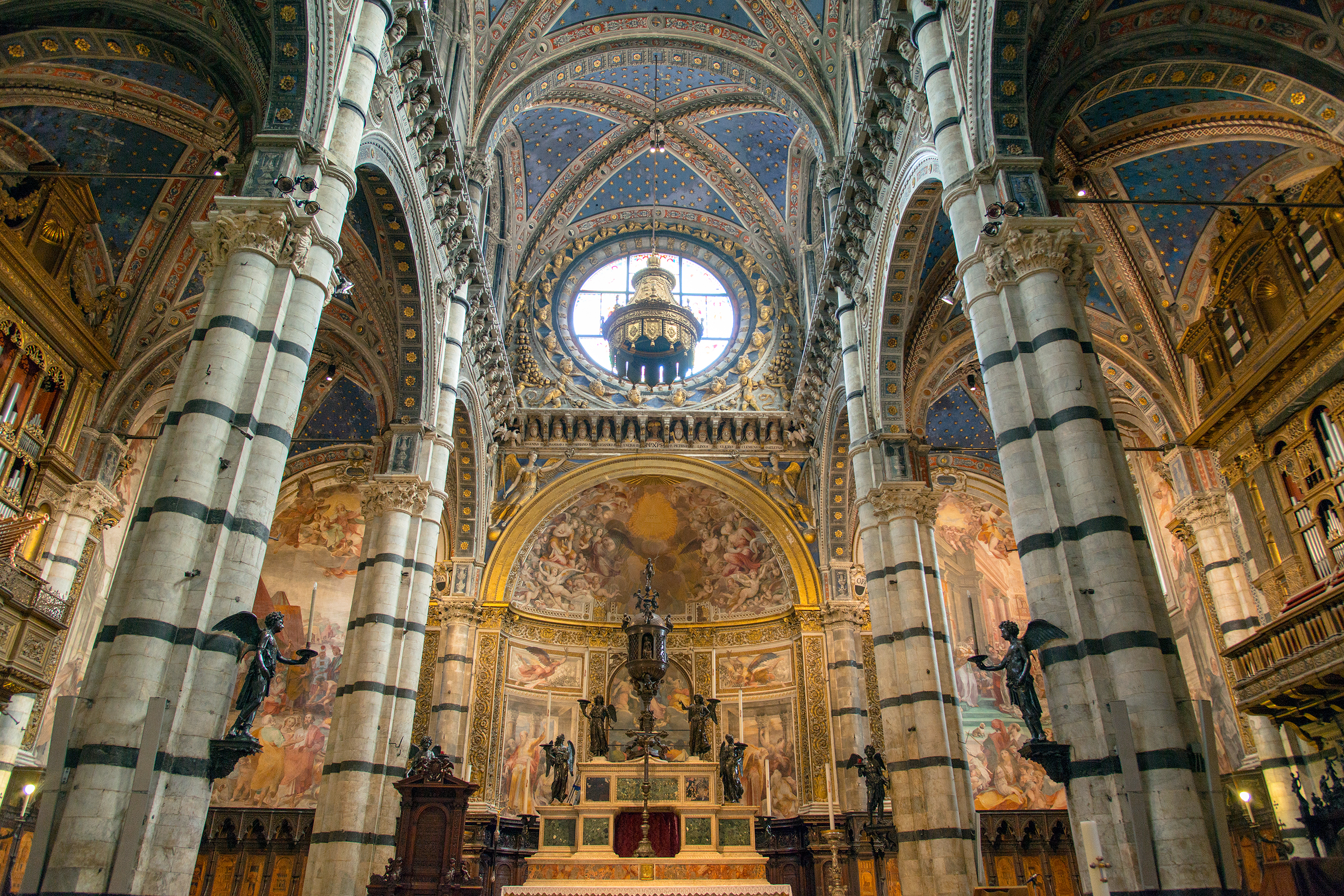
Il coro e l'abside

Fino al 1506 abside e coro erano privi di affreschi e di stalli lignei e l'altare maggiore era occupato dalla Maestà di Duccio di Buoninsegna, oggi in parte esposta nel vicino Museo dell'Opera del Duomo. Nel 1506 l'operaio a capo dell'Opera del Duomo, Pandolfo Petrucci, dette inizio a un complesso processo di rinnovamento della zona terminale della chiesa, processo poi continuato dal successore Francesco Tolomei in poi. Il coro ligneo fu spostato da sotto la cupola alla posizione odierna, mentre nel 1532 venne collocato nella posizione attuale il pulpito di Nicola Pisano. Negli anni trenta dello stesso secolo venne rifatto anche l'altare maggiore. Nel 1535-1544 venne affrescata l'abside, mentre nel secolo successivo, precisamente nel 1608-1611, venne affrescato l'intero coro.
Le otto statue bronzee (quattro per lato) che adornano i pilastri del coro sono l'ultima opera, nonché unica opera scultorea certa, del pittore Domenico Beccafumi. Furono scolpite tra il 1547 e il 1551, anno della sua morte, e raffigurano Angeli cerofori.
Sulle pareti della penultima campata delle due navate laterali, ai lati del presbiterio, si fronteggiano due cantorie: quella a sinistra disegnata dal Riccio (1550) e quella a destra di Antonio di Neri Barili. Esse sono in legno ed entrambe poggiano su mensole lignee. La cantoria di destra possiede una balaustra con il coronamento sorretto da gruppi di tre colonnine alternati a pilastrini. La cantoria di sinistra, invece, presenta un parapetto pieno decorato con bassorilievi entro riquadri. Esso è sormontato da un'elaborata grata scolpita. Al Riccio si devono anche il disegno della cattedra arcivescovile (1567, eseguito però all'inizio del XX secolo), del leggio dietro l'altare e della residenza.
Le due monofore ogivali del coro (situate, contrapposte, nell'ultima campata delle navate laterali) presentano interamente una profonda strombatura di forma rettangolare riccamente decorata con bassorilievi in stucco realizzati nel 1609-1610 da Salvatore e Francesco Berni.

##### Pulpito di Nicola Pisano

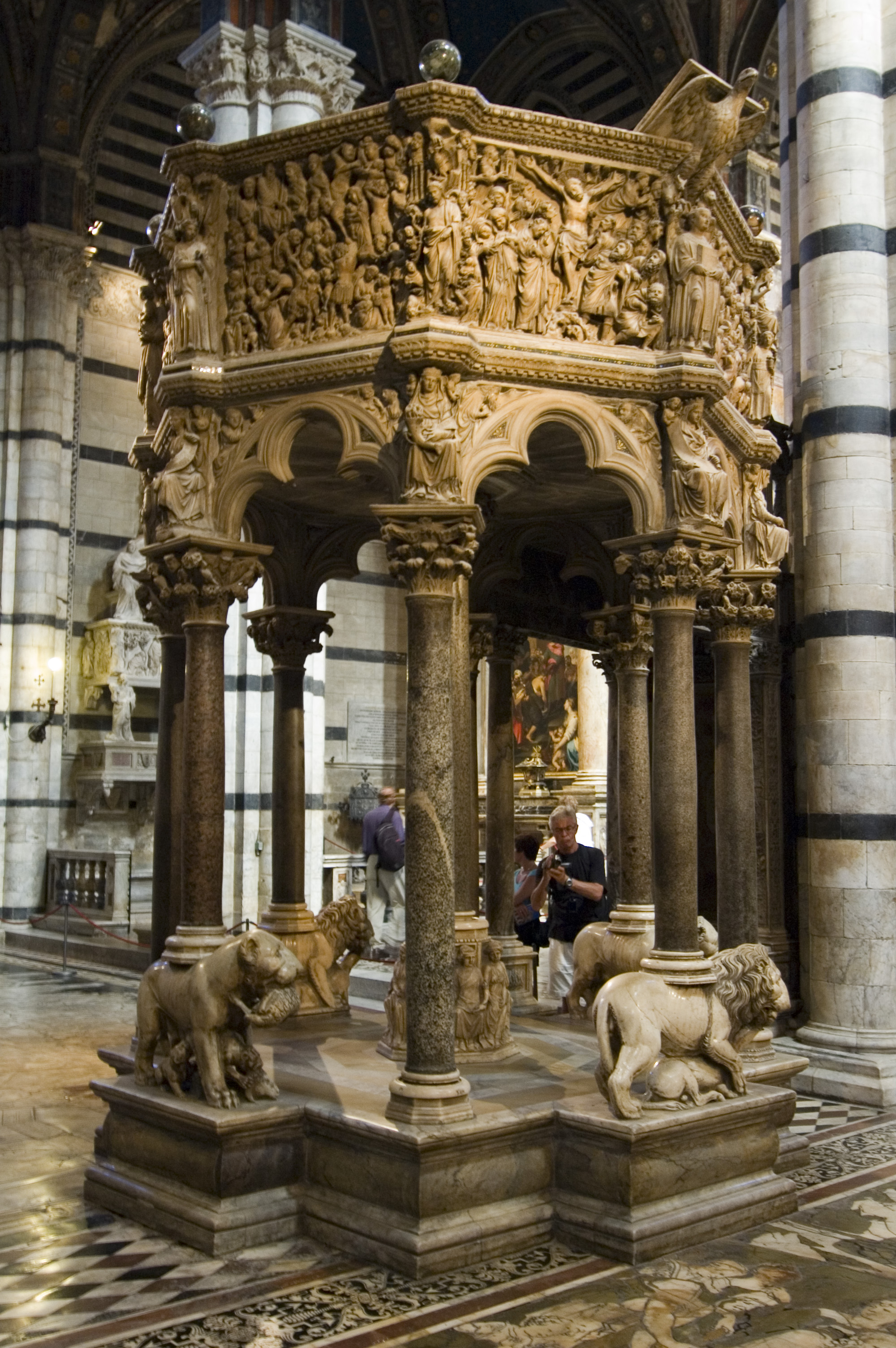
Pulpito di Nicola Pisano

Il pulpito (o ambone) del Duomo di Siena fu realizzato da Nicola Pisano in un periodo compreso tra il 1265 e il 1268. È uno dei gioielli del Duomo, nonché una delle opere scultoree più importanti dell'arte del Duecento italiano. Presenta una pianta ottagonale e una struttura architettonica mossa e articolata con rilievi vari e statuine a tutto tondo al posto delle colonne ai vertici.
Quattro delle otto colonne agli spigoli poggiano su leoni stilofori, mentre quella centrale su uno zoccolo ottagonale adornato di figure che rappresentano le arti liberali e la filosofia. Gli archi sono a tutto sesto trilobati e sopra i capitelli ci sono figure marmoree che rappresentano le virtù teologali cardinali e la logica. Sugli sguanci degli archi troviamo profeti ed evangelisti. Le scene rappresentate sui pannelli principali sono:
- Visitazione e Natività
- Adorazione dei Magi
- Presentazione al Tempio e Fuga in Egitto
- Strage degli Innocenti
- Crocifissione
- Giudizio Universale, gli Eletti
- Giudizio Universale, i Dannati

Sugli spigoli ci sono figure che sporgono maggiormente rispetto alle figure dei pannelli. Si noti ad esempio la figura del Cristo Giudice tra i due pannelli del Giudizio Universale, oppure il tetramorfo con i simboli dei quattro evangelisti.
Il pulpito fu qui collocato nel 1532 da Baldassarre Peruzzi nel contesto del riordino dell'assetto presbiteriale da lui condotto. La scala e il ponte di accesso furono scolpiti da Bernardino di Giacomo tra 1536 e 1539, probabilmente sulla base di un disegno del Peruzzi del 1535, un anno prima della sua morte.

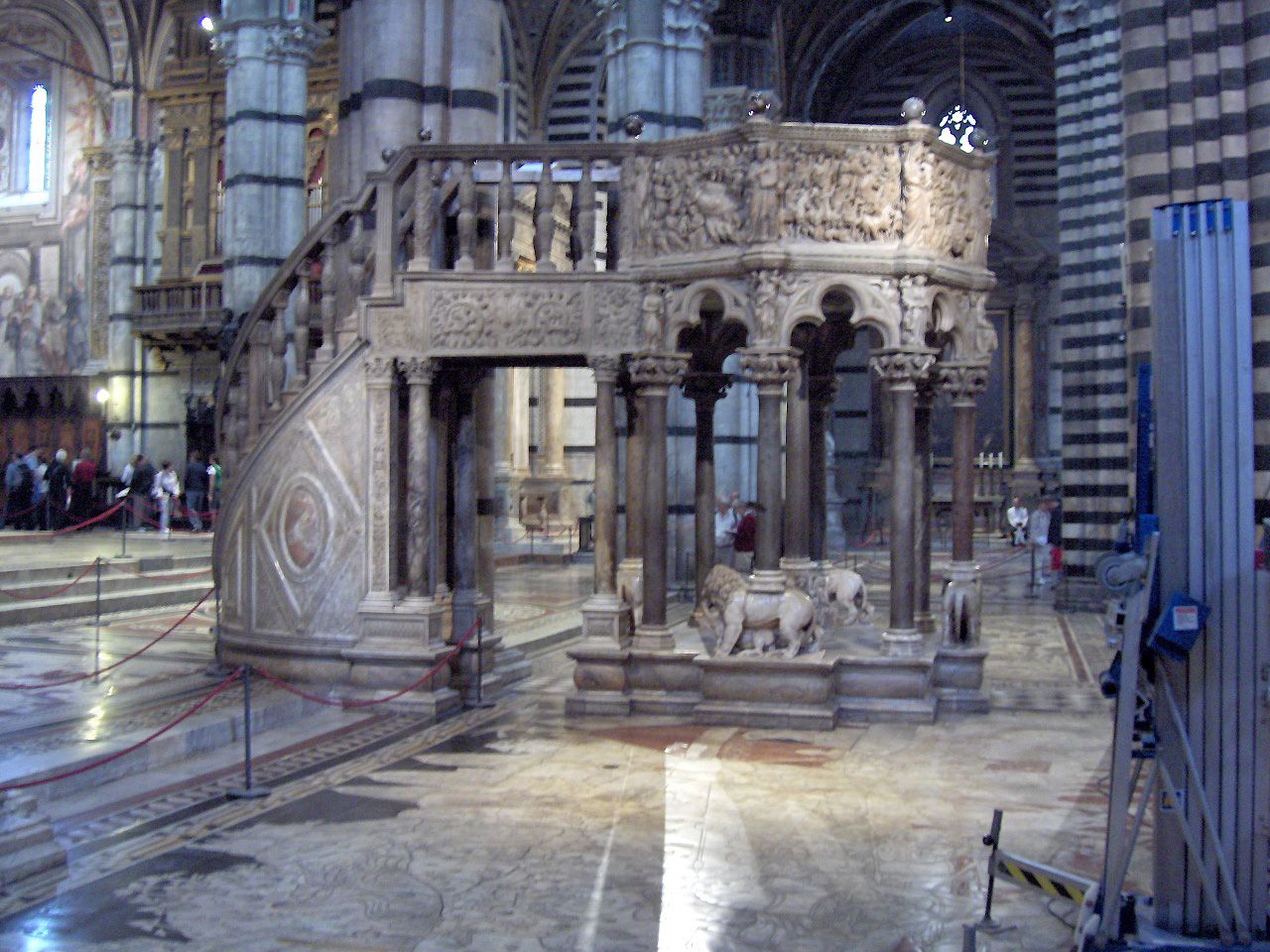
Il retro con la scala
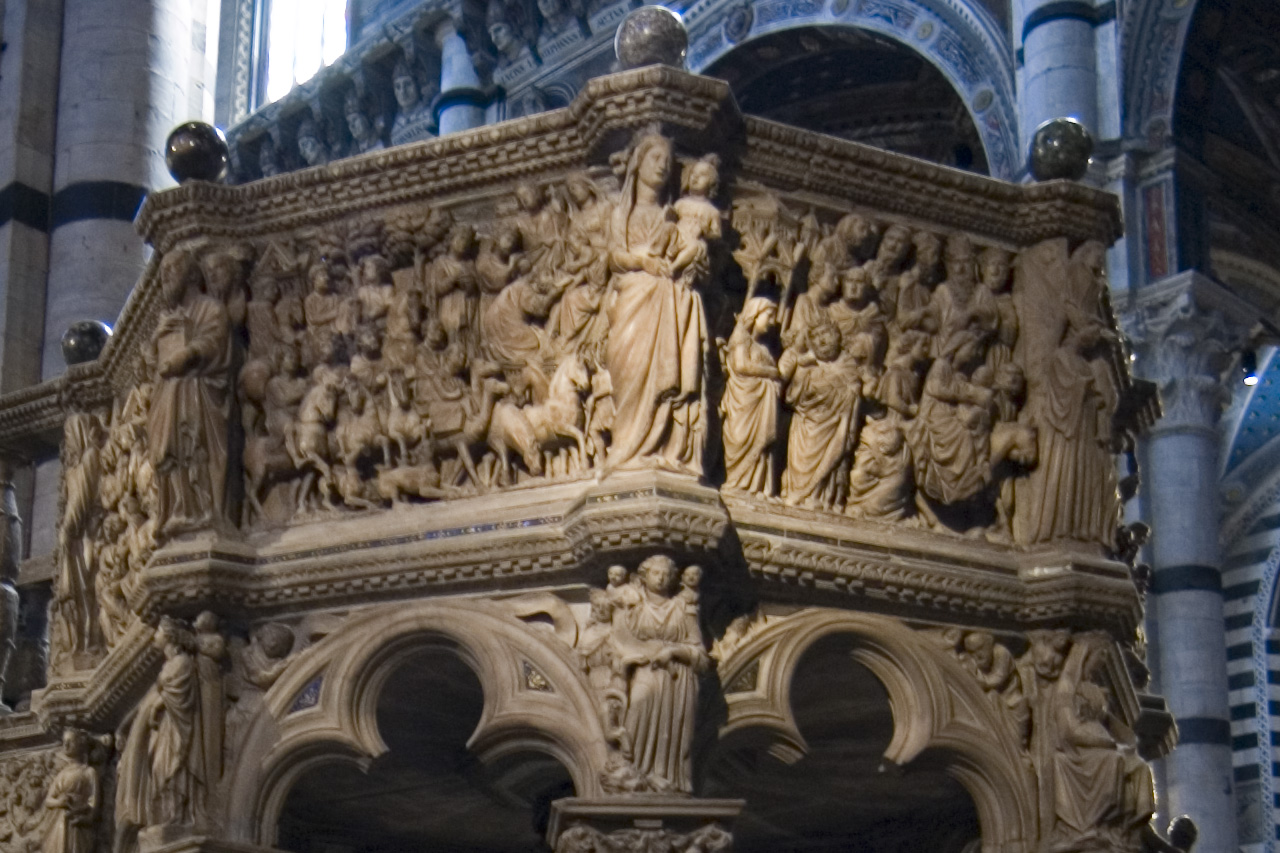
Visitazione e Natività (a sinistra) e Adorazione dei Magi (a destra)
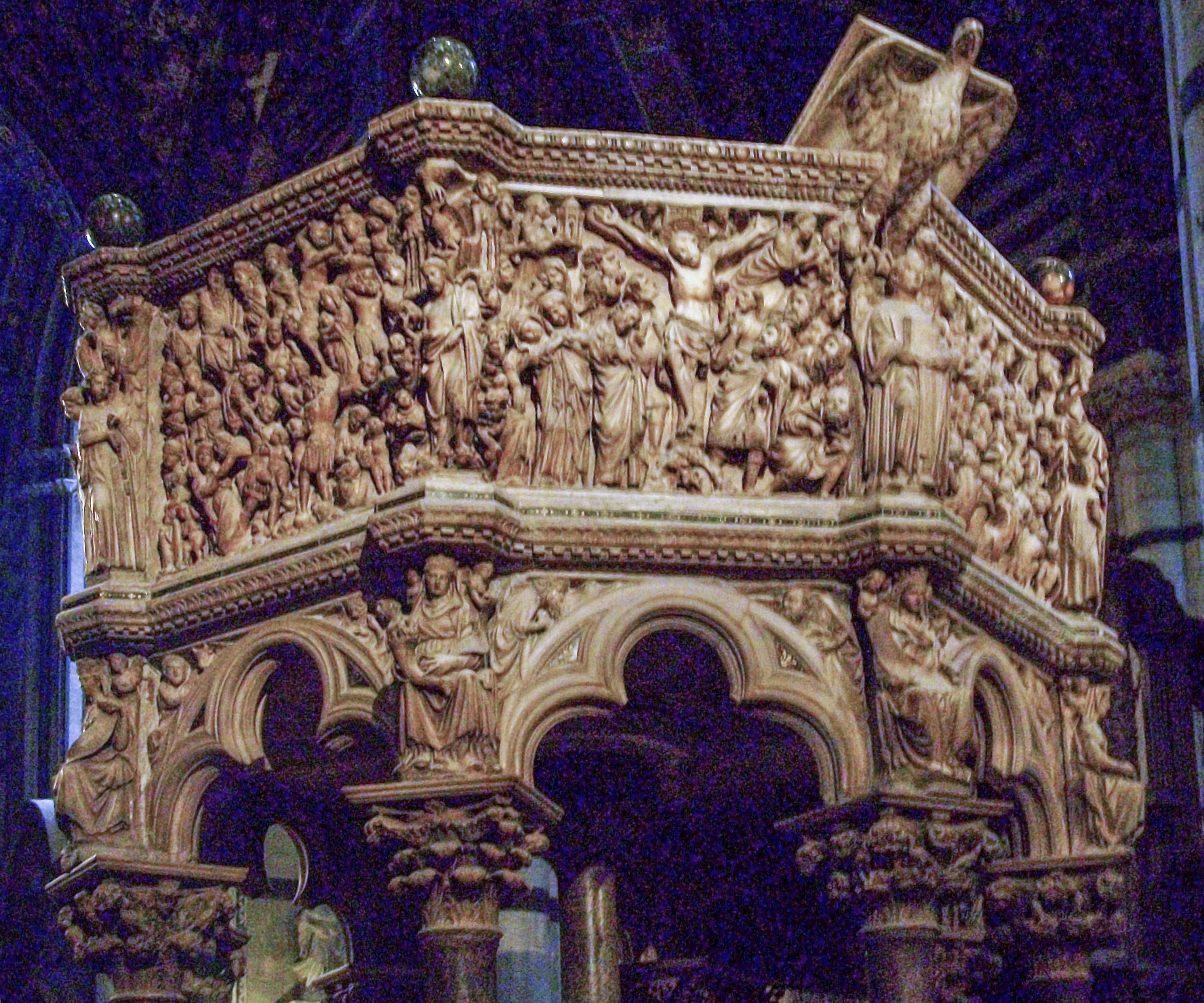
Presentazione al Tempio e Fuga in Egitto (a sinistra) e Crocifissione (a destra)
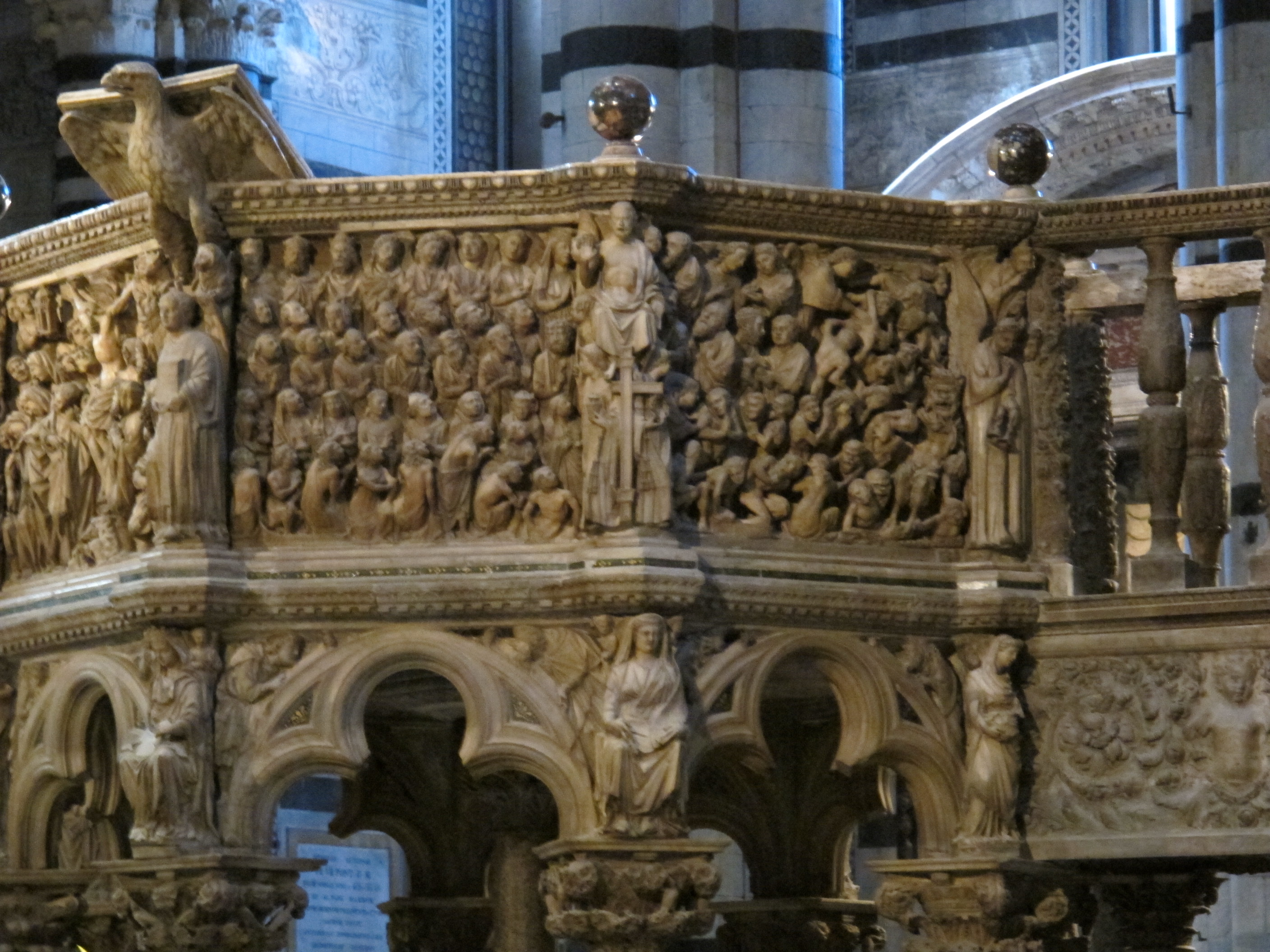
Giudizio universale: eletti (a sinistra) e dannati (a destra)
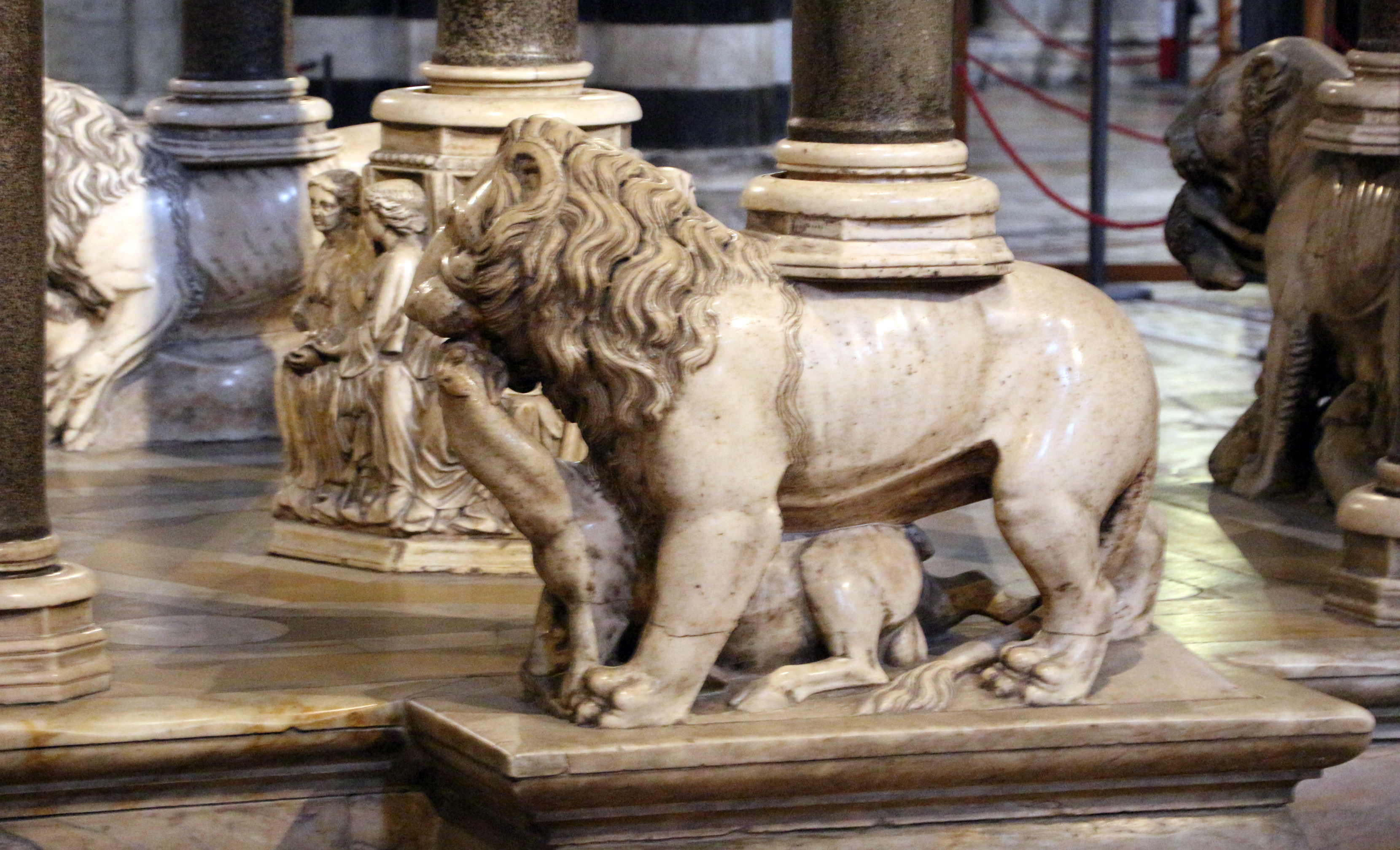
Leone stiloforo

##### Affreschi del coro

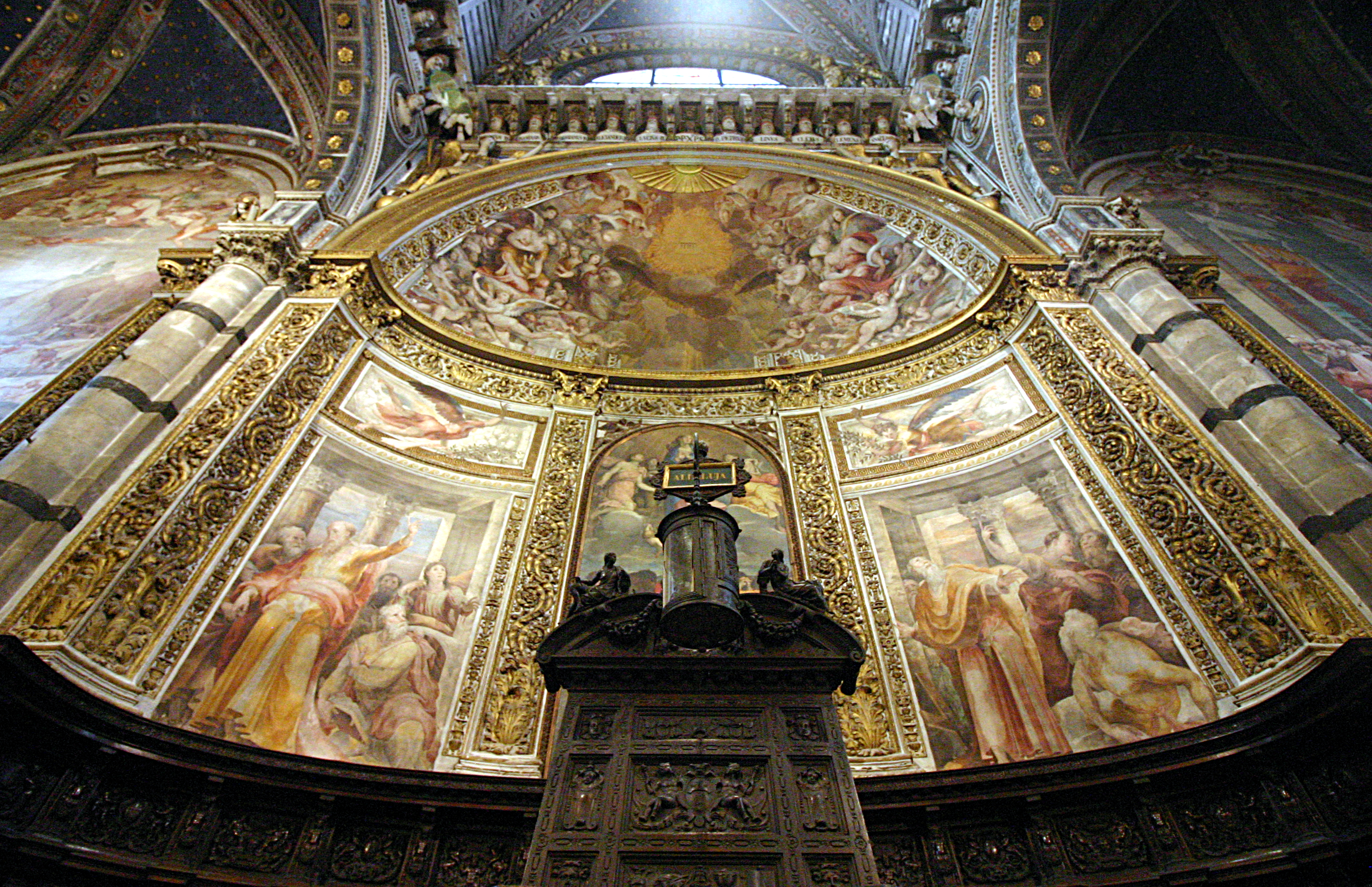
Affreschi dell'abside

Il catino absidale e la parte sottostante sono affrescate da Domenico Beccafumi (1535-1544), opere restaurate e spesso ridipinte nel corso dei lavori del 1812. Prima del terremoto del 1798 raffiguravano l'Ascensione di Cristo in mezzo ad una Gloria di Angeli (catino absidale), una Madonna tra i Santi Pietro e Paolo (al centro) e Cinque Apostoli ed un Angelo negli scomparti laterali. Con il terremoto l'Ascensione diventò l'Adorazione del S Sacramento per opera di Francesco Mazzuoli, mentre l'affresco centrale venne rimpiazzato con la pala d'altare raffigurante l'Assunzione della Vergine che Bartolomeo Cesi aveva dipinto a partire dal 1593 per la vicina Certosa di Maggiano. Oltre a interrompere l'unità stilistica della zona absidale, la pala del Cesi raddoppia le figure degli apostoli del Beccafumi ai lati, nonché il tema dell'Assunzione di Duccio di Buoninsegna posta nella vetrata circolare in alto. Gli affreschi del Beccafumi non furono apprezzati dai contemporanei per la loro bassa qualità figurativa e per i colori smorti; la critica moderna ne apprezza però la forza espressiva, la compattezza dell'impostazione e la differenziazione delle figure.
I due grandi affreschi sulla parete di fondo ai lati dell'abside e i due affreschi laterali vicini alla stessa parete sono di Ventura Salimbeni (1608-1611). A partire da sinistra raffigurano:
- Ambrogio Sansedoni e altri beati senesi presentano Siena a papa Gregorio
- Caduta della manna
- Nozze di Ester e Assuero
- Santa Caterina da Siena tra santi e beati senesi

È evidente che con tali affreschi si era voluto celebrare i beati di Siena (affreschi laterali) e due scene dell'antico testamento che avevano a che fare con il miracolo eucaristico (celebrato anche sull'altare maggiore) e con la disponibilità della Madonna al volere di Dio (celebrata in tutta la chiesa). Va altresì detto che anche tra i critici moderni sono pochi quelli che apprezzano tali affreschi, in cui soprattutto si riconosce una certa pochezza figurativa, una scarsa articolazione delle adunanze dei personaggi e un'eccessiva separazione dei registri narrativi.

##### Coro ligneo

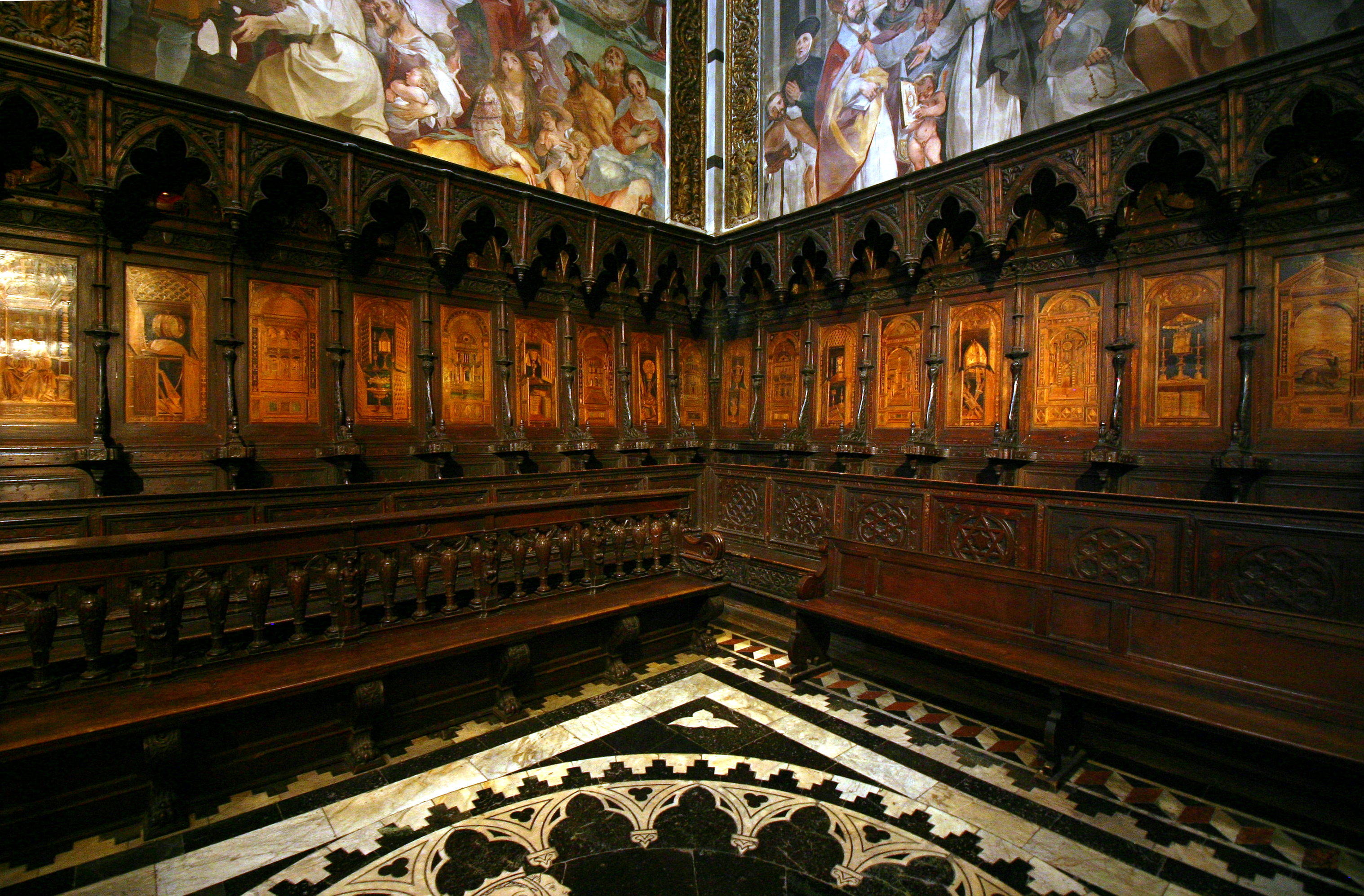
Particolare del coro ligneo

Bellissimo è invece il coro ligneo, consistente in trentasei stalli decorati da vari maestri nel 1363-1397 e qui spostati dopo la sopraccitata decisione del 1506 che sacrificò oltretutto molti degli oltre 90 stalli originari. Tra i vari artisti che vi lavorarono spiccano Francesco e Giacomo del Tonghio. Le spalliere vennero intagliate nel 1503 circa da fra Giovanni da Verona, mentre gli stalli centrali sono stati realizzati su disegno del Riccio da Teseo di Bartolino, Benedetto di Giovanni e aiuti nel 1567-1570.

##### Altare maggiore

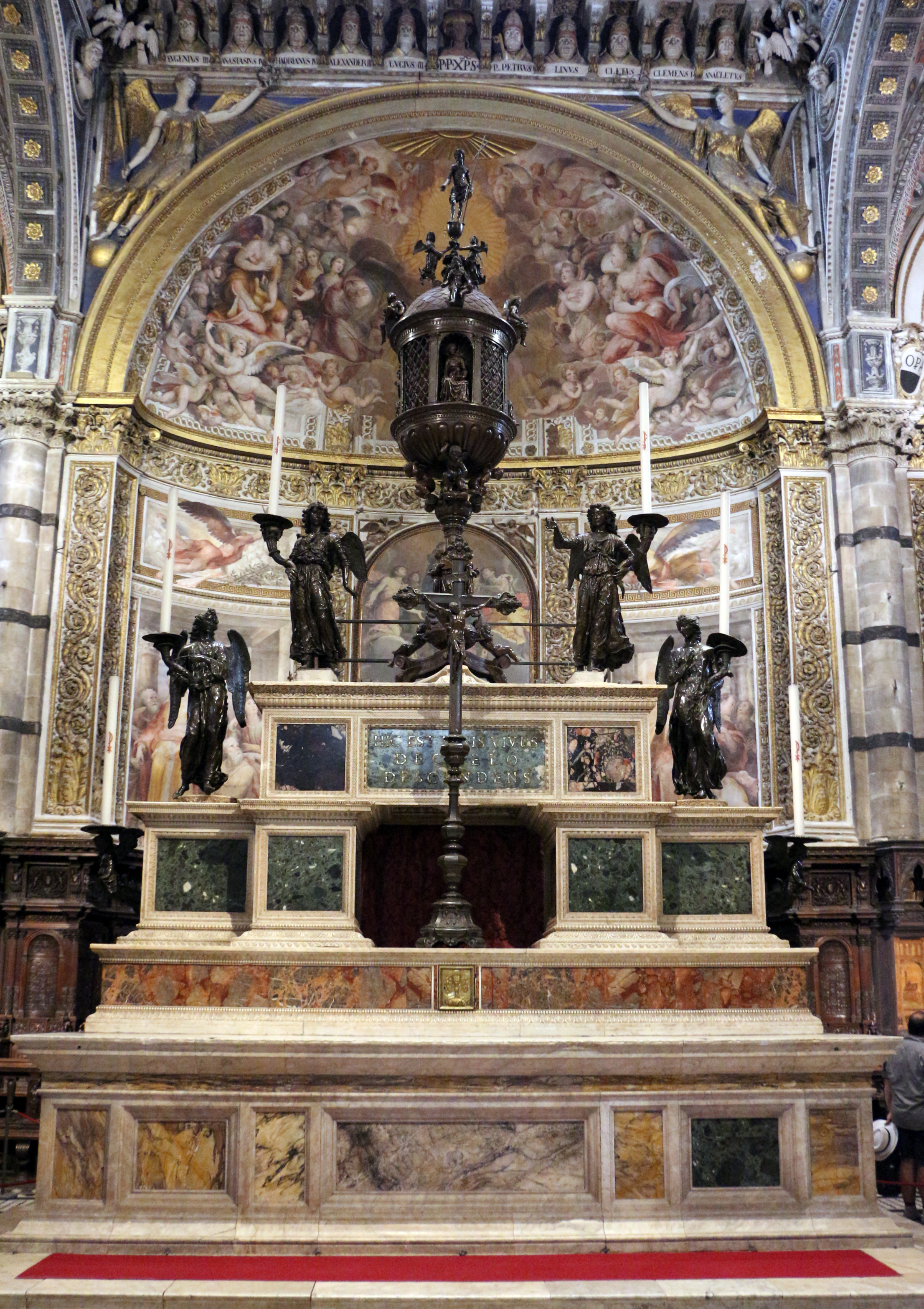
L'altare maggiore

L'altare maggiore in marmo policromo fu progettato e realizzato a partire dal 1530 da Baldassarre Peruzzi e, morto questi nel 1536, continuato fino al 1541 da marmisti e scalpellini che ne rispettarono comunque il progetto. Il pannello centrale reca la scritta "HIC EST PANIS VIVUS DE COELO DESCENDENS" (Giovanni, 6, 50), alludente al contenuto del ciborio eucaristico soprastante. L'alto ciborio eucaristico in bronzo posto al centro è opera pregevole del Vecchietta (1467-1472). Gli angeli bronzei ai lati sono di Giovanni di Stefano (1488-1490) e quelli ancor più laterali, di qualità superiore, sono di Francesco di Giorgio Martini (1488-1492). Croce e candelabri sono su disegno del Riccio.
Come detto sopra, fino al 1506 l'altare maggiore era occupato dalla Maestà di Duccio di Buoninsegna, oggi esposta nel vicino Museo dell'Opera del Duomo, e questa era affiancata dai quattro angeli bronzei che oggi troviamo sull'altare maggiore. Nel 1530 fu approvato il progetto di Baldassarre Peruzzi di porre su un altare marmoreo da lui progettato il ciborio eucaristico bronzeo che il Vecchietta aveva realizzato nel 1467-1472 per la chiesa dell'ospedale di Santa Maria della Scala e i quattro angeli bronzei che erano stati invece realizzati per fare da cornice alla Maestà di Duccio. Nacque quindi l'altare che vediamo ancora oggi, che appare quindi originale solo nelle parti marmoree e recuperante invece da altri contesti le opere in bronzo.
La sostituzione del vecchio altare con la Maestà di Duccio con l'altare attuale fu il risultato non solo di un mutato gusto artistico a favore del nuovo stile rinascimentale (la pala medievale era considerata antiquata e obsoleta), ma anche di una crescente attenzione per il culto del Corpo e Sangue di Cristo e per il miracolo della transustanziazione, rappresentati appunto dal ciborio del Vecchietta.

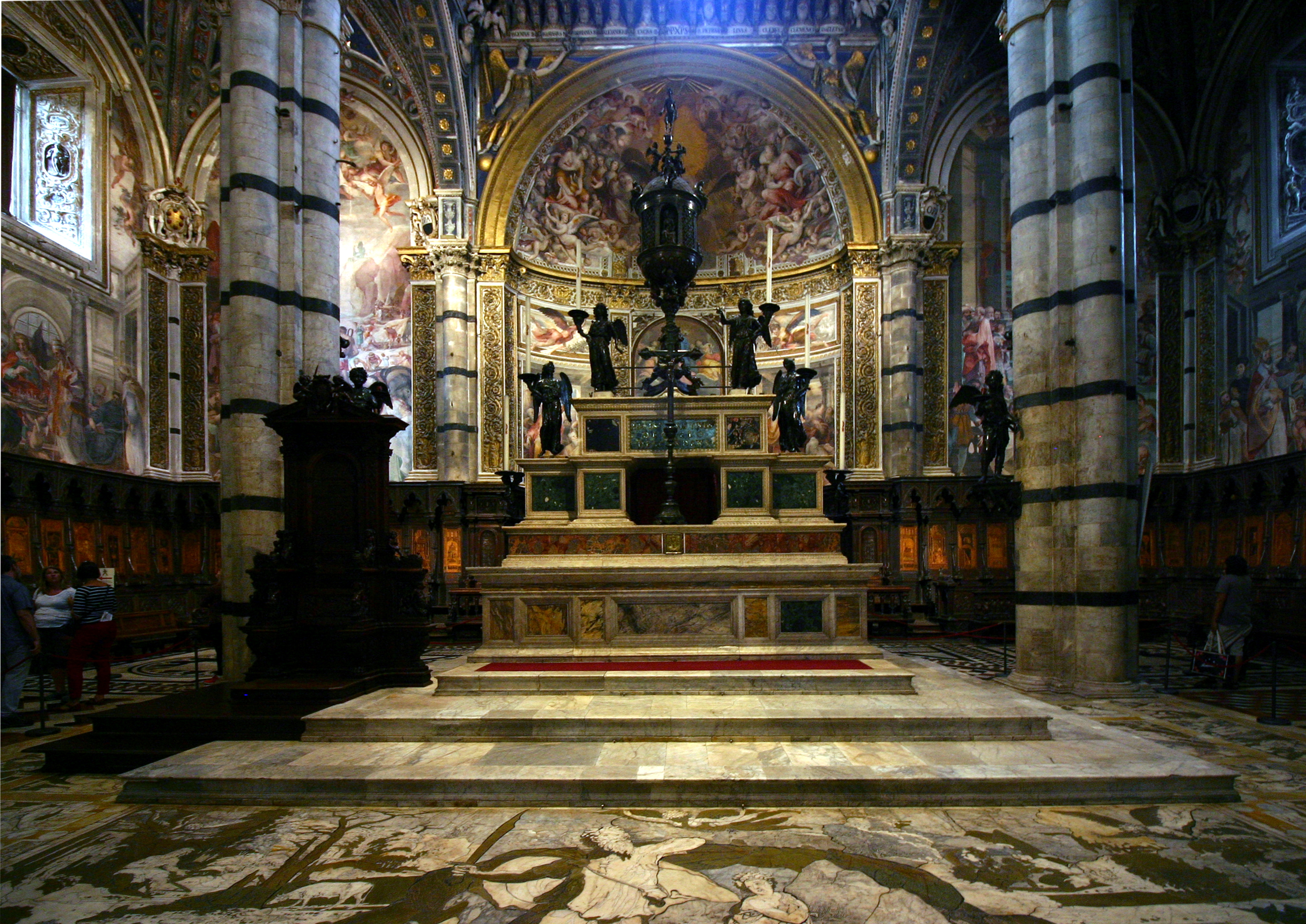
L'altare e l'abside
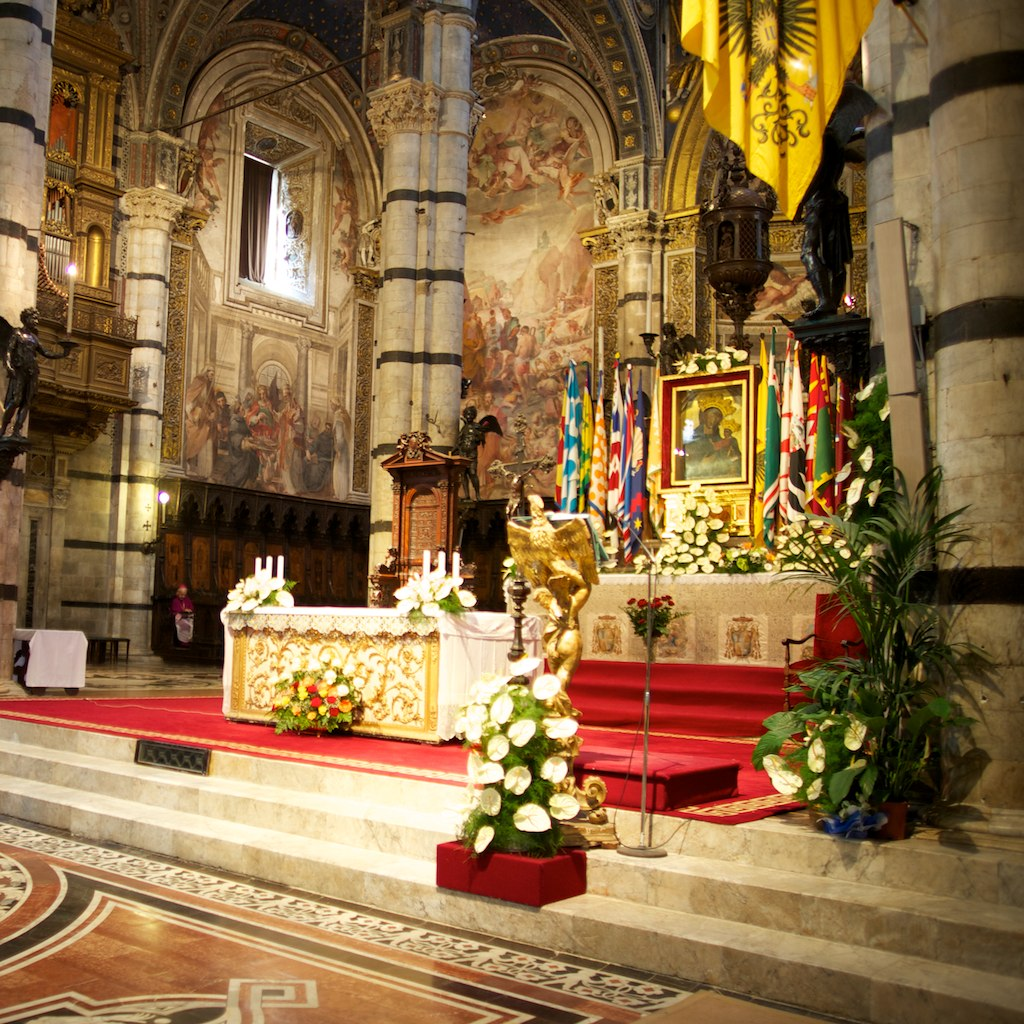
L'altare nei giorni del palio
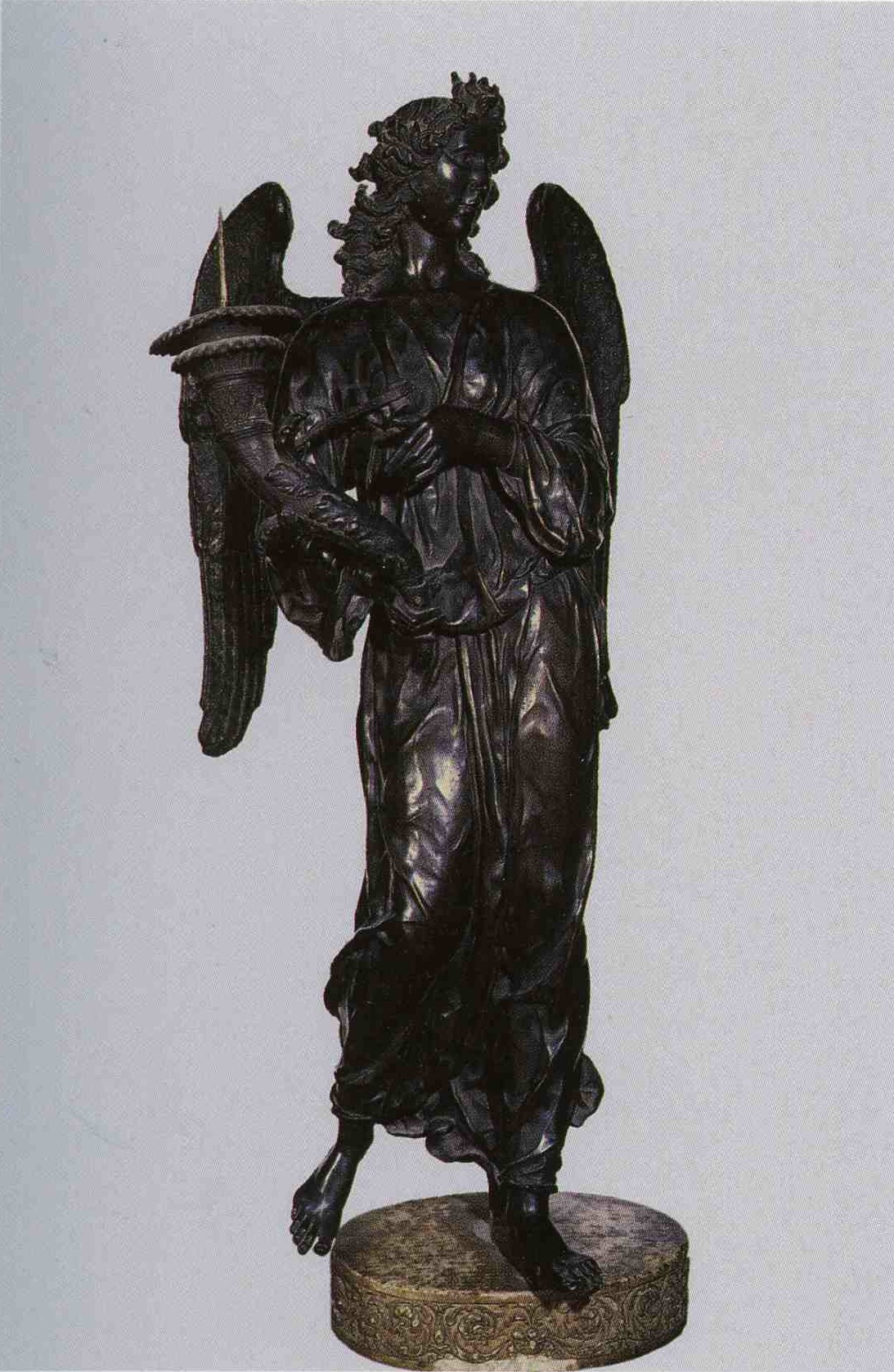
Angelo ceroforo di Francesco di Giorgio Martini (1488-1492)
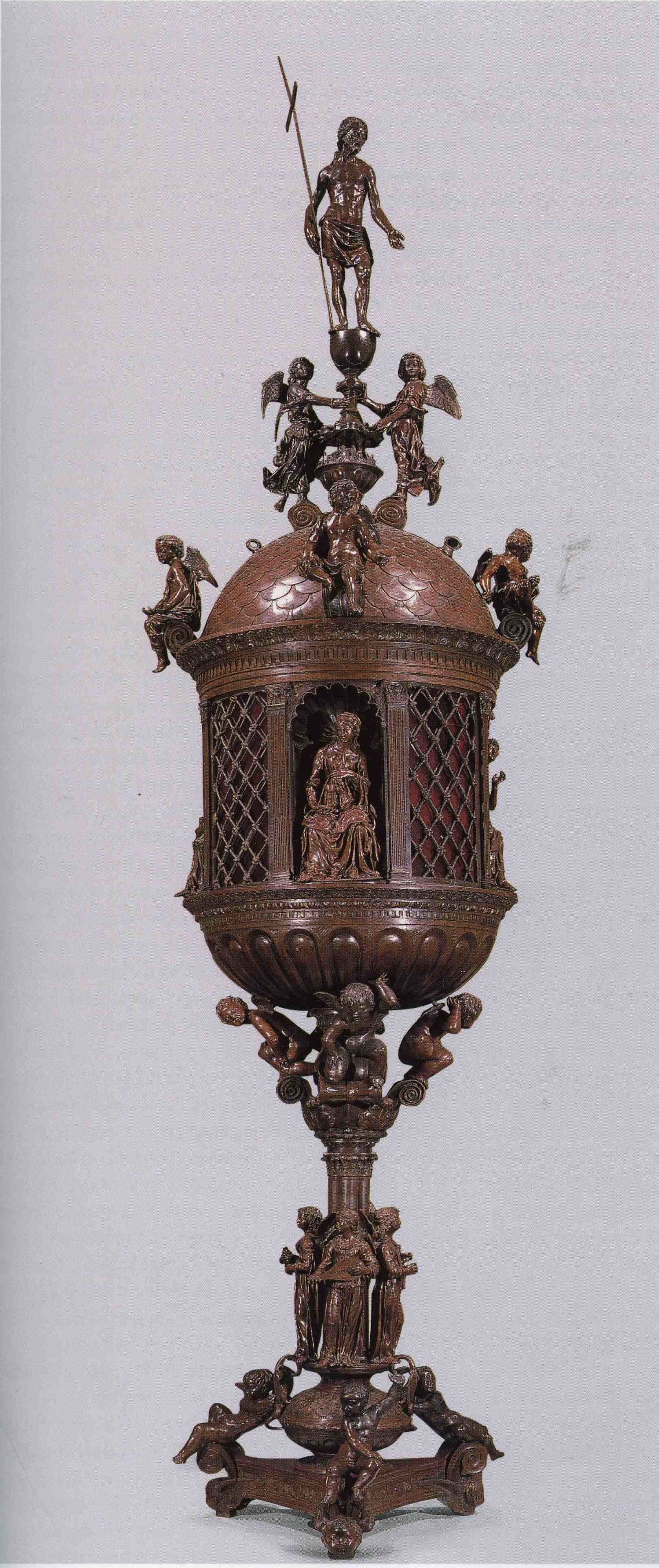
Il ciborio del Vecchietta (1467-1472)
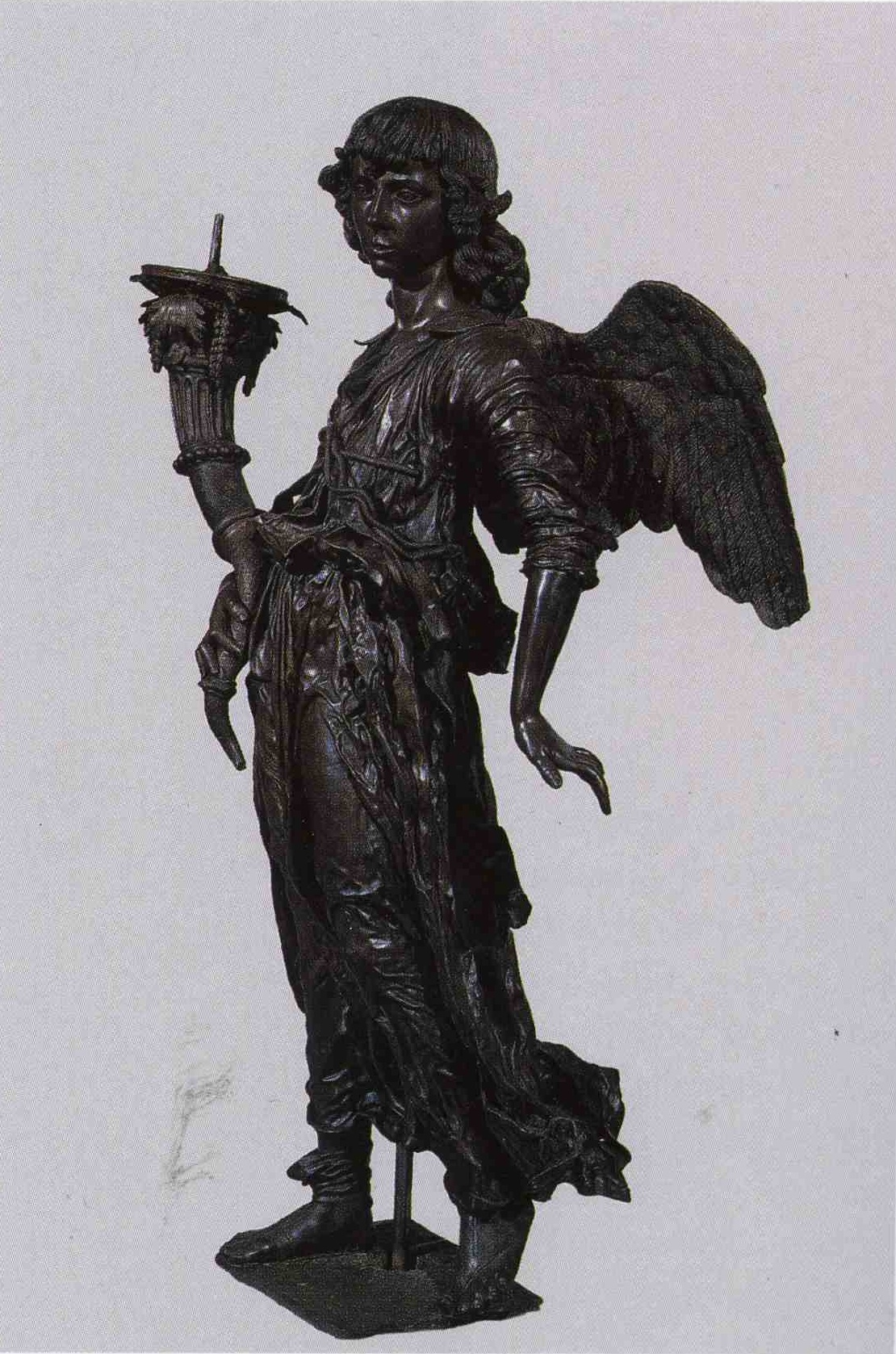
Angelo ceroforo di Giovanni di Stefano (1488-1490)
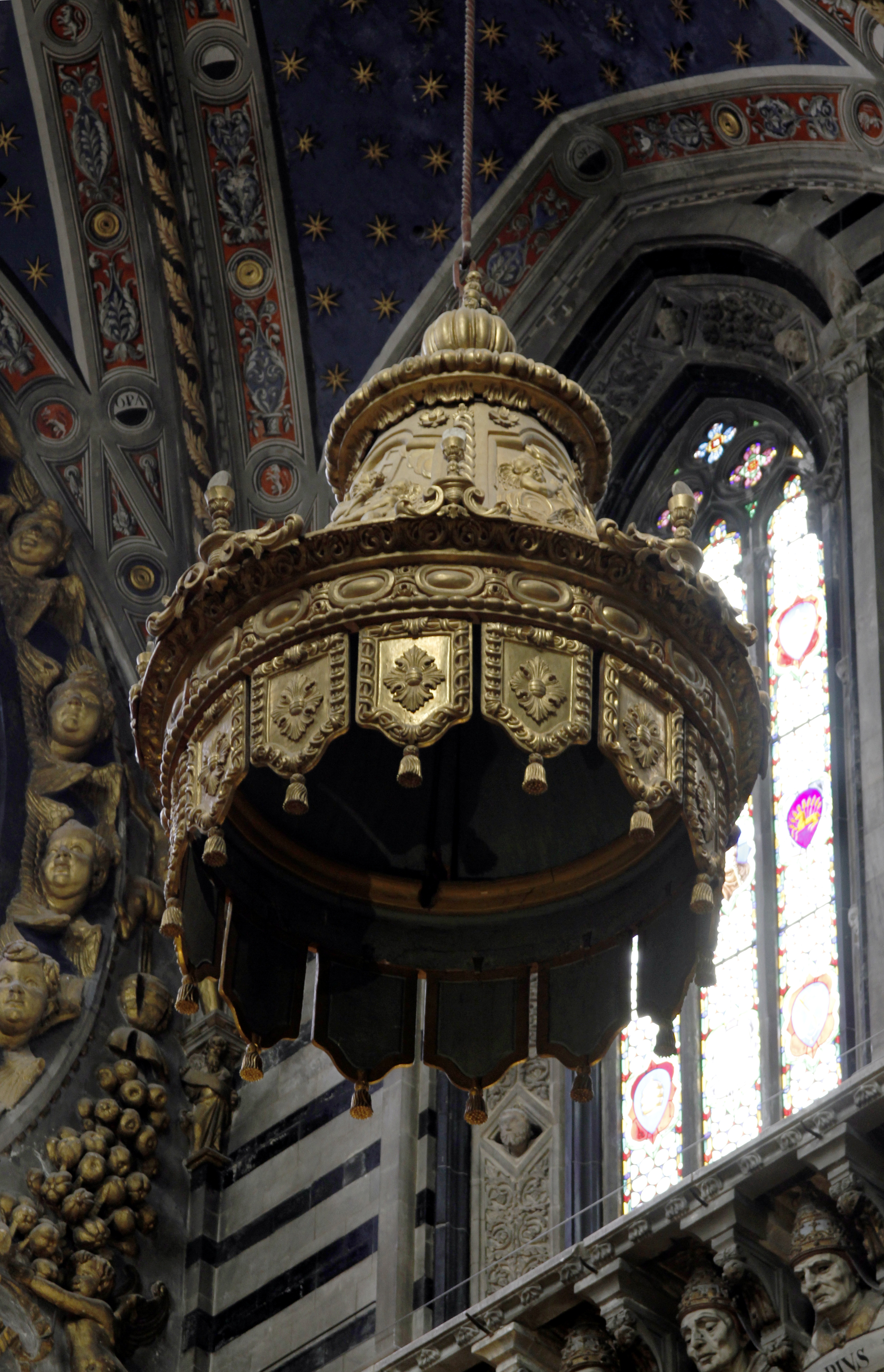
Baldacchino
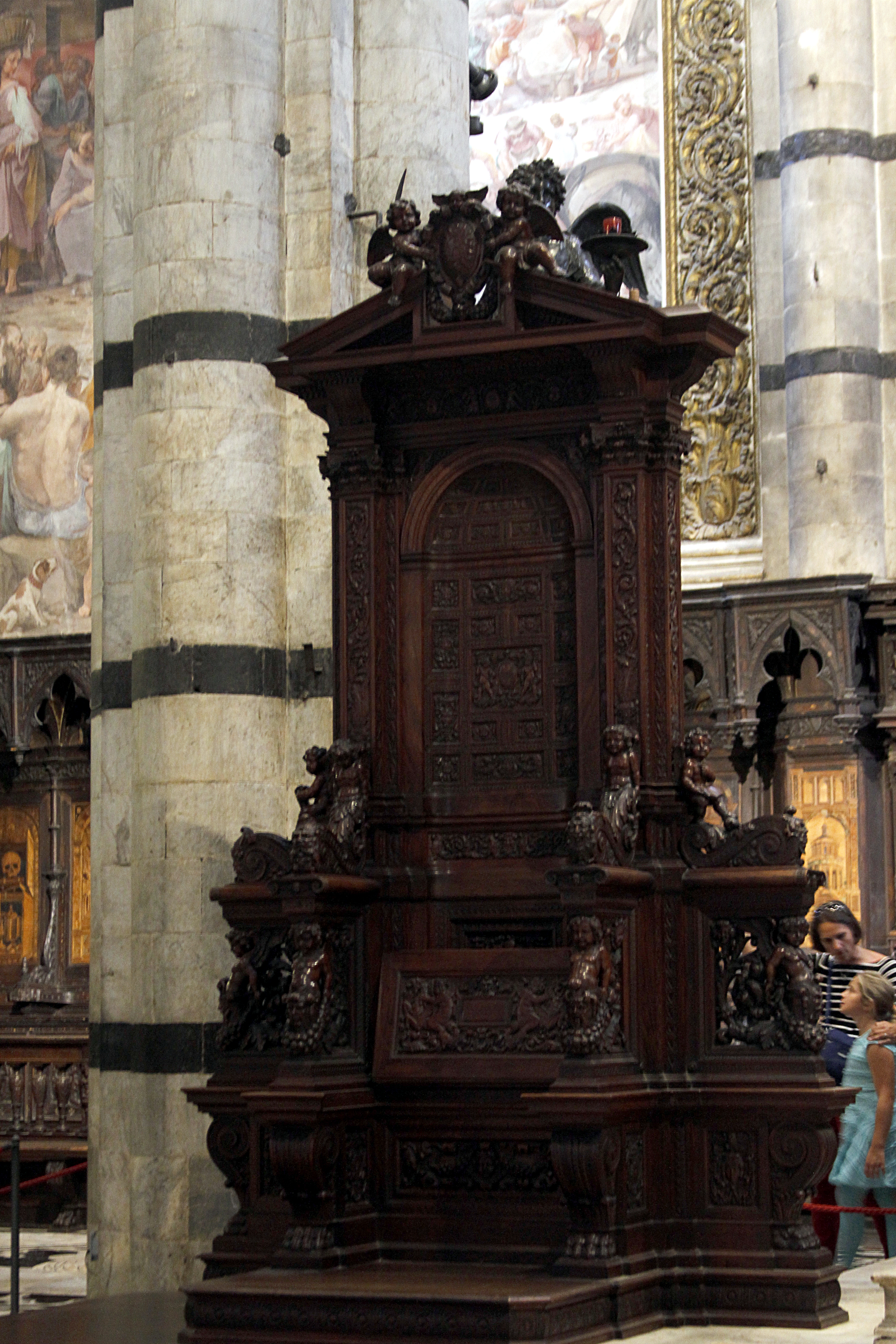
Cattedra

##### Vetrata di Duccio di Buoninsegna

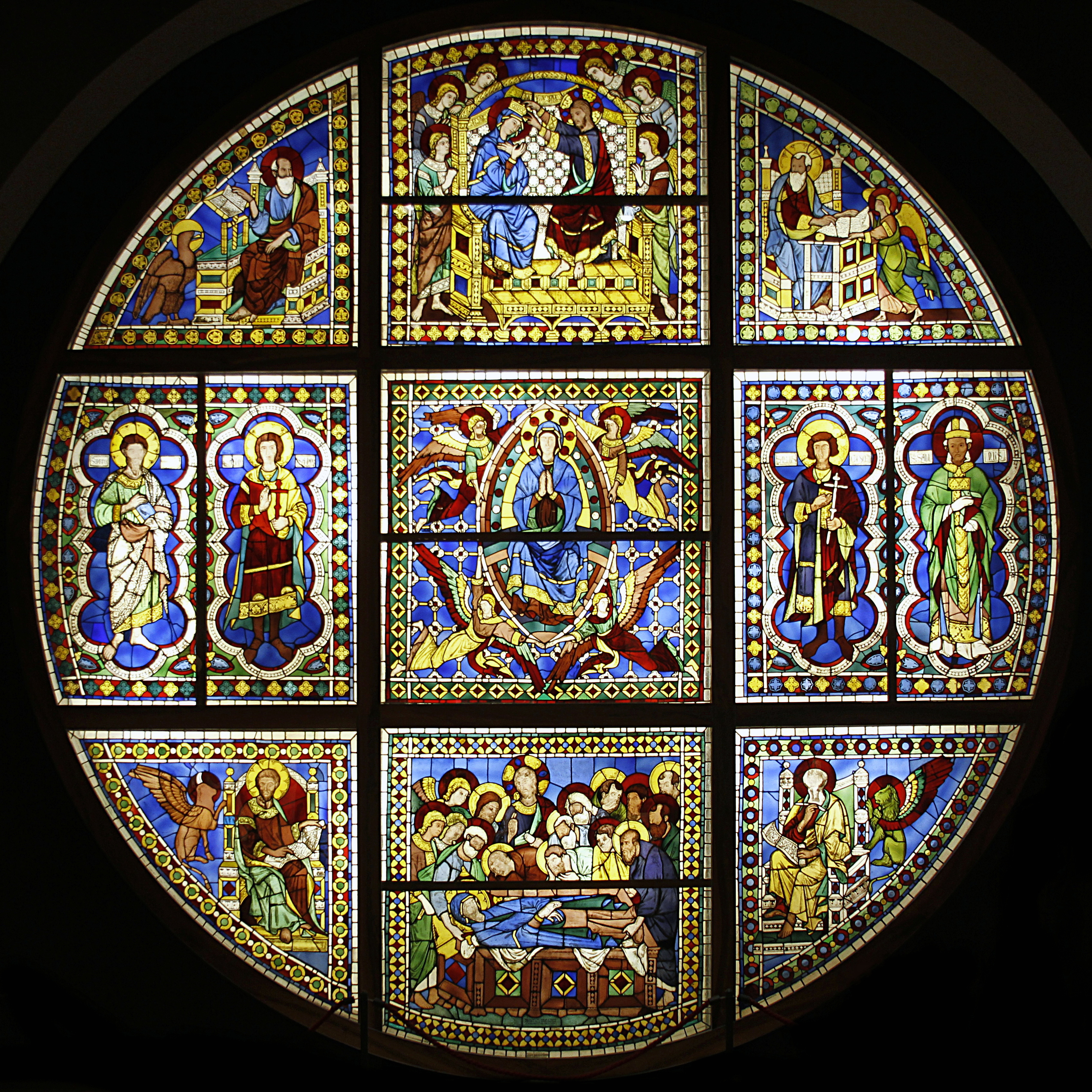
La vetrata di Duccio di Buoninsegna

Sopra il coro della cattedrale vi è una copia realizzata dal pittore Francesco Mori della celeberrima Vetrata del Duomo di Siena di Duccio di Buoninsegna, vetrata policroma realizzata dall'artista nel 1287-1288, attualmente nel Museo dell'Opera della Metropolitana: si tratta della più antica vetrata istoriata conosciuta di manifattura italiana. Il grande occhio circolare misura 5,6 metri di diametro. Esso è diviso in nove scomparti da una croce greca e presenta le seguenti immagini:
- al centro, la Vergine in una mandorla attorniata da quattro angeli;
- sopra, l'Incoronazione della Vergine;
- sotto, la Morte della Vergine;
- ai lati sono raffigurati i quattro Santi protettori di Siena;
- nei restanti quattro spicchi, sono raffigurati i quattro Evangelisti.

##### Sagrestia
La sagrestia si trova a sinistra del coro, guardando dalla navata, e ha una forma pressoché trapezoidale in pianta. Dopo il portale d'ingresso, sulla sinistra si trova una piletta, finissima opera di oreficeria quattrocentesca di Giovanni di Turino, realizzata in bronzo, marmo bianco e smalto. Ben nota è la vista che dal portale si ha dell'interno della chiesa, attraverso il pulpito di Nicola Pisano.
All'interno si trovano vari dipinti, sculture e arredi antichi.

#### Opere recenti (XIX-XXI secolo)

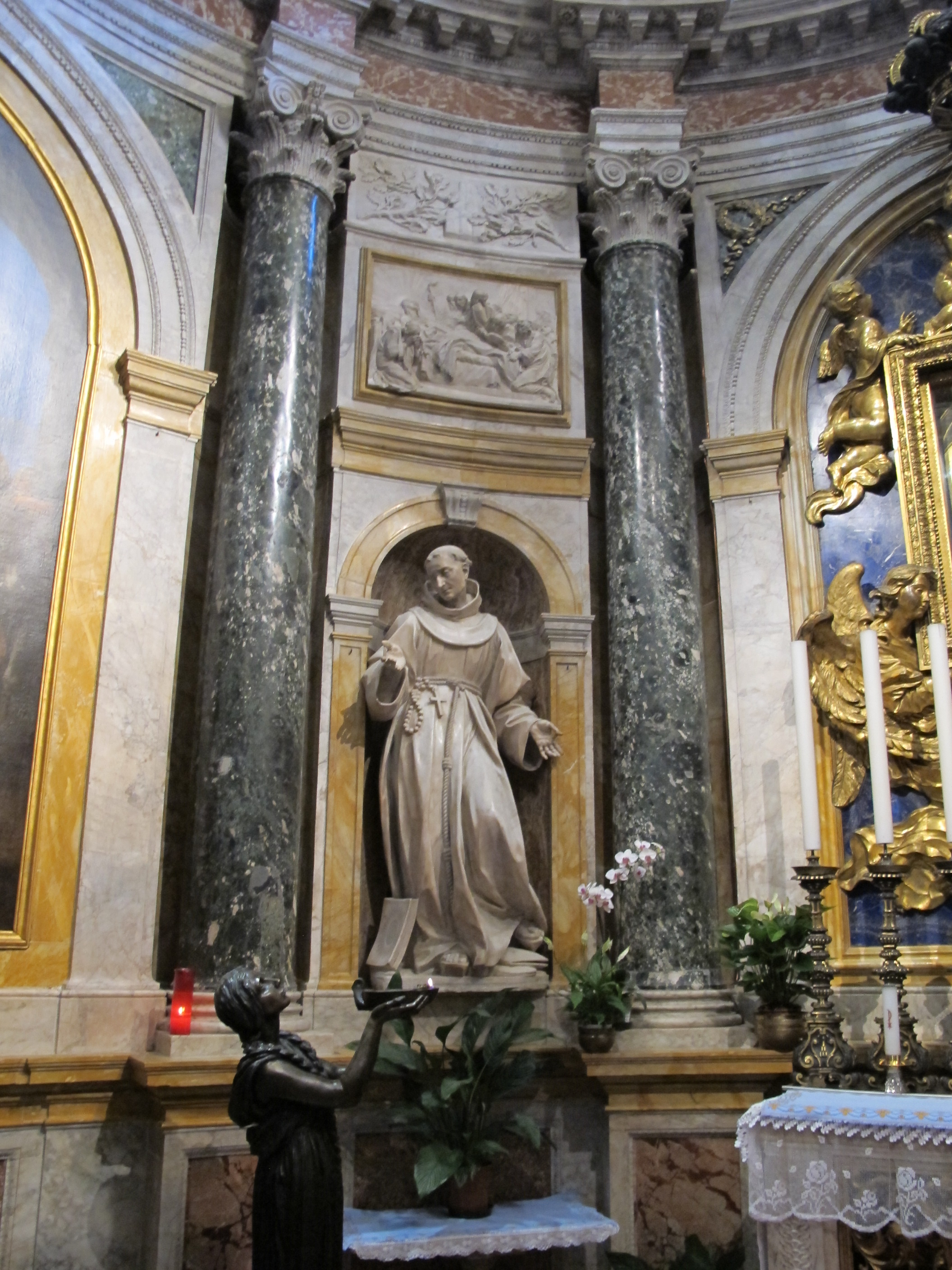
La statua della Riconoscenza nella cappella della Madonna del Voto

Numerose sono le opere moderne all'interno del Duomo.
All'interno della Cappella del Voto si trova una statua bronzea che, scalza e in punta di piedi, offre una lampada votiva all'immagine della Madonna. Raffigura la Riconoscenza. Il mecenate, il Conte Guido Chigi Saracini, proprietario e patrono della Cappella stessa, si arruolò come volontario per la guerra del 1915-18 e lì contrasse, nell'inverno del 1917, una polmonite da cui riuscì a salvarsi miracolosamente. Venuto a conoscenza dei numerosi cittadini senesi che durante la sua malattia si recavano ogni giorno nel Duomo per pregare per la sua salvezza, il Conte volle ringraziare la Madonna per averlo salvato e affidò allo scultore Arturo Viligiardi, nell'estate dello stesso anno, una statua che raffigurasse la sua riconoscenza. La statua fu completata nel 1926 e fu posta in loco l'anno successivo.
Nei pressi della Cappella del Voto si trova un grosso porta-cero in bronzo alto ben 202 cm che fu fatto nel 1932-1933 dagli scultori Ettore Brogi ed Ezio Trapassi, per raccogliere il cero che ogni anno il Comune dona alla chiesa nel giorno del 14 agosto, la vigilia della festa della Madonna Assunta cui la cattedrale è intitolata, durante la suggestiva Processione dei Ceri e dei Censi.
Presso la cappella di Sant'Ansano si trova un altro piedistallo bronzeo per il Cero pasquale voluto dall'arcivescovo di Siena Antonio Buoncristiani, firmato e datato da Pierluigi Olla (2004) e qui posto a partire dal 2005. Raffigura, su due facce, le pie donne che incontrano l'angelo al sepolcro aperto e gli apostoli Pietro e Giovanni al sepolcro.

#### Pavimento

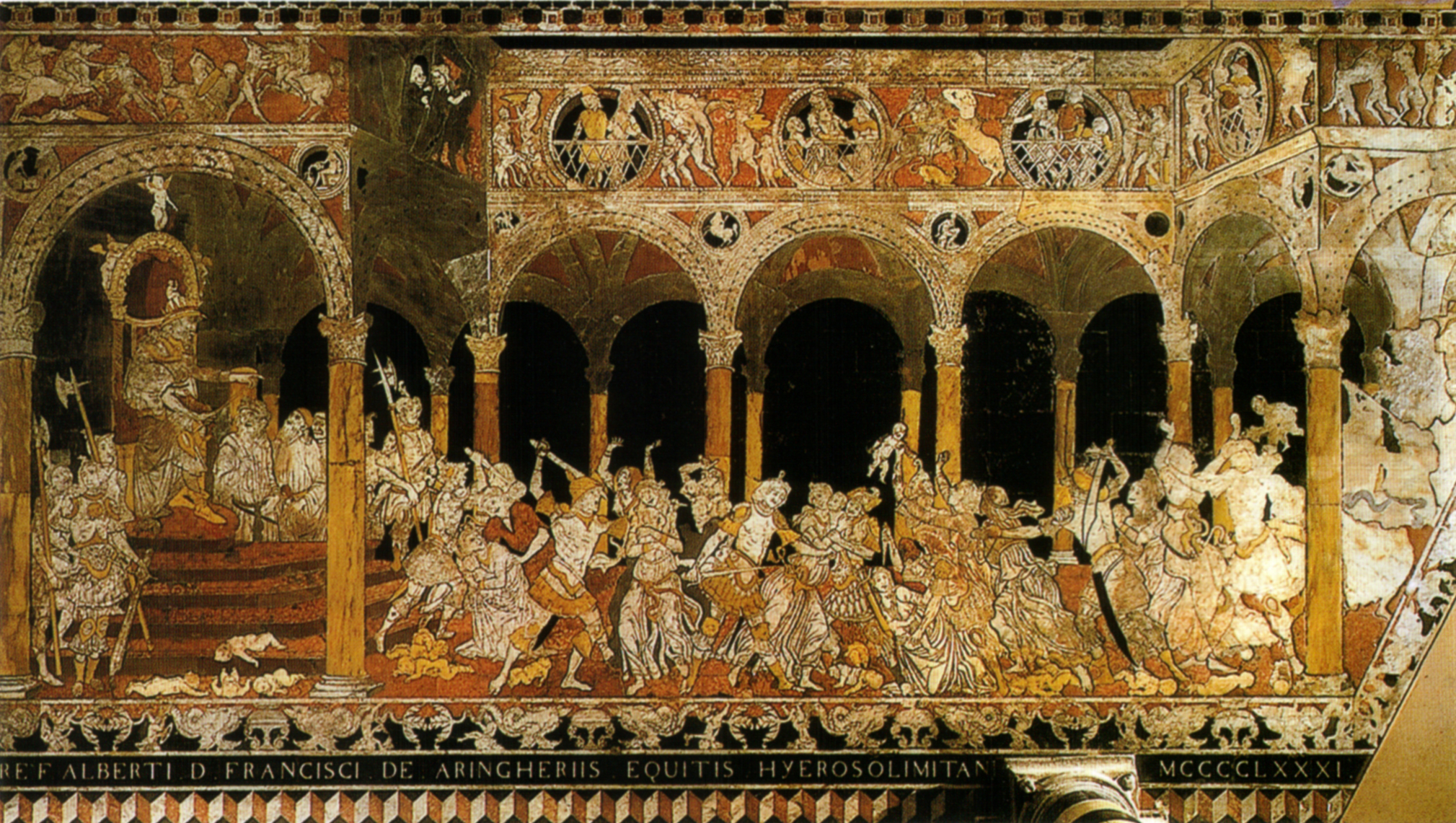
Matteo di Giovanni, Strage degli Innocenti, pavimento del Duomo di Siena

Il pavimento è a commessi marmorei, opera unica nell'arte italiana per ricchezza di inventiva, vastità e importanza dei nomi che vi hanno collaborato. Diviso in 56 riquadri mostra rappresentazioni sottese a un disegno tematico omogeneo, quello della Rivelazione tramite la Scrittura, solo in piccola parte alterato per via della lunga vicenda esecutiva o per esigenze di celebrazione della storia cittadina. I riquadri più antichi sono della seconda metà del Trecento, fino agli ultimi ottocenteschi, dovuti a più di quaranta artisti quasi tutti senesi. Vi spiccano i nomi di Francesco di Giorgio, Pinturicchio, il Sassetta, Neroccio di Bartolomeo de' Landi, Antonio Federighi, Urbano da Cortona e, soprattutto, Domenico Beccafumi, che creò ben 35 scene innovando profondamente il genere. Nell'ultima fase esecutiva, quella ottocentesca, vi lavorò il caposcuola del purismo Alessandro Franchi. Praticamente tutte le scene vennero restaurate nei secoli, per ovviare l'usura, alcune proprio rifatte ex novo, rispettando però l'aspetto antico.
Il pavimento viene totalmente scoperto dalla fine di giugno alla fine di luglio e dalla fine di agosto alla fine di ottobre, mentre nella parte restante dell'anno sono visibili solo alcuni riquadri.

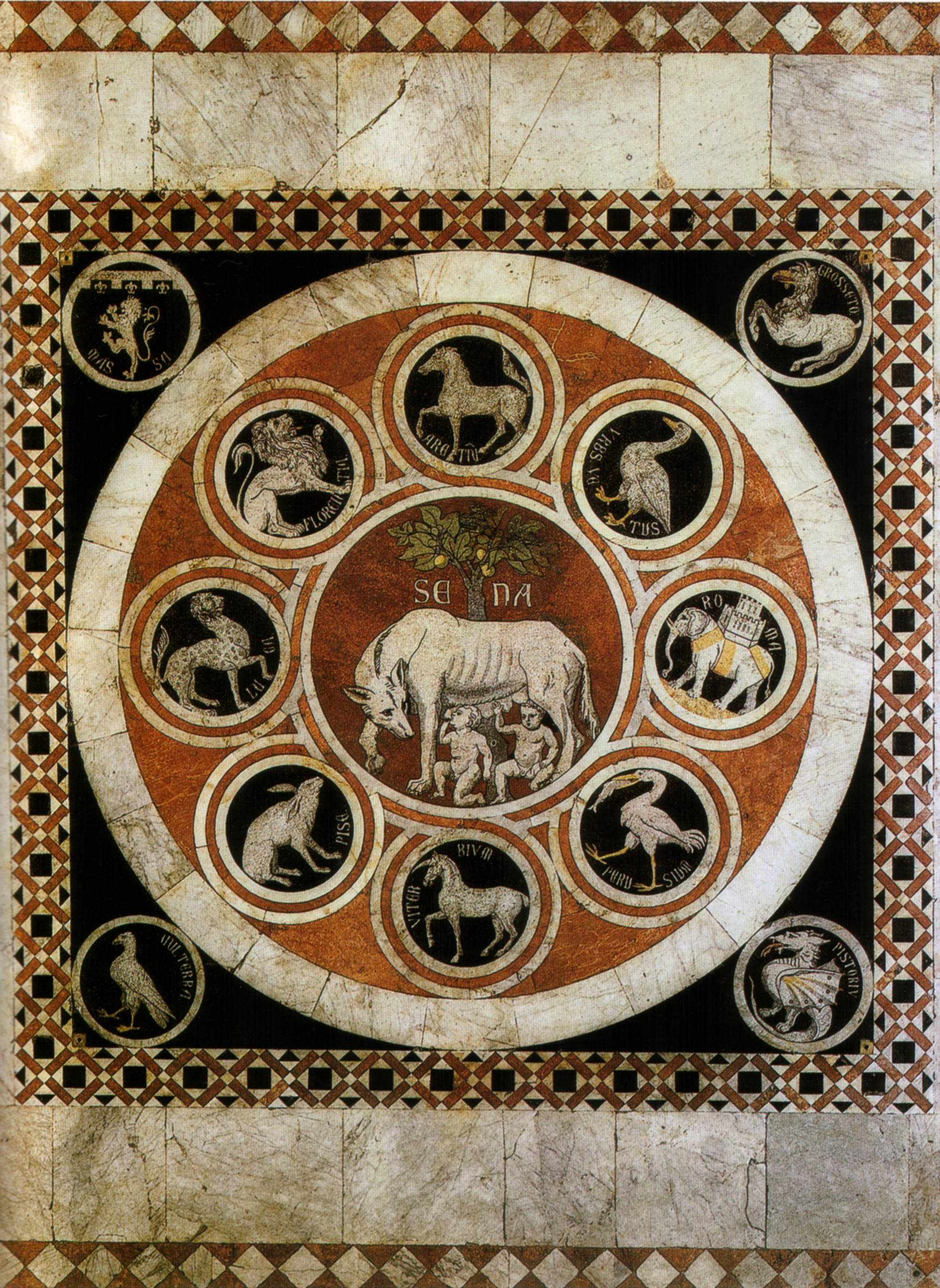
La lupa senese tra i simboli delle città alleate
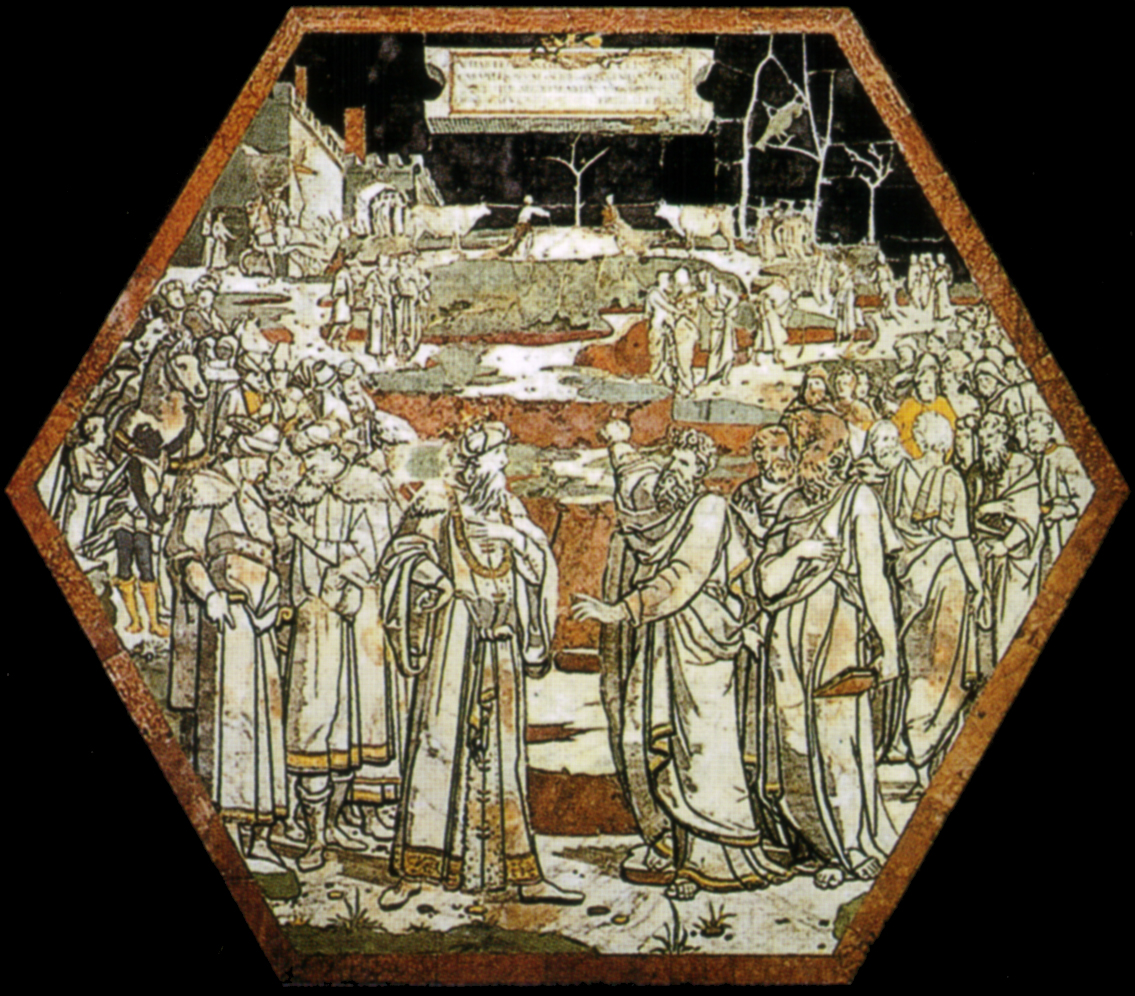
Patto tra Elia e Acab
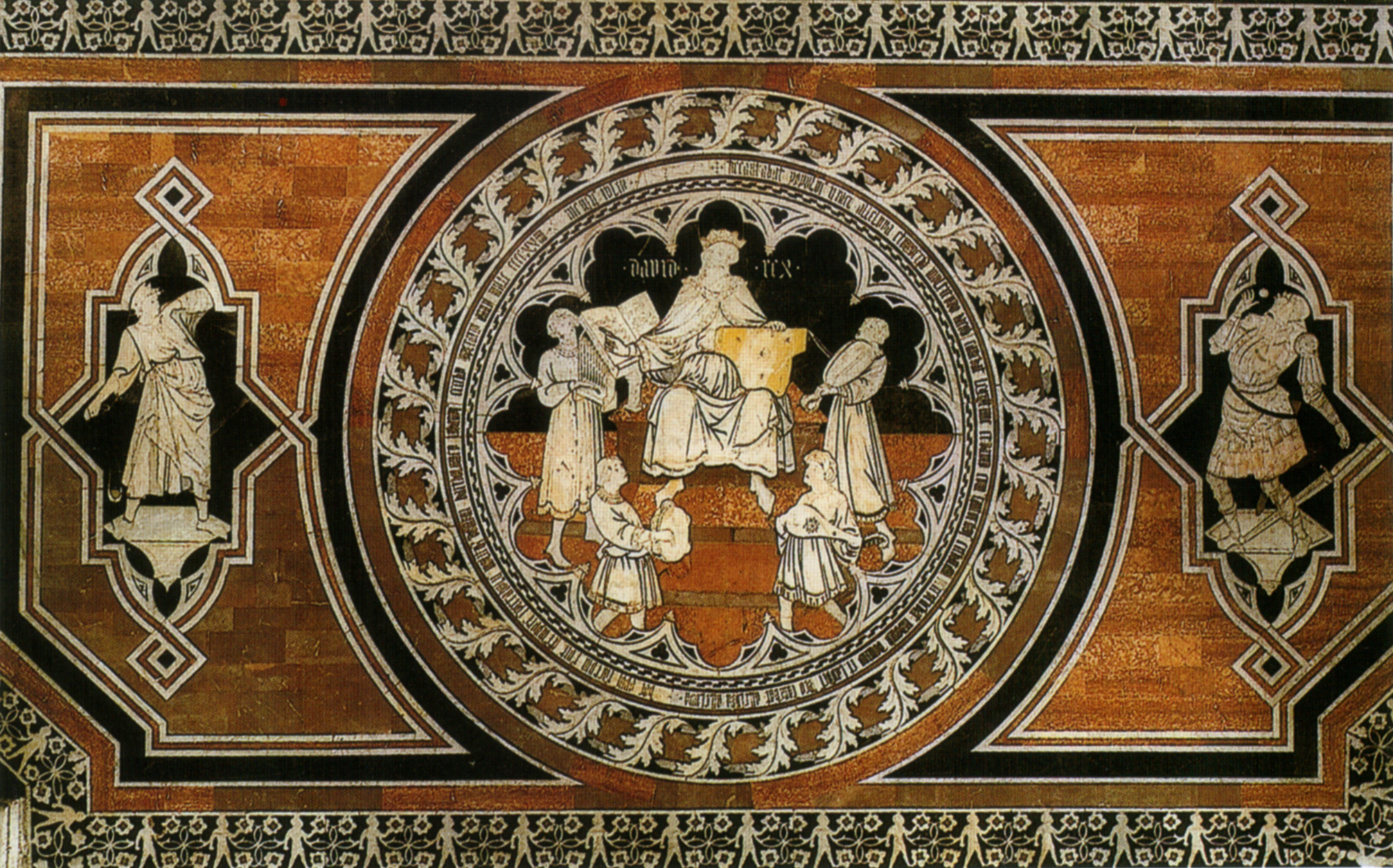
Davide salmista (al centro) tra Davide e Golia
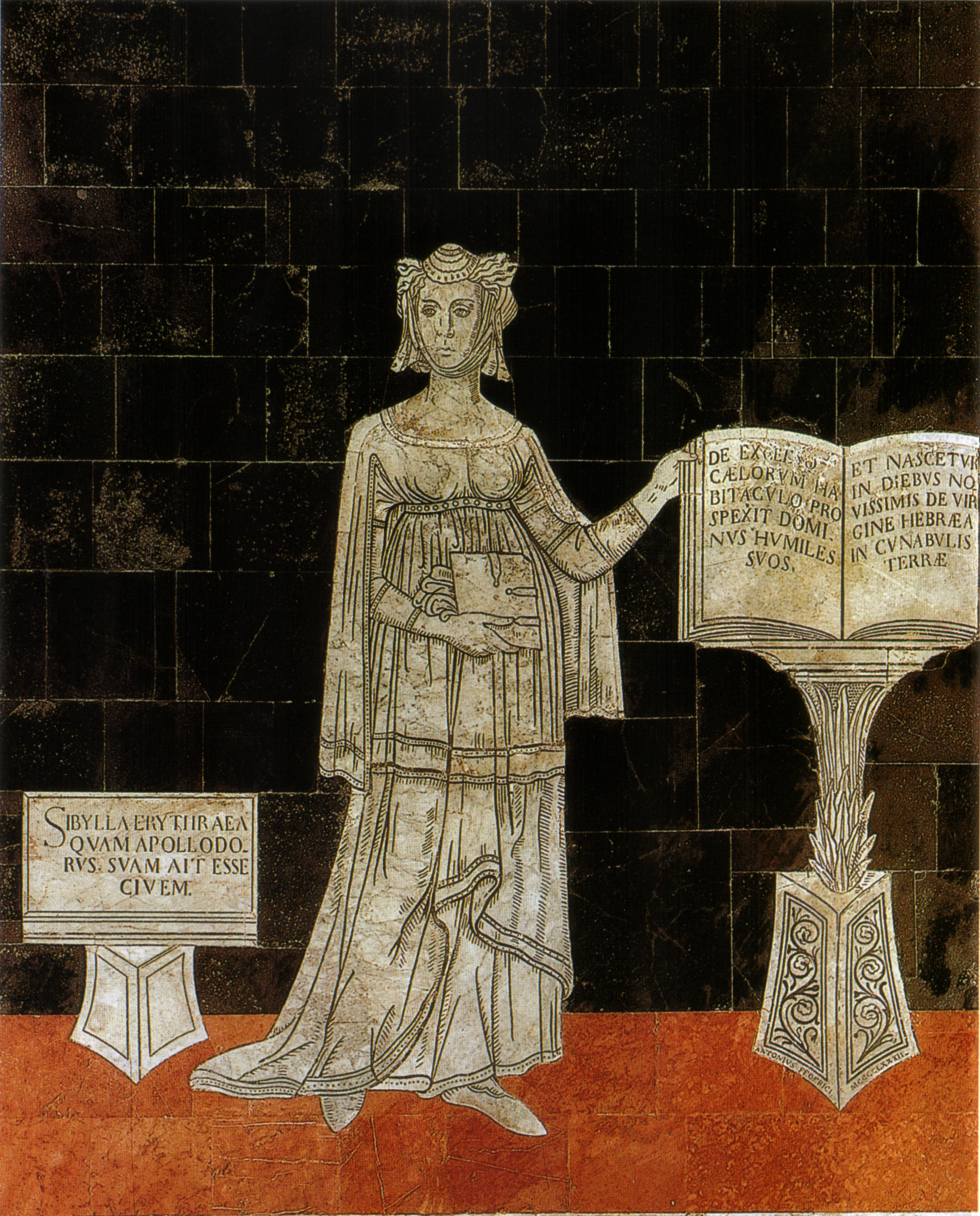
Sibilla Eritrea
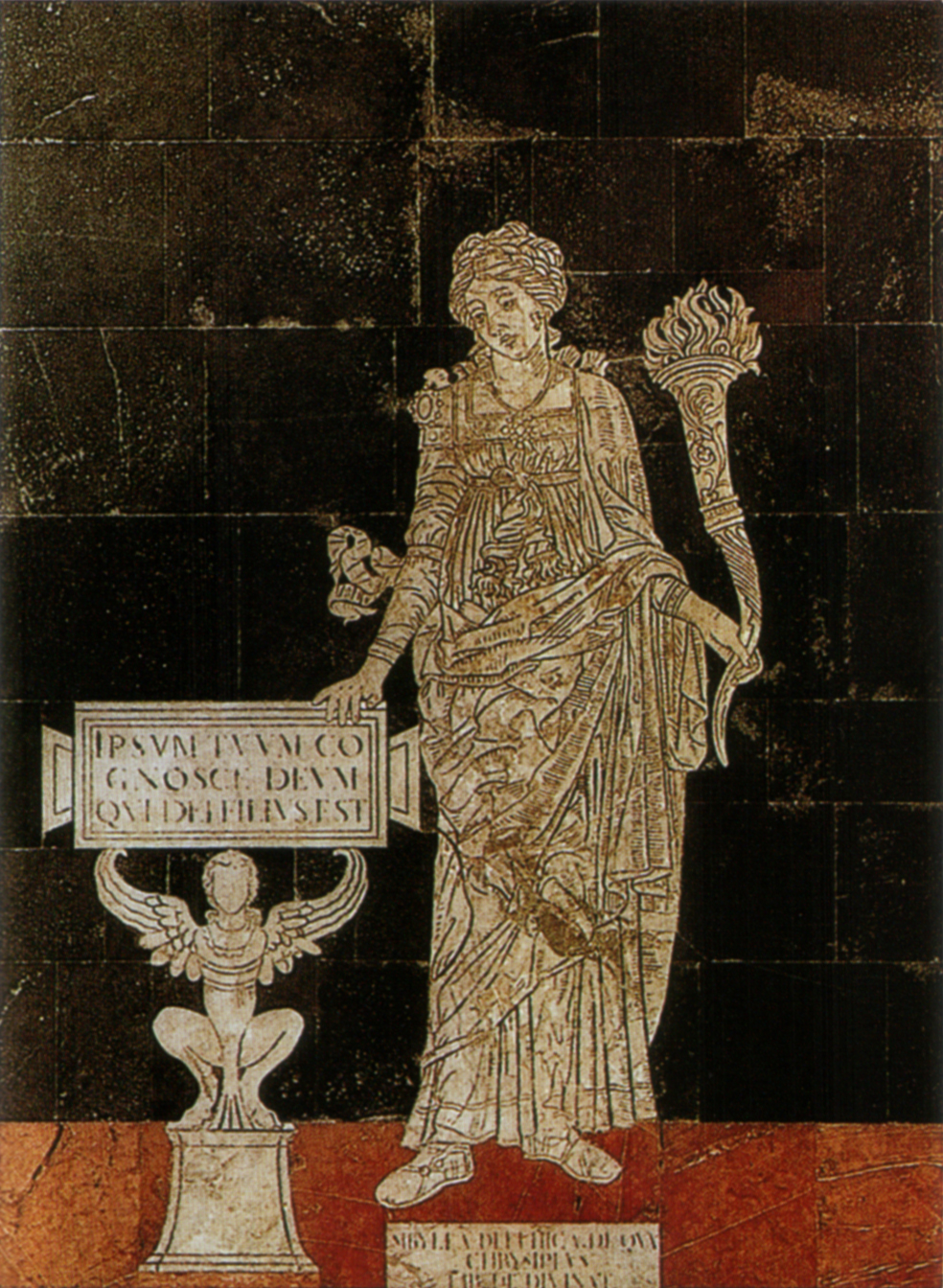
Sibilla Delfica
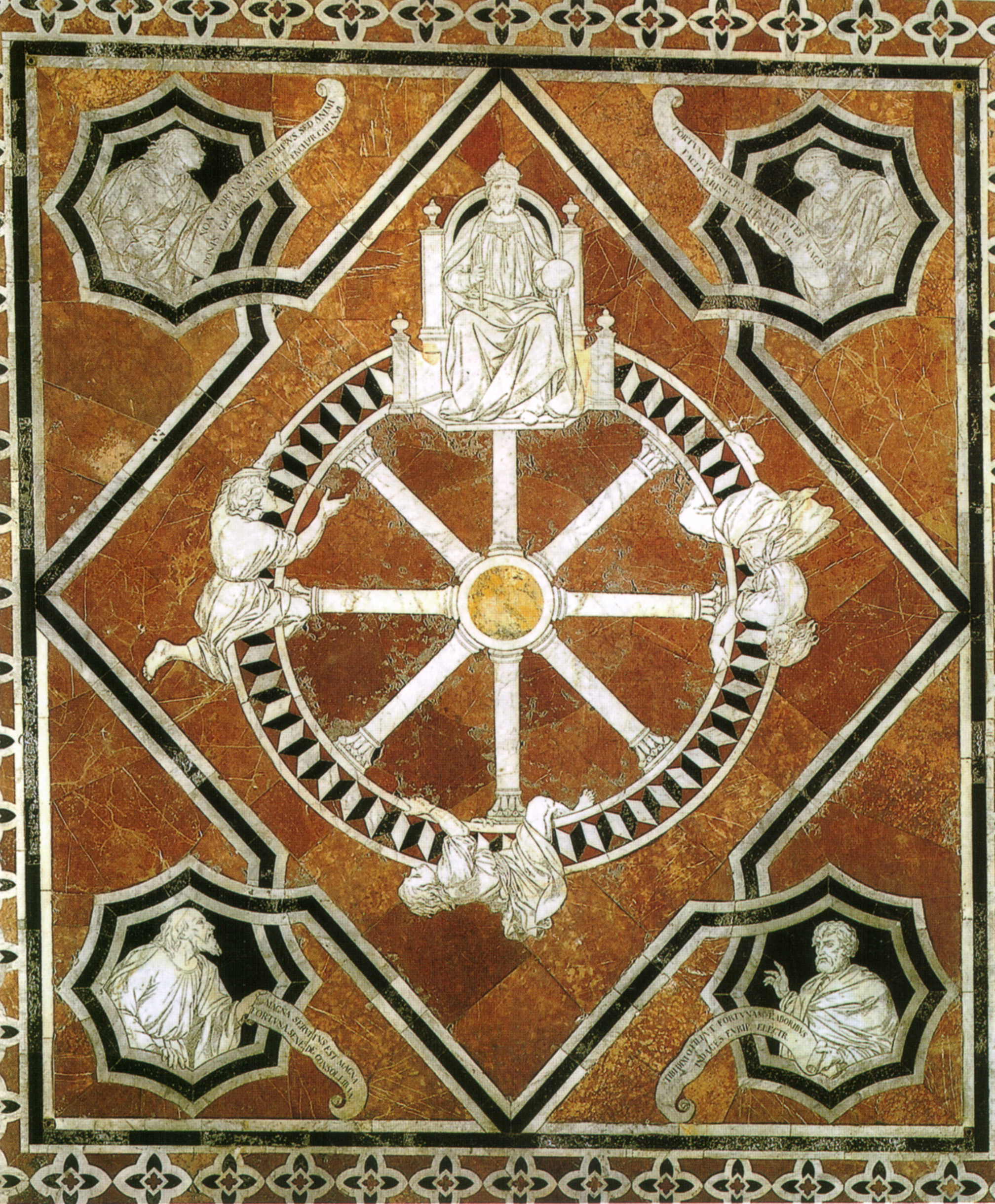
Ruota della fortuna

#### Organo a canne
Nel Duomo senese si trova l'organo Tamburini opus 520, costruito nel 1966 riutilizzando gran parte del materiale fonico dei precedenti strumenti.
Lo strumento è a trasmissione elettrica e dispone di 72 registri; la sua consolle è mobile indipendente e possiede quattro tastiere di 61 note ciascuna e pedaliera concavo-radiale di 32 note. I registri, le unioni, gli accoppiamenti e gli annullatori sono azionati da placchette a bilico poste su più file ai lati dei manuali. Il materiale fonico dell'organo è dislocato in più corpi all'interno della cattedrale:
- dietro l'altare maggiore si trova il Positivo (prima tastiera), privo di mostra;
- sulla cantoria di sinistra, entro cassa antica, si trovano il Grand'Organo (seconda tastiera) e il Pedale, con mostra composta da 37 canne di principale in cinque campi e due organetti morti;
- sulla cantoria di destra, entro cassa antica, si trova l'Espressivo (terza tastiera), con mostra composta da 33 canne di principale in cinque campi;
- la quarta tastiera, Solo, è collegata all'organo della cappella della Madonna del Voto, con la relativa sezione del Pedale.

### Cripta

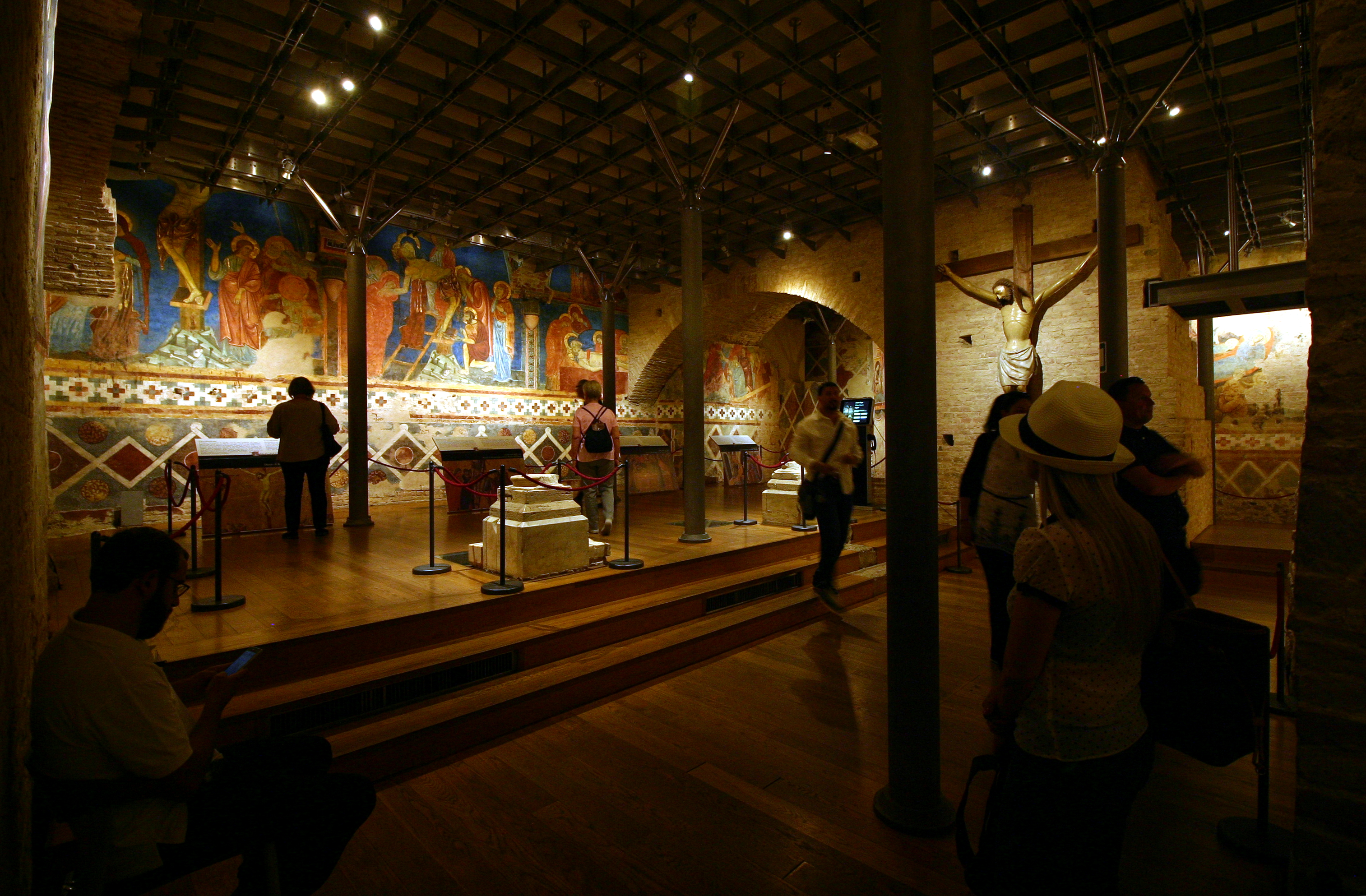
Ambiente sotterraneo attualmente visitabile della cripta

Il duomo di Siena è sicuramente dotato di cripta, che dovrebbe trovarsi sotto la cupola, in corrispondenza dell'antico presbiterio. I locali al livello inferiore vennero chiusi e riempiti di detriti per secoli, dopo che il "Duomo Nuovo" ebbe problemi di statica, richiedendo la demolizione di una parte di quanto costruito nei pressi del "Facciatone" incompiuto.
Nel 1999, durante lavori di ristrutturazione, venne alla luce uno di questi ambienti sotterranei, una stanza coperta da 180 m² di affreschi duecenteschi, riempita di detriti e sigillata nel XIV secolo. Tali condizioni hanno garantito una conservazione sorprendentemente intatta degli affreschi nei loro colori straordinariamente vivaci. Sono in corso studi per la loro datazione e attribuzione. Le pitture meglio conservate raffigurano Scene della Passione di Gesù, tra cui una Crocifissione e una Deposizione dalla Croce; altre, invece, la Visitazione di Maria, la Natività di Gesù e Santi. Si accede all'ambiente, oggi visitabile, da una porta raggiungibile tramite la scalinata di piazza San Giovanni, sormontata da una lunetta con motivi gotici.

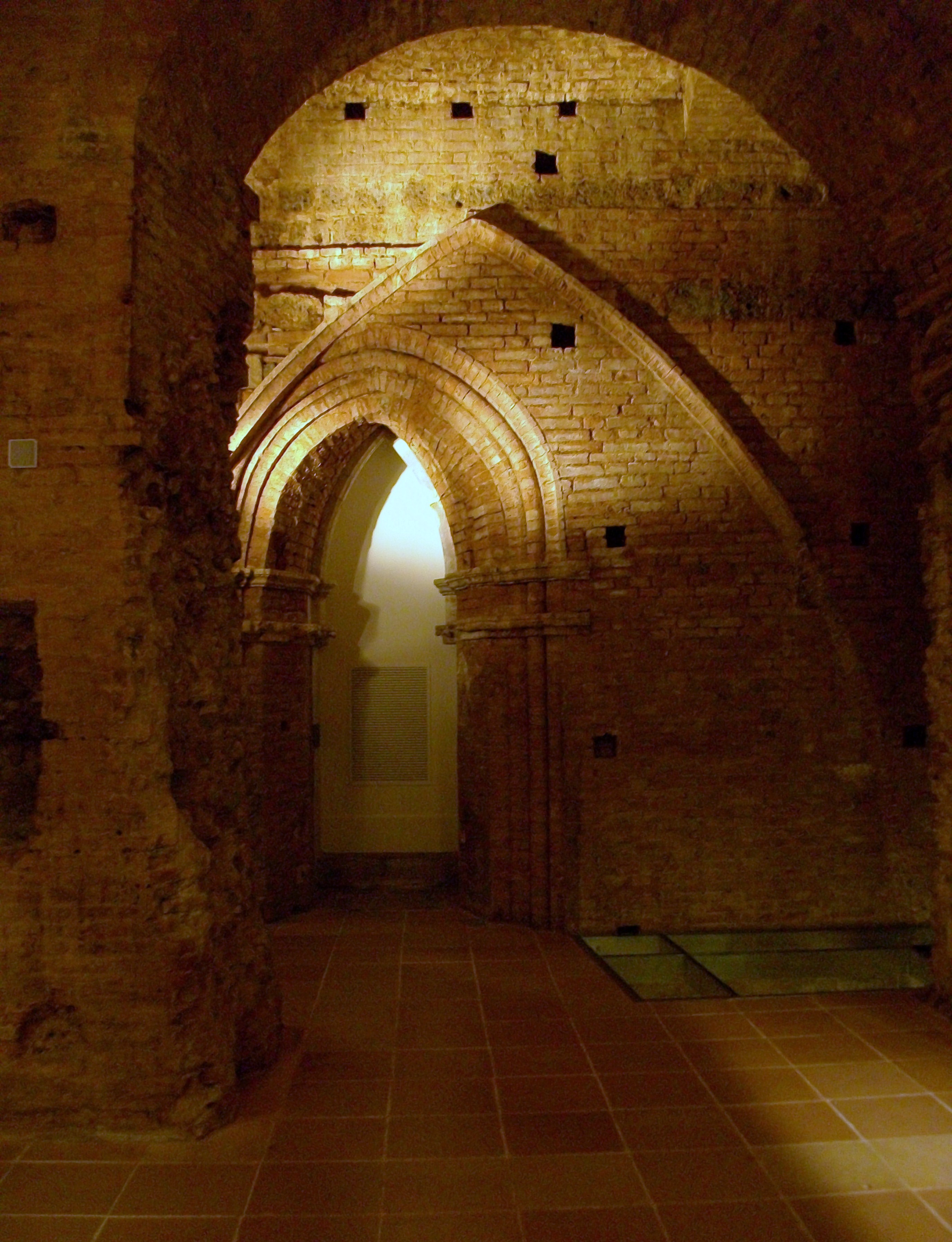
Strutture in laterizio
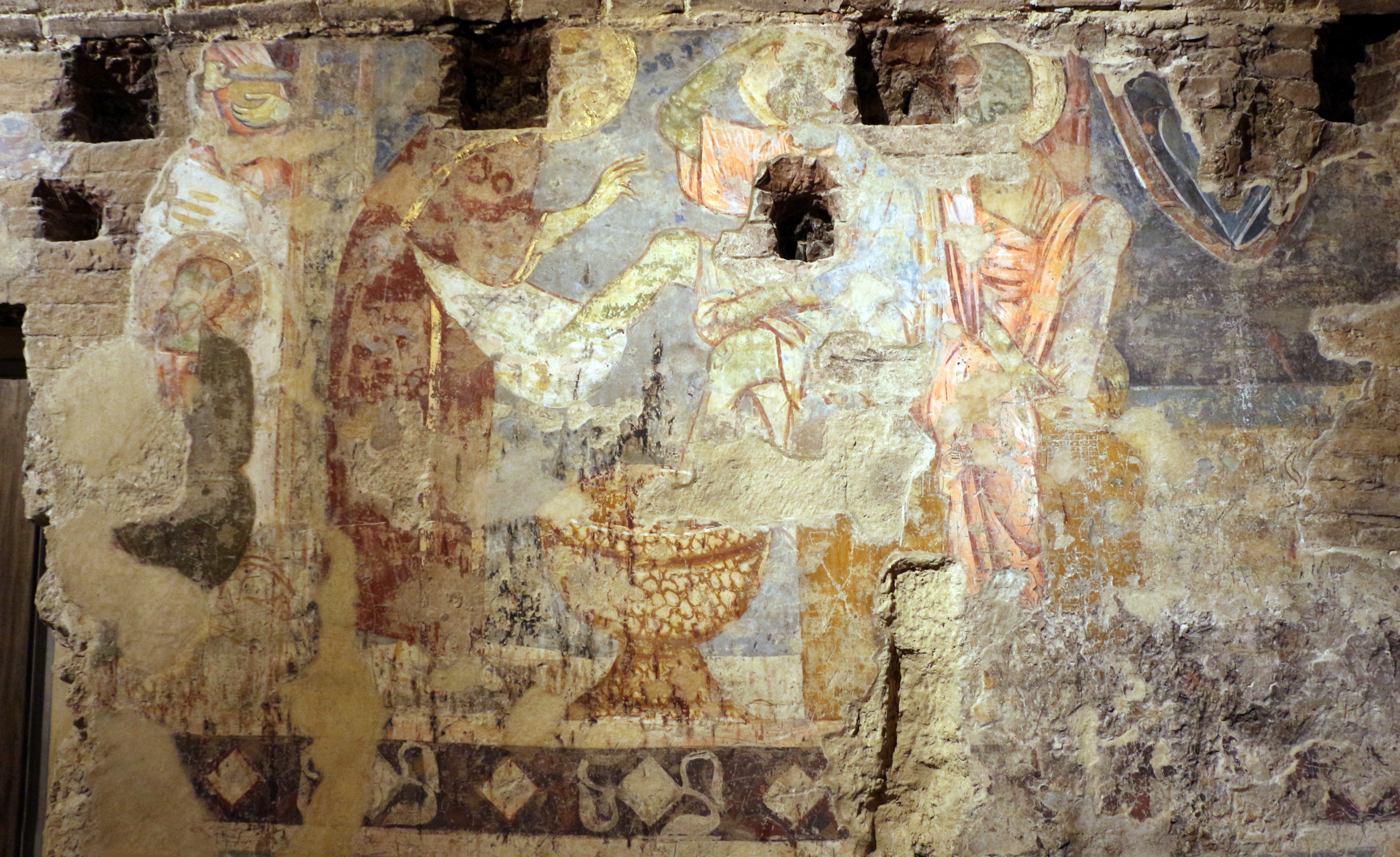
Lavanda dei piedi
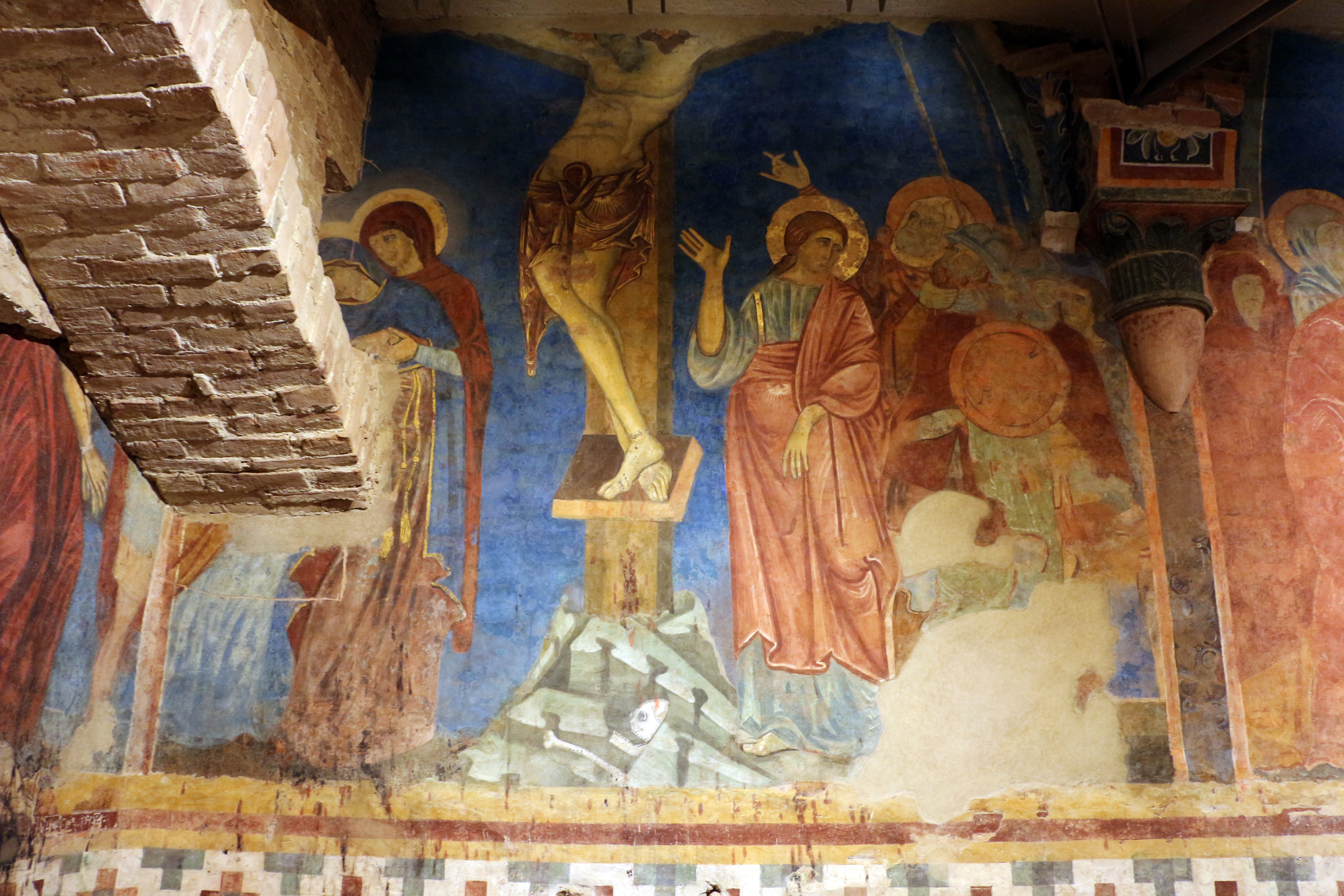
Particolare della Crocifissione
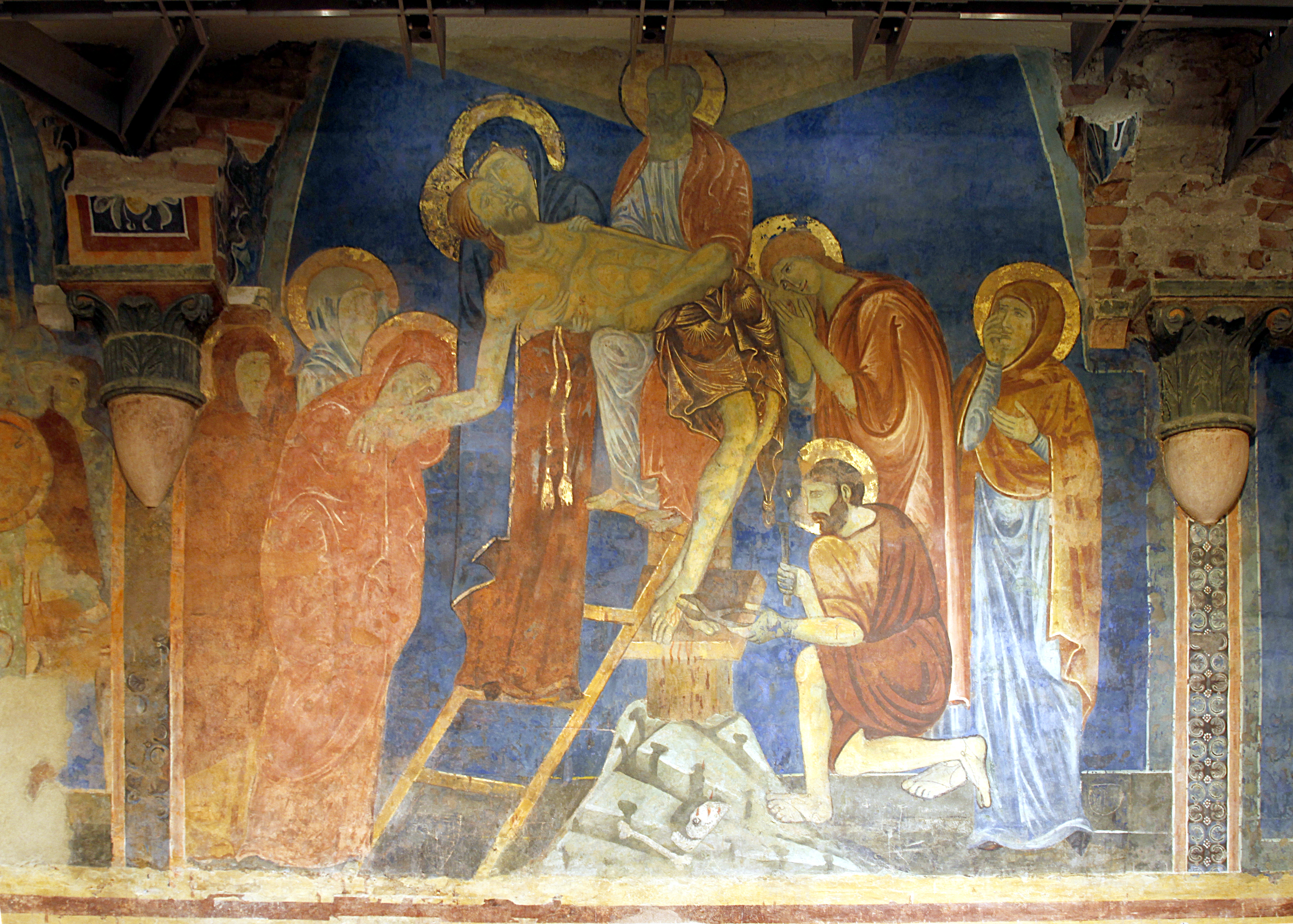
Deposizione dalla Croce

## Opere già nel Duomo di Siena

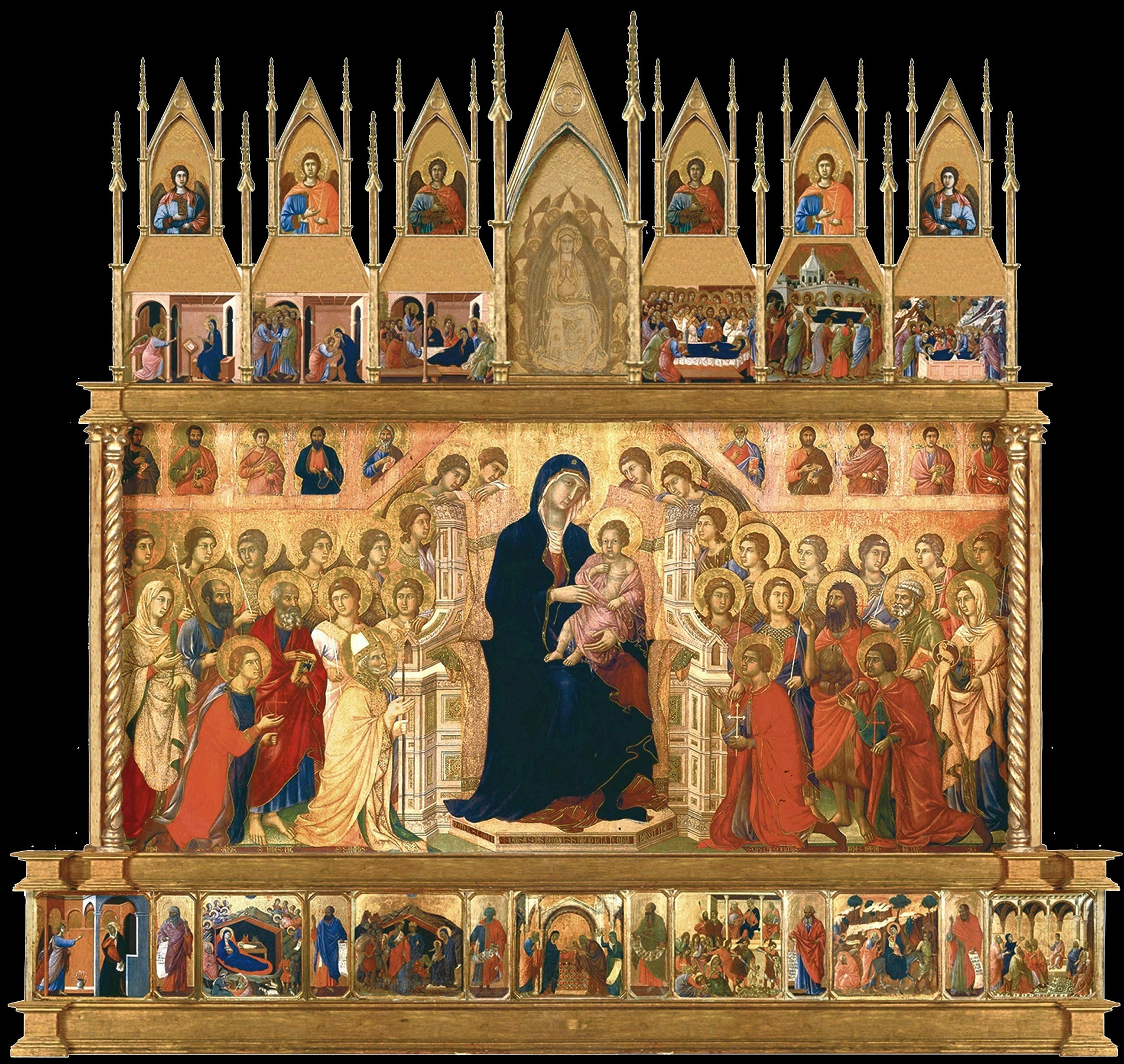
Ricostruzione virtuale del lato anteriore della Maestà di Duccio di Buoninsegna

- Ambrogio Lorenzetti, Presentazione al Tempio, oggi negli Uffizi
- Pietro Lorenzetti, Natività della Vergine, oggi nel Museo dell'Opera del Duomo di Siena
- Simone Martini e Lippo Memmi, Annunciazione tra i santi Ansano e Margherita, oggi negli Uffizi
- Duccio di Buoninsegna, Maestà del Duomo di Siena, oggi al Museo dell'Opera del Duomo di Siena e in altri musei
- Donatello, Madonna del Perdono, oggi al Museo dell'Opera del Duomo di Siena
- Sassetta, Pala della Madonna della Neve, oggi nella Collezione Contini-Bonacossi a Firenze

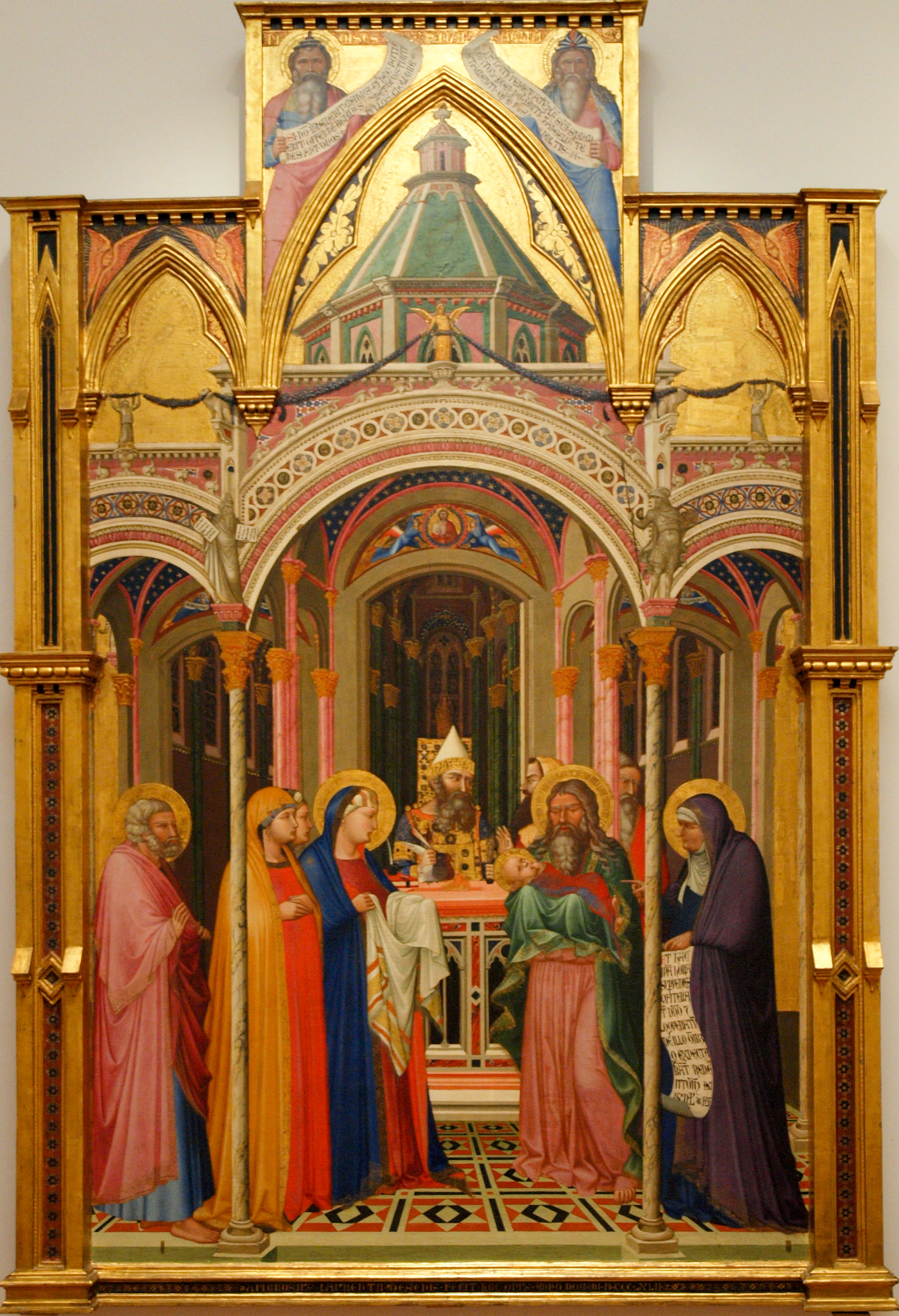
Presentazione al Tempio di Ambrogio Lorenzetti
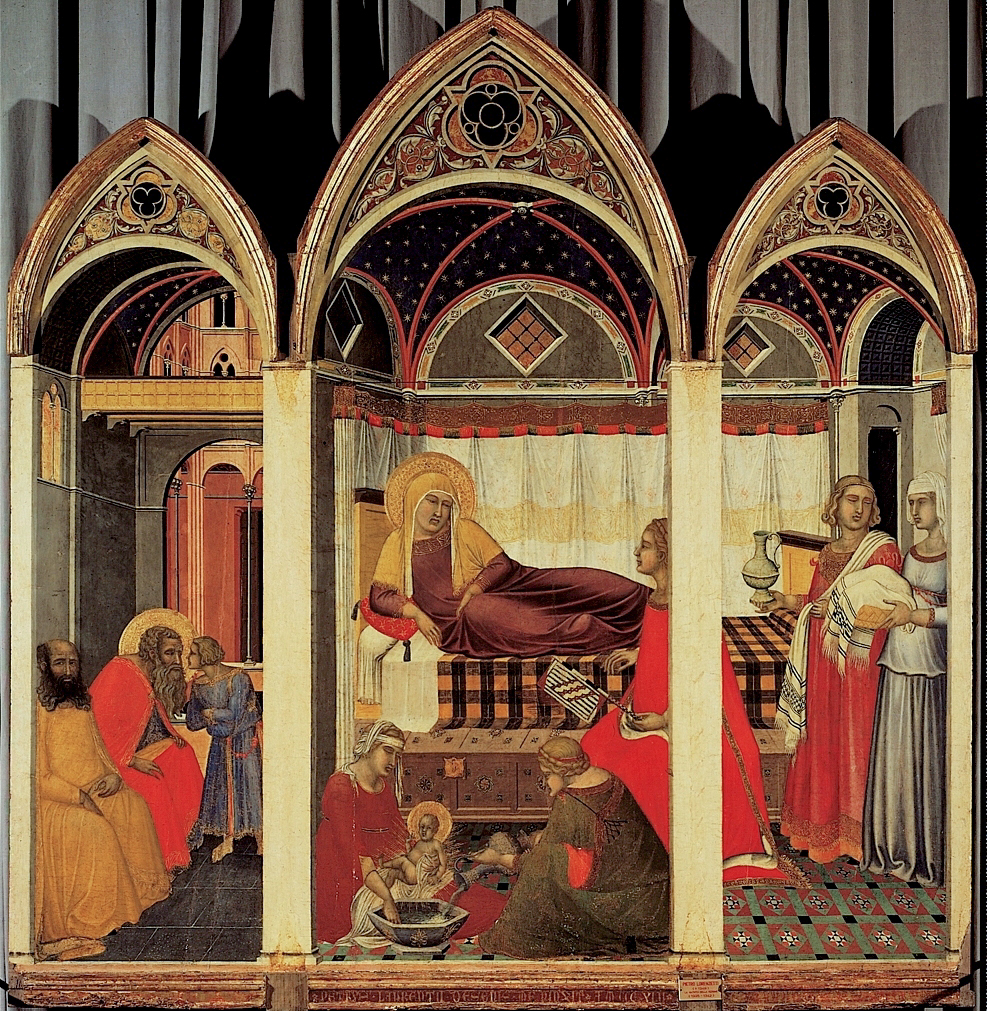
Natività della Vergine di Pietro Lorenzetti
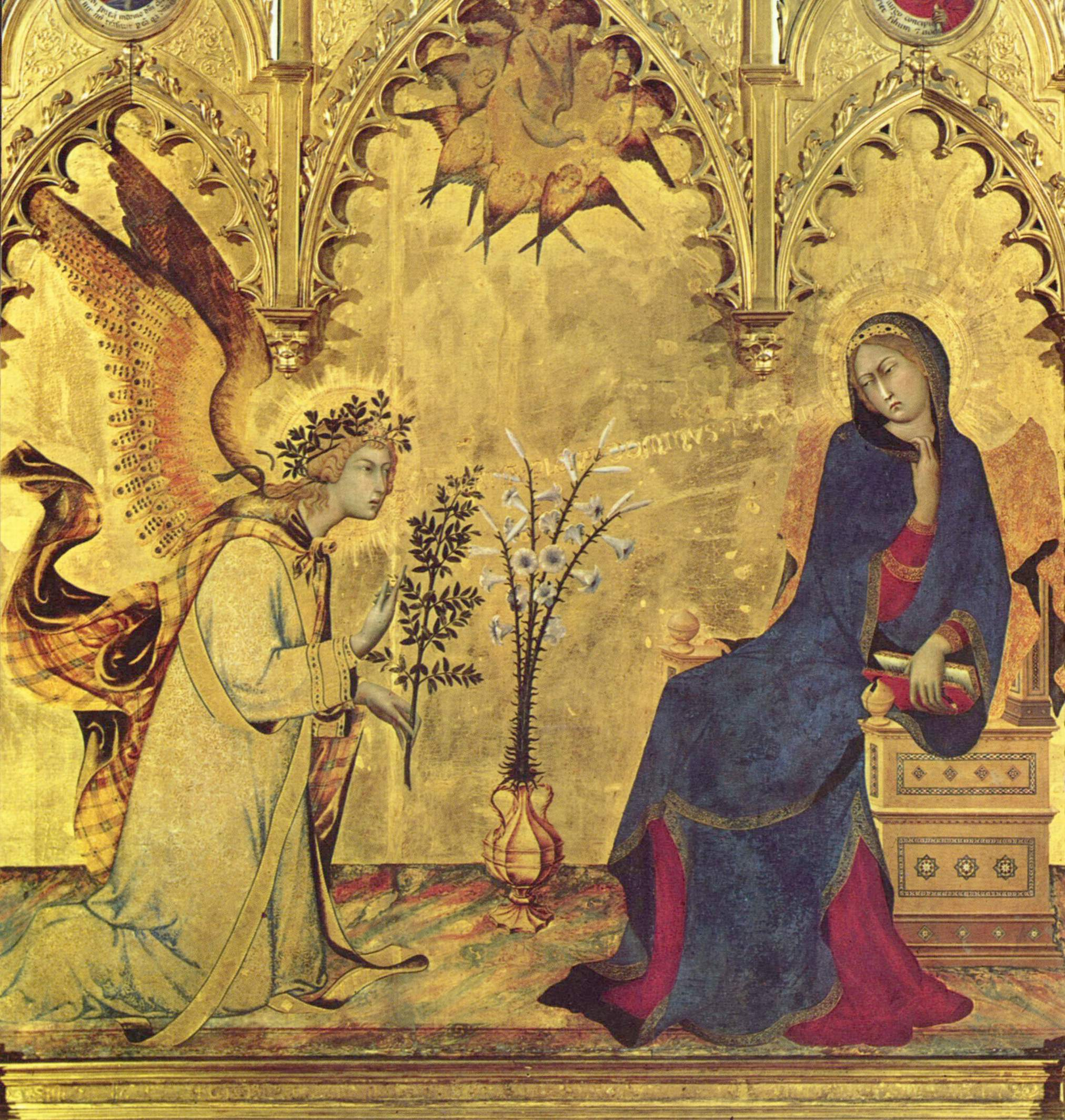
Particolare dell'Annunciazione di Simone Martini e Lippo Memmi
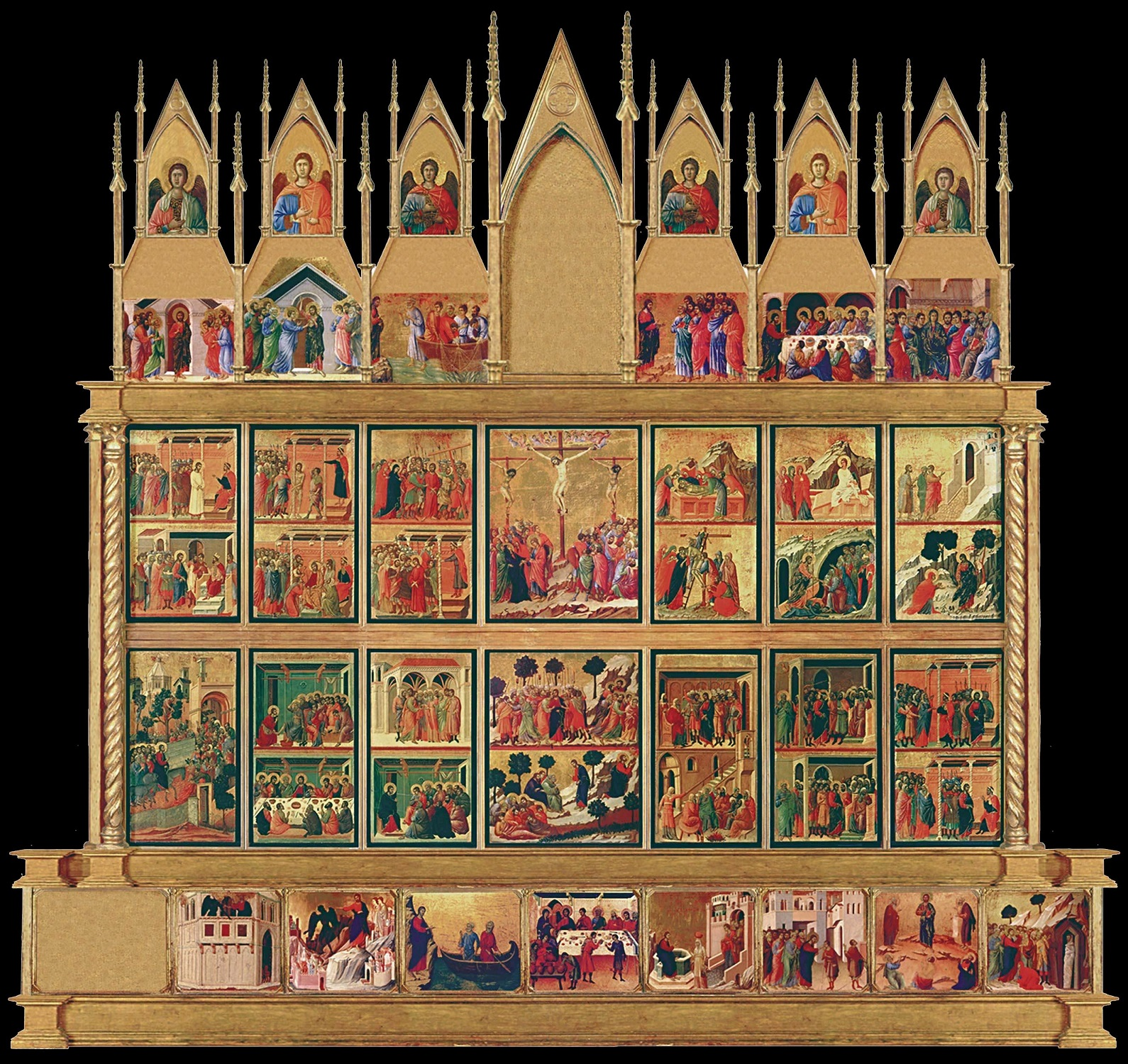
Ricostruzione virtuale del lato posteriore della Maestà
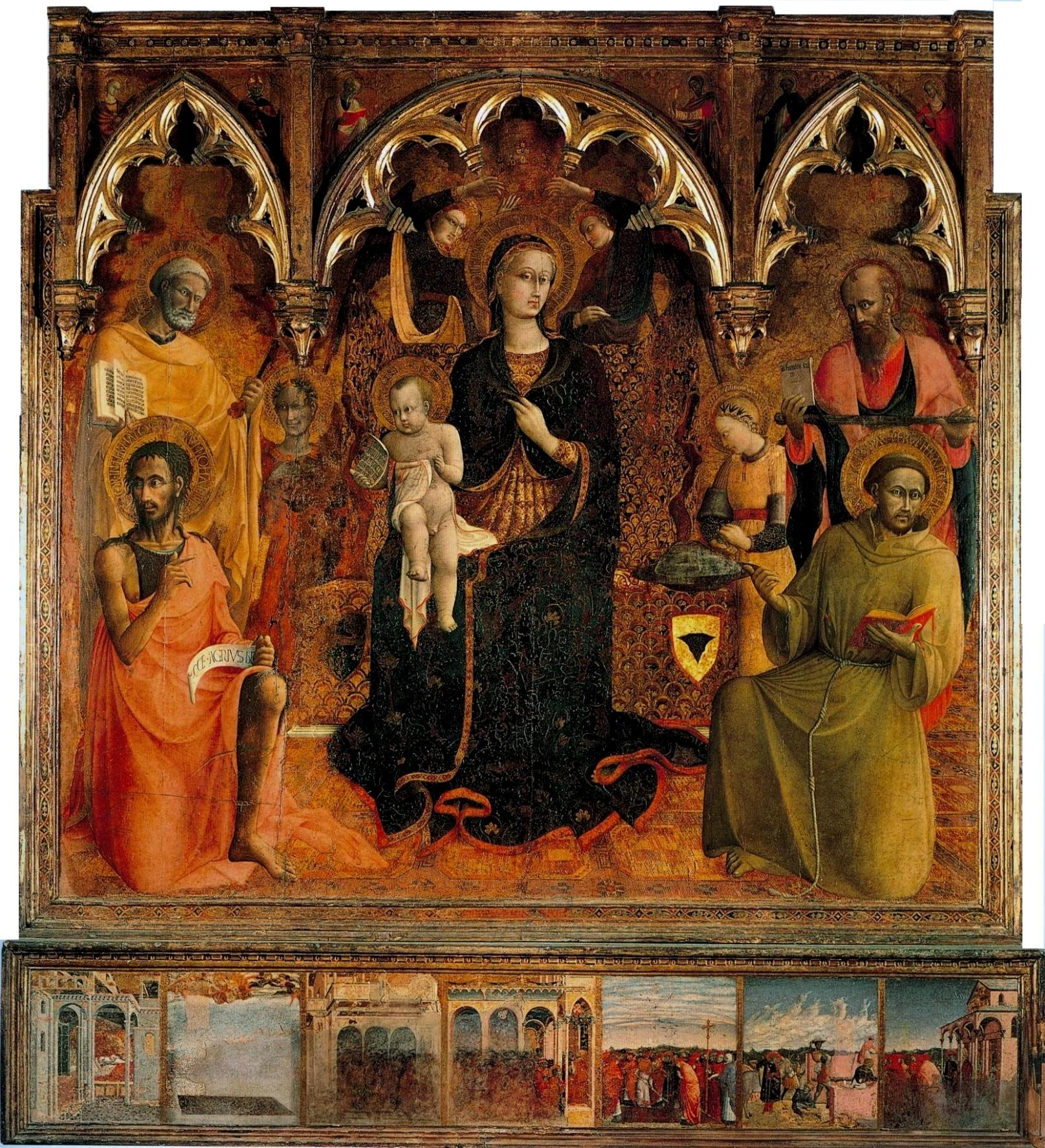
Pala della Madonna della Neve del Sassetta

## Il Duomo e il Palio
La cattedrale di Santa Maria Assunta è strettamente legata al Palio di Siena. Infatti, secondo quanto stabilisce il Regolamento del Palio: «Il Drappellone è solennemente trasportato [...] per il Palio del 16 agosto in Duomo [...] prima della terza prova, e vi rimane esposto fino a quando deve venire issato sul carroccio, per il Corteo storico»; la tradizionale processione dei contradaioli fino alla Cattedrale è detta "processione dei ceri e dei censi". Dopo la fine del Palio di agosto, i contradaioli vittoriosi si recano proprio in Duomo con il Drappellone, per cantare il Te Deum di ringraziamento alla Maria Assunta..